# 7e arrondissement de Lyon
Pour les articles homonymes, voir 7e arrondissement.
Le 7e arrondissement de Lyon est l'un des neuf arrondissements de la ville française de Lyon. Il constitue l'arrondissement le plus méridional de Lyon, sur la rive gauche du Rhône, ainsi que le plus étendu, d'une superficie de 9,75 km2.

## Généralités

### Démographie
En 2022, l'arrondissement comptait 87 491 habitants.
| 1968   | 1975   | 1982   | 1990   | 1999   | 2006   | 2011   | 2016   | 2021   |
| ------ | ------ | ------ | ------ | ------ | ------ | ------ | ------ | ------ |
| 62 200 | 57 121 | 52 119 | 53 860 | 61 743 | 69 331 | 73 713 | 82 045 | 85 897 |

| 2022   | - | - | - | - | - | - | - | - |
| ------ | - | - | - | - | - | - | - | - |
| 87 491 | - | - | - | - | - | - | - | - |

La densité s'élève à 8 973,4 habitants/km2 en 2022.

### Historique
Le lit majeur - donc sujet aux inondations - du Rhône, présente un rétrécissement de moins d'un kilomètre dans la traversée de Lyon selon un axe correspondant grossièrement à la rue de l'Université alors qu'il est beaucoup plus large tant en amont qu'en aval. On est vraiment sur la terre ferme quand on parvient à la première terrasse alluviale dans le quartier de la Madeleine (les remblaiements du XIXe siècle ont gommé le talus de dénivellation). C'est la raison pour laquelle c'est ce tracé qu'avait choisi le conquérant romain pour établir une relation routière en direction de l'est. « Une voie se dirigeait vers le sud et Vienne par les tracés de la rue du Repos et de la route de Vienne : c'est le compendium mis en place au début de l'Empire. L'autre, la voie d'Italie, se dirige vers l'est et rejoint la Grande rue de la Guillotière puis l'avenue des frères Lumière à partir de la rue des Trois Pierres ». Comme il était alors de tradition, les nécropoles étaient concentrées au départ des grandes voies à la sortie des agglomérations. Si les plus importantes étaient situées à l'ouest de la Saône à partir de Fourvière une dernière avait été créée au IIe siècle de part et d'autre du compendium et devait subsister pendant le IIIe siècle. L'inhumation était préférée alors à la crémation ce qui nous vaut d'avoir conservé çà et là, comme à la rue des Trois-Pierres qui en tire son appellation, la trace de tombeaux dont certains traduisent l'existence d'une élite sociale. En 1870 est découverte la sépulture de la famille Accepti sur laquelle nous renseigne une longue épitaphe. Un sarcophage finement sculpté avec décor dionysiaque dont le thème principal est l'union de Dionysos et d'Ariane est conservé au musée gallo-romain.

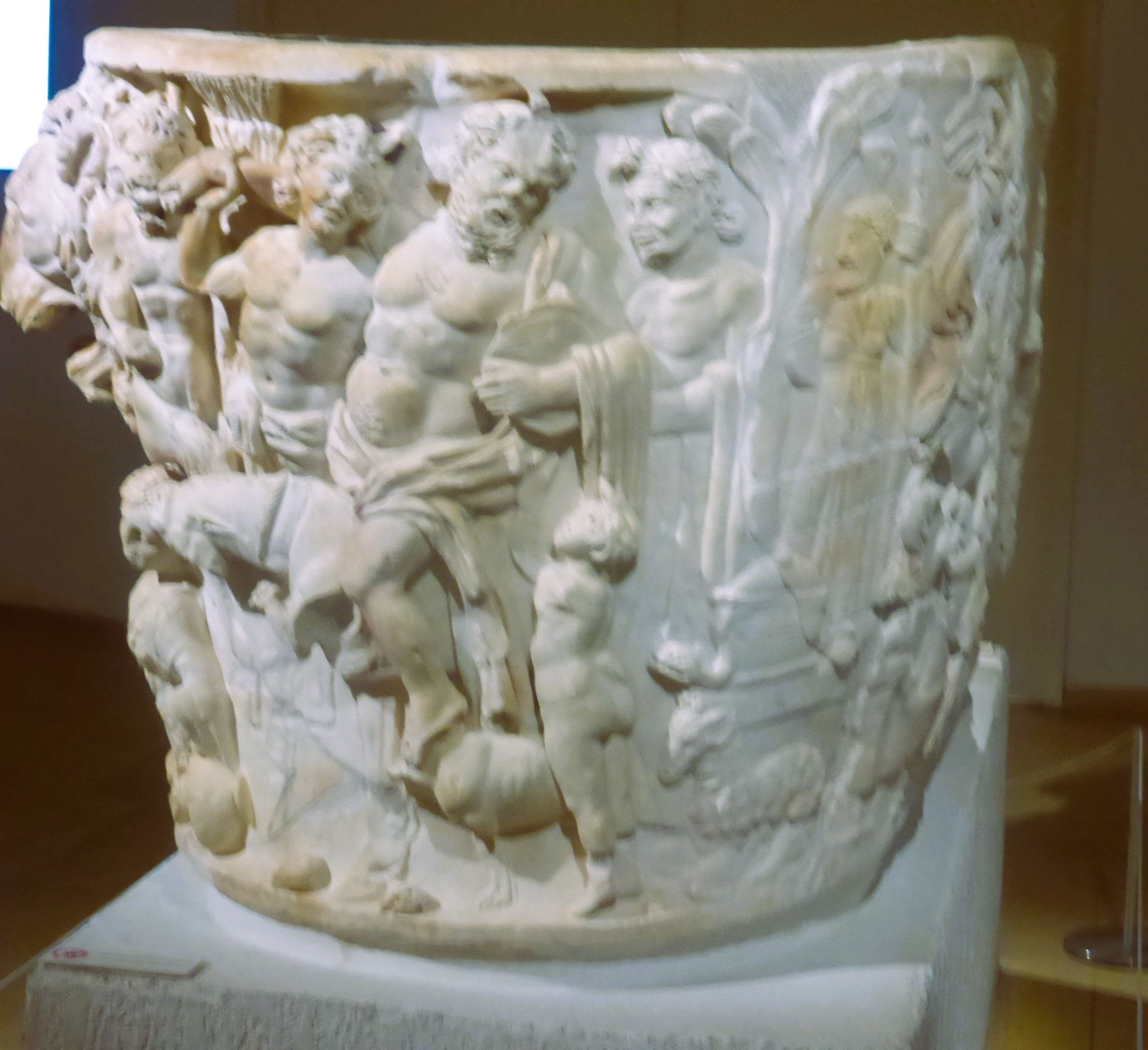
Sarcophage des Accepti.
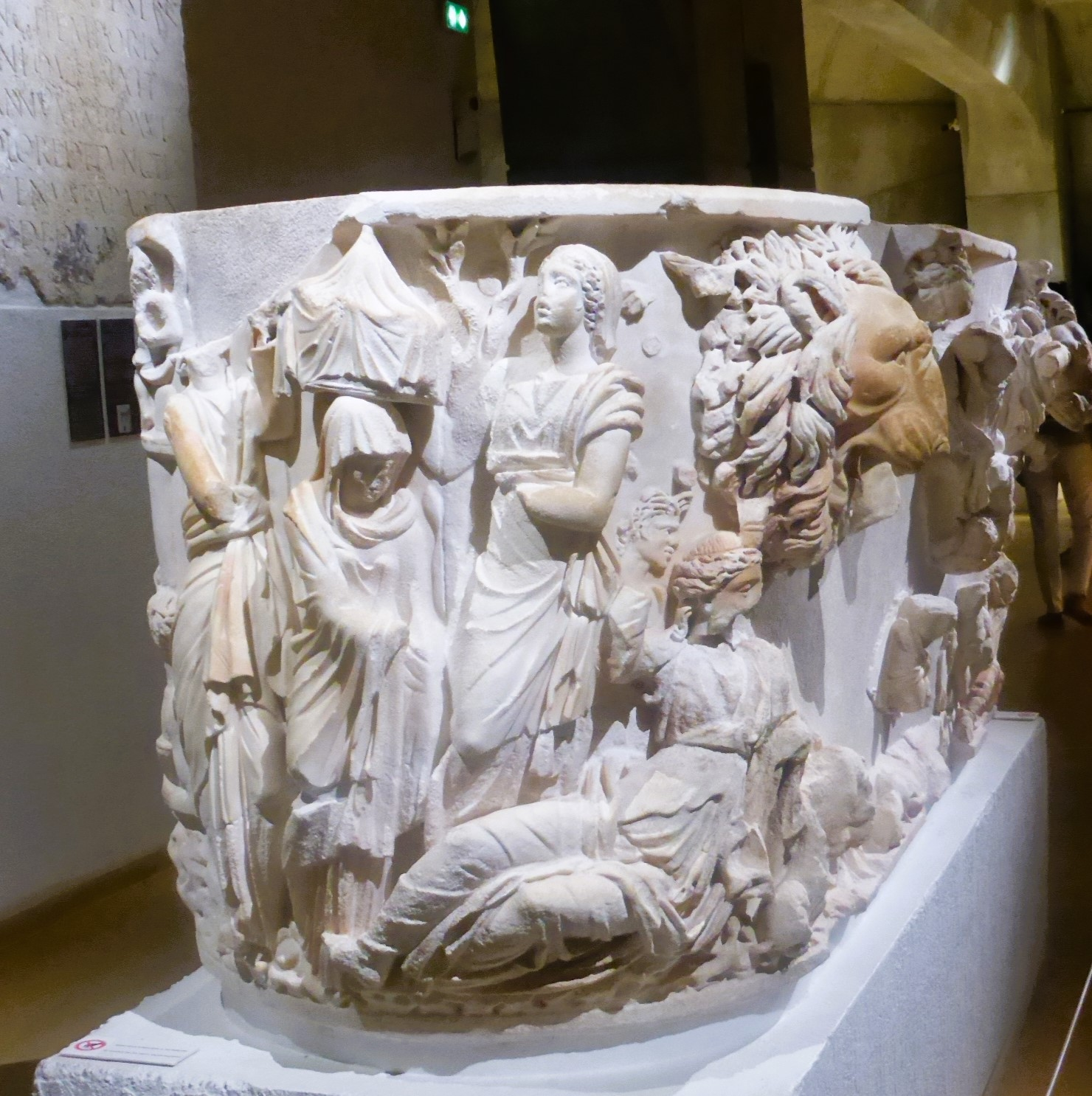
Sarcophage des Accepti.
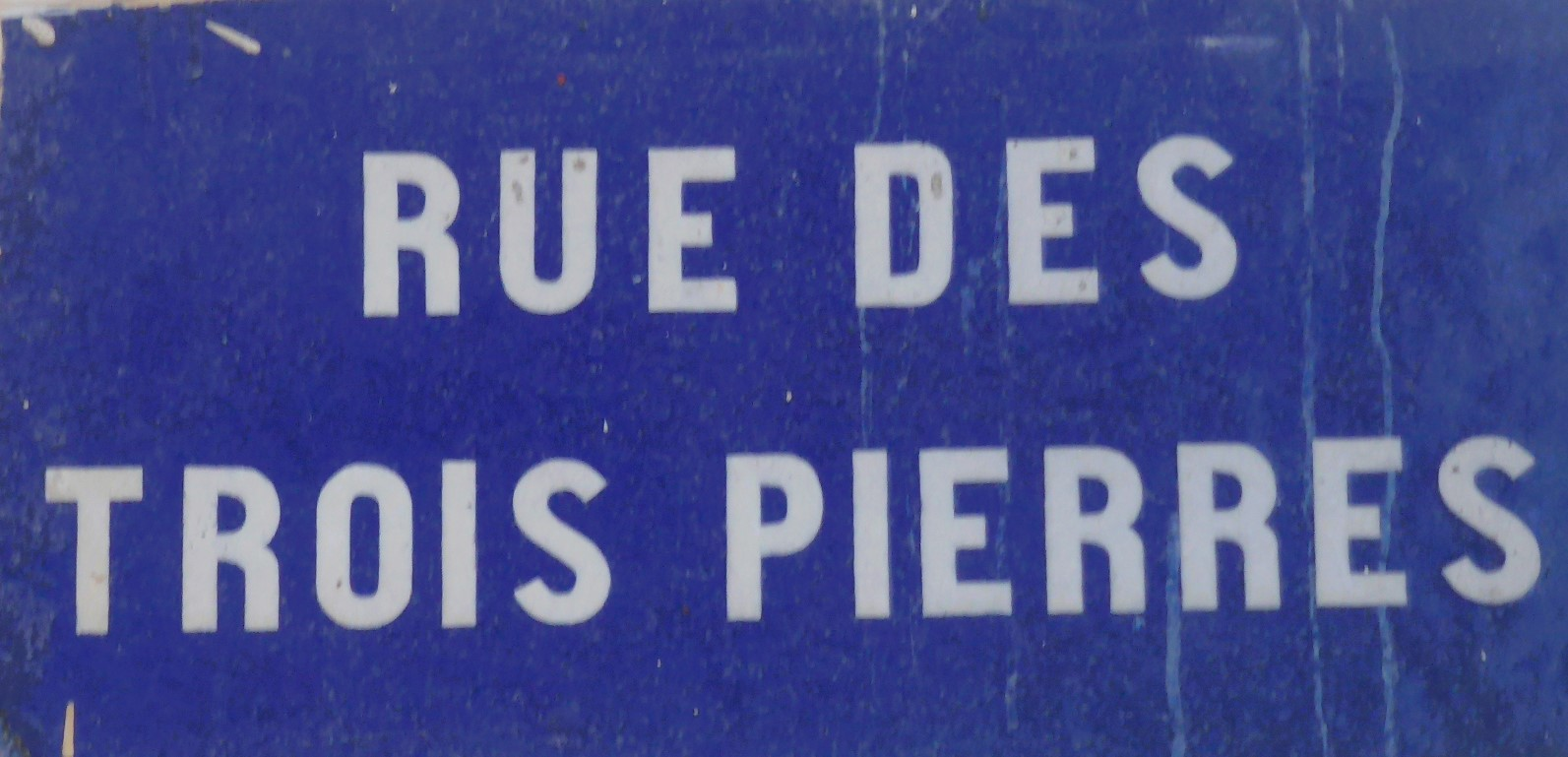
Rue des Trois Pierres.

Divers indices donnent à penser qu'un millénaire plus tard le Rhône était toujours franchi au même endroit. La meilleure preuve en est que, pour mieux sécuriser le passage, l'archevêque de Lyon Jean de Bellesme avait fait construire en 1180 une tour sur une motte artificielle toujours en place au milieu du XVIe siècle. Elle était située sur l'emplacement que devait occuper au XXe siècle le garage Citroën, une fois traversés les brotteaux de l'île Béchevelin. Contrairement à la thèse souvent admise c'est cet itinéraire qu'a emprunté Richard Cœur de Lion en 1190 en partant pour la croisade et si le pont subit une rupture partielle la même année, il restait encore le seul moyen de passer le fleuve.

### La Guillotière, commune indépendante

#### Création du pont
C'est vers 1225 qu'aurait été décidée la création d'un nouveau pont. On a émis l'hypothèse que « dans le voisinage du pont écroulé subsistaient des obstacles impossibles à évacuer avec les moyens de l'époque et que ces obstacles devaient occasionner des tourbillons meurtriers ». L'emplacement choisi, trois cents mètres en amont, présentait à peu près le même avantage que l'ancien tracé car la plaine inondable y est de la même largeur entre la rive droite et la terrasse alluviale sur la pointe avancée de laquelle se dresse aujourd'hui l'église Notre-Dame-Saint-Louis. Le pont a atteint la rive gauche en 1260 ; en partie ruiné au XIVe siècle, il a été remplacé par un nouvel édifice. Il ne sera achevé dans sa forme définitive qu'en 1560. Il était nettement plus long que son actuel remplaçant (500 mètres au lieu de 350) et se terminait place du Pont (actuellement place Gabriel Péri) ainsi que l'ont confirmé les travaux de percement du métro : à partir de cette place le Rhône n'est atteint aujourd'hui qu'au niveau de la septième arche,.
La frontière n'en a pas pour autant été abolie. Depuis le traité de Verdun en 843 l'axe Saône-Rhône constituait la limite entre les terres d'Empire et du royaume de France. Telle était toujours théoriquement la situation au cœur de Moyen-âge. À l'échelle locale, l'autorité du roi s'exerçait directement en terre lyonnaise depuis le traité de Vienne de 1312 par lequel l'archevêque avait cédé ses droits de comte à sa Majesté. Il faut attendre 1348 pour que le dauphin Humbert II vende son domaine à Philippe VI de Valois. Mais il avait posé ses conditions : le Dauphiné conserverait ses institutions particulières dont ses États qui continueraient, en particulier, jusqu'à la Révolution de décider par un vote le montant des impôts. Cette différence n'était pas remise en cause du côté lyonnais. La Guillotière - tel est le nom emprunté à celui d'un domaine privé de ce noyau de peuplement - faisait partie du mandement de Béchevelin dans la province du Dauphiné. Mais la réserve est venue de l'archevêque qui estimait y disposer de droits de juridiction car il se plaignait de ce que « les malfaiteurs de la ville pouvaient préparer leurs coups et échapper à la justice en traversant le Rhône ». Ses exigences seront finalement prises en compte sous le règne de Louis XI. Il avait fallu préalablement déterminer avec exactitude les limites de ce mandement. La tâche a été confiée au conseiller de la couronne Louis Tindo. En 1479 ont été fixées ces limites, presque inchangées depuis, de la Guillotière avec les communes de Villeurbanne de Bron et de Vénissieux.

#### Une dynamique propre
C'est à son pont, le seul à permettre véritablement le franchissement du Rhône jusqu'à la fin du XVIIIe siècle, que le quartier de la Guillotière doit son développement dès le XIIIe siècle. Ce rôle de guichetier ne fera que croître au cours des siècles, surtout à partir de la Renaissance lorsque les liens avec l'Italie se multiplient, tant pour des raisons économiques que politiques. Les facilités offertes par les foires ont été saisies par les banquiers italiens, principalement milanais et toscans installés en grand nombre sur les bords de la Saône. L'ambition des rois de France de Charles VIII à Henri II les ont engagés dans une politique à la fois guerrière et matrimoniale. À ce grand démarrage fait suite jusqu'au XIXe siècle une croissance soutenue.
Les activités liées au passage prennent toutes les formes, du roulage au portage par les animaux de bât, du cavalier au simple pèlerin. Il faut loger tout ce monde. Le long de la grande rue les hôtelleries se multiplient : la Couronne, le Chapeau rouge, la Croix d'Or. « Elles sont reconnaissables à l'ampleur de leurs bâtiments, leurs cours intérieures, leurs écuries et leurs enseignes colorées : ce sont de petits caravansérails. Pour les voyageurs sans ressources on a fondé l'Hospice des Passants ». Les Compagnons du Devoir logent dans leur propre cayenne. À l'autre bout de la hiérarchie sociale rois et reines y font étape avant leur entrée dans la ville. Marie de Médicis patientera dans l'hôtel de la Couronne avant d'être reçue par Henri IV, quitte à se rendre au château de la Motte pour l'office religieux. Cette coutume persistera jusqu'au XIXe siècle : Napoléon fera halte en 1815 dans l'hôtel qui perpétuera ce passage en empruntant son nom au souvenir du Vol de l'Aigle entre l'île d'Elbe et Paris.

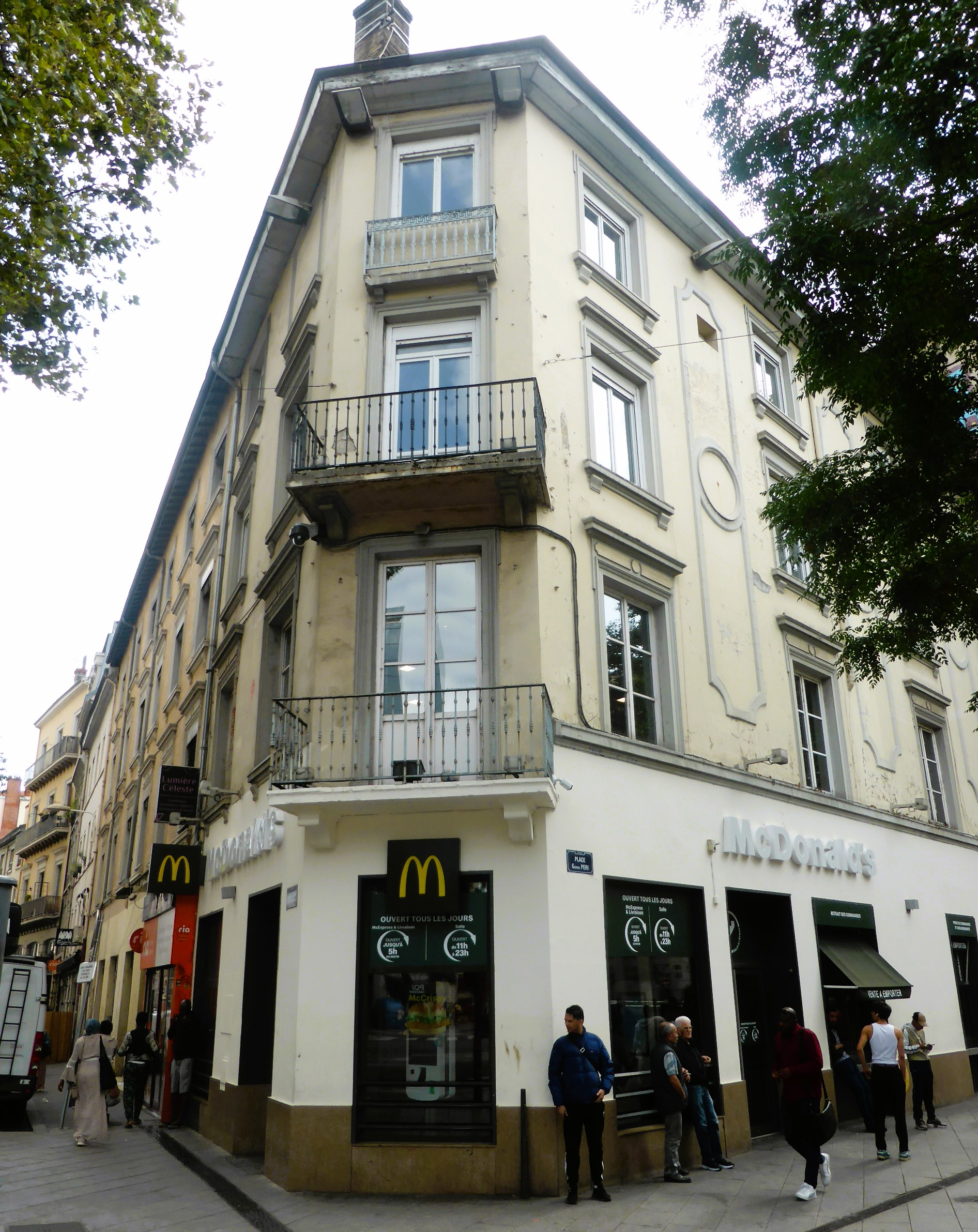
Hôtel de la Couronne.
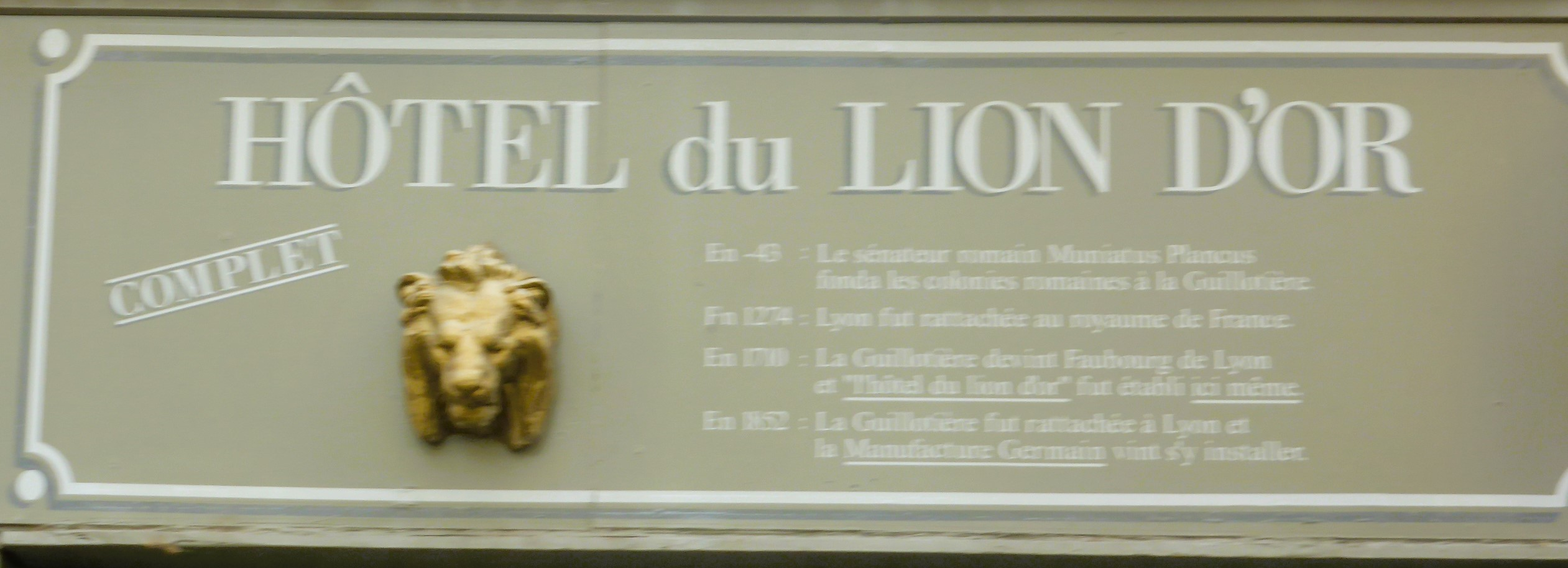
Hôtel du Lyon d'Or.
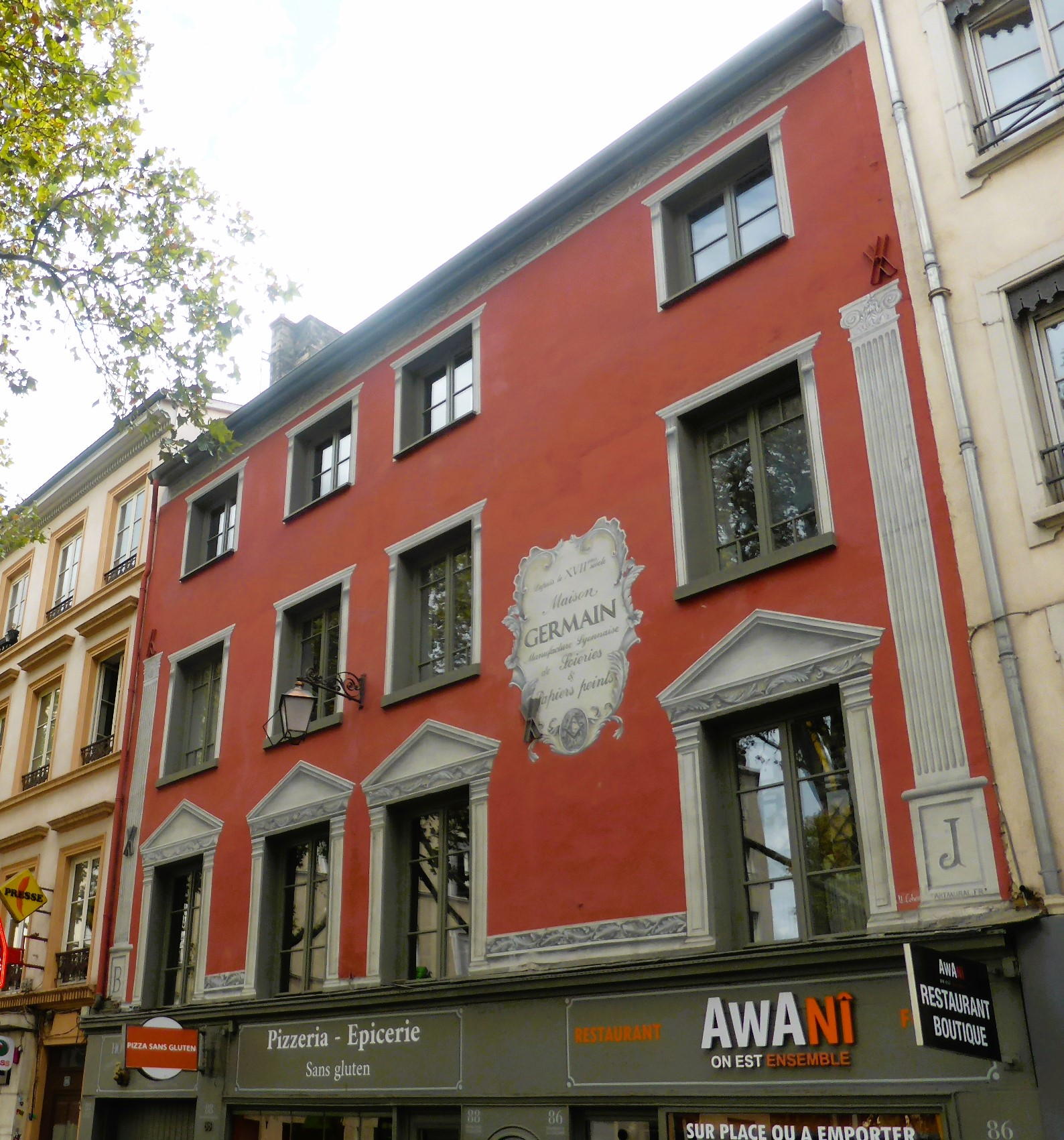
Entreprise Germain.
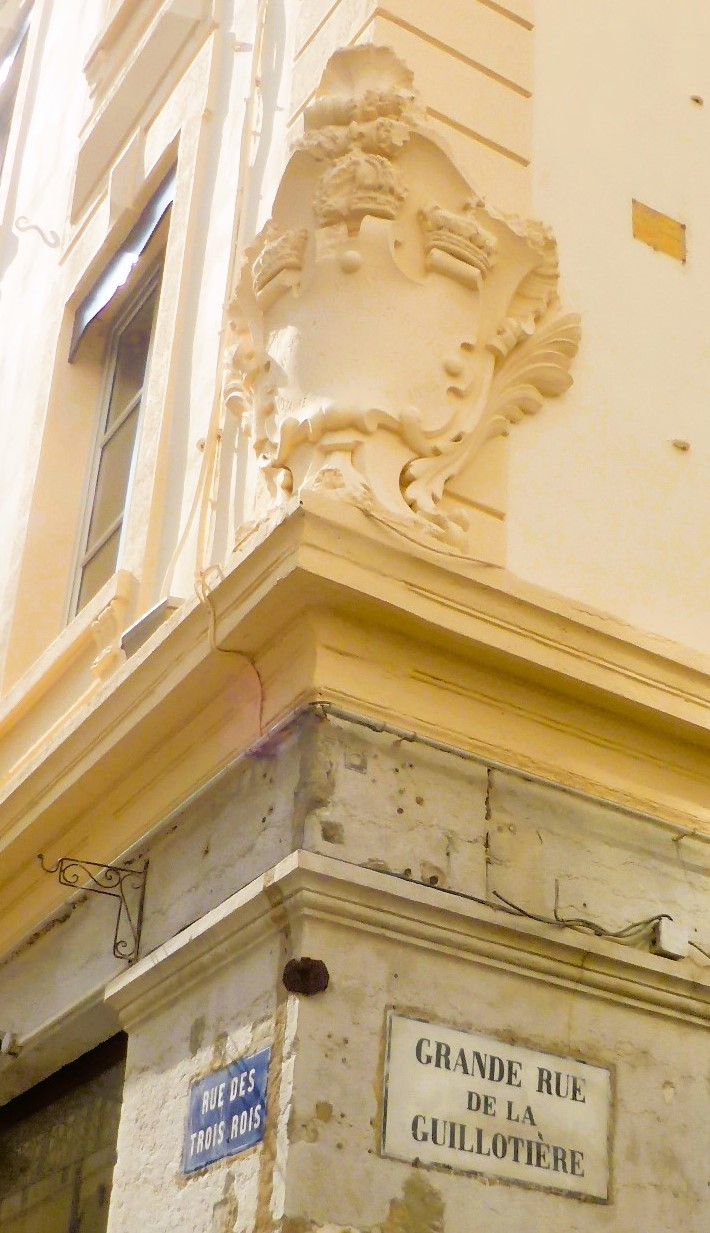
Ancien hôtel des trois rois.
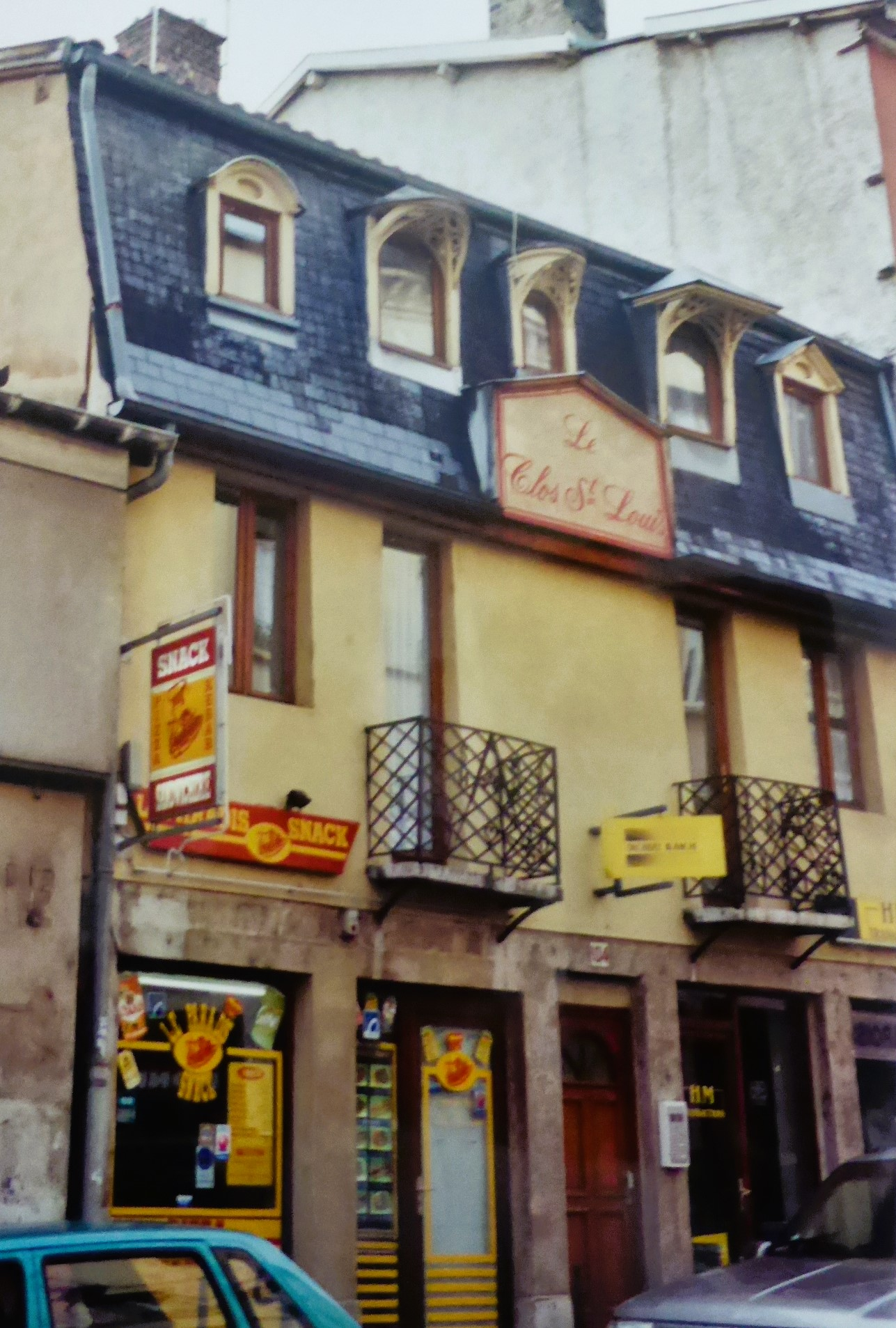
Cayenne.
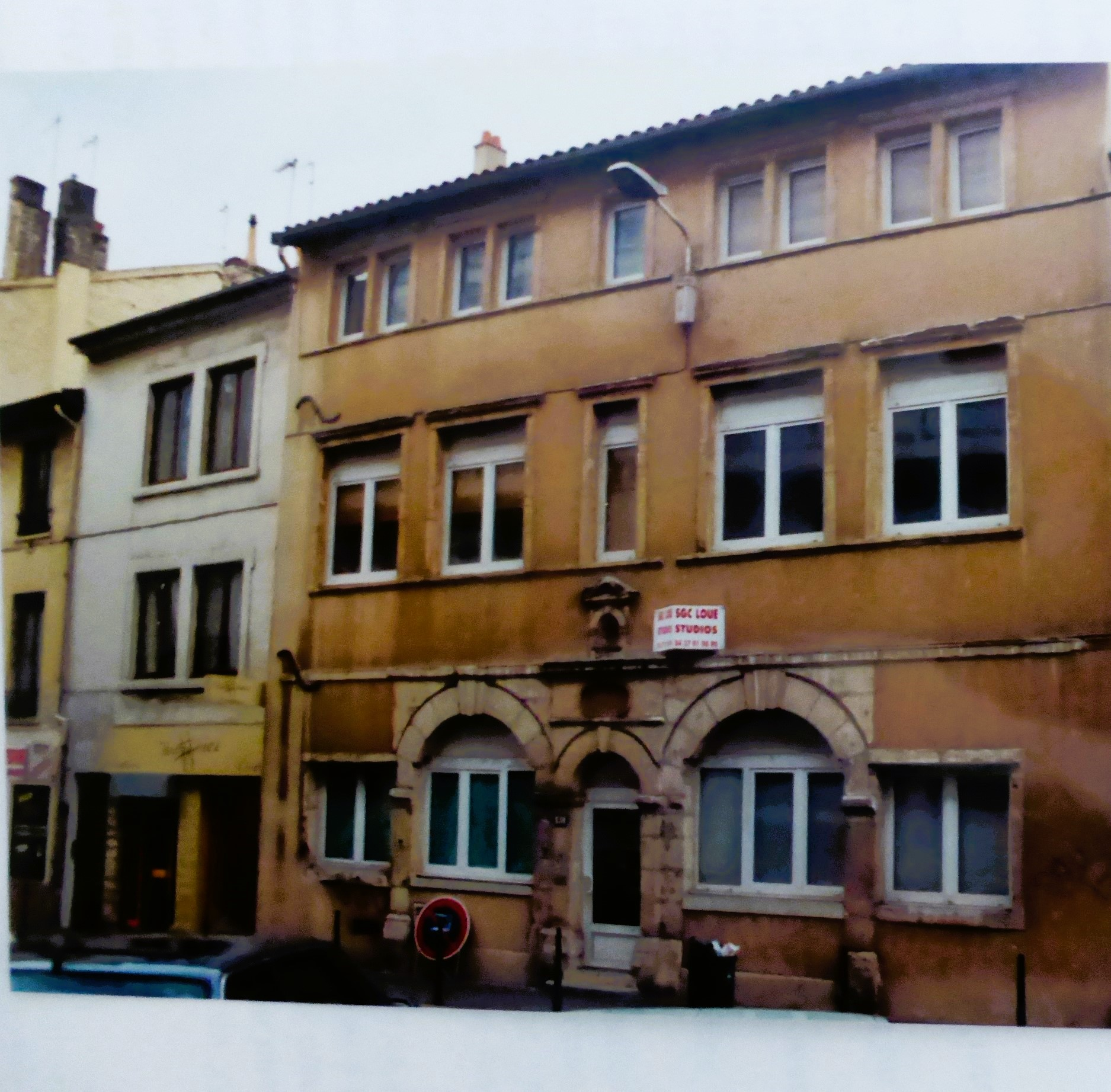
Maison XVIIIe.

L'entretien des attelages est l'affaire des charrons. Celui des chevaux fournit de l'ouvrage aux maréchaux-ferrants et aux bourreliers. Leur nourriture justifie l'existence d'un marché au foin et aux grains sur la place de la Croix. Ce n'est pas un effet du hasard si Claude Bourgelat crée en 1761 à la Guillotière - et non dans son quartier natal d'Ainay - sur l'emplacement d'une actuelle école un établissement hippiatrique qui est considéré, sans doute un peu généreusement, comme la première école vétérinaire avant son départ pour la région parisienne où il en ouvrira une deuxième à Maisons-Alfort en 1766.

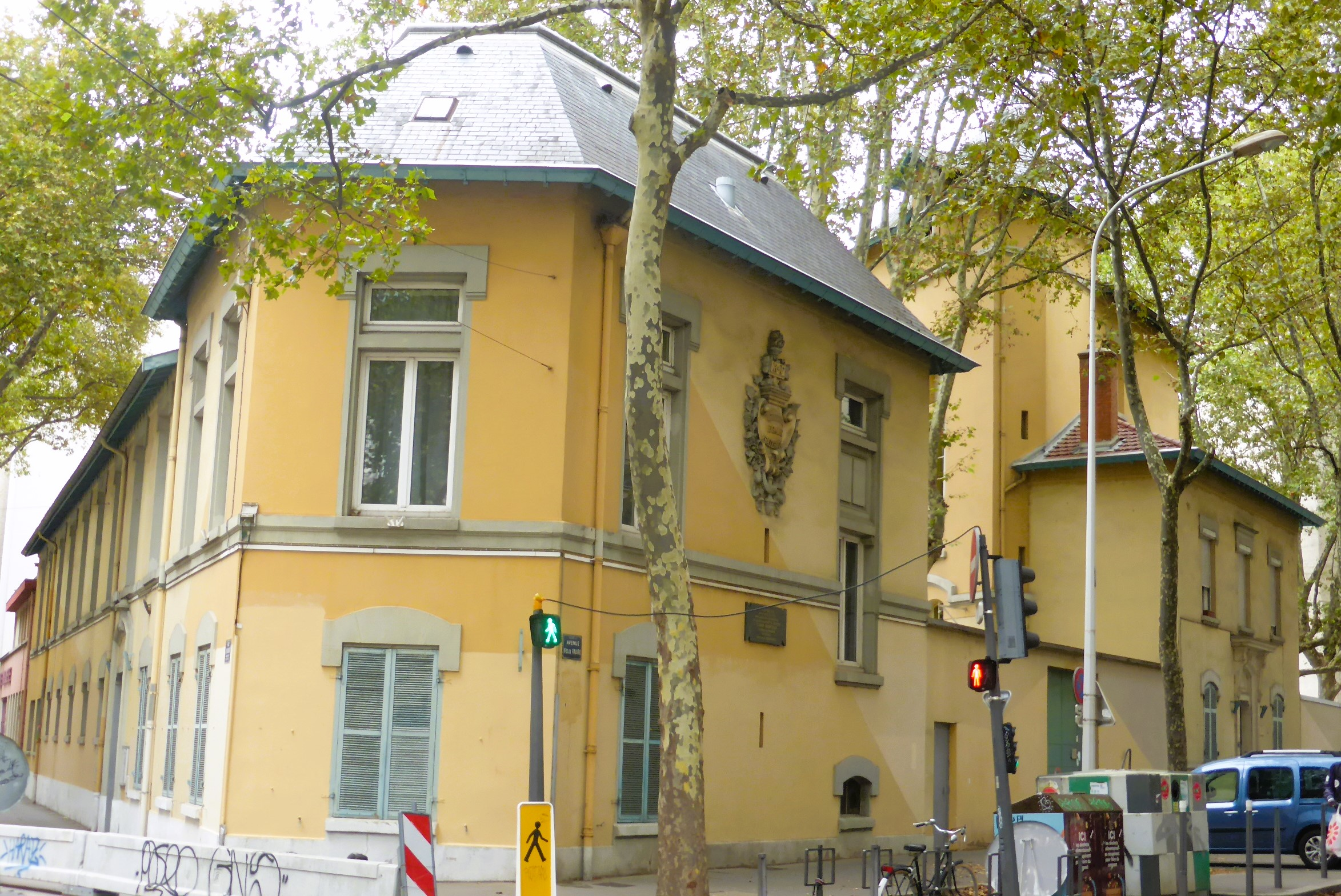
École de la rue J-M Chavant.
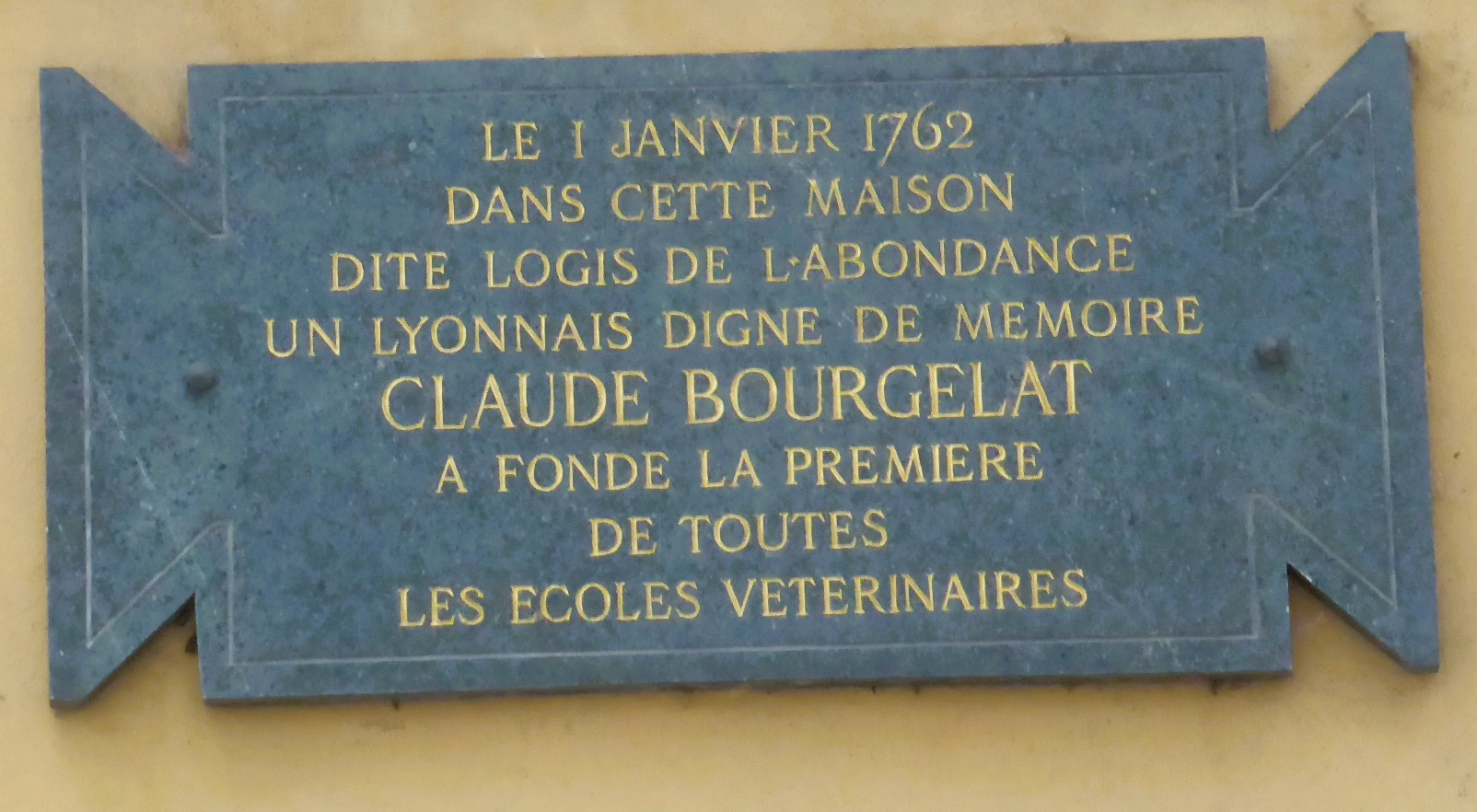
École vétérinaire.

##### Vie religieuse

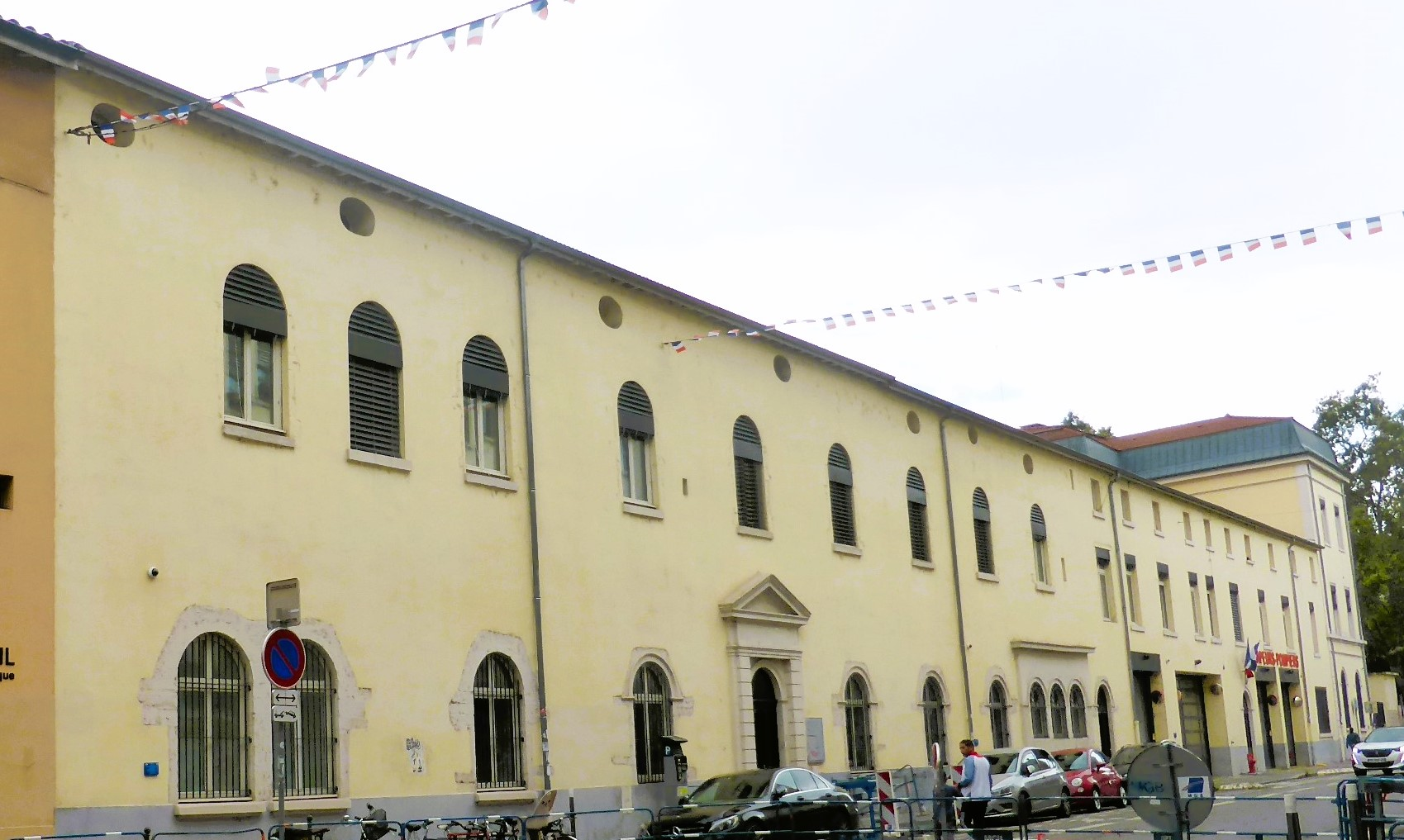
Ancien couvent Picpus.

La vie paroissiale s'anime au début du XVIIe siècle. L'église Notre-Dame-de-Grâce commence à s'émanciper de la dépendance de celle de Saint-Alban située dans le secteur de l'actuelle Grange Blanche distante de cinq bons kilomètres. Par ailleurs, en 1607, en réponse aux vœux exprimés par la population, le tiers ordre franciscain commence la construction d'un établissement sous le nom de Picpus en reproduction du modèle parisien. La chapelle, dédiée à saint Louis, en est consacrée par l'archevêque en 1617. Les bâtiments sont achevés en 1627. Cette communauté prospère jusqu'à compter 51 membres en 1697. C'est sans doute pourquoi elle rechigne à accueillir les paroissiens après l'effondrement de leur église en 1680. Quand l'archevêque en fait une obligation en 1739, ceux-ci seront confinés dans un local annexe entre cave et grenier. Sous la Révolution Picpus est vendu comme bien national. La chapelle est attribuée à la paroisse qui mérite depuis son nom de Notre-Dame-Saint-Louis.
Pour faire face à l'augmentation de la population (8 500 habitants en 1831) est décidée la construction d'une nouvelle église en contiguïté au nord des bâtiments du couvent de Picpus. La tâche est confiée à l'architecte Christophe Crépet. Les travaux ont été exécutés entre 1842 et 1847. La façade emprunte en toute liberté à l'art roman avec ses arcs en plein cintre, au classique par le fronton triangulaire sommital au-dessous de la croix faitière. Elle laisse deviner le plan basilical, les deux étages de la partie centrale dominant les collatéraux. Dans des niches sont logées les statues des quatre évangélistes. La visite de l'intérieur confirmera ce diagnostic par l'absence de transept. Le clocher, de facture romane s'élève sur le côté nord de l'abside semi-circulaire.
Dans la large nef centrale les six travées en berceaux sont rythmées par des arcs doubleaux que l'on retrouve pour la communication avec les collatéraux plus étroits mais de même facture. Et tout se conclut, chapelles latérales comme abside éclairée de trois fenêtres, en hémicycle.

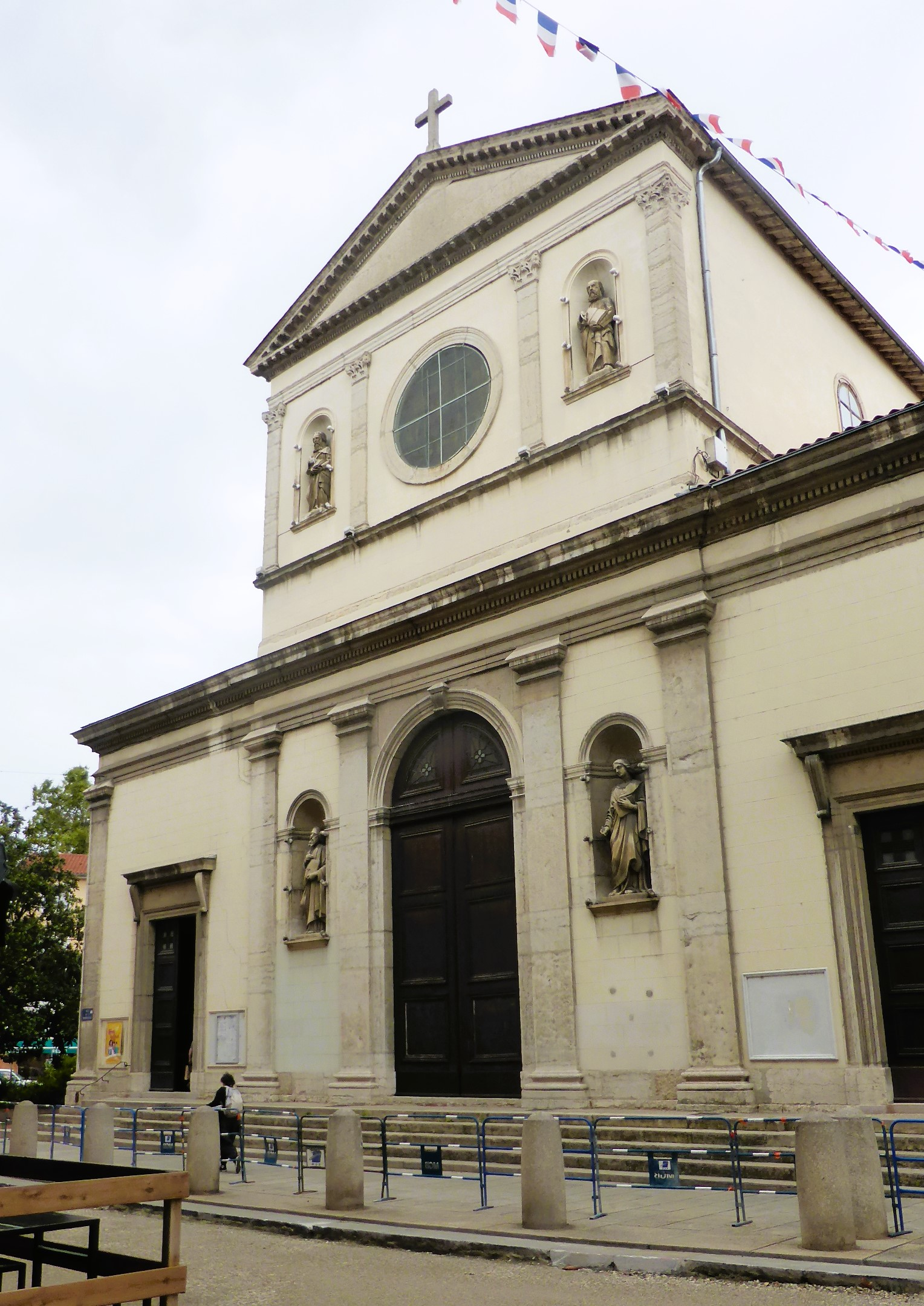
Façade de l'église ND Saint Louis.
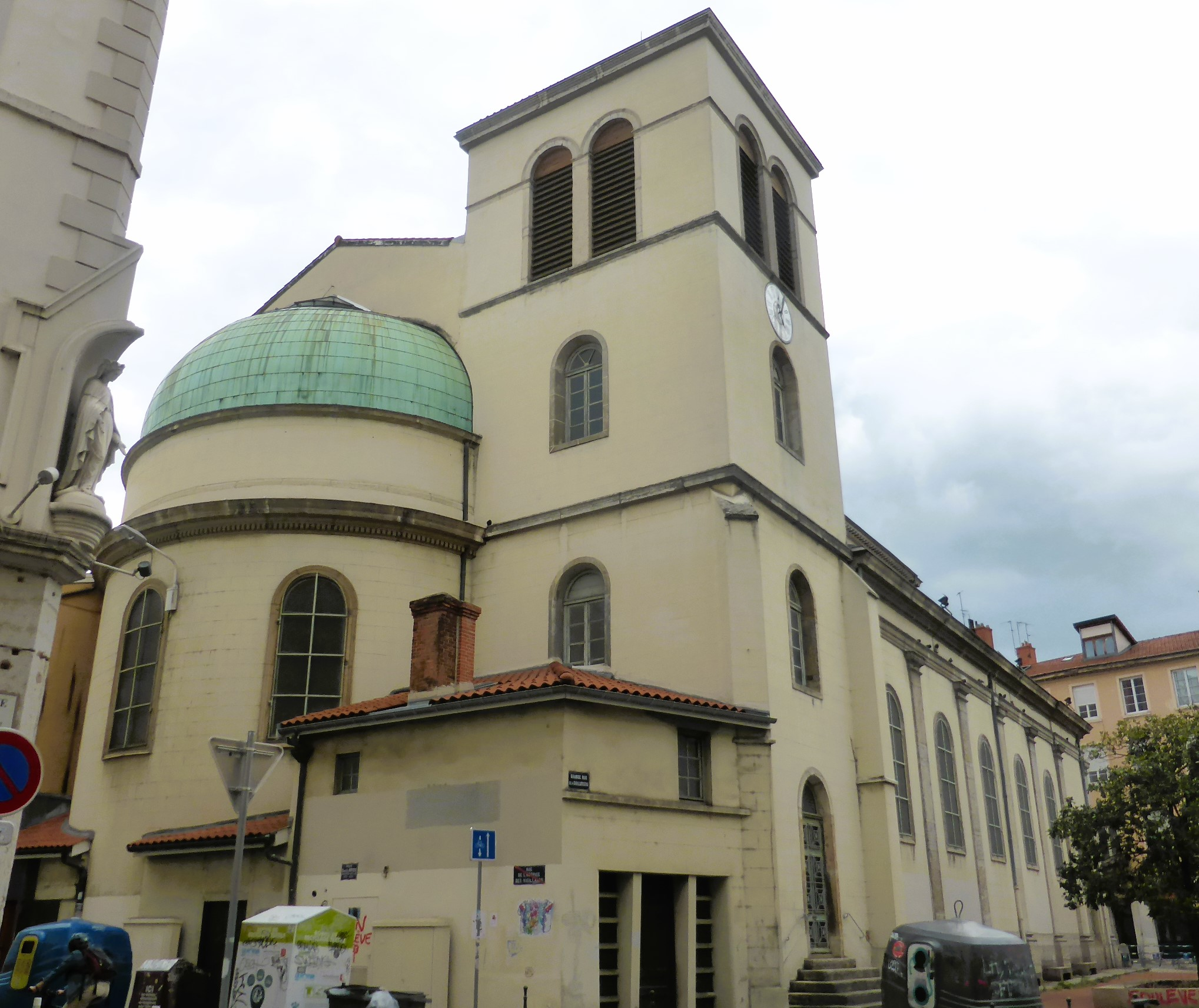
ND Saint Louis côté abside.
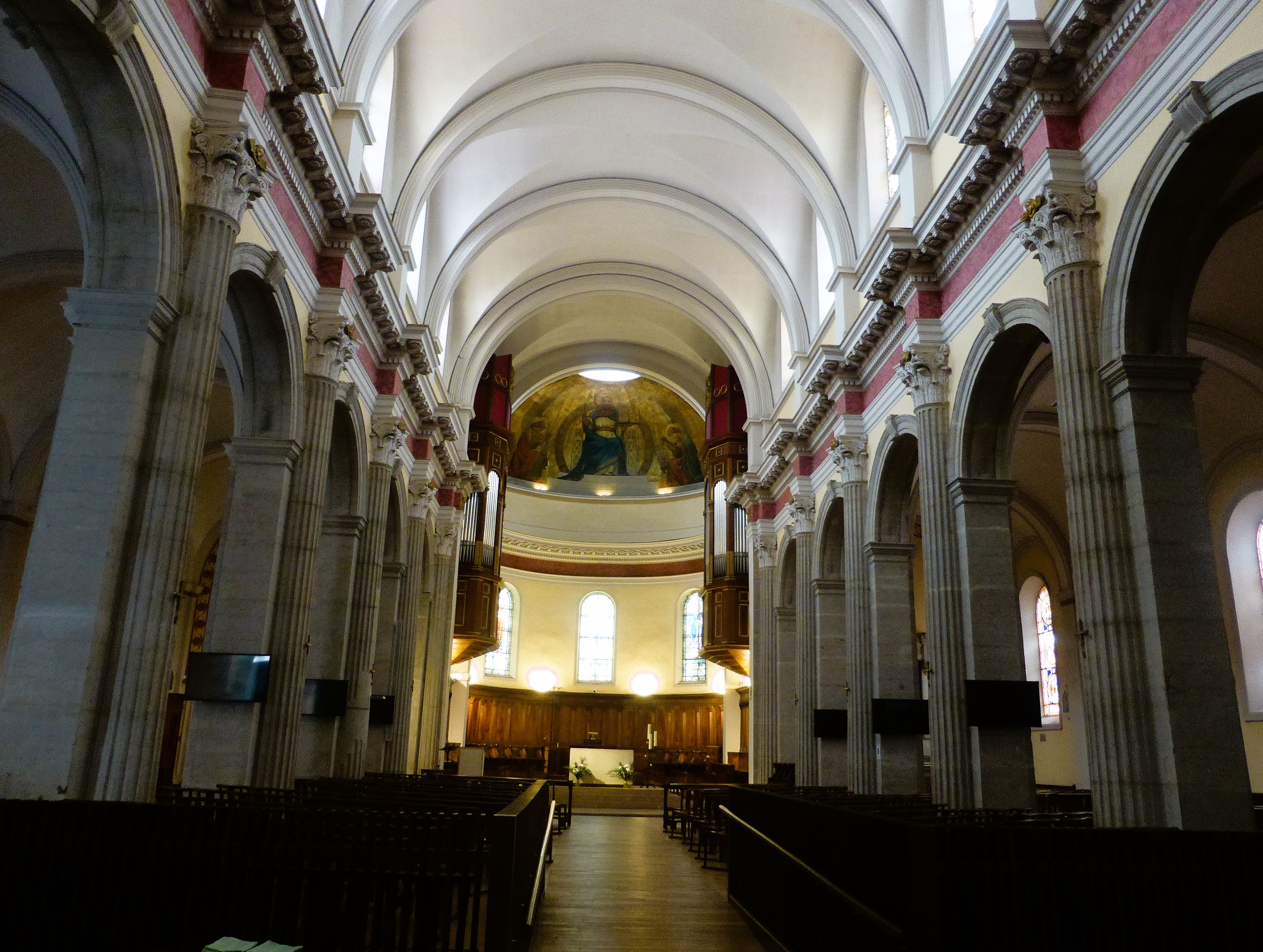
ND Saint Louis nef centrale vers abside.
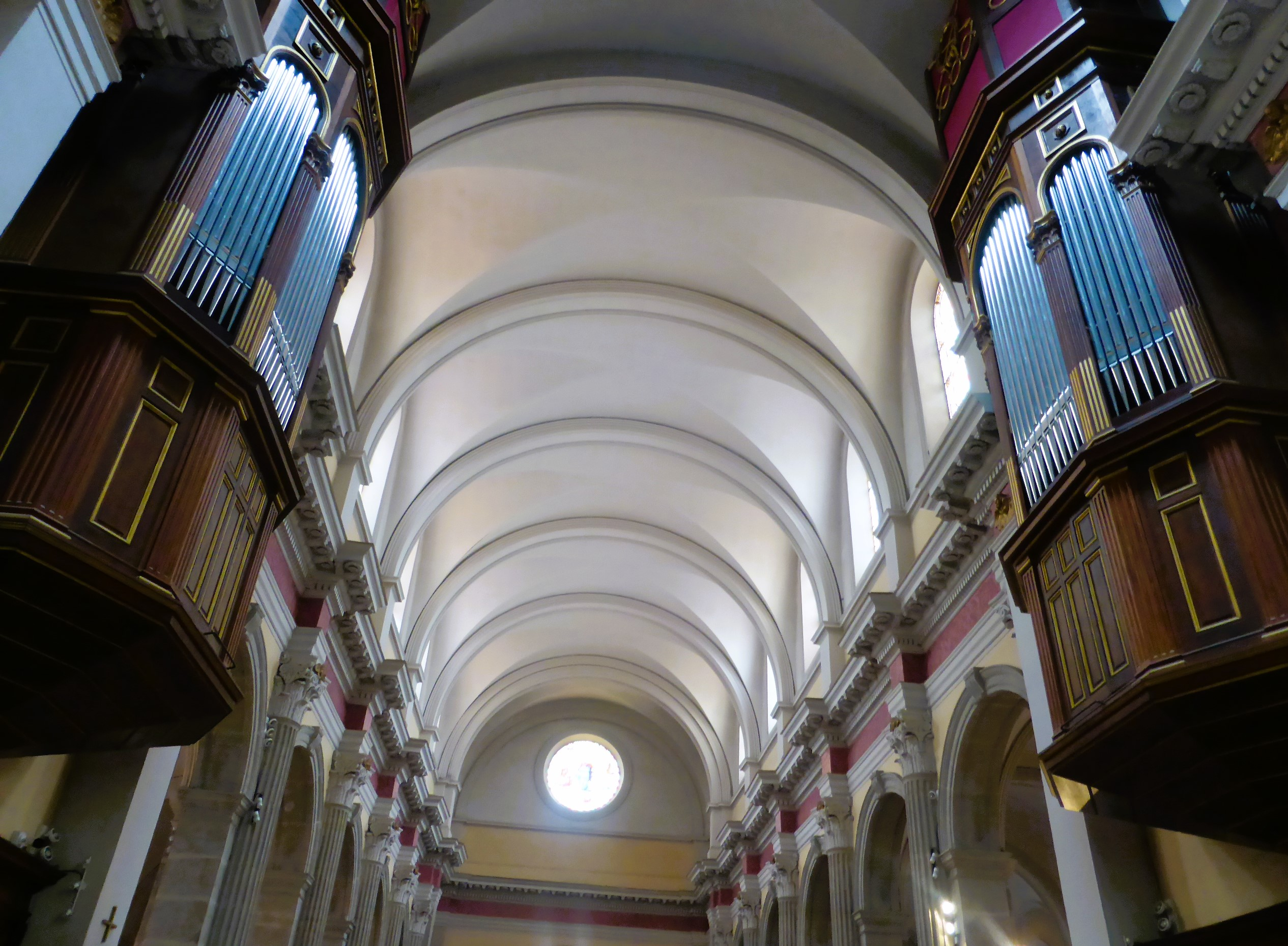
Vue en direction de l'entrée.
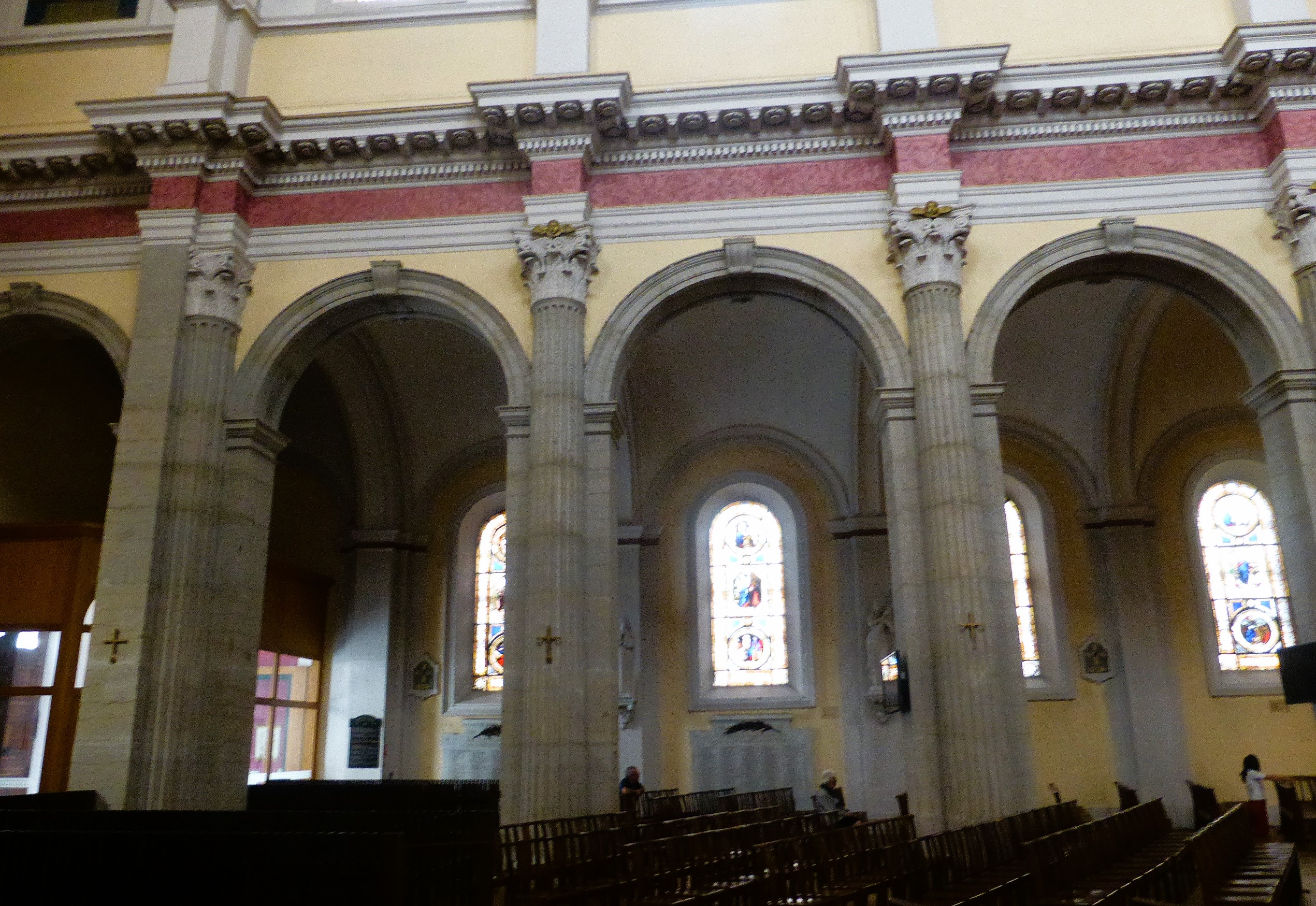
ND Saint Louis vue latérale.
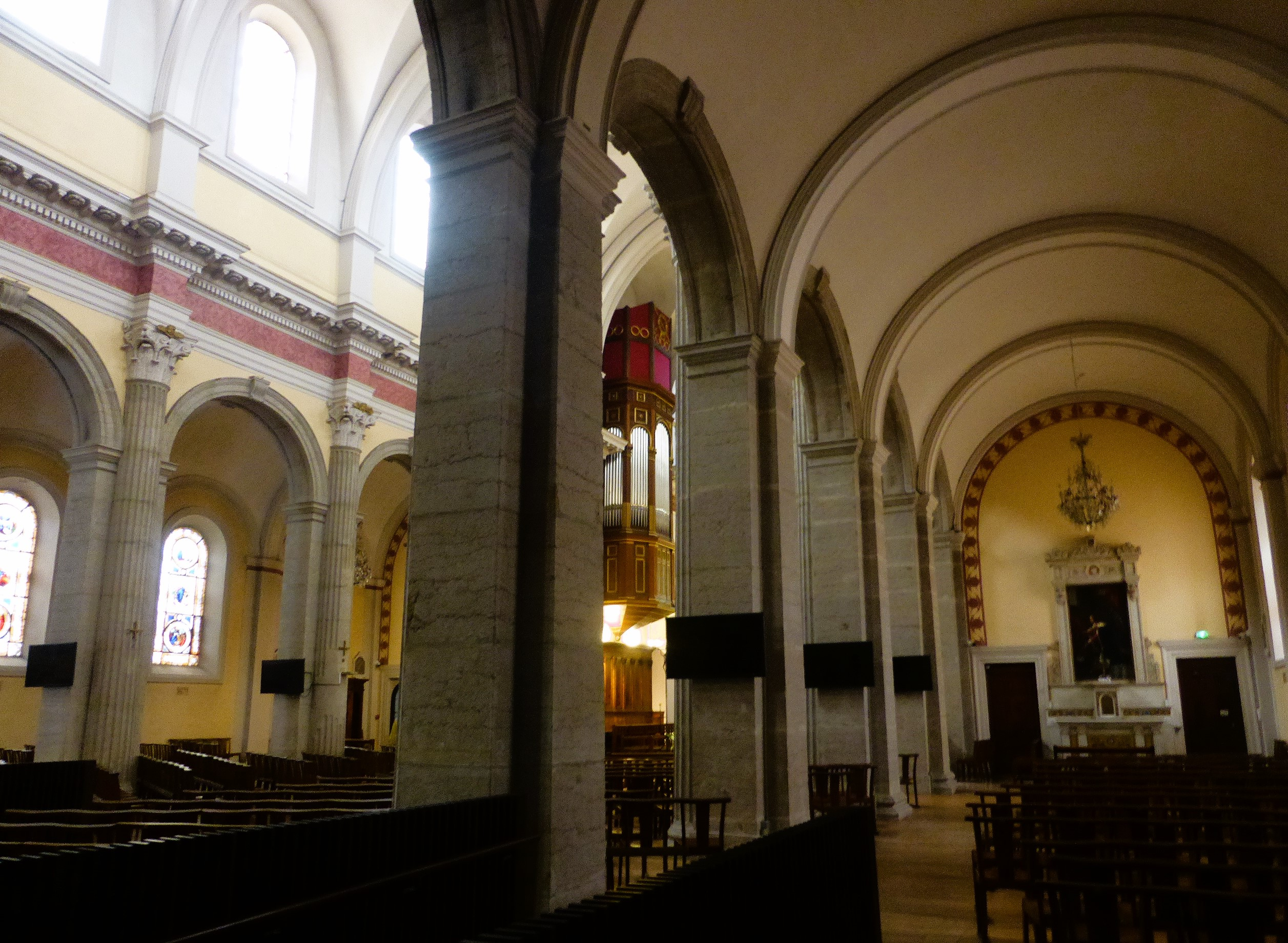
Les 3 nefs.

La décoration fait la part belle à saint Louis et à Notre-Dame de Grâce auxquels l'église est dédiée. On les retrouve tous deux dans les autels collatéraux respectivement à droite et à gauche. Dans le premier un tableau de maître représente le roi en prière tandis que dans le second trône une Vierge à l'Enfant du sculpteur lyonnais Fabisch. Ces éponymes ont également droit à un vitrail dans l'abside en compagnie de sainte Madeleine. La série des vitraux de part et d'autre de la nef raconte leur vie sous forme de vignettes superposées. A un Christ en majesté est logiquement réservée le cul-de-four de la lunette qui éclaire la partie centrale. Ces ajouts artistiques ont été réalisés au XIXe siècle dans la foulée de la construction. Seuls les orgues sont venues les compléter en 1946.

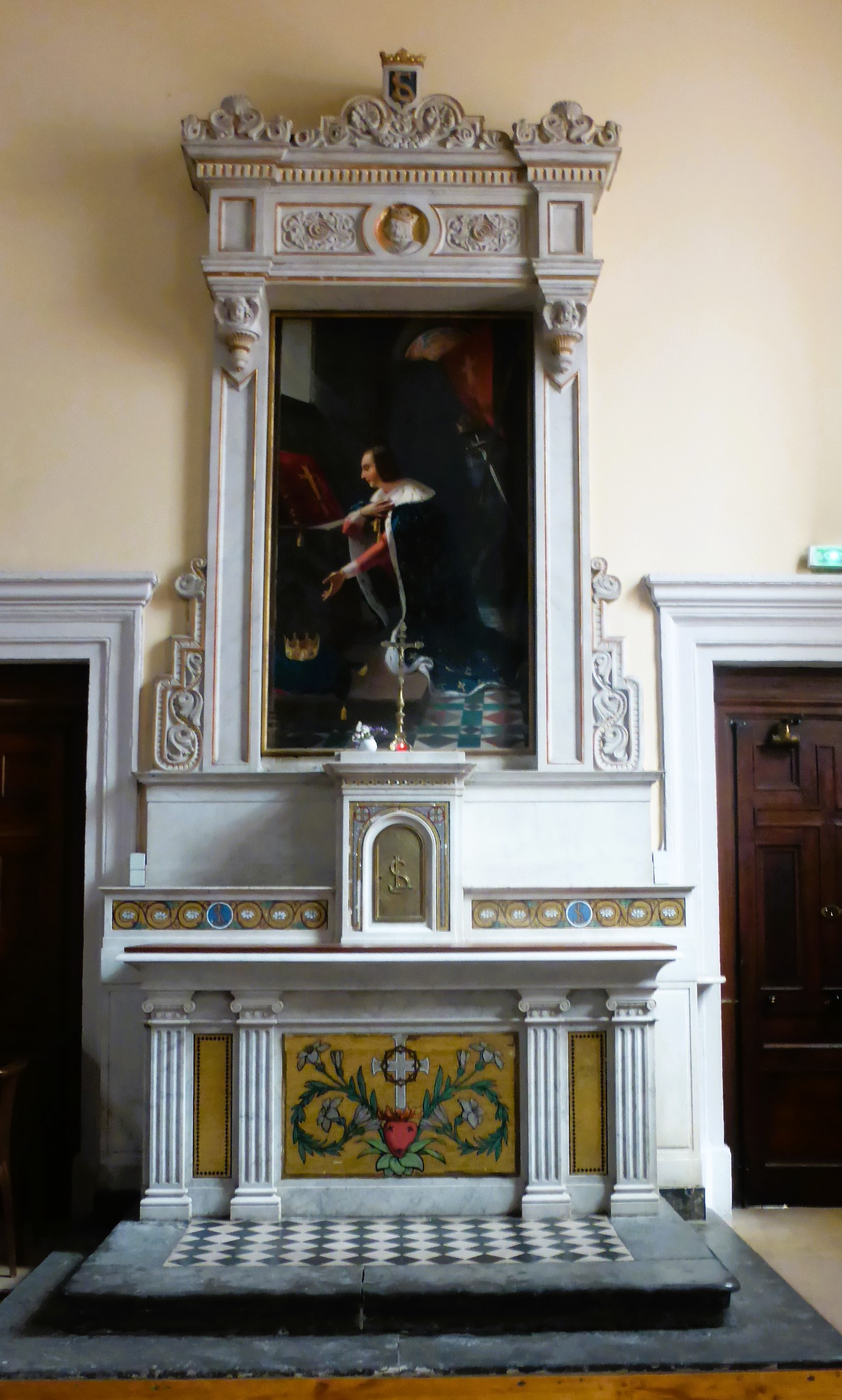
Autel Saint Louis.
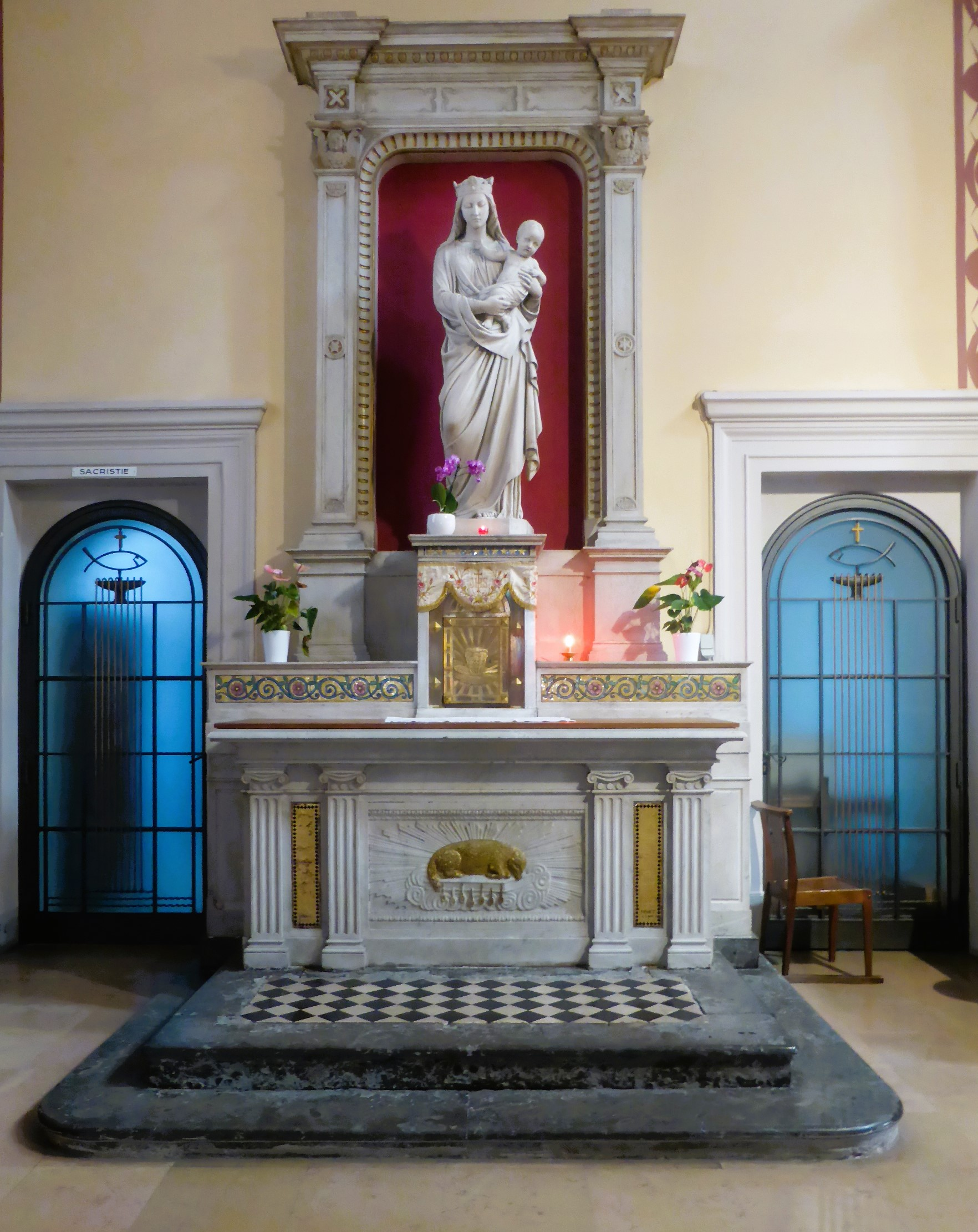
Autel de la Vierge.
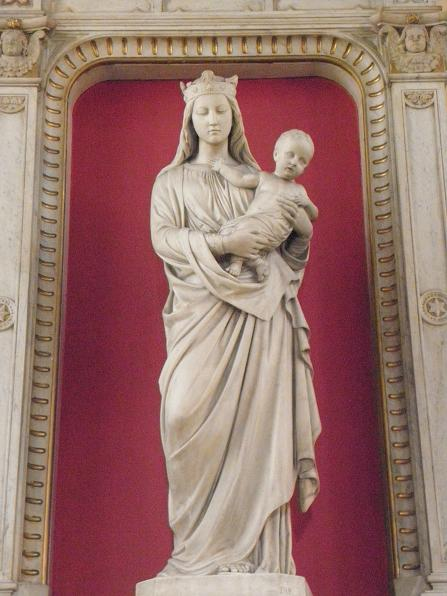
Vierge à l'Enfant.
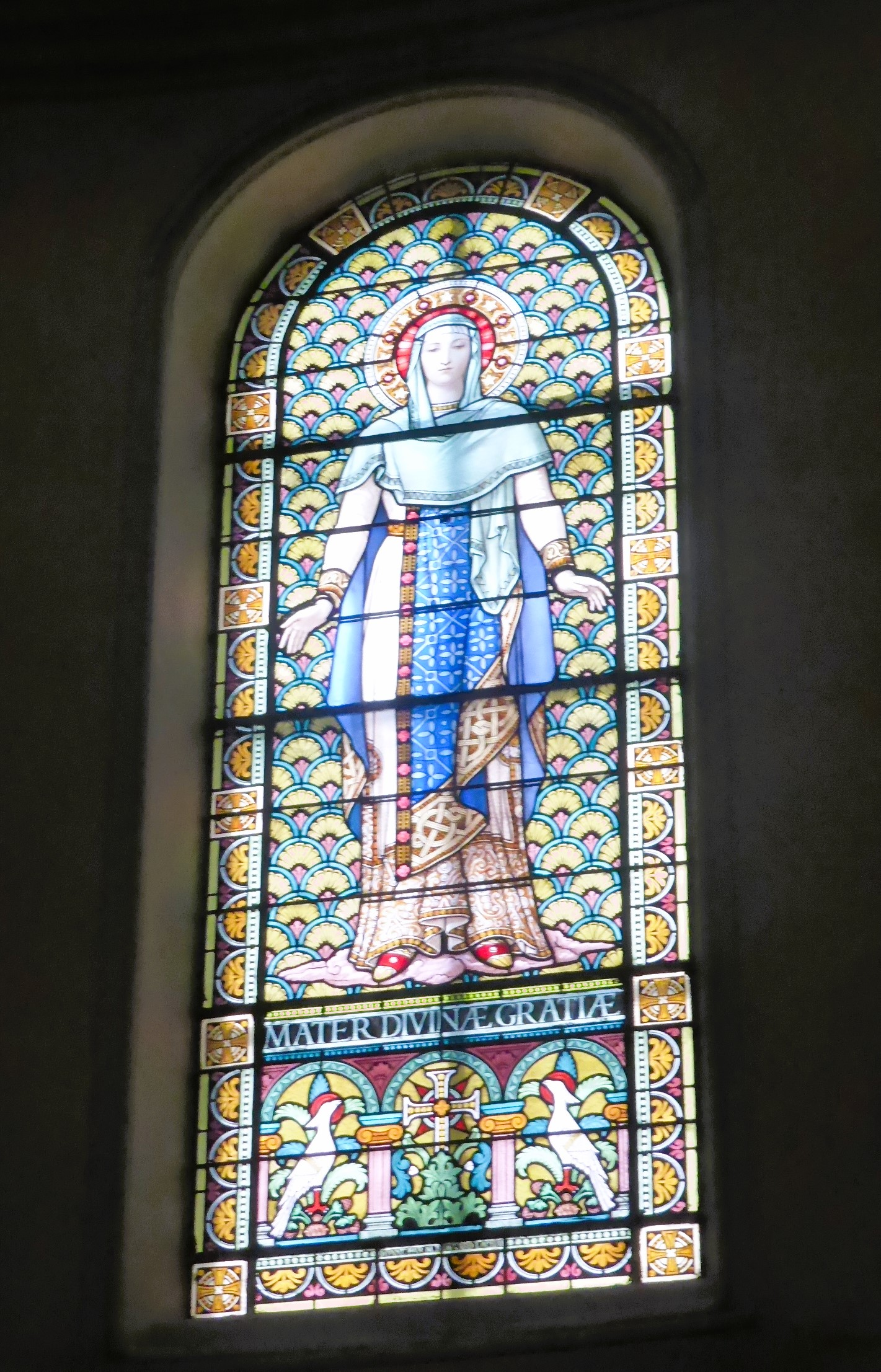
Vitrail de la Vierge.
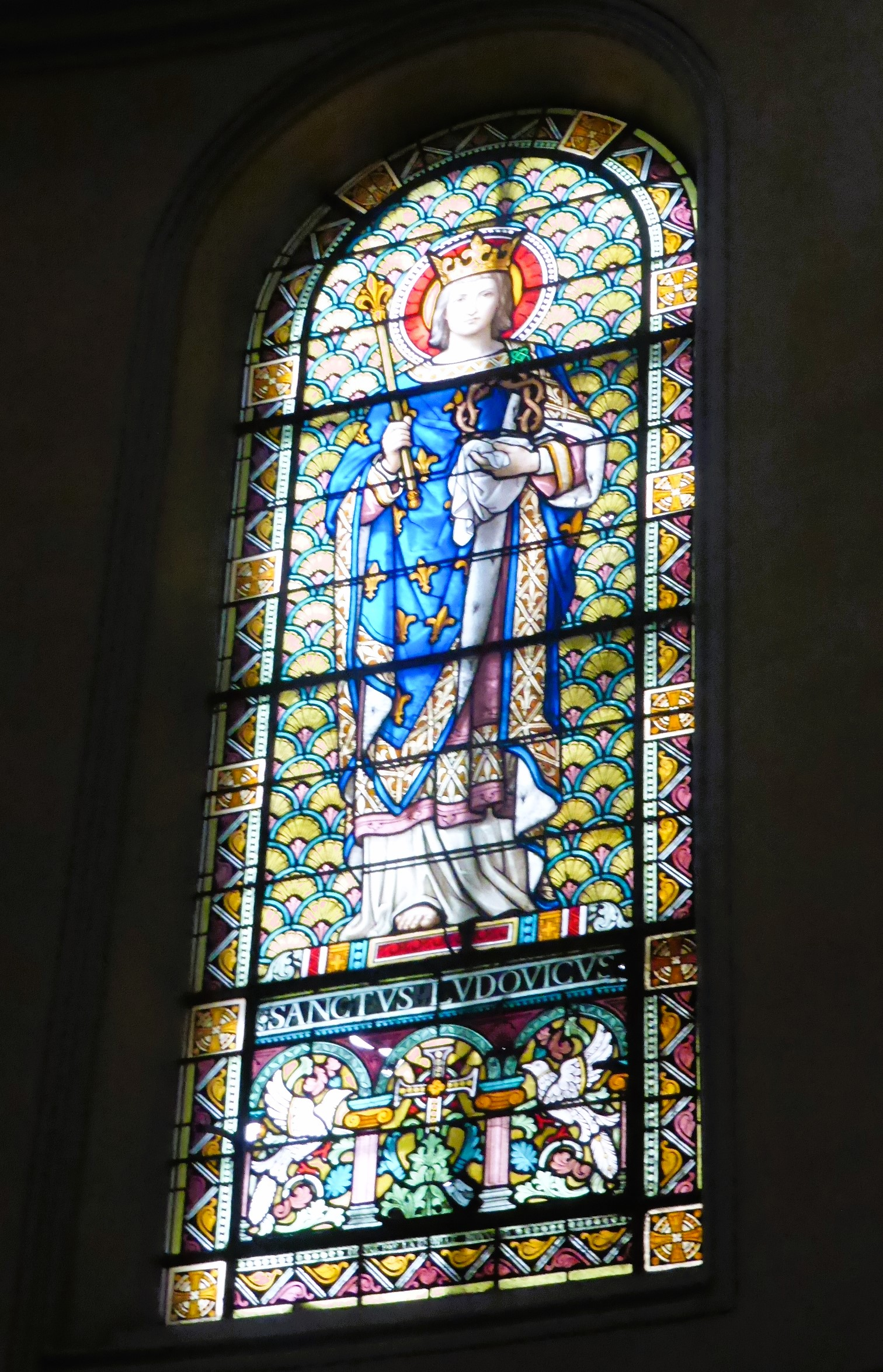
Vitrail Saint Louis.
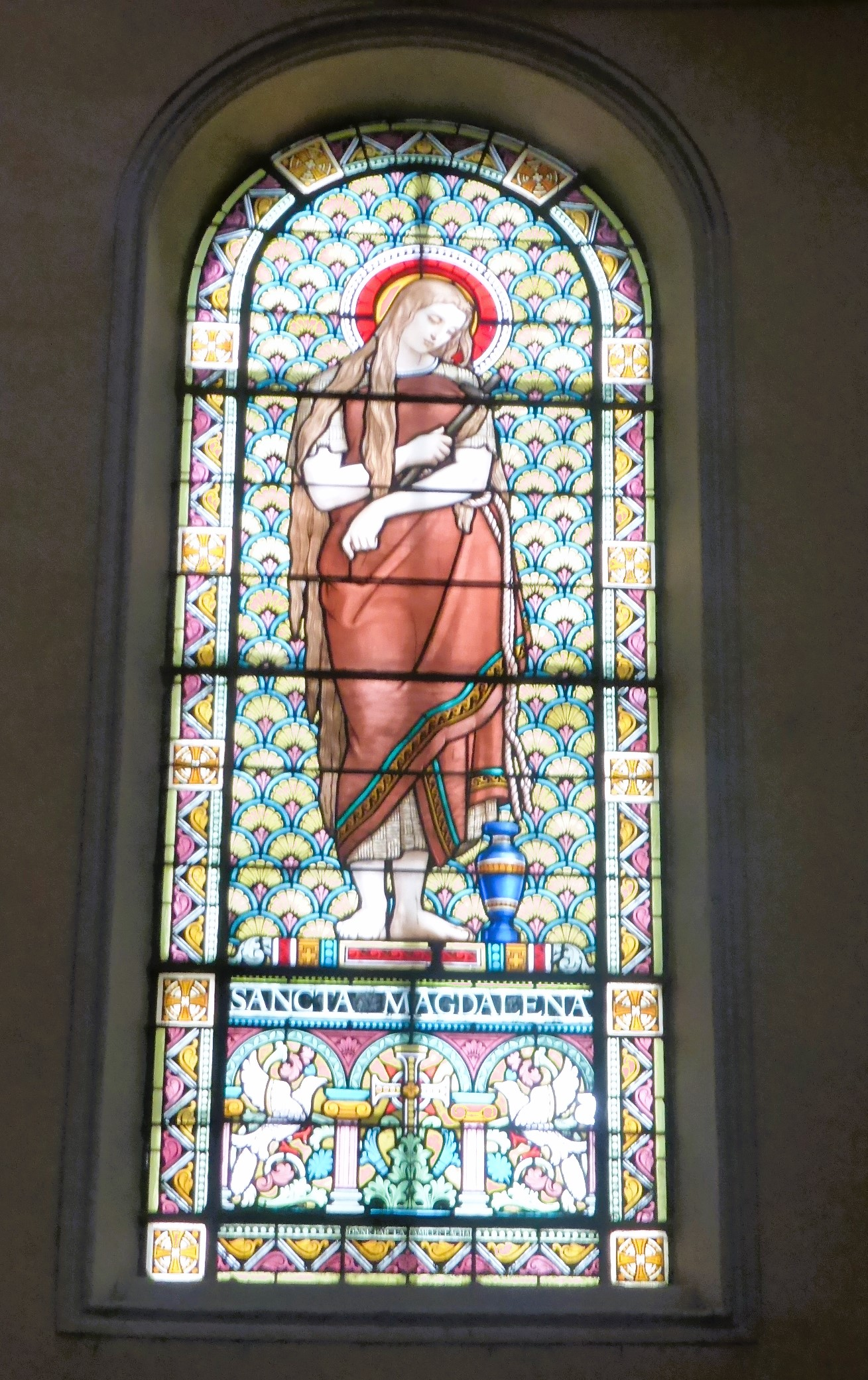
Vitrail Sainte Madeleine.
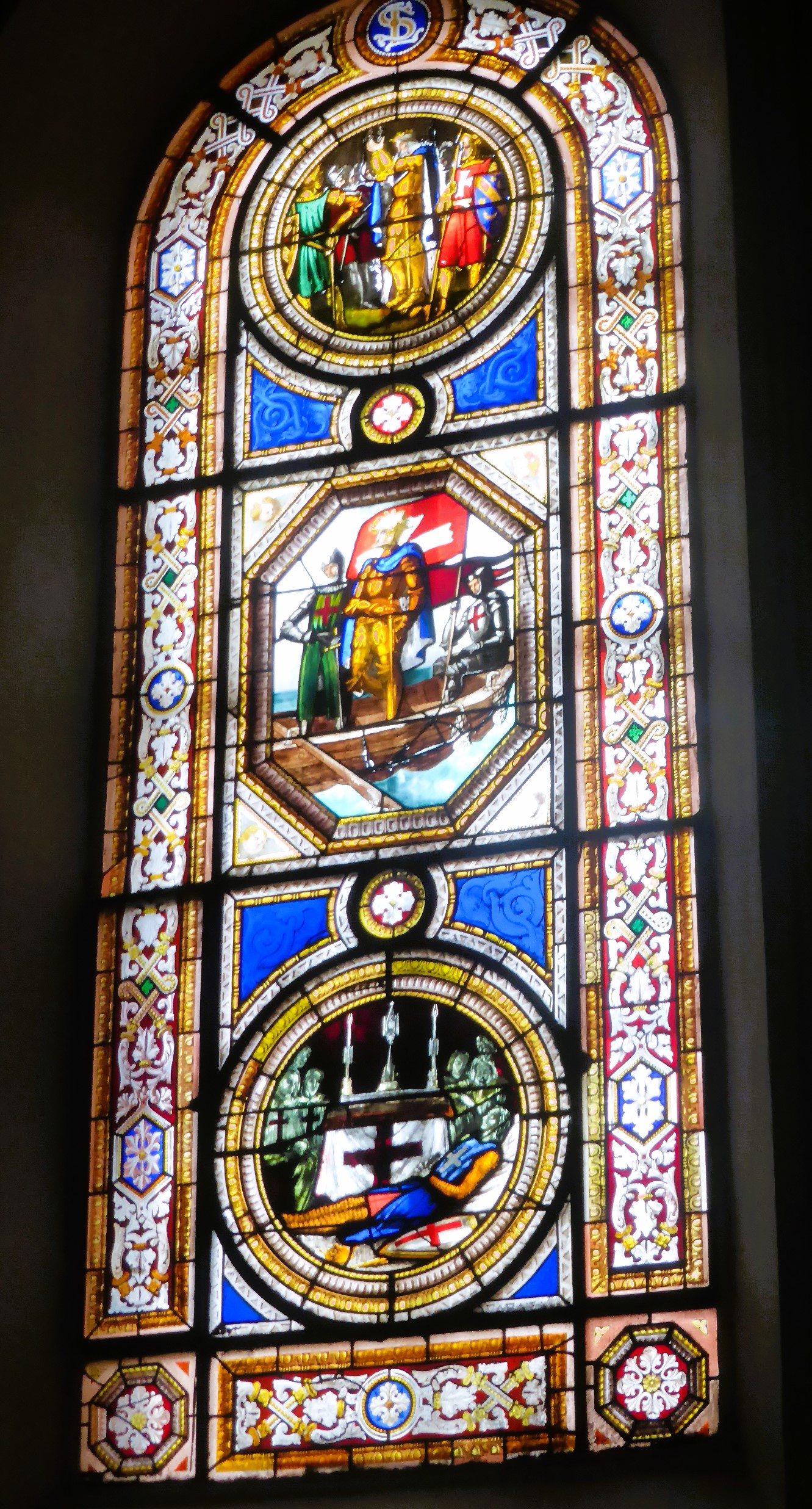
Vitrail de la nef.
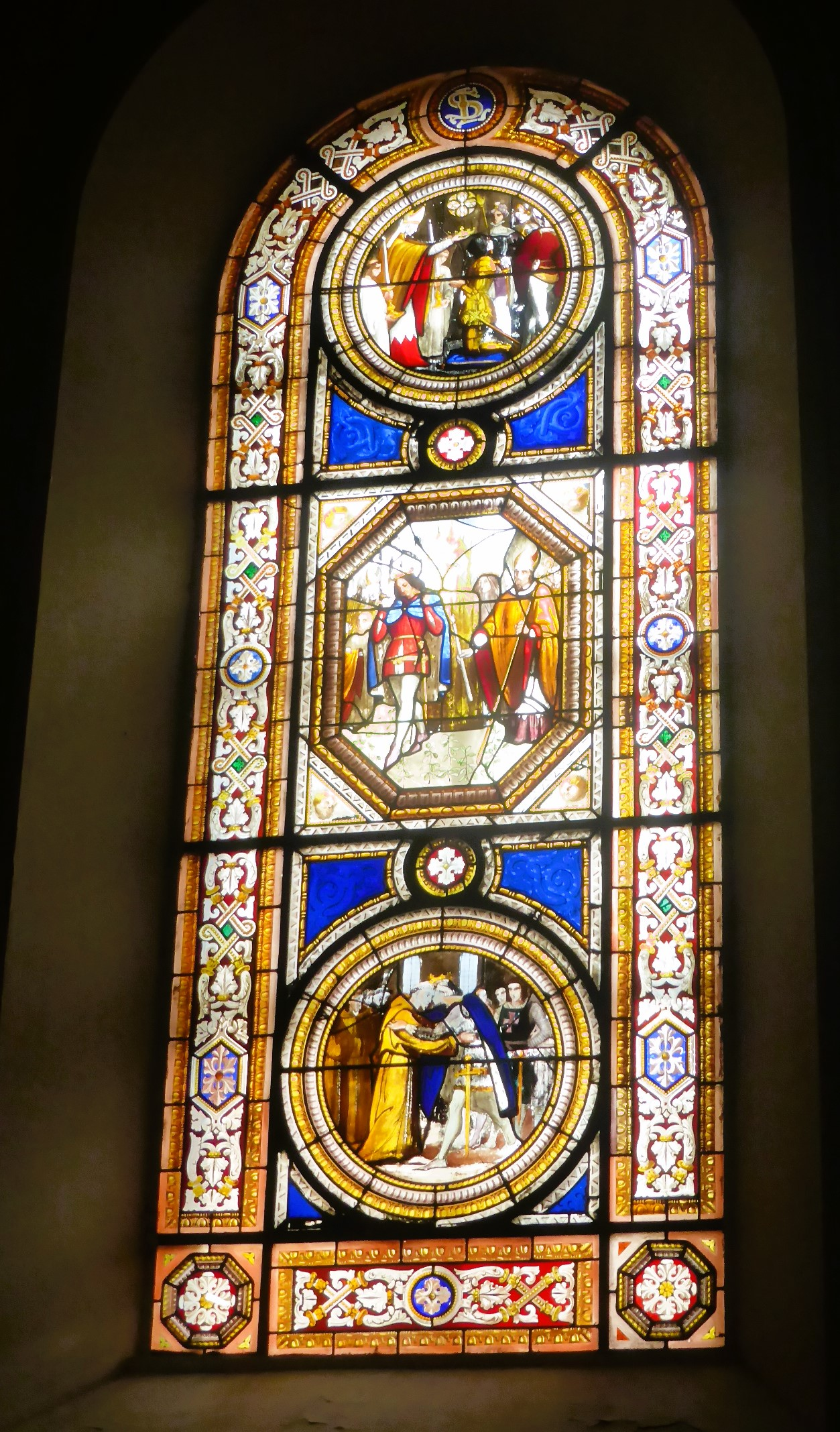
Vitrail de la nef.
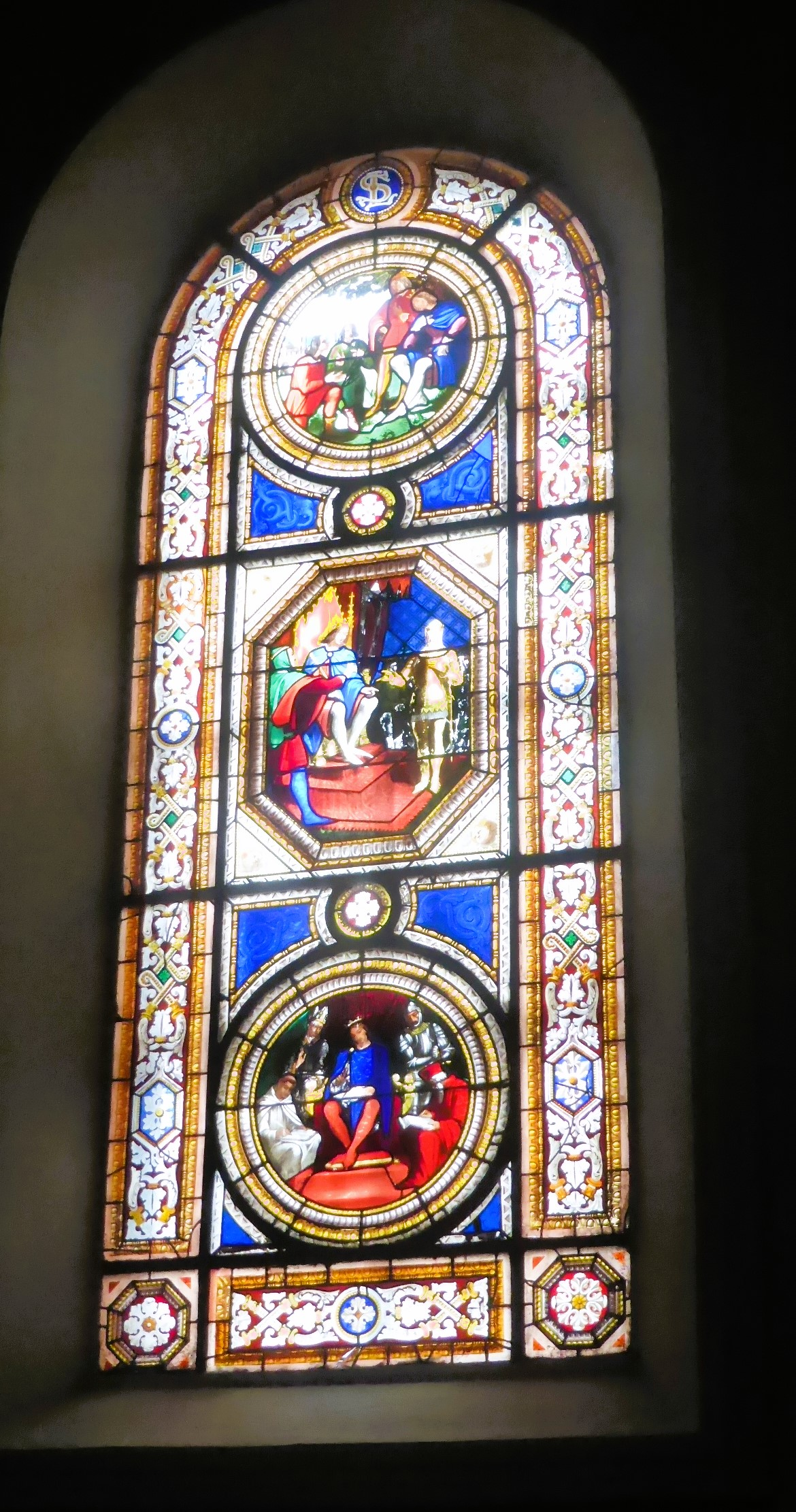
Vitrail de la nef.
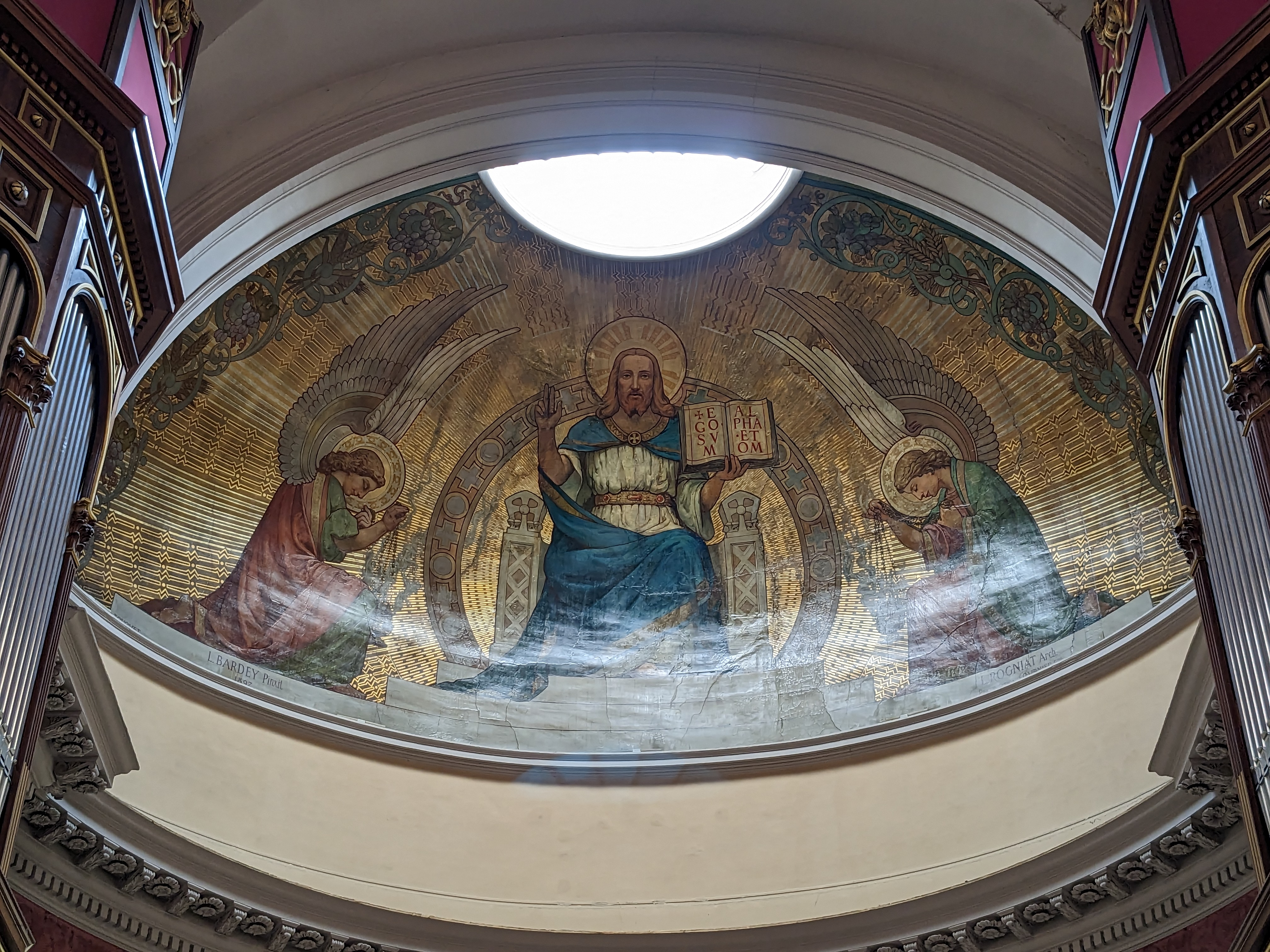
Cul-de-four.

#### La tutelle lyonnaise

##### La mairie
Les événements et les transformations de la Guillotière doivent être appréciés en fonction du degré de dépendance entre une ville et son faubourg. Le déséquilibre entre les deux parties est comme symbolisé par l'opposition entre une municipalité aux institutions solides installée dans un hôtel somptueux et une commune qui en est encore à rechercher un toit pour sa mairie. Il faut attendre la Révolution pour avoir quelques précisions. Il est alors mis un terme à la représentation de la communauté d'habitants par des syndics […] Désormais une municipalité élue présidait aux destinées d'une population qu'elle estimait elle-même à quelque 8 000 habitants […] Une salle de l'ancien couvent des Franciscains tenait lieu de mairie. Quand cette solution s'avère insuffisante on va jusqu'à envisager d'en construire une à mi-chemin entre la Guillotière et les Brotteaux dont le quartier s'était développé depuis l'ouverture du pont Morand ! Finalement le Conseil se contente de locaux provisoires, d'abord et jusqu'en 1832 dans le bas du clocher de l'église Saint-Louis puis dans l'hôtel de la Couronne place du Pont.

##### Industrialisation et prolétariat
Dès avant la Révolution, le territoire de la Guillotière avait été utilisé comme dépotoir. Il s'agissait de se débarrasser de matières trop encombrantes comme les bois de chauffage et de construction pour lesquels avait été aménagé en rive gauche un port spécial à l'amont du pont. On craignait aussi les incendies ainsi que les nuisances des fumées et leur puanteur. L'exemple le plus significatif en est une fabrique d'acide, la Vitriolerie. Mais le phénomène va se généraliser au XIXe siècle avec la révolution industrielle. Certes, les ateliers de soierie, artisanaux ou comportant parfois des dizaines de métiers comme à la Thibaudière, ne sont pas en cause. Mais il en va différemment pour ceux d'équarrissage des chevaux (même si on cesse de jeter leurs cadavres dans le Rhône), les tuileries ou la verrerie cristallerie implantée en 1838 à l'emplacement de l'actuelle place Déperret. La vitriolerie Jalabert disparaît pour laisser place à un fort mais une autre la remplace et perdurera longtemps là où sera construit le grand garage Citroën. Une fabrique de bougies utilise la graisse de chiens.
Pour répondre aux besoins de main-d'œuvre, il a fallu recruter hors de l'agglomération. La population de la commune s'accroît alors jusqu'à atteindre les 18 000 habitants vers 1830 et les 30 000 dans les années 1840. Avant la grande vague d'industrialisation il s'agissait de saisonniers exerçant des activités diverses comme domestiques, colporteurs mais aussi d'artisans venus des proches provinces ardéchoises, limousines ou bugistes ou de l'étranger : « étameurs ou paveurs piémontais, vitriers ou estampeurs tessinois, mouleurs en plâtres ou chapeliers toscans, métallurgistes d'origine germanique». Puis vint la phase de sédentarisation. Ces nouveaux migrants vont jusqu'à ouvrir des commerces ou à fonder de véritables entreprises : exemplaire est le cas de ce Piémontais qui embauche jusqu'à 80 ouvriers pour sa ferblanterie de la rue Saint-André. Les Italiens seront les plus nombreux comme simples manœuvres en usine ou sur des chantiers. Ainsi est né dans le faubourg un prolétariat qui ne devait pas hésiter pas à manifester sa solidarité en 1831 avec les canuts insurgés de la Croix Rousse au point de leur apporter pas des voies détournées un renfort de 300 combattants arborant le drapeau noir. « En 1834 l'affaire fut beaucoup plus sérieuse car l'insurrection se déroula sur place, en parallèle avec celle de la Croix Rousse. Pour déloger les rebelles qui tenaient la grande rue depuis trois jours l'armée employa les grands moyens avec des canons qui convergèrent vers l'église. Plusieurs maisons proches du pont furent incendiées. Il y eut 15 morts et 190 000 francs de dégâts ».

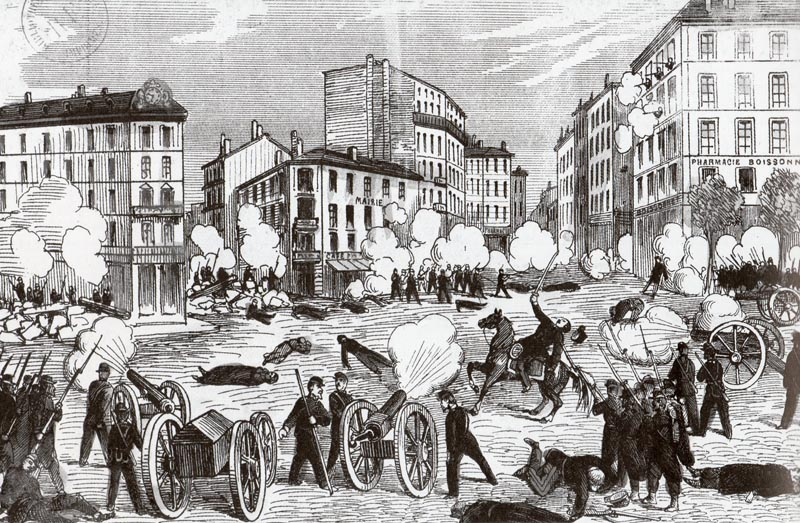
L'armée bombardant la mairie de la Guillotière, pendant le soulèvement de la Commune de Lyon, le 30 avril 1871.

Les 30 avril et 1er mai 1871, la place du pont et les rues attenantes sont le théâtre des derniers combats de la Commune de Lyon. Après s'être emparé de la mairie de la Guillotière (aujourd'hui au no 6 de la place), les gardes nationaux et des Lyonnais dressent des barricades dans la Grande rue de la Guillotière et le cours des Brosses (actuel cours Gambetta). Deux colonnes de l'armée arrivent, l'une depuis Perrache, sur ordre du préfet Valentin, et l'autre depuis la rue de Marseille, mené par le procureur Andrieux. À deux reprises elles refusent d'ouvrir le feu à l'appel des insurgés. Puis les combats s'engagent en fin d'après-midi, et en soirée l'armée fait donner l'artillerie pour enfoncer les portes de la mairie. On compte une trentaine de morts. Les barricades tiennent jusqu'au lendemain matin, où l'on dénombre beaucoup de blessés et au moins 13 morts,.

##### L'urbanisation
La maîtrise de cette croissance suppose une urbanisation cohérente. Certes, telle n'est pas la préoccupation première d'Alexis Rousset (1799-1885) dont la passion est simplement la récupération de vieilles pierres dans les anciens quartiers. On en retrouve encore deux exemples le château de la Rize sur le cours Gambetta et celui du Prado dit encore des Décombres.

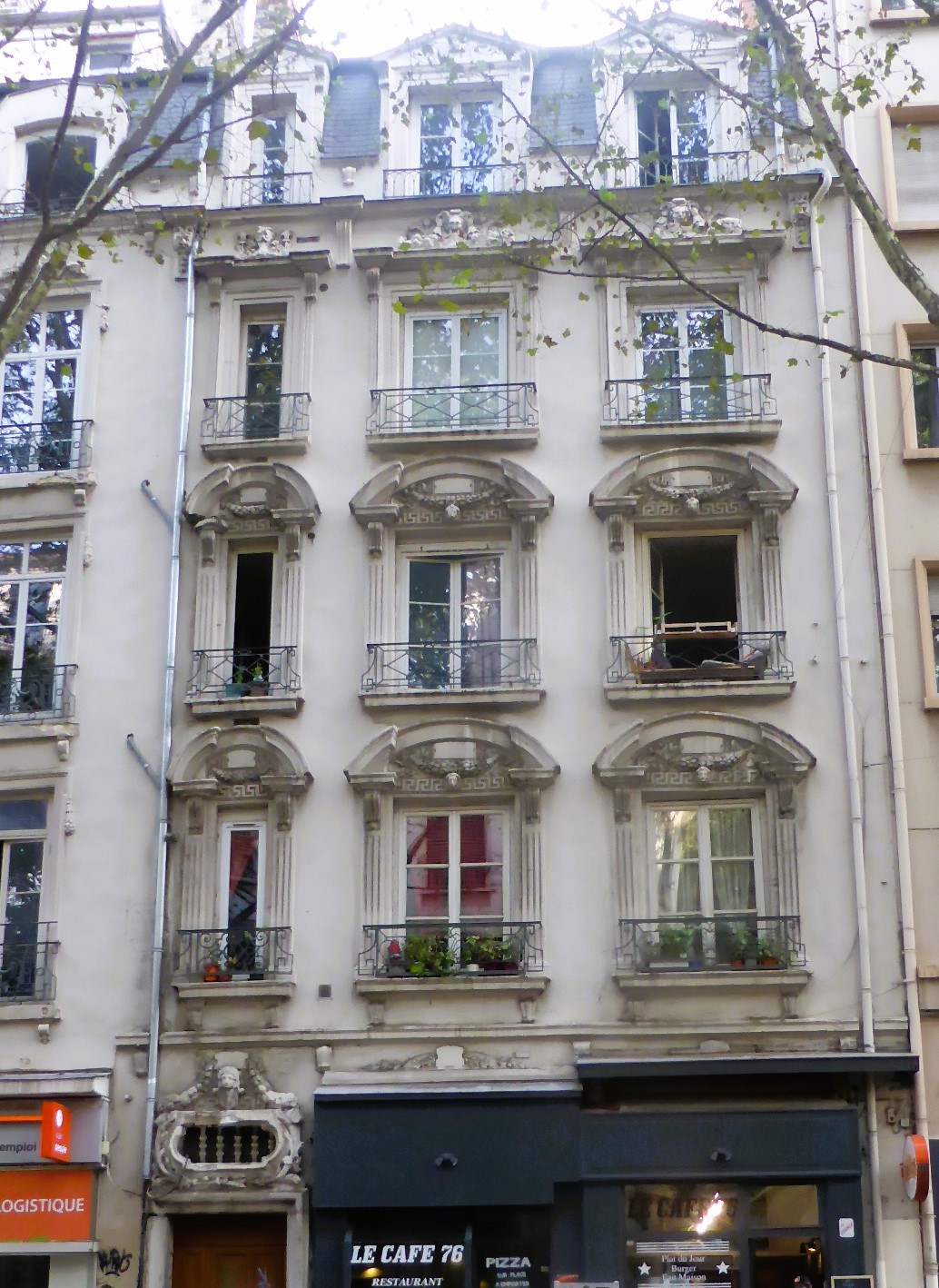
Château de la Rize.
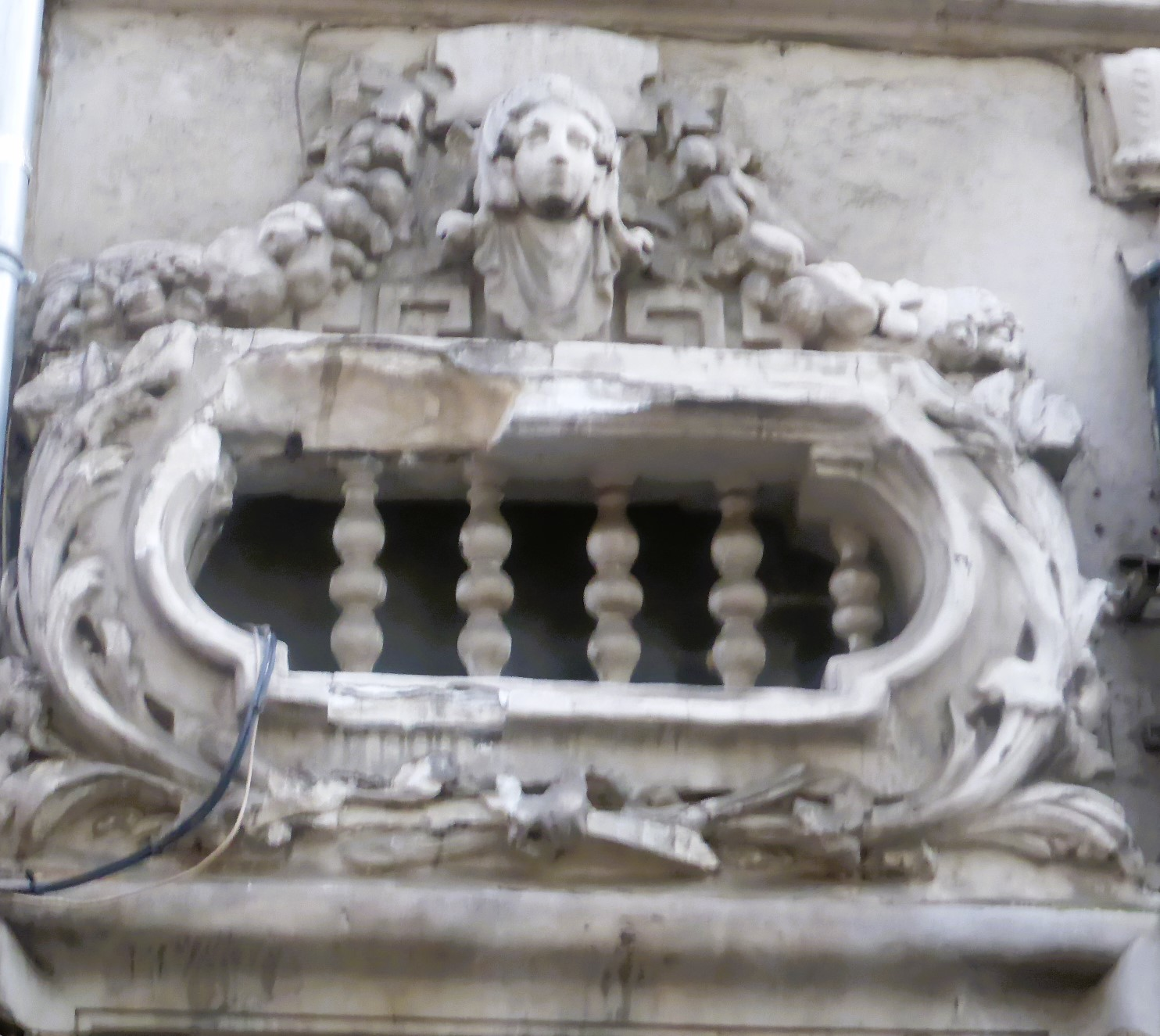
Château de la Rize imposte.
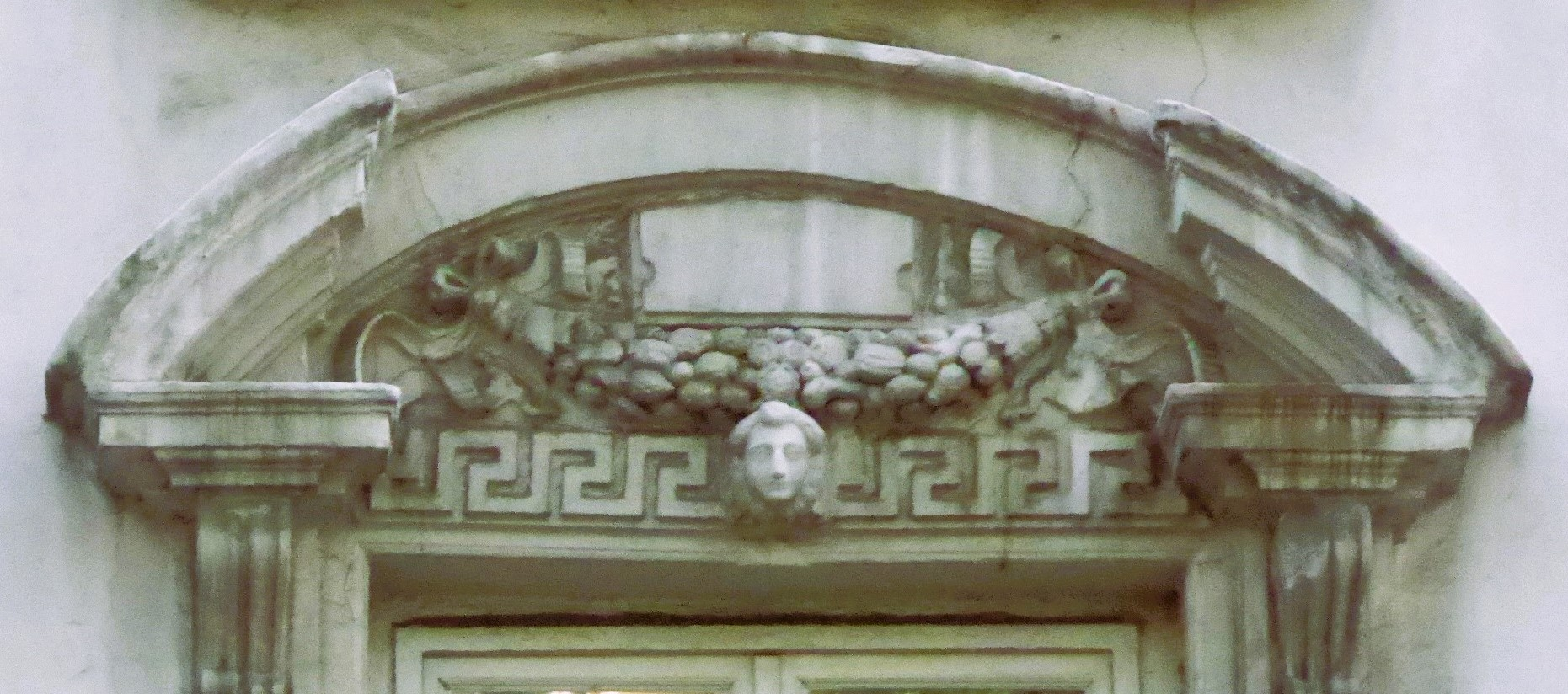
linteau
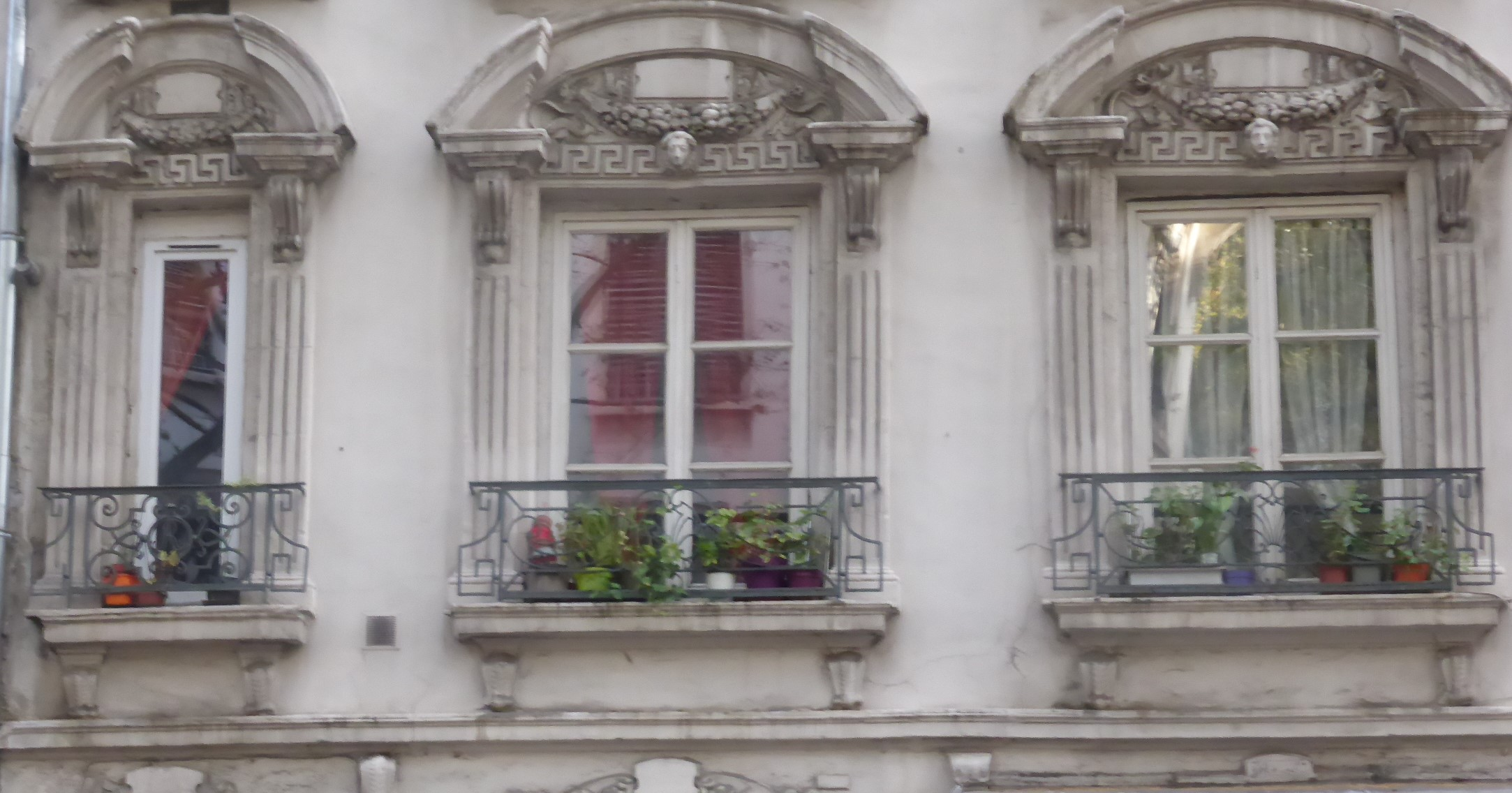
Château de la Rize fenêtres.
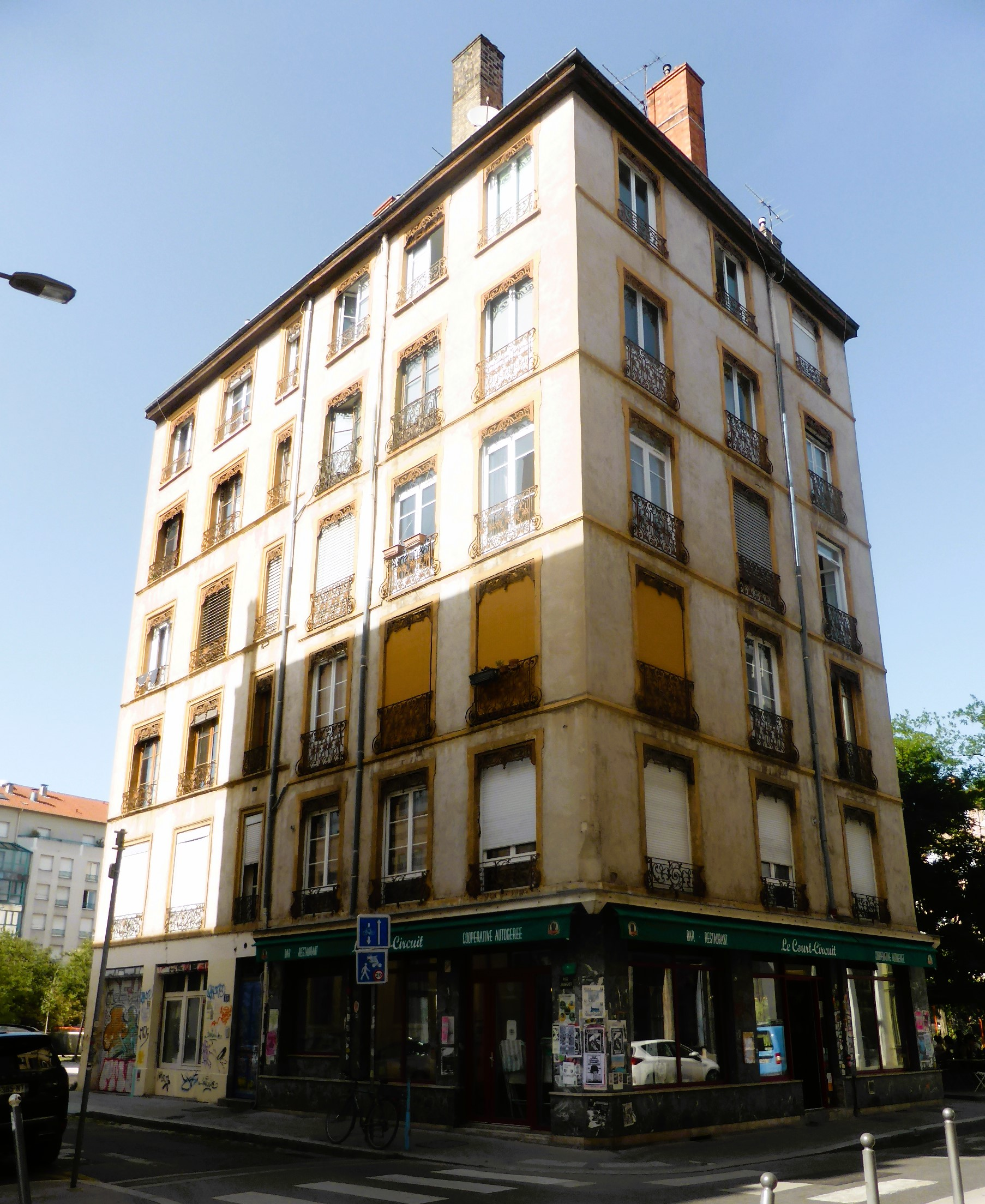
Château du Prado.

En revanche Christophe Crépet (1807-1874) en sa qualité d'architecte voyer de la ville de Lyon dresse en 1842 un plan d'ensemble du quartier de la Guillotière à l'imitation de celui qu'avait mené à bien son illustre prédécesseur Jean-Antoine Morand pour le quartier des Brotteaux : la trame viaire est rectifiée, agrémentée d'arcades, complétée par des places. Des édifices civils (mairie, collège royal et école de arts et métiers, halle aux blé) seront construits. Les habitants pourront se distraire dans l'hippodrome ou le théâtre-cirque. Un parc est prévu pour la promenade dans les lônes du Rhône dans lesquelles sera aménagée une gare fluviale avec ses entrepôts. Dans la réalité Crépet devra se contenter de mettre un peu d'ordre dans un « développement laissé largement à l'initiative individuelle de propriétaires préoccupés seulement de leurs intérêts locaux». La mise hors l'eau de la plaine alluviale est un préalable au peuplement. Les promoteurs doivent assumer les frais d'un remblaiement du sol de l'ordre de 2 mètres d'abord pour le tracé des rues puis en bordure pour placer les maisons. Œuvre de longue haleine qui sera poursuivie pendant tout le XIXe siècle.
À proximité du fleuve le premier à la manœuvre a été la forte personnalité d'André Combalot (1770-1841) membre du conseil municipal et membre actif de la corporation des brasseurs. Il saura s'assurer l'appui de Cavenne, ingénieur en chef du département du Rhône (1773-1856) et de Henri Vitton, maire de la commune de 1822 à 1830. Il acquiert pour commencer en 1807 la maîtrise foncière par achat de l'île Plantigny à l'aval du pont. Il doit ensuite dans les années 1826-1830 procéder au remblaiement en sable graveleux sur environ 158 mètres de longueur et quatre mètres de profondeur. Associé à 7 autres propriétaires, il entreprend en 1828 la construction de la digue de protection dite de la Vitriolerie qui recoupe l'île de Béchevelin. La construction peut alors commencer des bâtiments donnant sur la place de la Guillotière et sur l'espace compris entre les actuelles place Raspail et rue de Marseille (Saint André jusqu'en 1855). Le nom de la rue Basse Combalot perpétue le souvenir de son action,. C'est en son hommage que son fils a décidé d'y construire une église qu'il a dédiée à saint André. Menaçant ruine elle sera reconstruite dans le style néogothique par l'architecte Tony Desjardins en 1864 de l'abside jusqu'à une première nef et terminée entre 1898 et 1901 par son fils Paul,. Au total, elle comporte trois nefs de six travées. Particulièrement impressionnante est la collection de vitraux dont la réalisation commencée dès les premières années de la reconstruction ne sera terminée qu'entre les deux guerres. Ils racontent le martyre de saint André ; les maîtres des confréries y ont leur part mais le plus grand nombre illustrent les étapes de la vie du Christ.

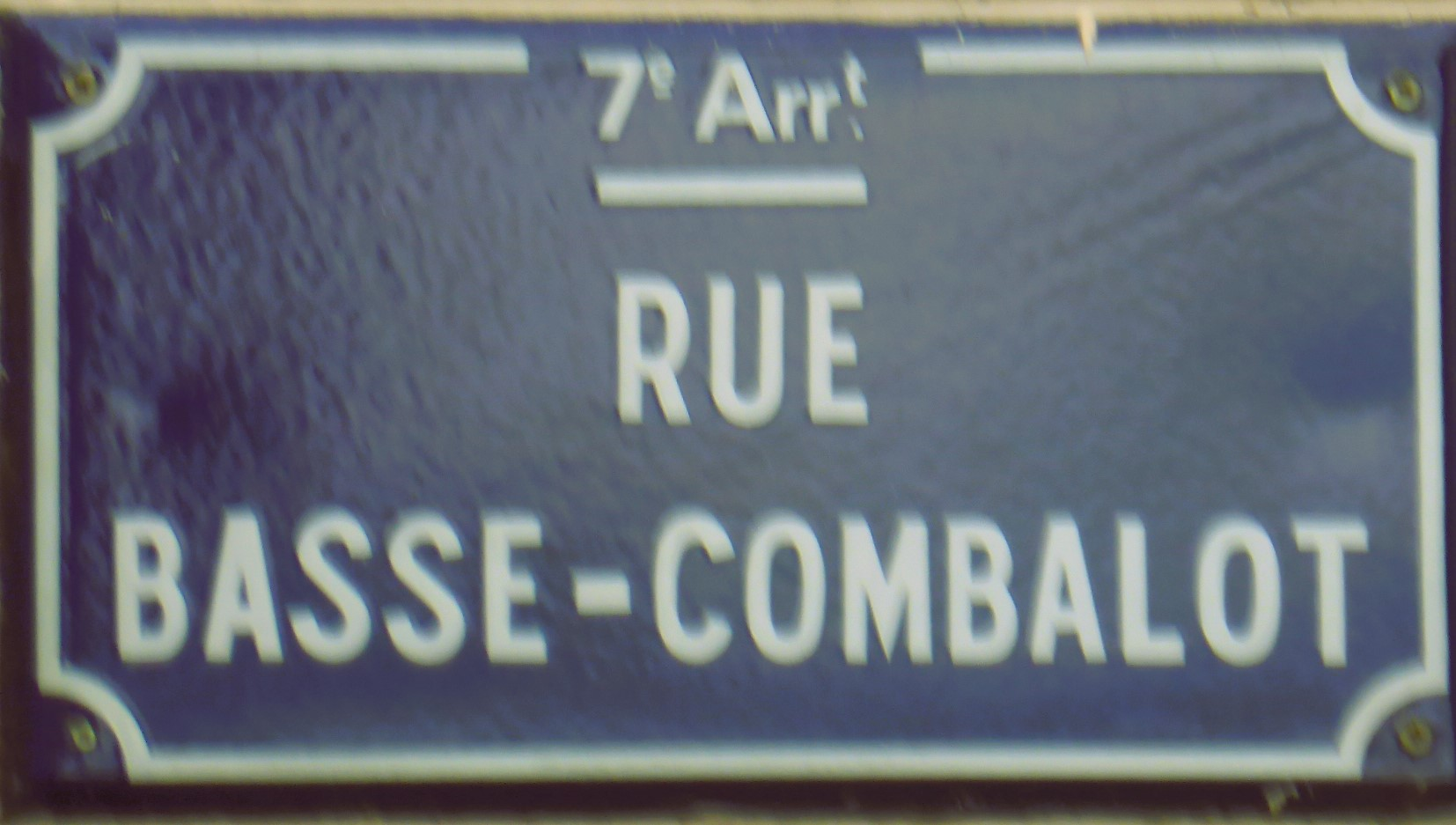
Rue Basse Combalot.
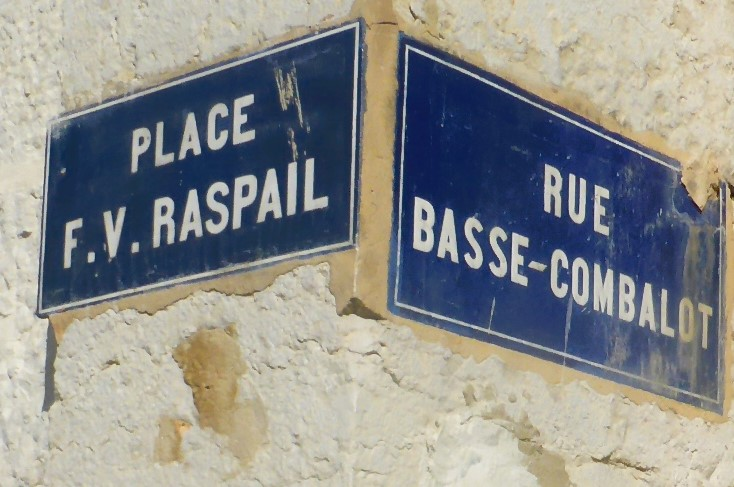
Angle place Raspail et rue Basse Combalot
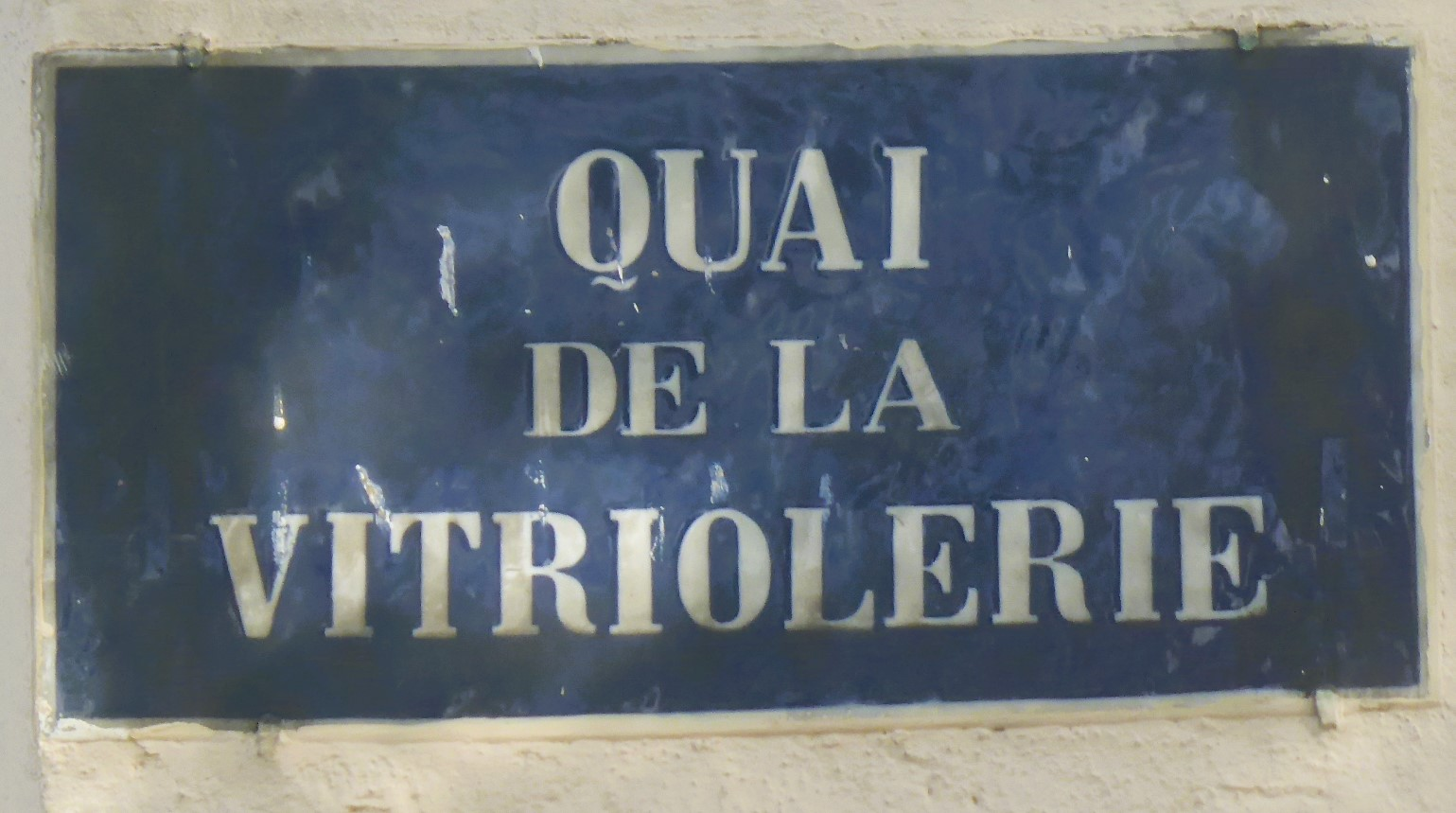
Quai de la Vitriolerie.
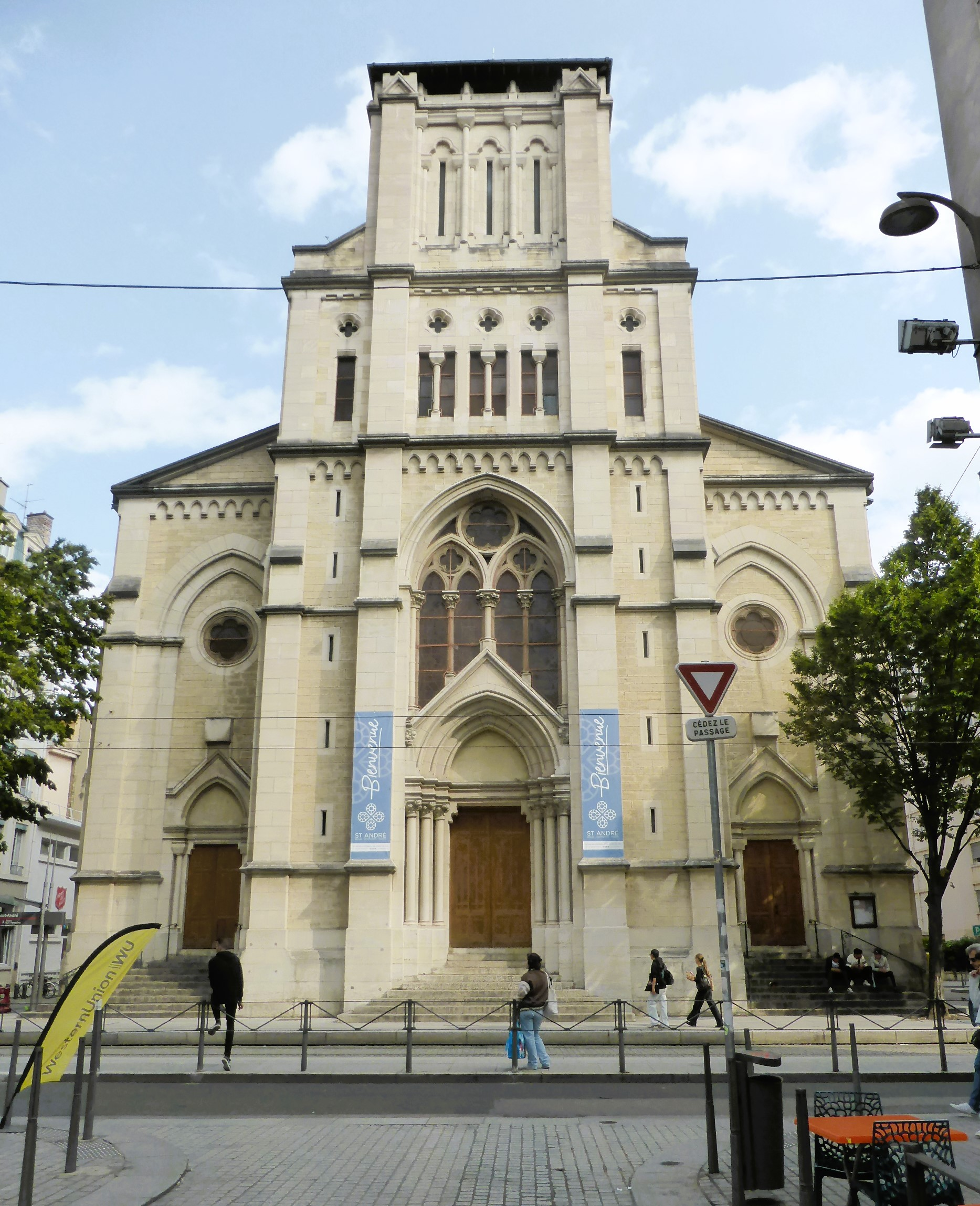
Façade de l'église Saint André
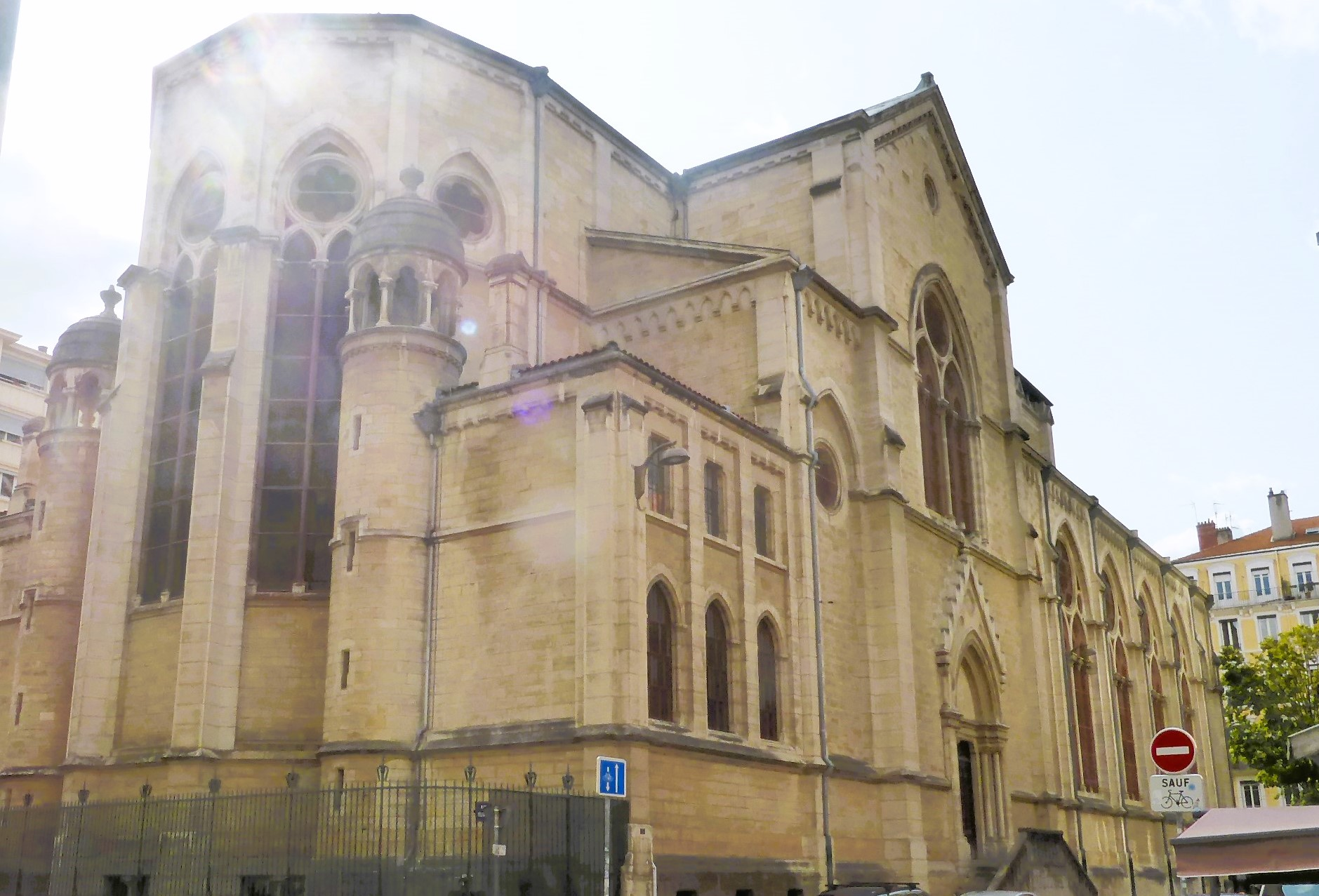
Église Saint André côté nord
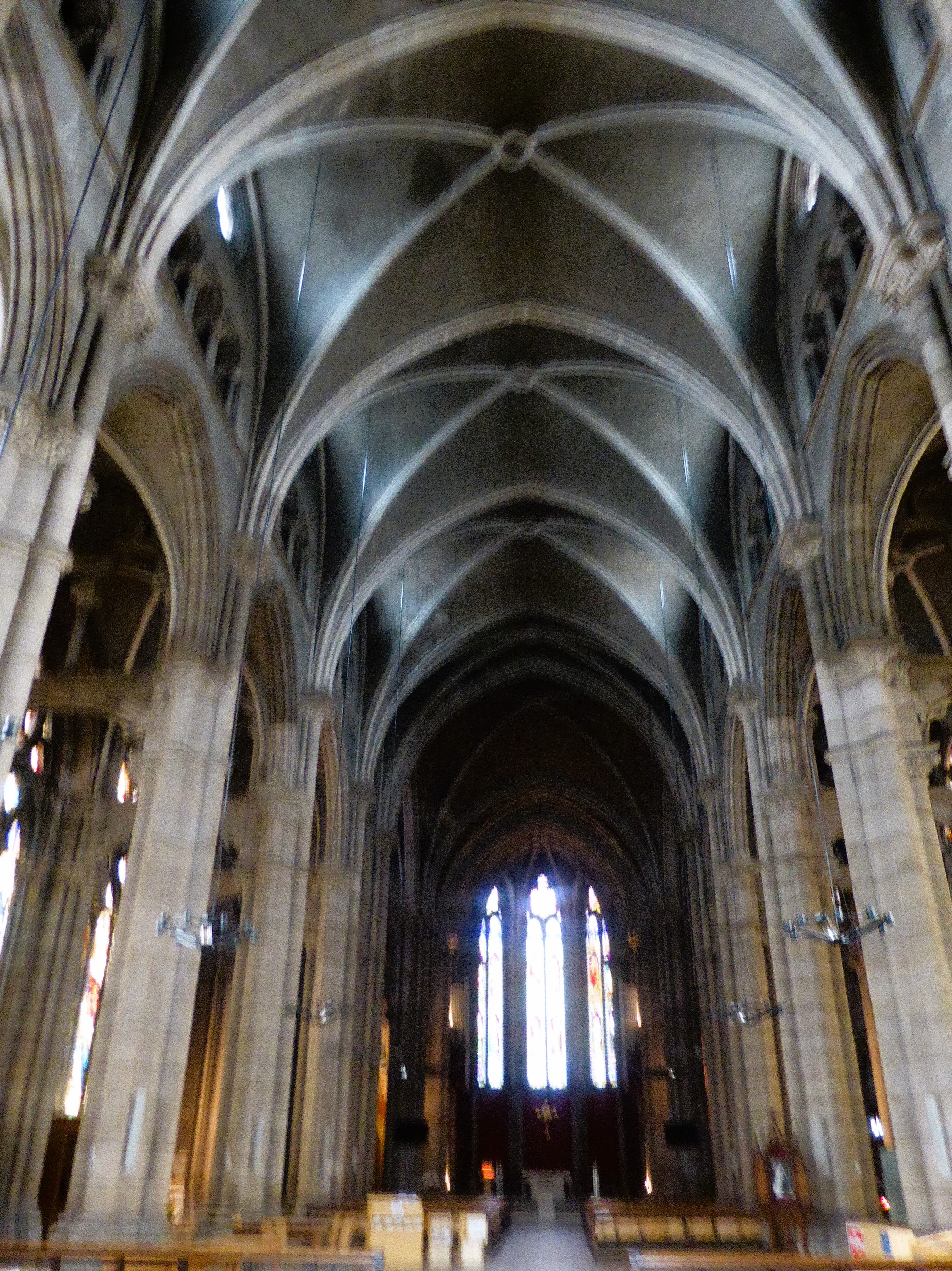
Intérieur de l'église Saint André.
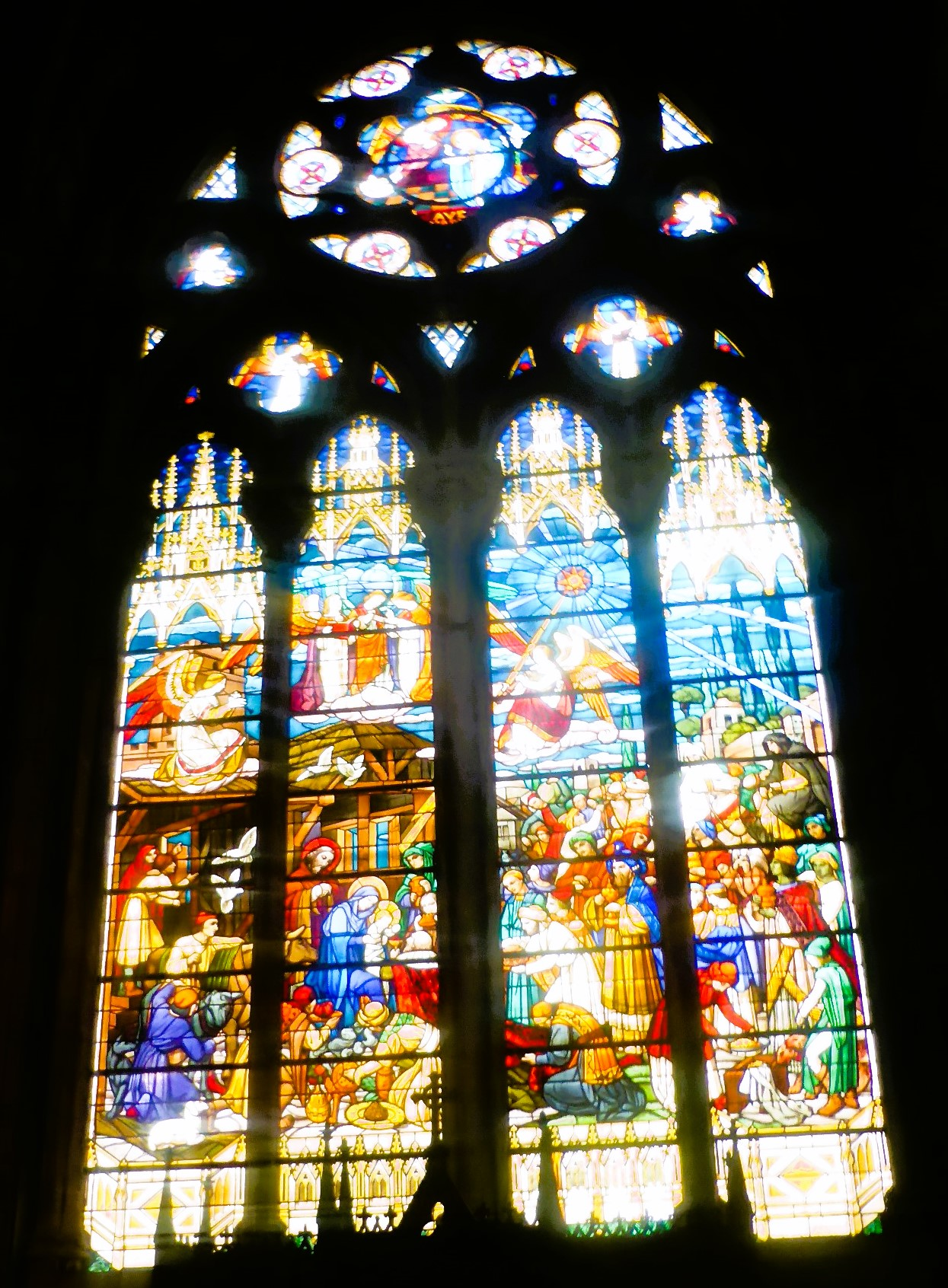
Vitrail de la nativité.
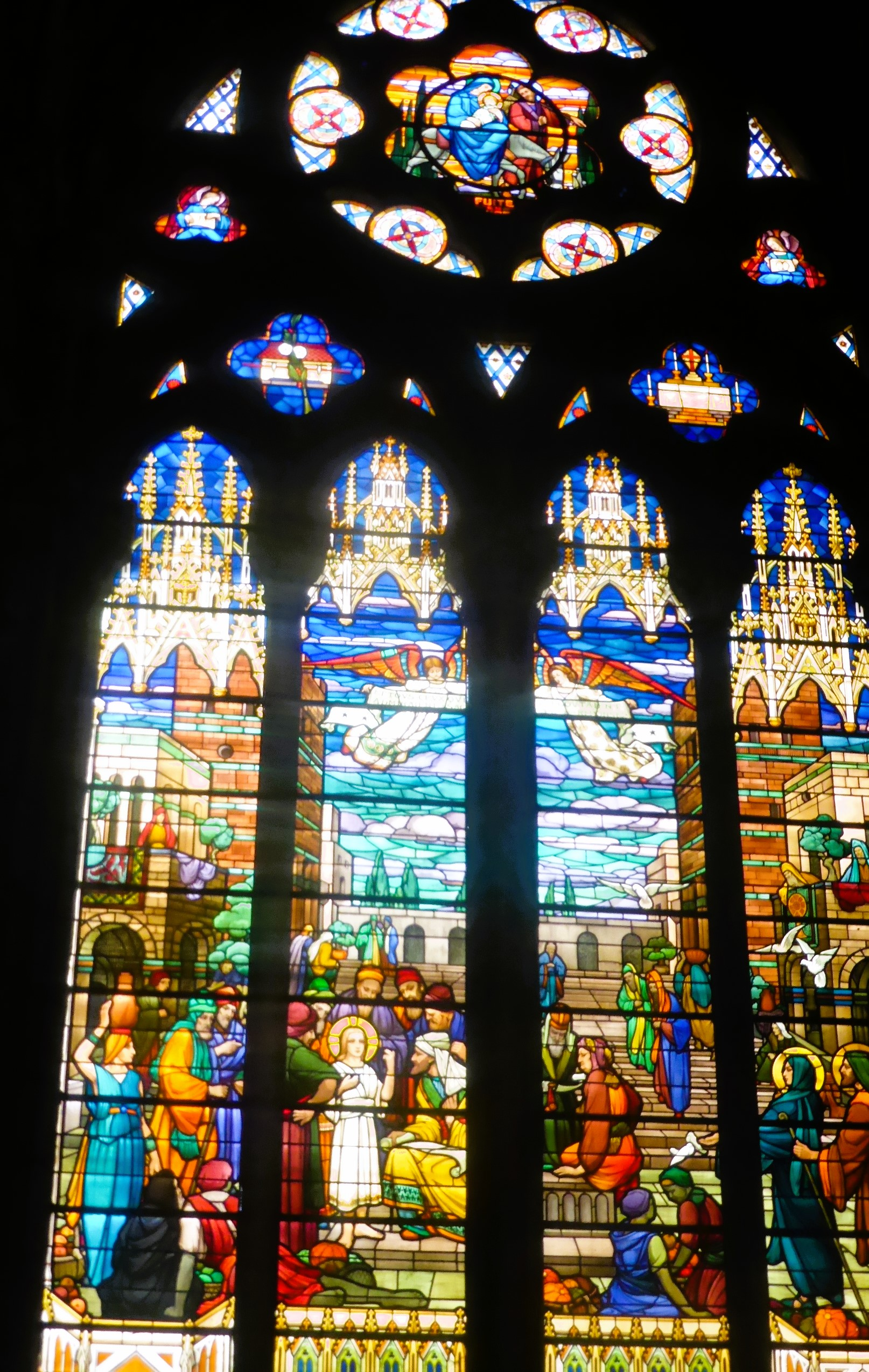
Jésus parmi les docteurs.
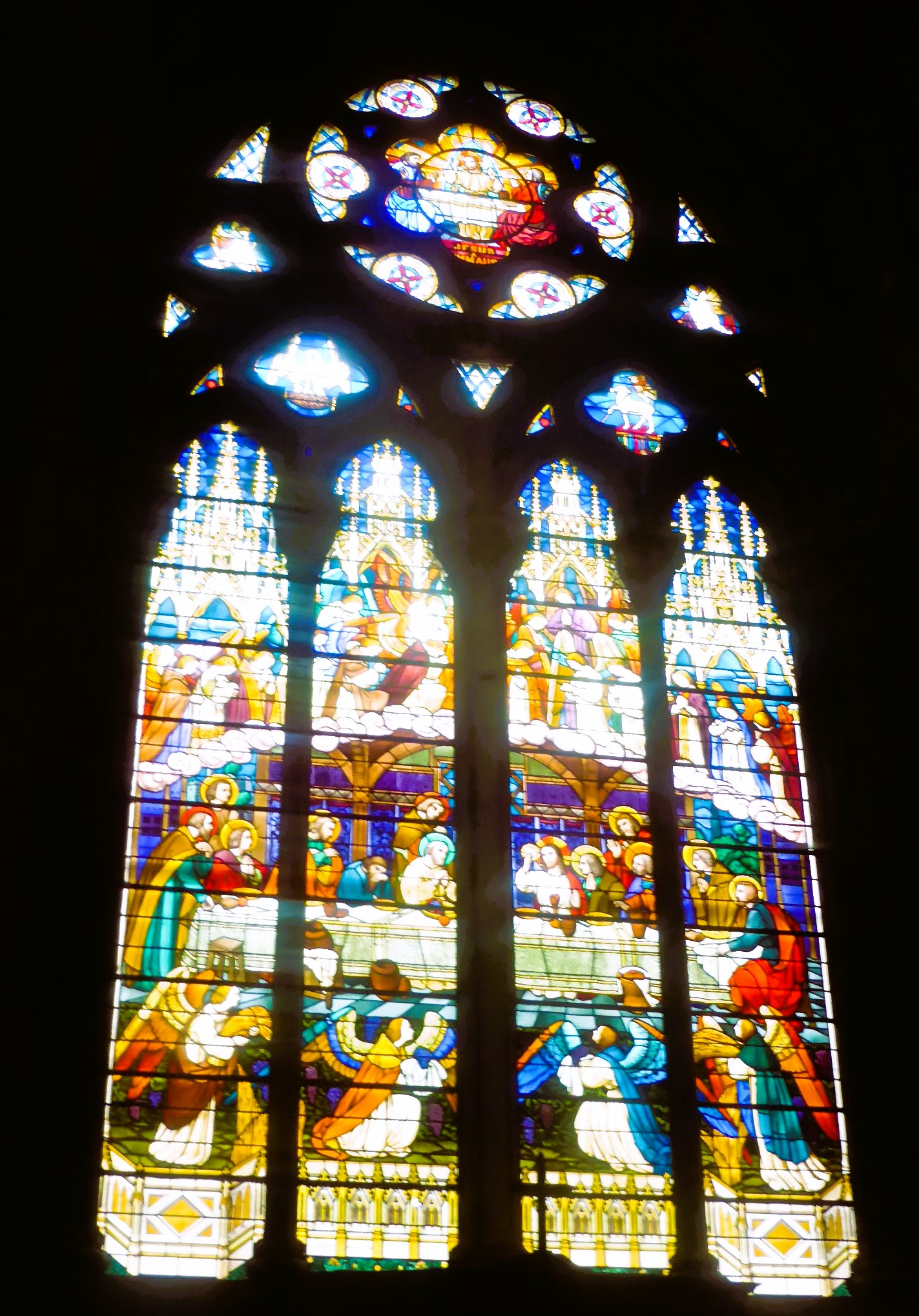
Vitrail de la sainte Cène.
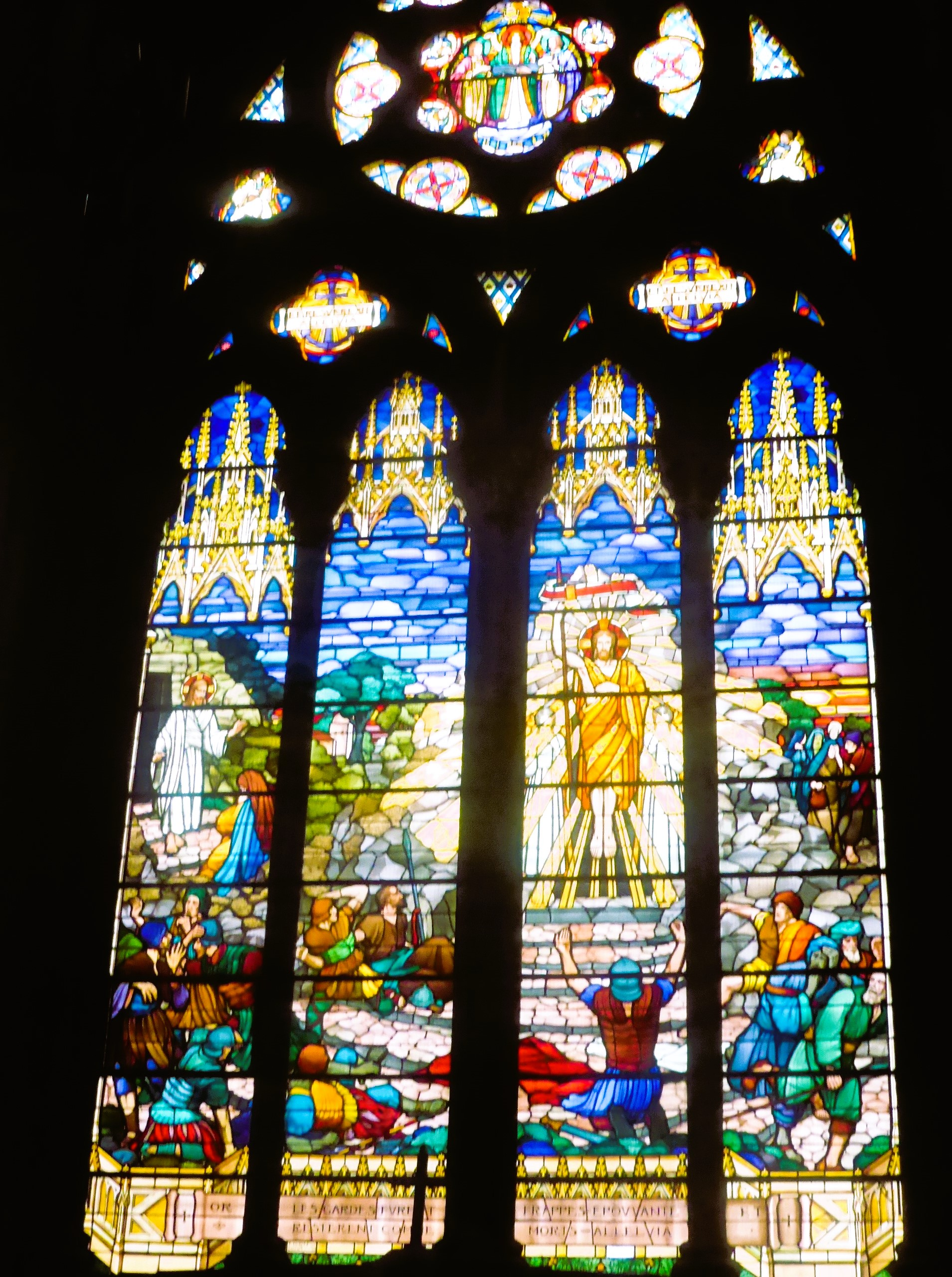
Vitrail de l'Ascension.

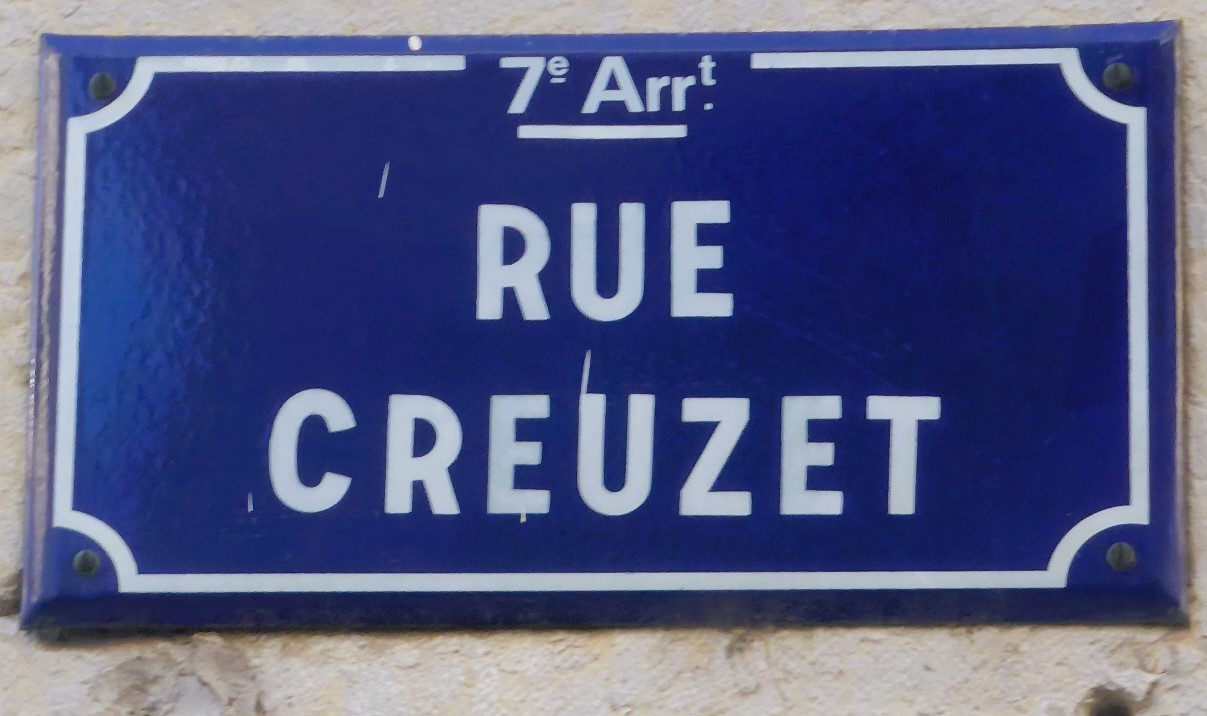
Rue Creuzet.

Creuzet (1764-1843) et Grillet (1769-1842) sont, eux, propriétaires dans le secteur opposé, au sud de l'église Notre-Dame Saint-Louis, le premier par achat du domaine de Picpus décrété bien national en 1790. Ils n'ont ni les moyens financiers ni l'appui d'un Cavenne. Le résultat est moins flatteur. « Se mettent en place des rues qui interfèrent avec les tracés anciens et ne sont pas marquées par une orientation générale ». La vocation en est aussi moins noble. S'installeront principalement des établissements industriels dont beaucoup de métiers à tisser. La rue de la Thibaudière tranche sur cet ensemble par sa largeur exceptionnelle sur mais il avait fallu composer avec l'existence de l'allée d'une propriété de ce nom. En revanche, le cours de la Rize a été revêtu ce dont se ressent la rue Creuzet par son bombement.

##### La ceinture verte
La partie urbanisée n'a jamais correspondu qu'à une étroite bande au nord de la commune, même après son élargissement vers le sud dans la première moitié du XIXe siècle. L'écrasante majorité d'un territoire étiré vers le sud sur cinq kilomètres appartient au monde rural de part et du chemin principal qui correspond à l'actuelle rue de Gerland. Il s'est longtemps agi d'une économie de subsistance avec la culture des céréales, des plantes maraîchères et les prairies de fauche. Ces dernières fourniront la nourriture des chèvres, des moutons, des bovins et, avec l'avoine, celle des chevaux. Dans les fonds marécageux on fauchera les laîches coupantes qui serviront de litière. « Le long du Rhône les îles sont recouvertes d'une végétation adaptée de saules, frênes, peupliers et aulnes (vernes) en un taillis enchevêtré : ce sont les vorgines […]. On utilise cette végétation pour le bois de feu surtout et pour la feuillée, les branches feuillues servant de nourriture au bétail (les chèvres raffolent des feuilles de frêne ».
Peu à peu, à partir du XVIIIe siècle surtout, l'activité agricole étant chassée de Lyon, le jardinage s'est reporté à la Croix Rousse et de la Guillotière (avec sa rue des Asperges - d'Anvers aujourd'hui) à Gerland. C'est dans cette ceinture maraîchère que viennent s'approvisionner en navets, carottes, choux puis pommes de terre les pauvres revenderesses qui les proposeront à leurs clients place du change, près de Saint-Nizier ou de l'Hôtel-Dieu. Les bouchers lyonnais placent à l'embouche leurs bovins épuisés par un parfois long voyage.
Dans ce cadre végétal les citadins viennent aussi nombreux, comme dans le quartier des Brotteaux, particulièrement le dimanche et les jours de fête pour y trouver l'air pur, la fraîcheur et le calme. Ils s'attarderont au retour dans les hostelleries et les auberges où ils se seront désaltérés en buvant le vin du Vinatier ou de Montchat ou la bière des brasseries dont le nombre se multiplie sur place. Pour la baignade, ils préféreront plonger dans les lônes à l'eau claire plutôt que dans le cours du fleuve où l'on jette sans vergogne les carcasses des chevaux après abattage,.

##### Le cimetière
C'est pour pallier le manque d'espace intra-muros qu'avait été créé en 1695 un cimetière pour les personnes décédées à l'Hôtel-Dieu de Lyon. Le lieu choisi faisait alors figure de faubourg par rapport à la Grande rue de la Guillotière. Sa position marginale lui avait valu le nom de Madeleine qui restera celui de sa chapelle. Lorsque, en1796, le problème fut posé d'agrandir le cimetière la décision fut préférée d'en créer un nouveau. Il ne fut ouvert qu'en 1822. Les seules réserves avaient été vainement exprimées par des ecclésiastiques qui s'offusquaient à la pensée que, dans le trop long cheminement du cortège funèbre, les conversations ne s'égarent sur des thèmes trop profanes.
Ce cimetière était devenu le plus important de Lyon après l'annexion de la commune de la Guillotière en 1852 mais il ne devait pas le rester bien longtemps car en 1859 en fut ouvert un nouveau. L'odonymie du quartier reste fortement marquée par cette vocation avec les rues de la Madeleine, du Repos, Saint-Lazare.

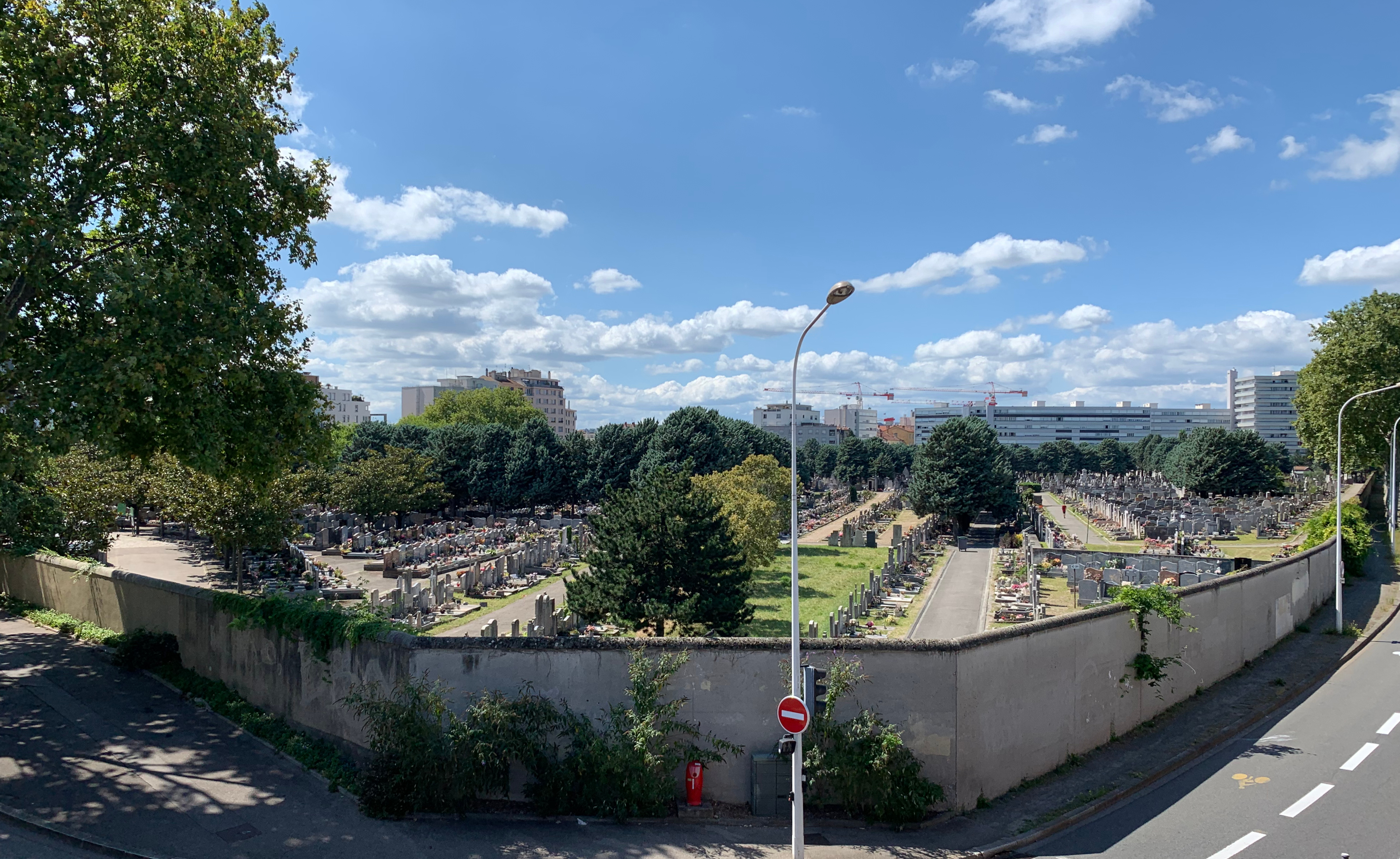
Cimetière ancien de la Guillotière.
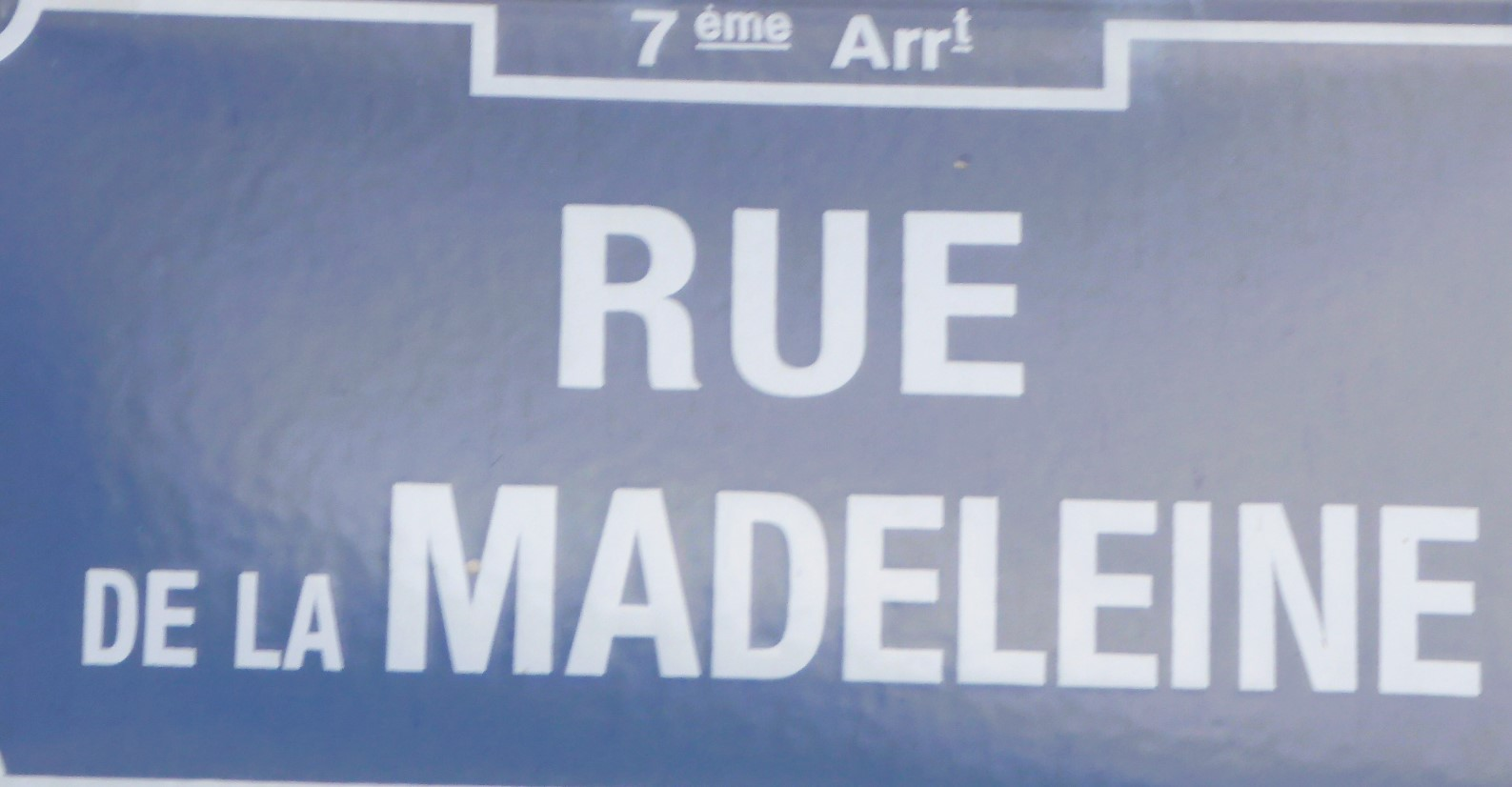
Rue de la Madeleine
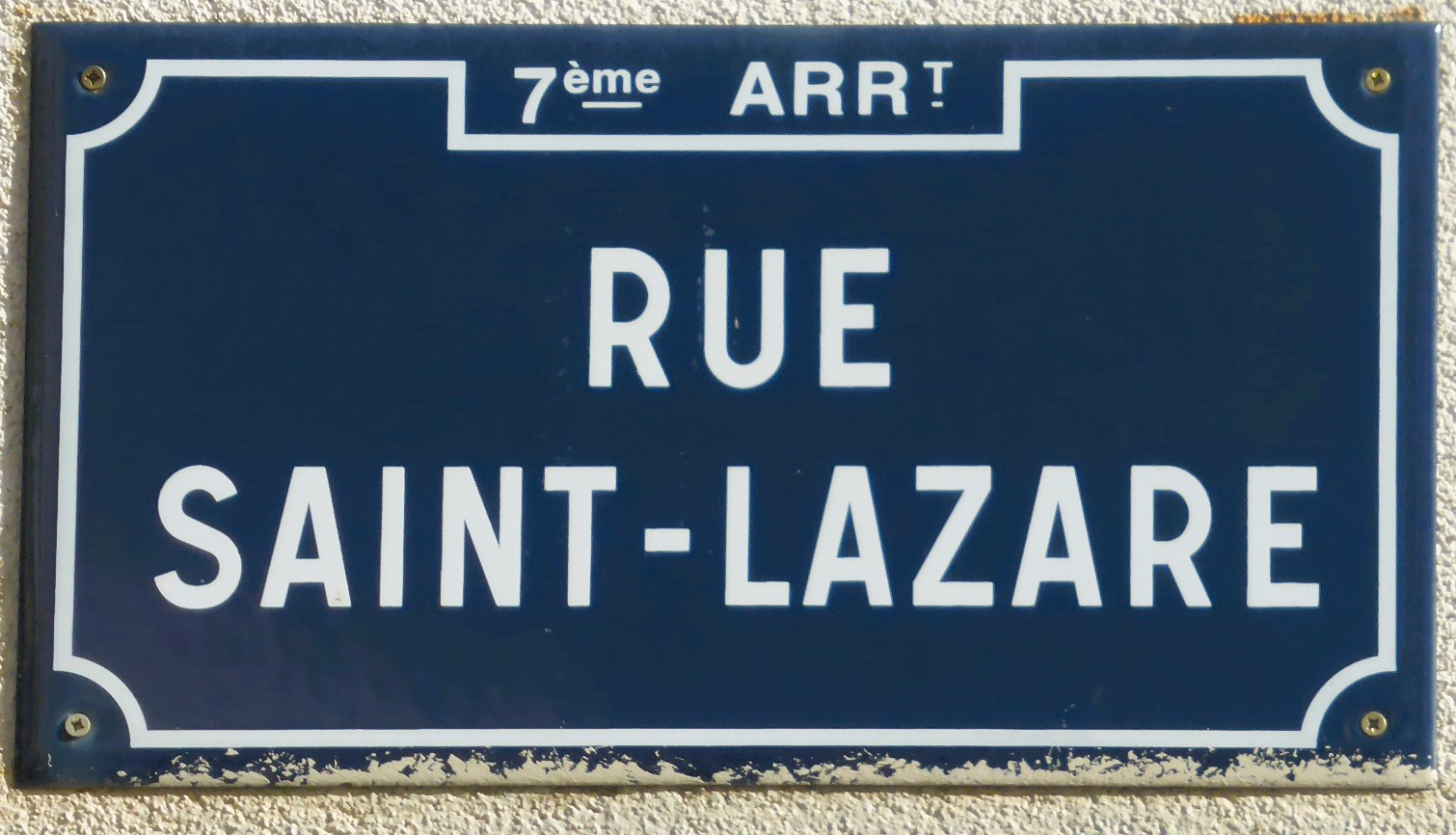
Rue Saint Lazare.
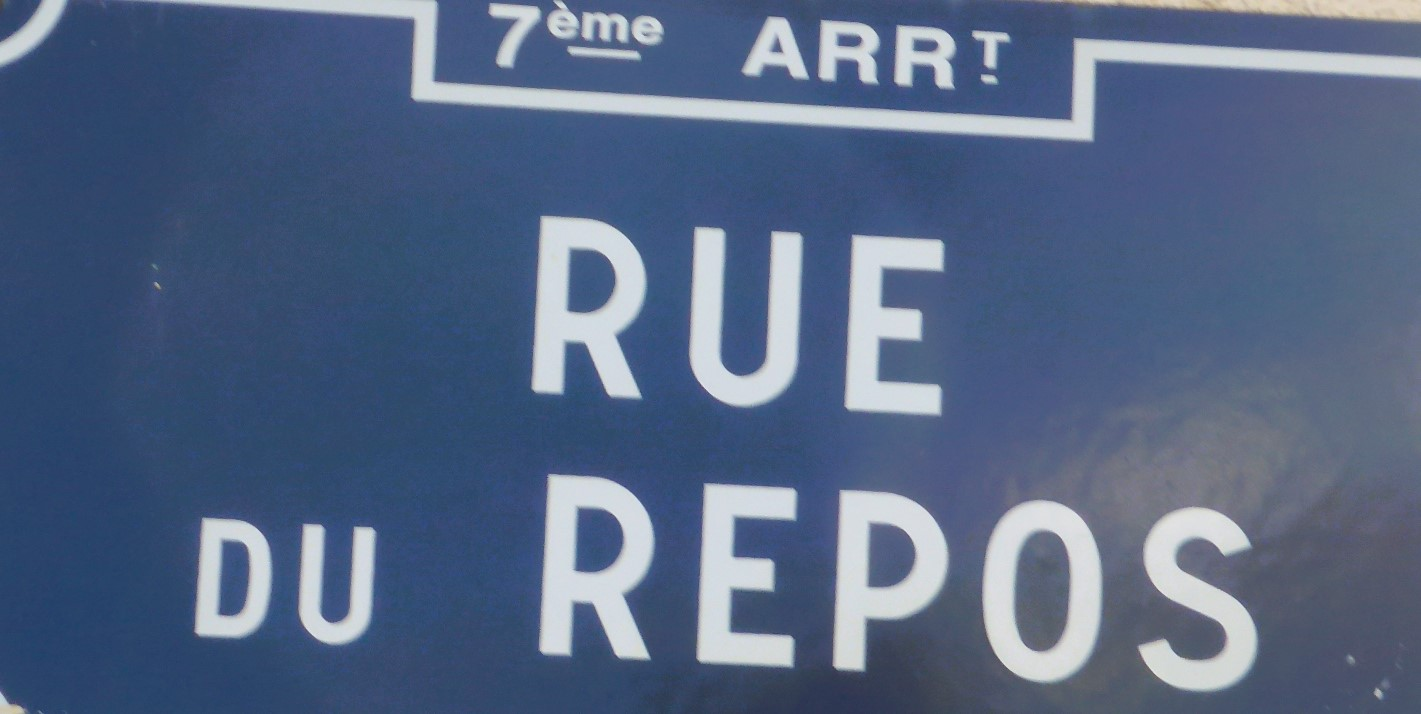
Rue du repos

##### Les fortifications
S'il est un domaine où la Guillotière devait se soumettre à une impérieuse nécessité c'est bien celui de la défense. Le souvenir perdurait de la double et humiliante occupation de Lyon par l'armée autrichienne en mars 1814, puis juillet 1815. Au péril extérieur vint s'ajouter la menace intérieure que faisait peser sur l'ordre social la double révolte des canuts en 1831 et 1834. D'où la décision de créer une ceinture fortifiée. La tâche en fut confiée à Hubert Rohault de Fleury (1779-1866). Les travaux ne furent achevés qu'en 1847. Ces fortifications devaient s'avérer obsolètes dès les années 1870 du fait des progrès de l'artillerie. Leur déclassement sera décidé en 1878 et inscrit dans la loi en 1884.

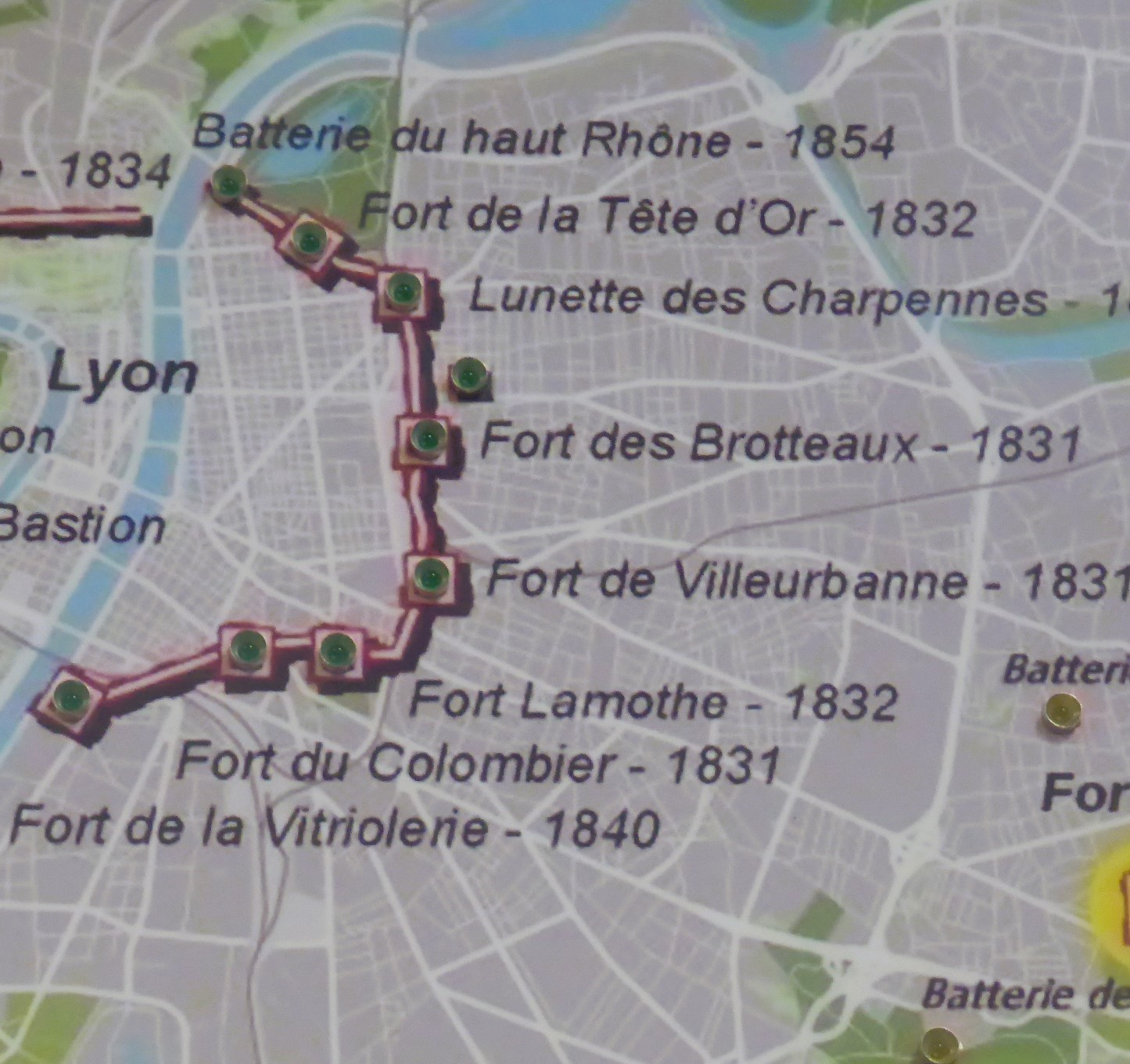
Enceinte Fleury.
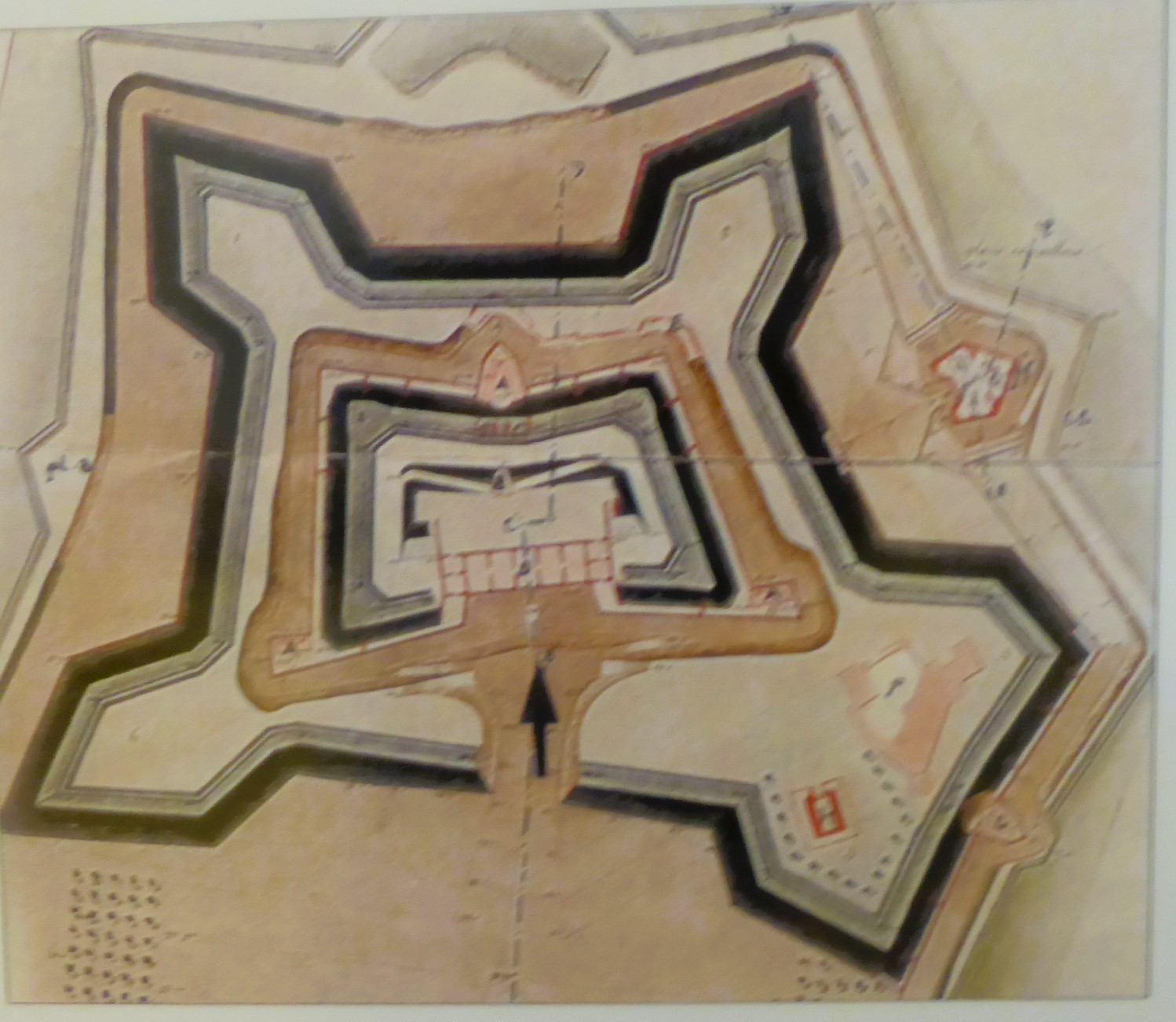
Fort Lamothe.
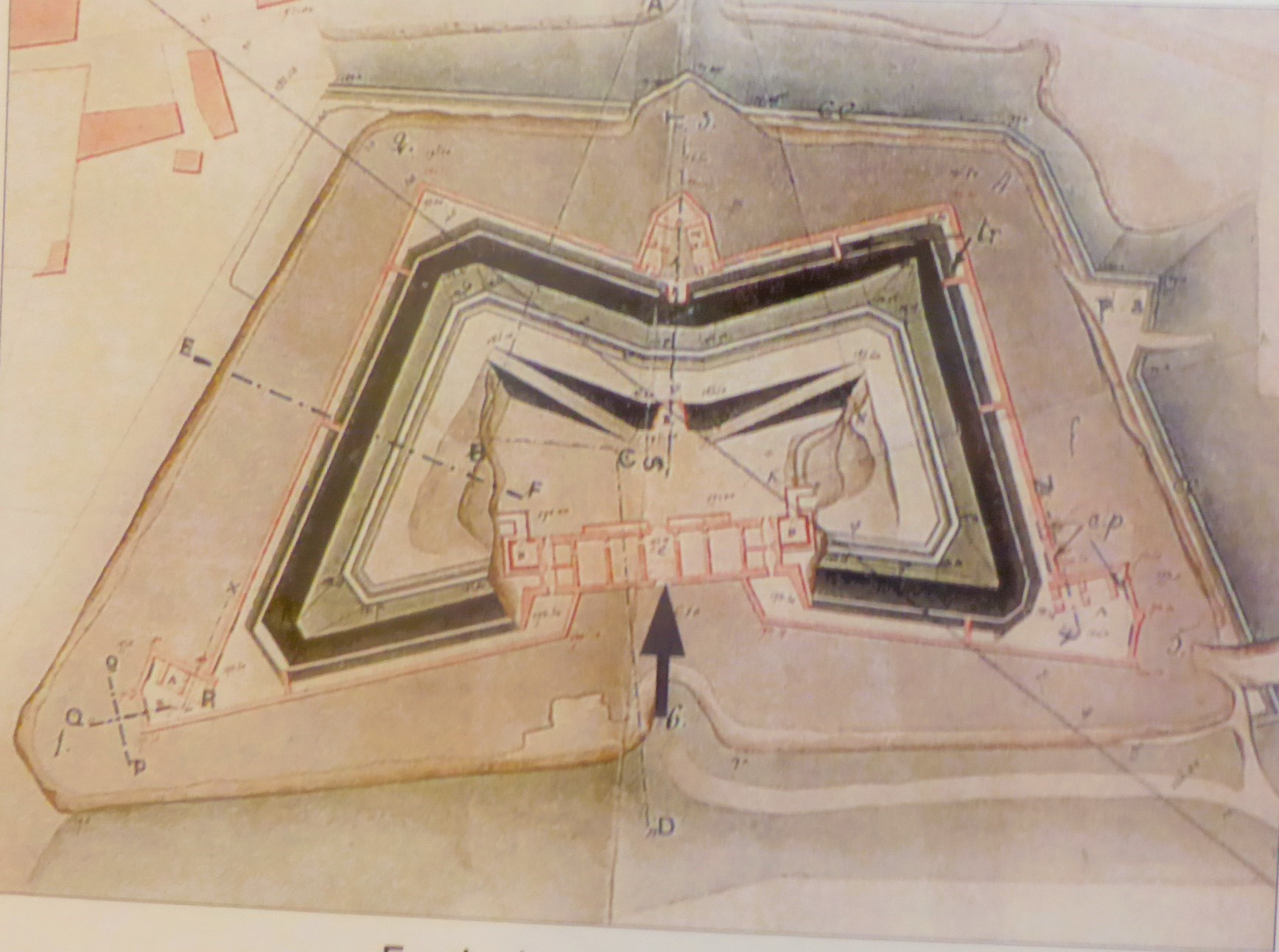
Fort du Colombier.
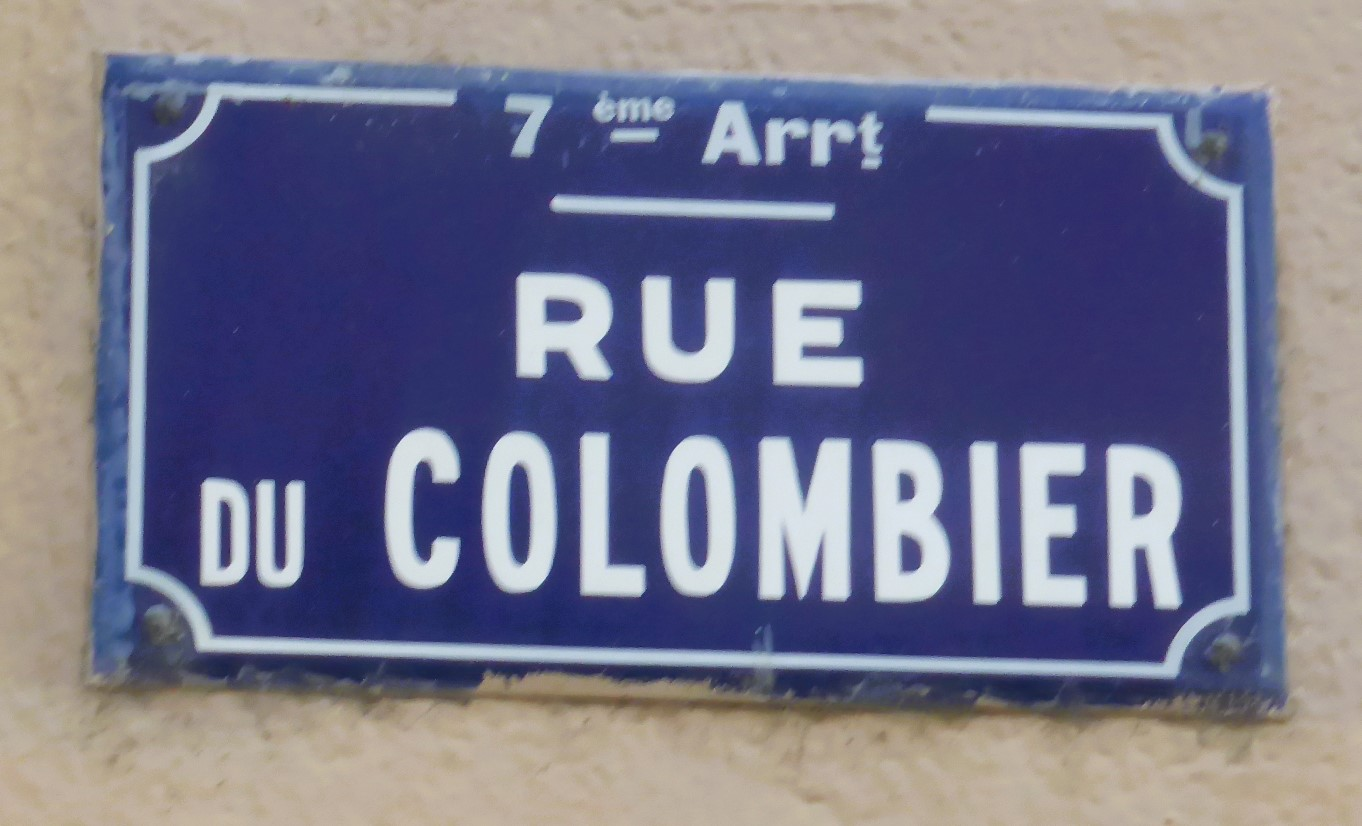
Rue du Colombier.

Cette enceinte se présentait comme un gros bourrelet de terre de 7 à 8 mètres d'épaisseur dont le terre-plein était aménagé en voie de desserte et qui, par endroit servait de digue protectrice contre les inondations. Du nord-est au sud-ouest sur le territoire de la Guillotière se succédaient trois forts en relais de celui de Villeurbanne (aujourd'hui Montluc). Celui de Lamothe - ou La Motte – a été implanté sur un terrain de 17 ha dans lequel avait été construite aux XVe et XVIe siècles une résidence seigneuriale. Celle-ci conservait encore fière allure au XIXe siècle avec son entrée à mâchicoulis, ses tours entourant une cour d'honneur et son donjon. Ses feudataires avaient pu y héberger sous l'Ancien Régime nombre de personnalités ecclésiastiques, voire royales dans un décor digne de leur rang. Décrété bien national en 1791, le domaine avait été acquis par des particuliers mais l'État les avait expropriés. Il fit construire une caserne à laquelle on attribuera en 1942 le nom du sergent Blandan qui s'était distingué par son héroïsme en Algérie. Elle comportait une place d'armes et un magasin de poudre. La garnison a pu compter jusqu'à 1 193 soldats.

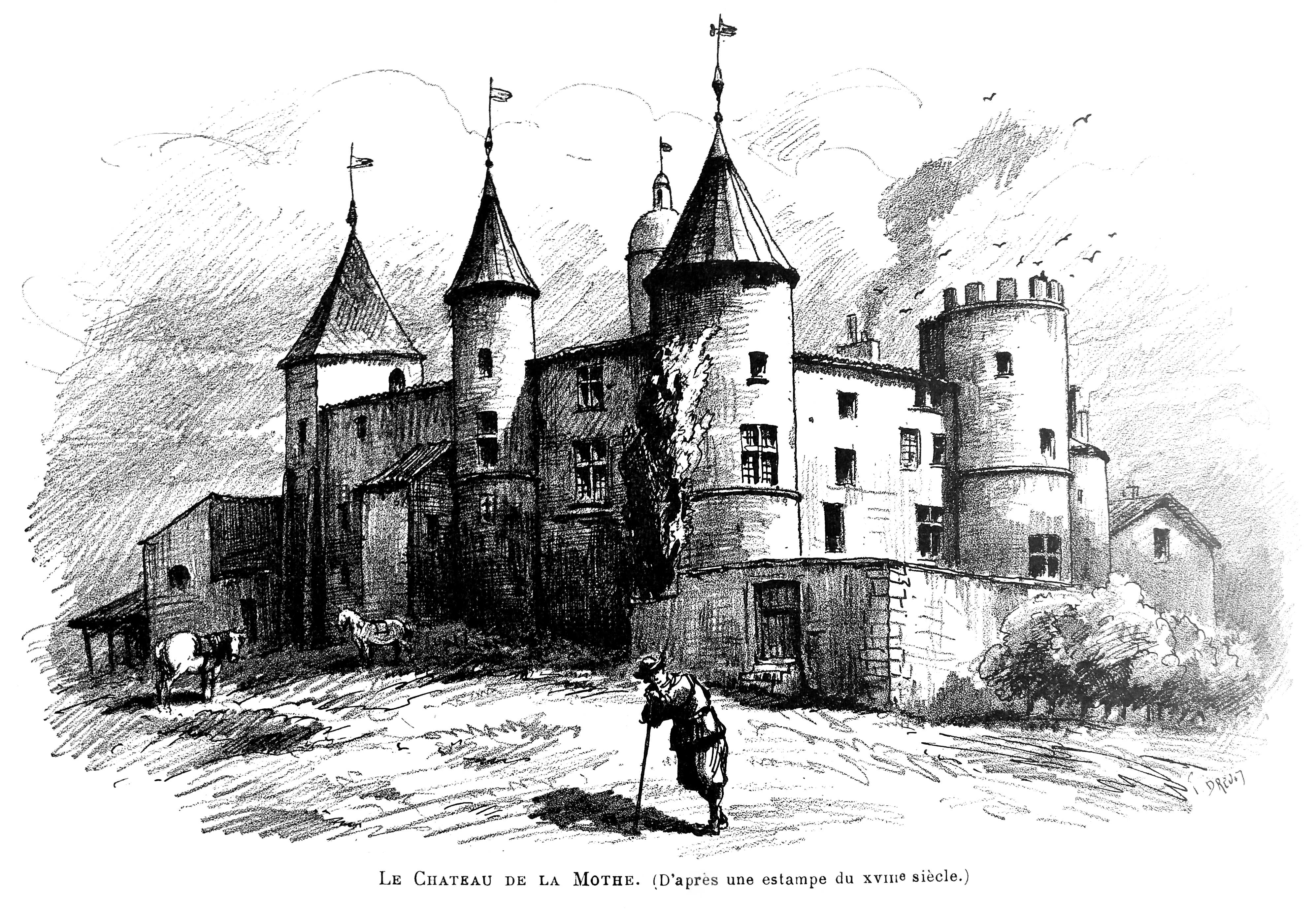
Château La Mothe
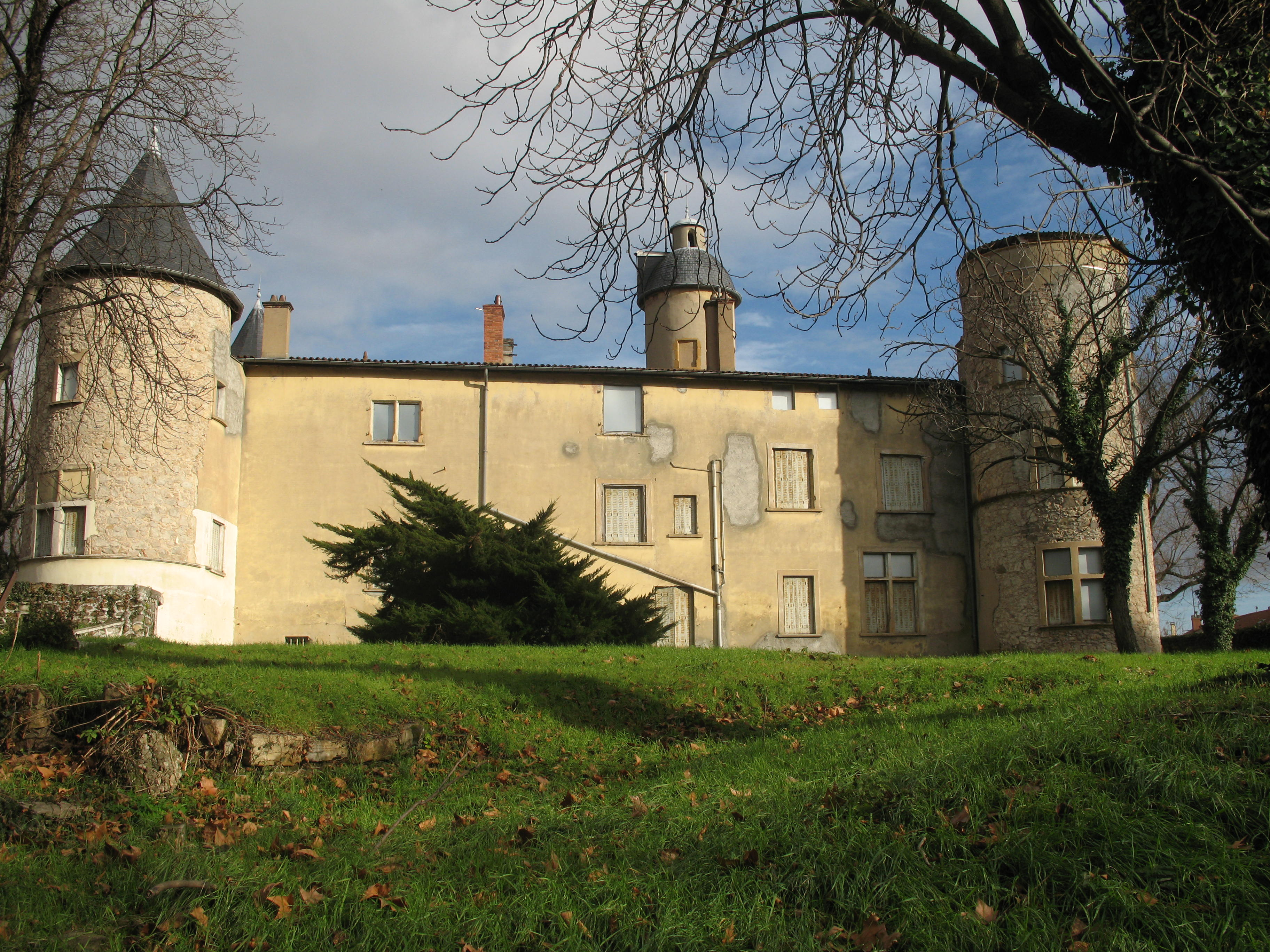
Château de La Motte
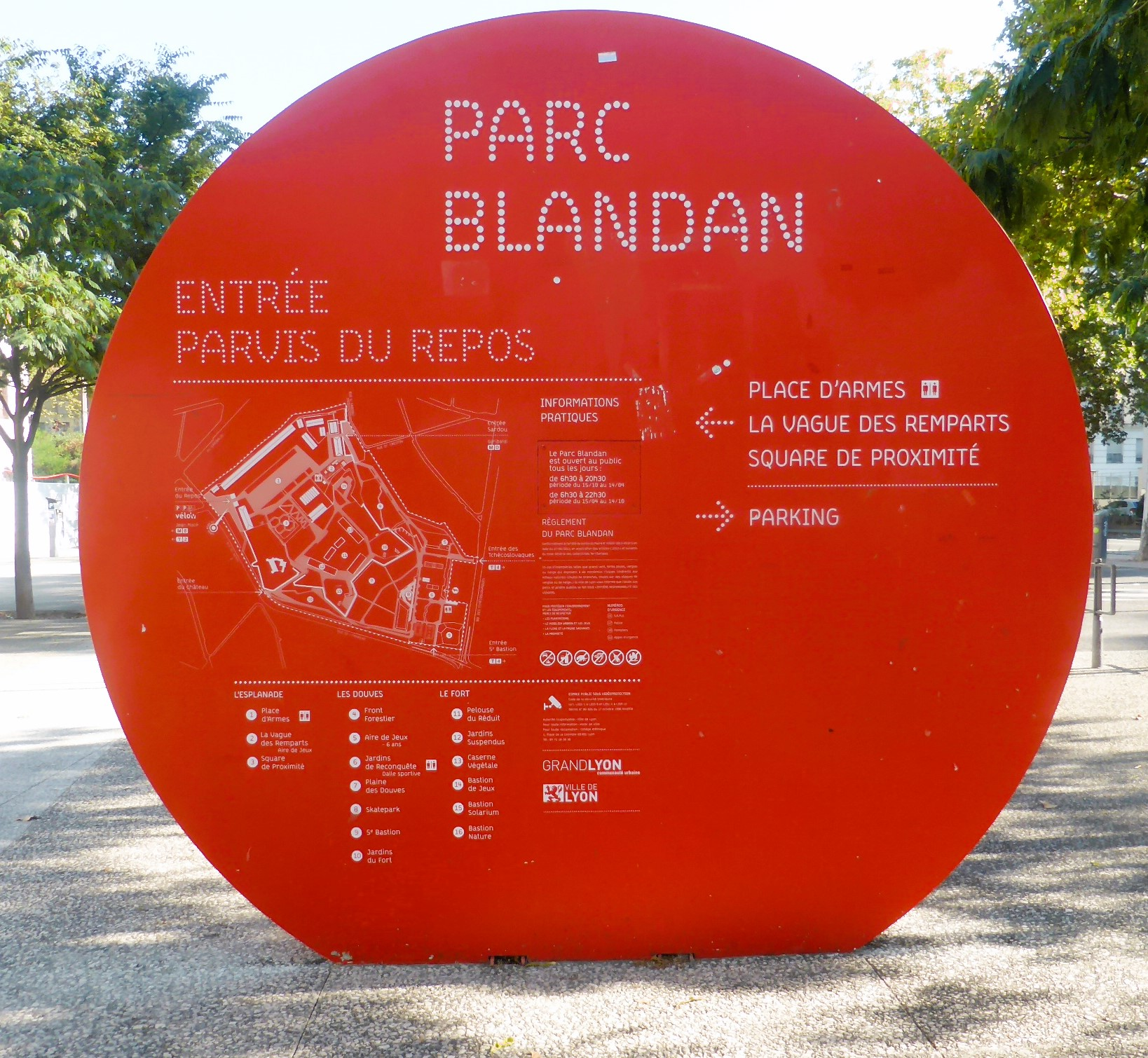
Plan du parc Blandan
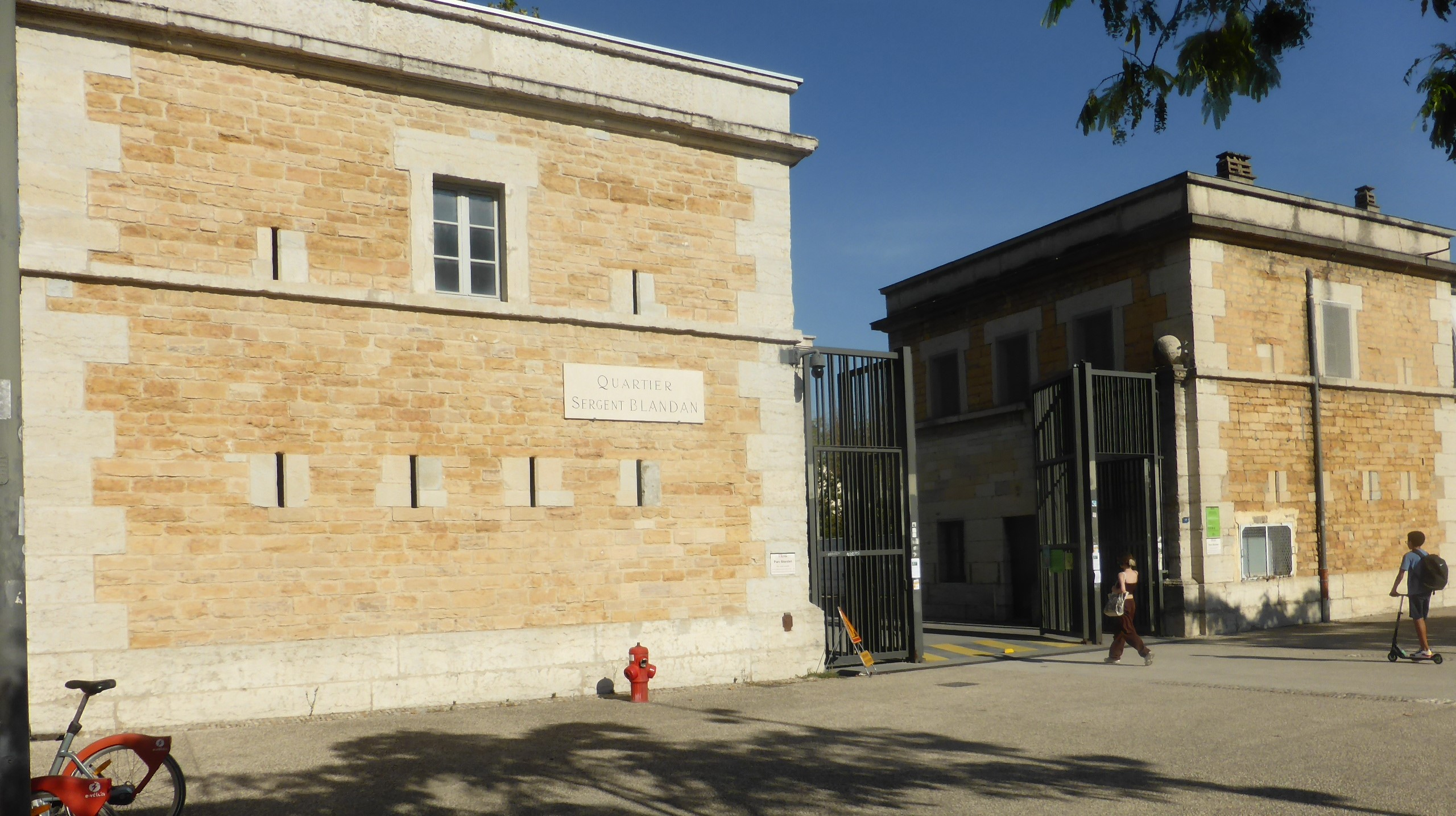
Entrée de Sergent Blandan.
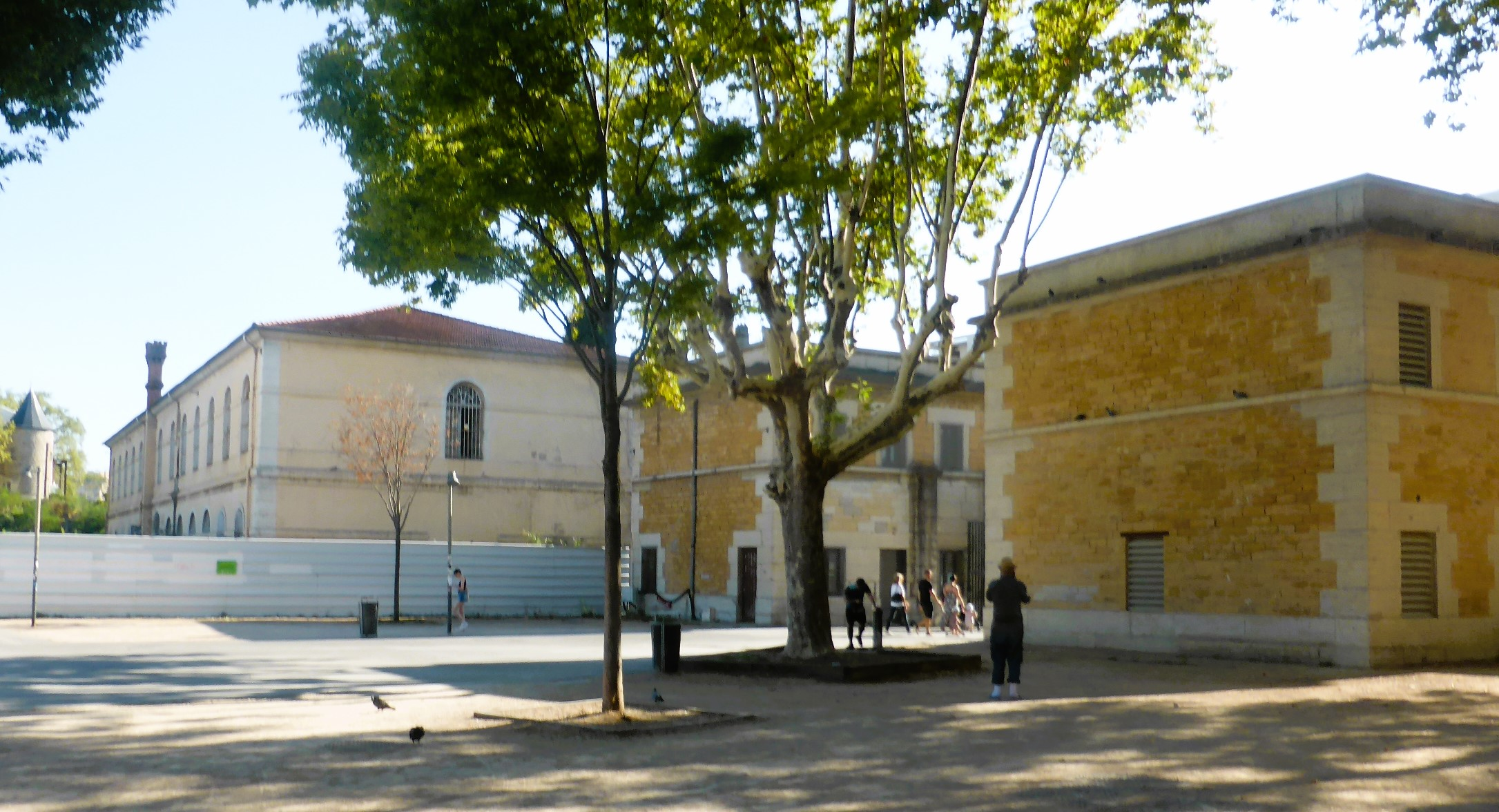
Intérieur de l'enceinte du fort Lamothe
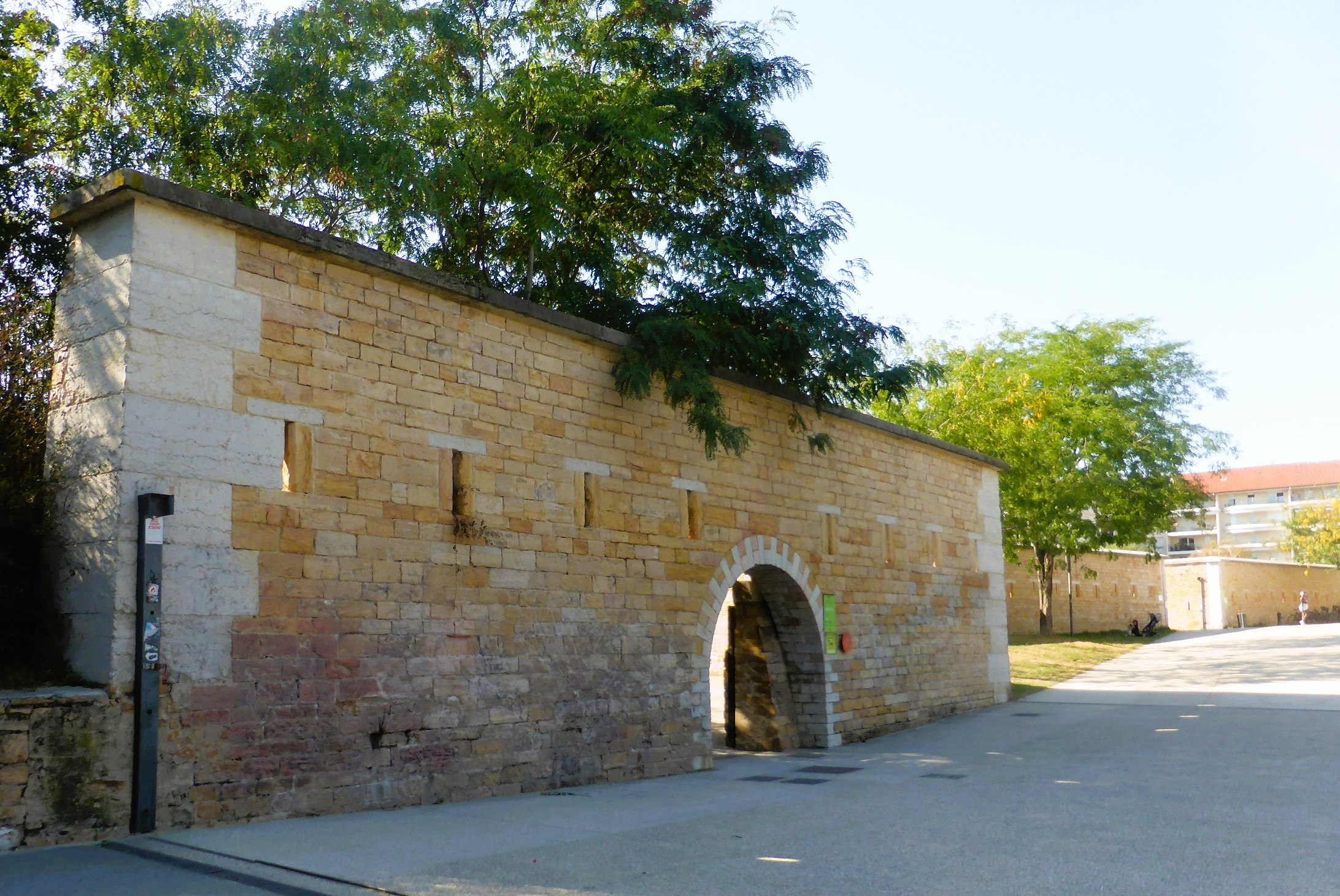
Enceinte du fort Lamothe
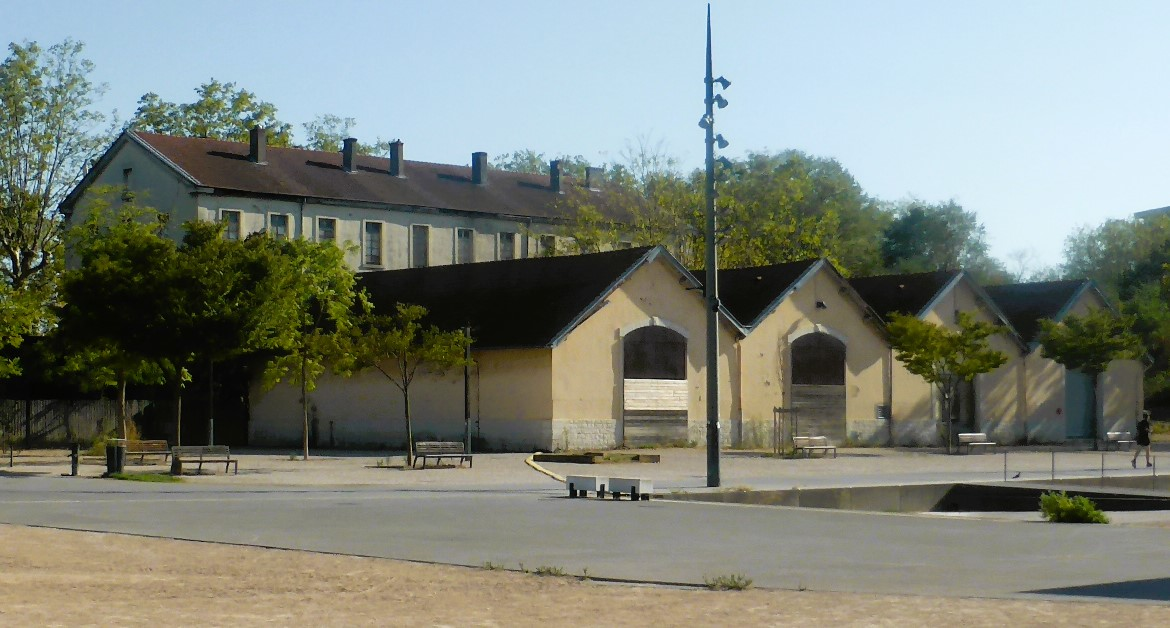
Ancienne caserne Sergent Blandan
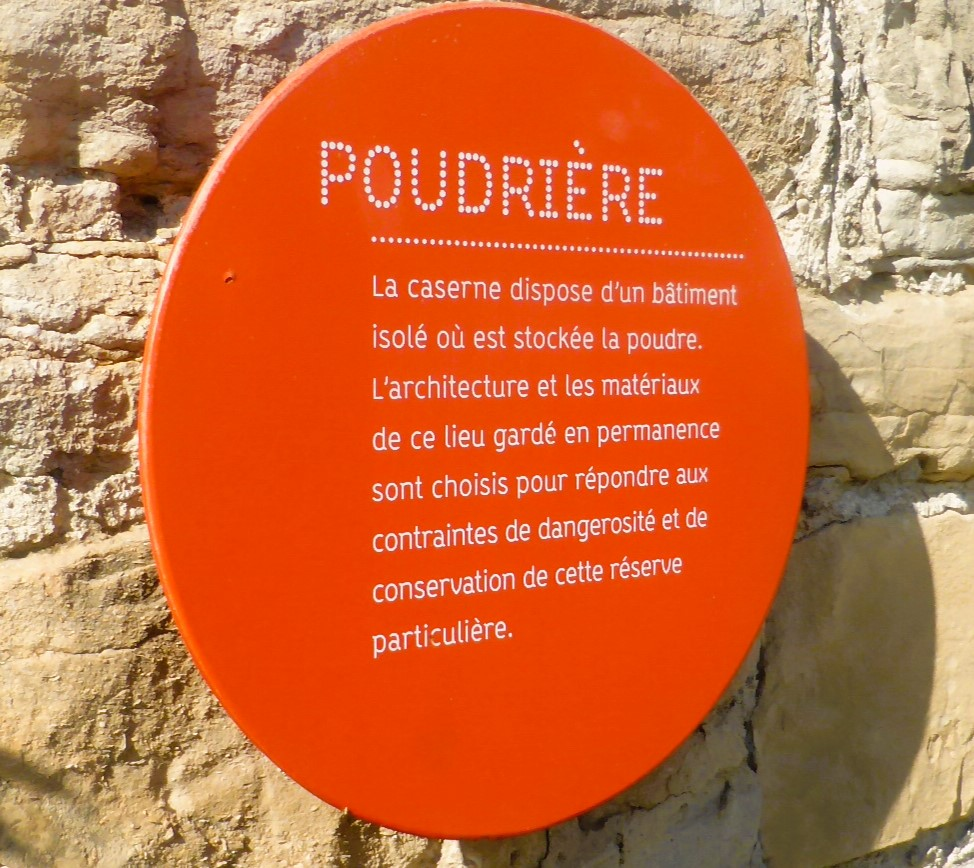
Panneau de la poudrière
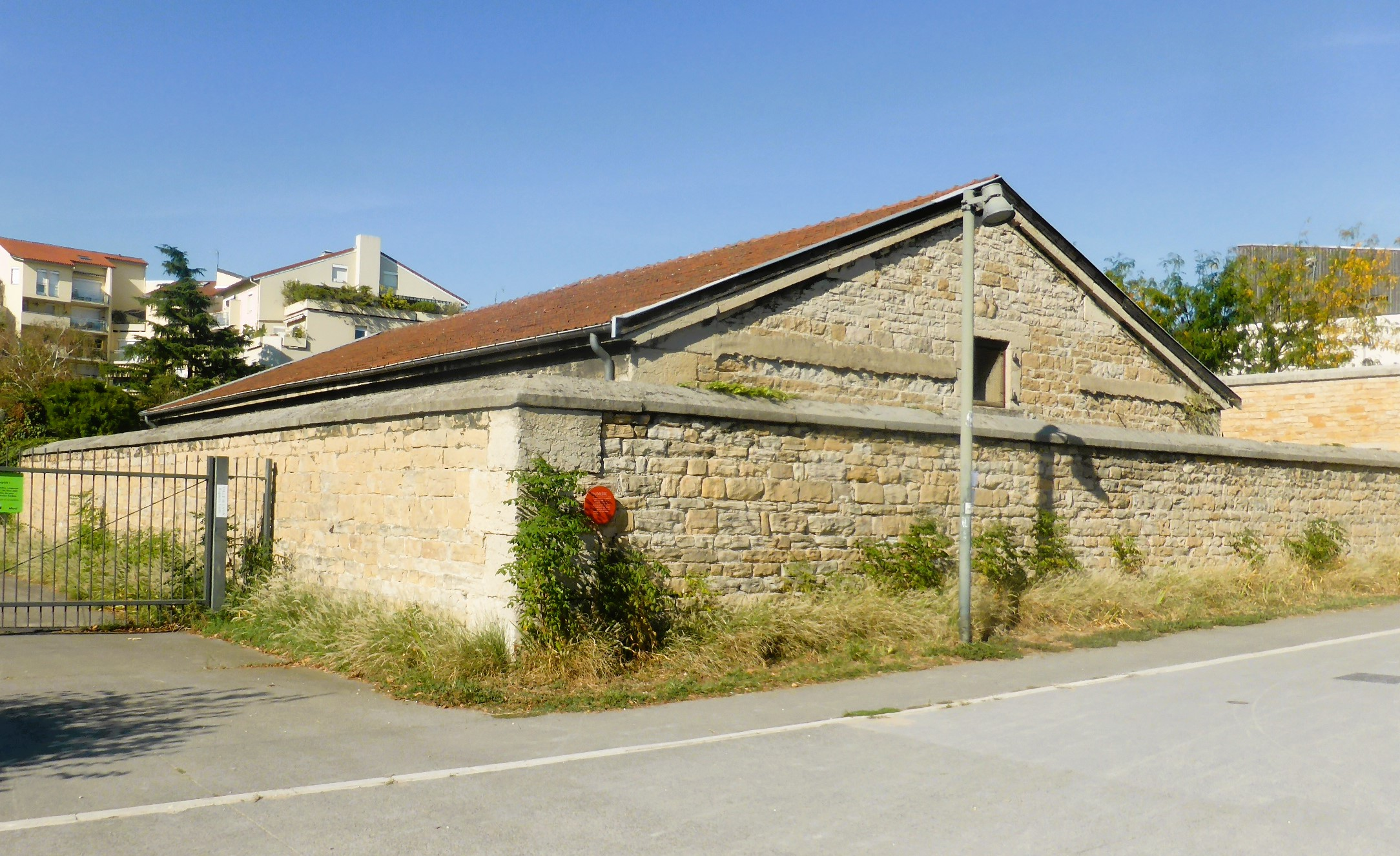
Bâtiment de la poudrière

Le souvenir du fort du Colombier est perpétué par un nom de rue. Sa destruction devait permettre la création de la place Jean Macé en 1904. Le périmètre du fort de la Vitriolerie fut conquis sur une zone mouvante soumise aux caprices du Rhône malgré les pétitions des agriculteurs riverains et des partisans d'un développement des activités portuaires et industrielles. La caserne construite en son cœur est aujourd'hui englobée dans le quartier qui porte depuis 1968 le nom de Général Frère, en hommage au créateur de l'Organisation de la Résistance Armée décédé en 1944 dans le camp de déportation du Struthof.

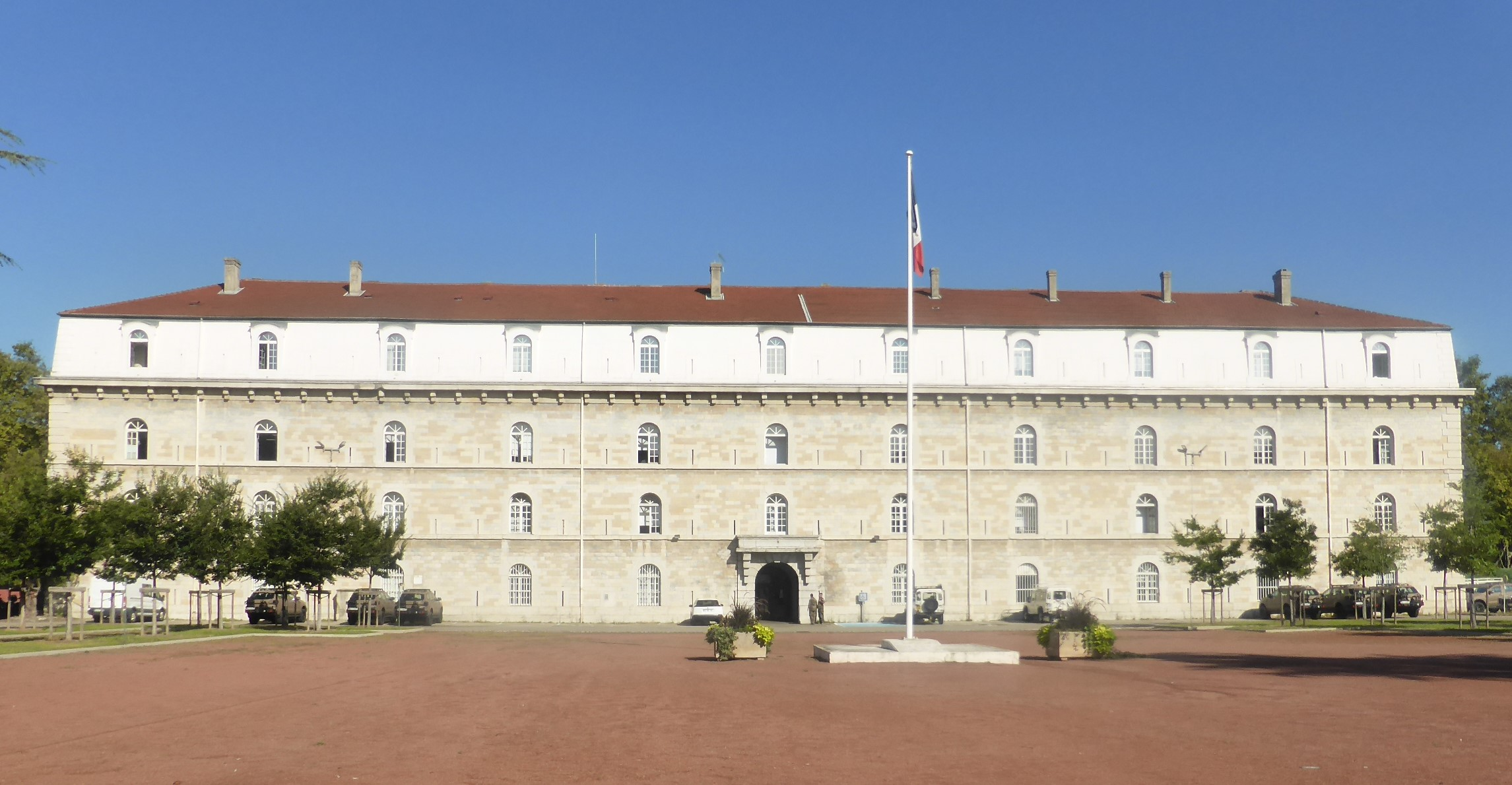
Caserne de la Vitriolerie.
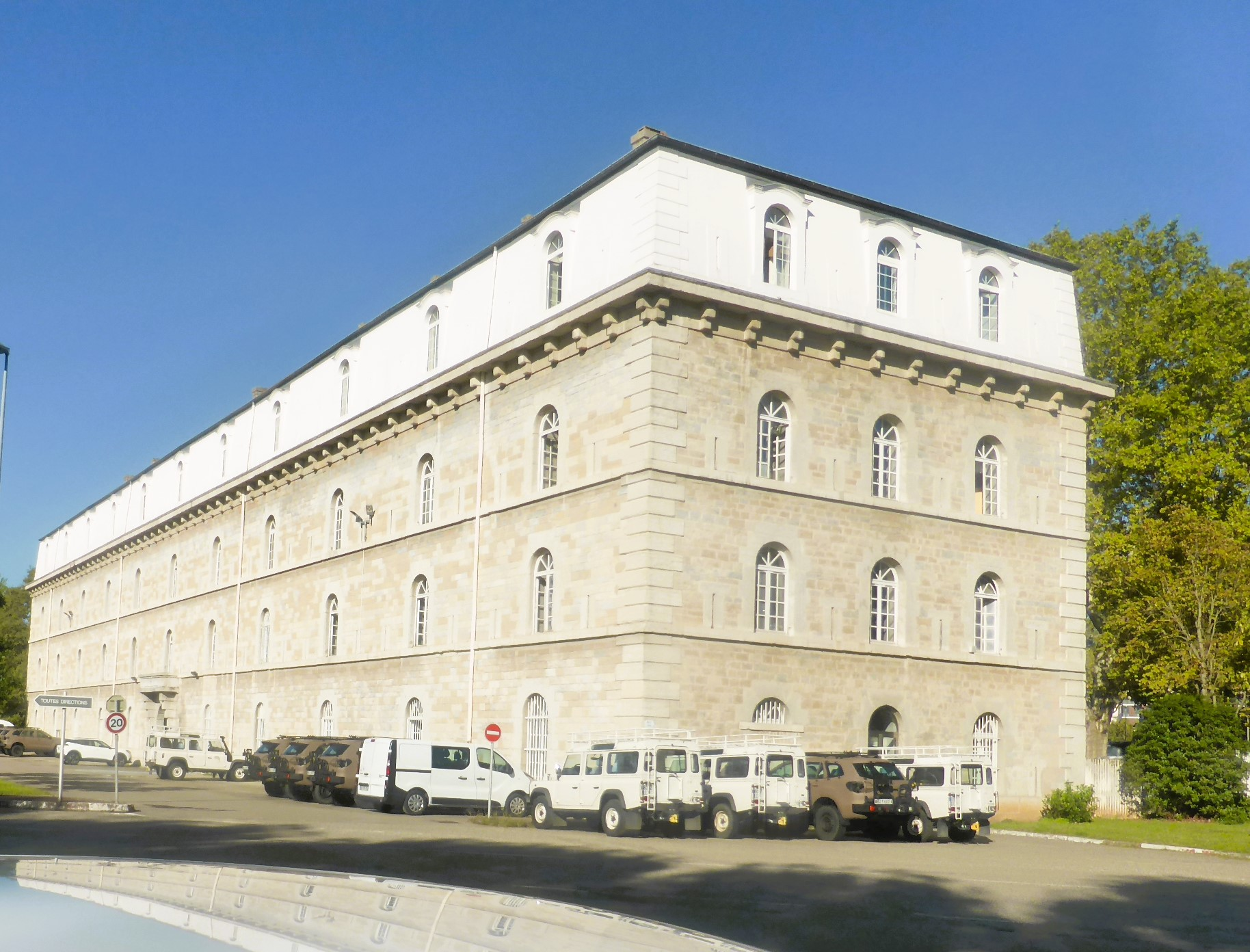
La Vitriolerie.
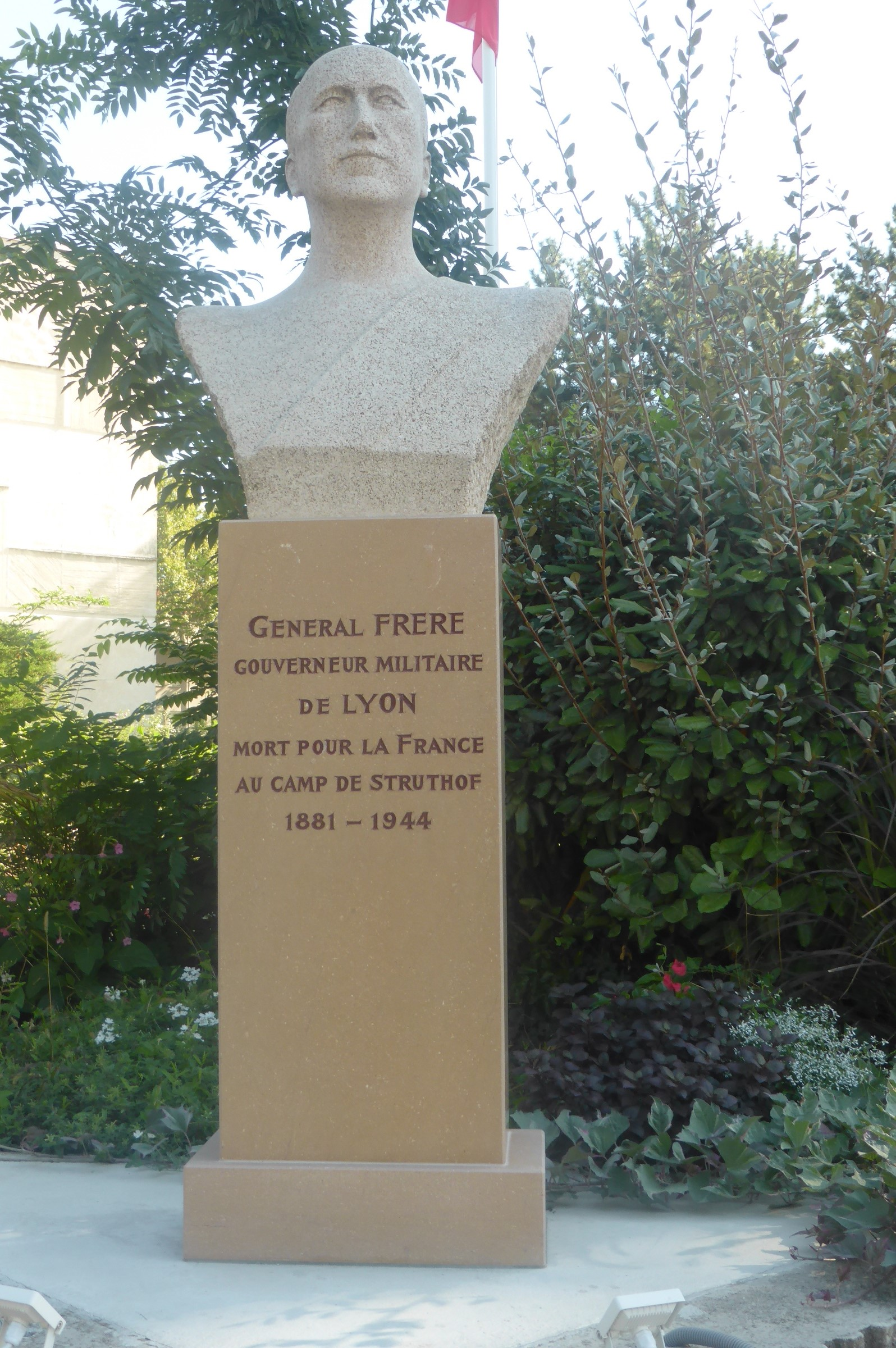
Buste du général Frère.
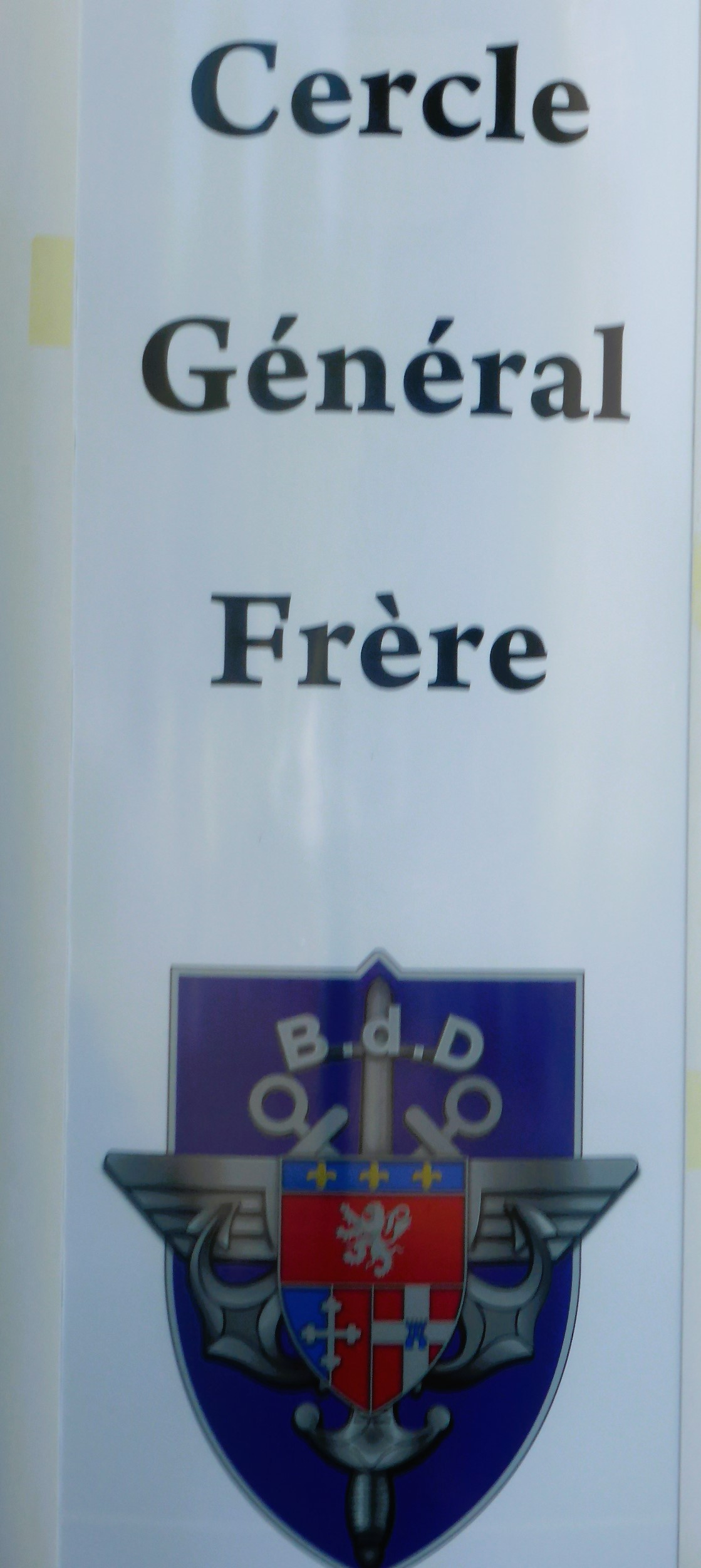
Cercle général Frère.

#### Annexion par Lyon
Le rattachement de la rive gauche du Rhône à Lyon avait été souhaité par un grand nombre de ses habitants. L'idée en était née dans sa partie nord après la construction du pont Morand qui avait entraîné le développement du quartier des Brotteaux : une élite sociale l'avait choisi comme résidence tout en restant en rapport avec la ville où elle conservait ses négoces. Mais ce mouvement était plus général et s'étendait aux classes populaires jusqu'aux Charpennes sur le territoire de Villeurbanne. Par la suite les liens entre les deux rives étaient devenus encore plus étroits, le franchissement du fleuve ayant été facilité par la construction de la passerelle du Collège, des ponts Charles X (Lafayette) en 1828 et de l'Hôtel-Dieu (Wilson) tandis qu'au sud du pont de la Guillotière la traversée du Rhône n'était toujours possible que par des bacs à traille.
Seul le secteur de la Guillotière faisait de son indépendance une affaire d'honneur. « Le 9 juillet 1833, le Conseil déclare que le rattachement serait une véritable calamité publique, une cité florissante deviendrait un misérable faubourg, les nécessités d'une grande ville permettraient l'anéantissement d'une petite qui a le malheur de se trouver à sa convenance ». Mais n'était-ce pas en réalité reconnaître un état de fait ? Et cette volonté d'indépendance se manifestera encore sous la Deuxième République. La décision du rattachement fut prise par la loi du 3 mars 1852 entrée en vigueur par décret du 24. Elle concernait les trois communes de la Guillotière, de la Croix Rousse et de Vaise. Elle était sans appel : l'Empire de Napoléon III se voulait autoritaire et voyait dans cette mesure la condition du rétablissement de l'ordre public. Le préfet Vaïsse, nommé par le gouvernement, régnait désormais d'une main ferme sur une ville découpée en 5 arrondissements dont la Guillotière était le troisième,.

### La grande partition

#### La Guillotière

##### Quel choix?
Au tournant du XIXe siècle, l'essor économique a impliqué un développement considérable des moyens de communication. Il a alors fallu faire des choix décisifs lourds de conséquences quant à la physionomie de la commune. On peut parler d'une véritable dichotomie.
On pouvait imaginer un itinéraire entièrement en rive gauche dans le sens méridien tant pour l'axe fluvial traditionnel que pour l'axe ferroviaire projeté. En ce qui concerne la navigation sur le Rhône, on fabriquait dans le chantier de construction déplacé du voisinage du pont vers la Vitriolerie les fameux bateaux connus sous le nom bateaux-mouches, d'après celui du quartier. Ceux-ci organisés d'abord par les sieurs Plasson et Chaize devaient être repris par l'arlésien Michel Félizat dont une rue rappelle le souvenir. Leur vogue devait perdurer au point qu'une trentaine seront livrés à Paris pour l'exposition universelle de 1867 et y feront une longue carrière. À longue échéance, on ne perdait pas espoir d'un aménagement du Rhône en direction de la Suisse. Lorsque dans les années 1890 est creusé le canal de Jonage, une écluse jouxtera la centrale hydroélectrique de Cusset ! Hommage est rendu à la mémoire de son maître d'œuvre, l'ingénieur Jean-François Raclet (1843-1926) : il a également sa rue à Gerland. Mais la navigation à vapeur ne devait pas résister à la concurrence du rail.

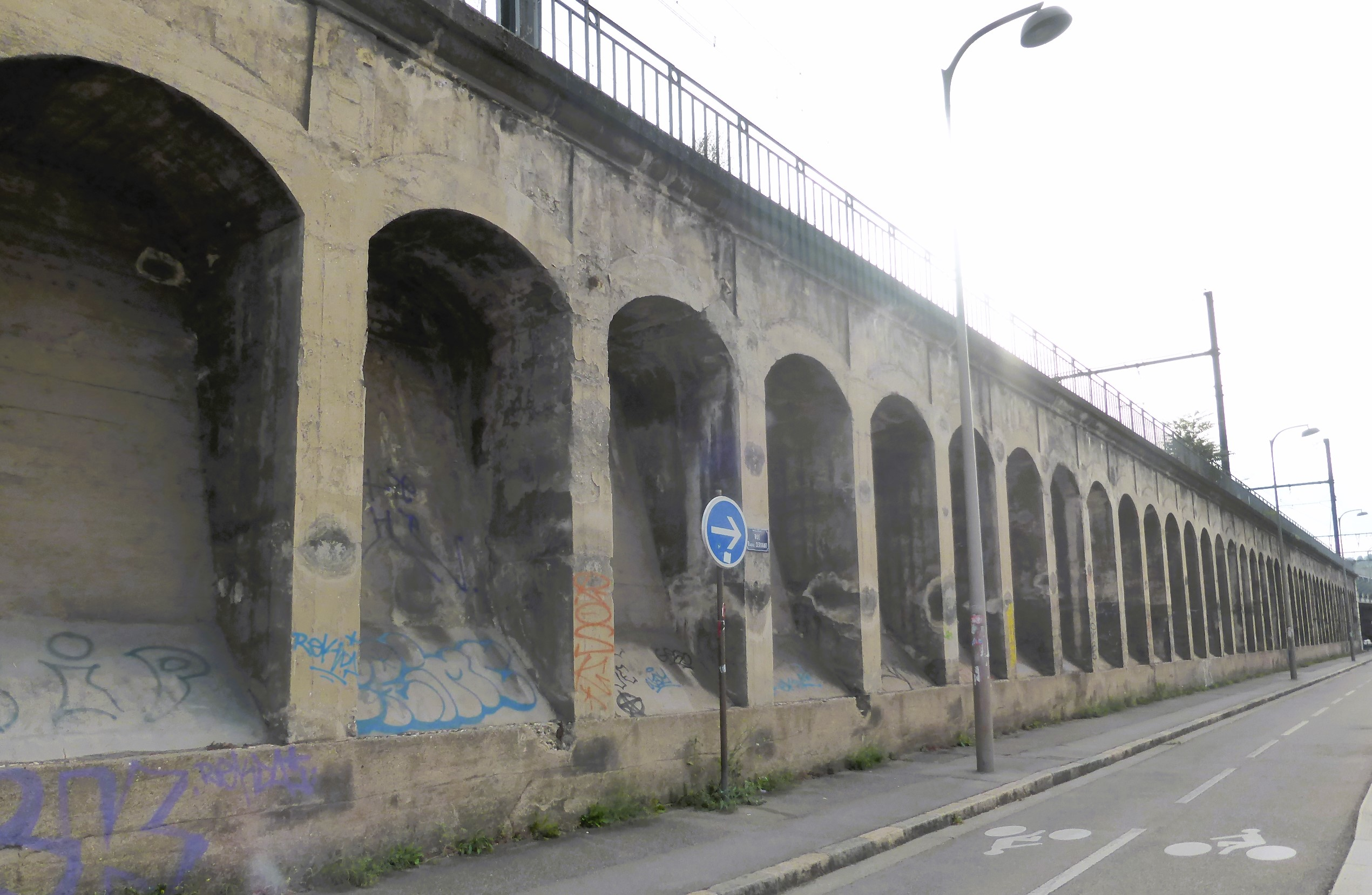
Barrière de la voie ferrée.

S'agissant précisément du réseau ferroviaire « la commune de la Guillotière préconisait un tracé traversant son territoire communal et aboutissant à un tunnel sous le plateau de Caluire (tunnel de Collonges) donnant ainsi lieu à la création de plusieurs gares, et plus particulièrement celle des voyageurs que la commune souhaitait aménager à proximité du pont de la Guillotière ». Ainsi serait assurée entièrement par la rive gauche la liaison PLM (Paris-Méditerranée). Finalement, le prince-président Louis-Napoléon a tranché par décret en faveur de l'itinéraire actuel par Vaise, le tunnel Saint-Irénée, la gare de Perrache et le pont sur le Rhône . Une fois franchi le Rhône la voie ferrée se présente comme un véritable rempart difficilement franchissable qui déterminera pour longtemps les destins opposés de la Guillotière et de Gerland. Ce rôle de barrière a encor été aggravé par les vastes emprises de la gare de la Mouche.

##### L'urbanisation de l'ensemble de la Guillotière
Le problème préalable a été celui de la sécurisation comme est venue le rappeler la très grave inondation qui a submergé la plus grande partie de la commune entre le 31 mai et le 4 juin 1856. À la suite de pluies diluviennes l'eau a atteint un niveau exceptionnellement élevé. On estime la récurrence de la crue au demi millénaire. Le débit du fleuve aurait atteint les 4 000 m3/s soit 80 fois sa moyenne. On a enregistré jusqu'à deux mètres d'eau au pied de l'église Notre-Dame Saint Louis ! La violence du courant a été de plus de 10 km/h.
Le bilan a été catastrophique. Beaucoup d'habitants n'ont eu que la ressource de se réfugier sur les toits en attendant les secours. On a dénombré 18 morts au matin du 1er juin dont la moitié sur le territoire du 7e arrondissement. Les dégâts matériels ont été aggravés par la précarité des habitations. Les Hospices civils de Lyon étant propriétaires du sol à la suite de nombreuses donations (le nom de Part-Dieu est suffisamment évocateur) espéraient tirer de gros revenus de la vente des terrains pour la construction. Les baux consentis l'étaient pour de courtes périodes et seules étaient tolérées les maisons en pisé faciles à démolir. Un bilan dressé le 20 juin fait état de 422 maisons écroulées en totalité ou en partie, de 56 hangars et de 73 murs de clôture.
Dans le grand élan de solidarité qui s'est alors manifesté s'est distingué un jeune vicaire de l'église Saint-André : Antoine Chevrier (1826-1879). Son aide aux sinistrés lui vaudra une telle popularité que 50 000 personnes assisteront à ses obsèques. Il est vrai que son action s'est prolongée à partir de 1860 par l'achat de l'ancienne salle de danse du Prado qu'il a transformé en chapelle, la prise en charge d'adolescents abandonnés et, pour finir, la création d'une association regroupant actuellement ses membres dans 40 pays.

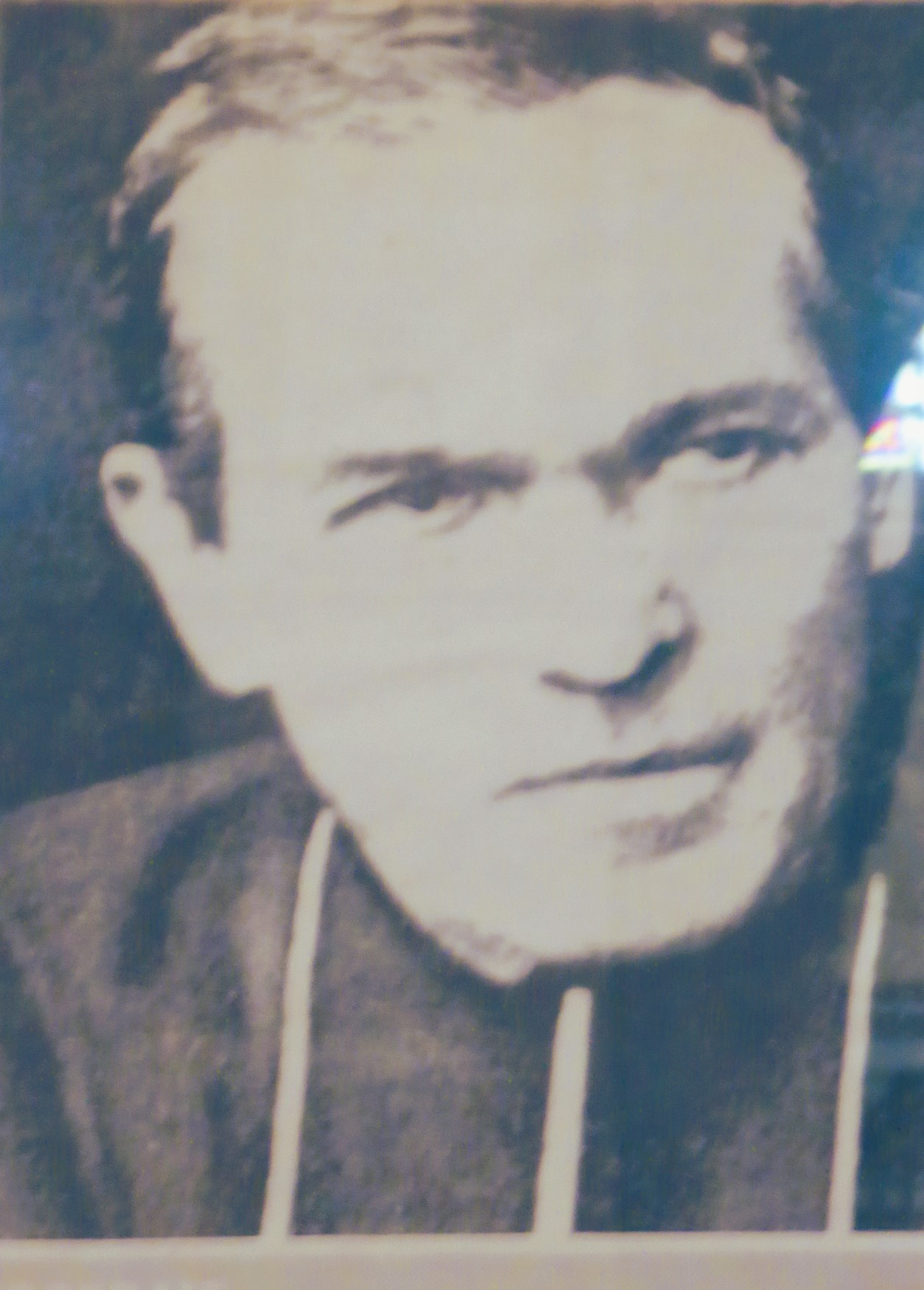
Père Chevrier.
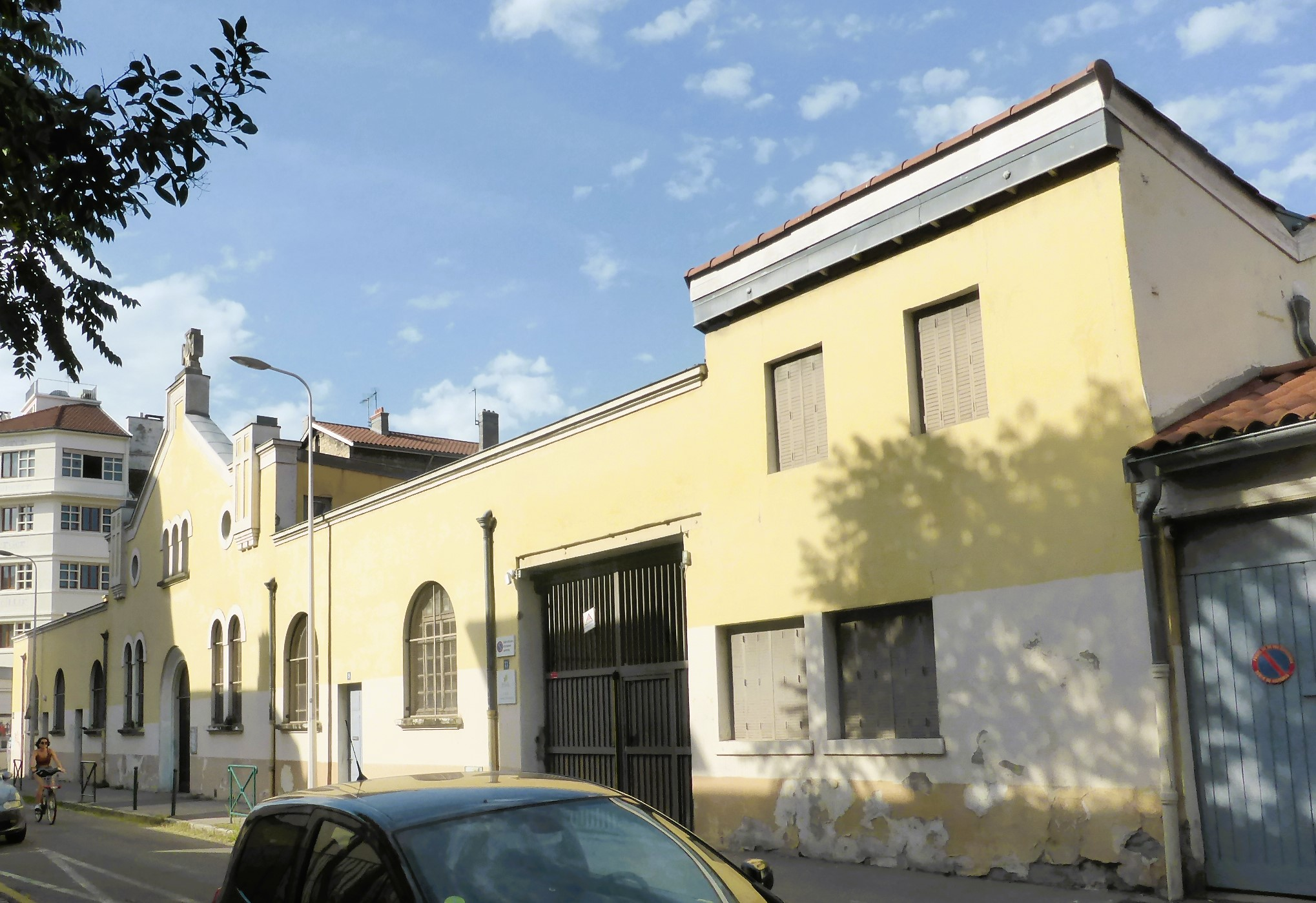
Chapelle du Prado
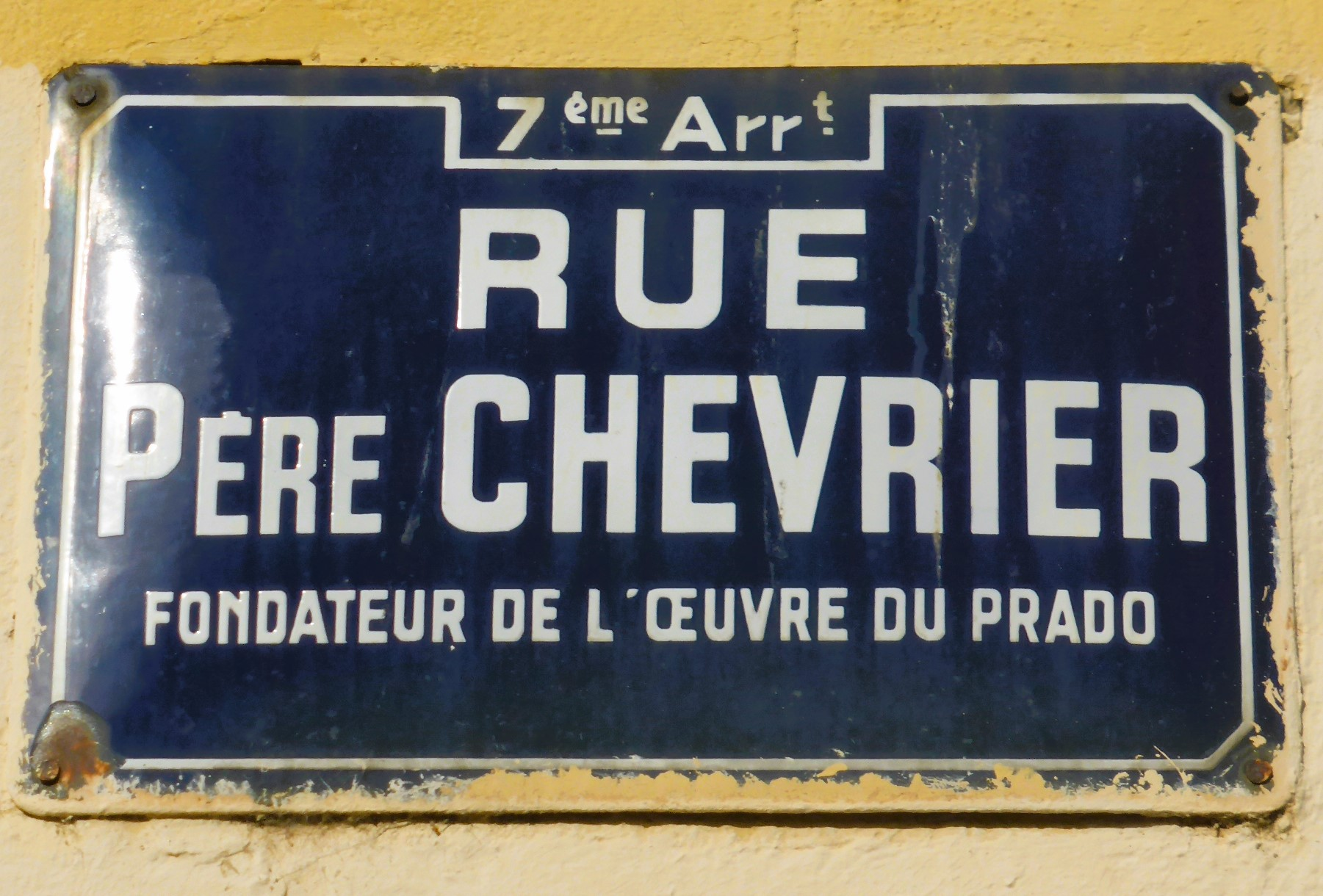
Rue père Chevrier
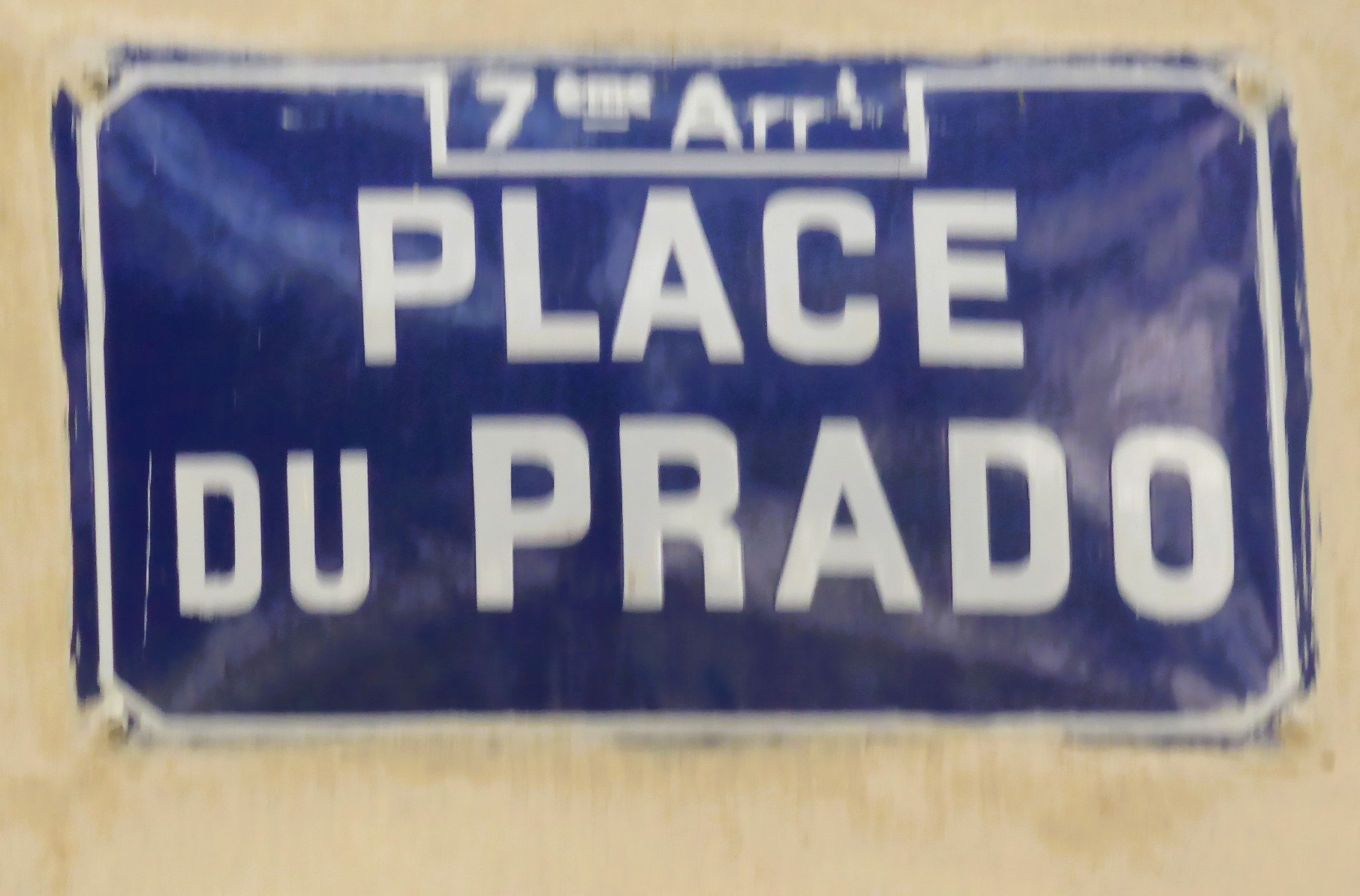
Place du Prado

Pour mettre définitivement à l'abri de telles catastrophes, il fallait en finir avec les bricolages opérés depuis le début du siècle tant à titre privé par Combalot qu'à titre officiel par l'ingénieur Cavenne. Les travaux de construction du quai sur son tracé actuel à partir de 1860 s'inscrivent dans le cadre de l'endiguement général du Rhône ordonné par le préfet Vaïsse. Ils incluaient le comblement de la lône de Béchevelin transformée en rue (de Marseille). Le quai du prince impérial (aujourd'hui Claude Bernard) surélevé de quelques centimètres au-dessus des plus fortes crues a mis depuis définitivement toute la rive à l'abri des inondations. Il était doublé pour la promenade d'une large allée piétonne ombragée de platanes.
Pour compléter la tâche il restait à généraliser les atterrissements afin d'élever la surface du sol à son niveau actuel. On citera comme exemplaire la générosité de Félix Mangini. Il a fait don à hôpital Saint-Joseph en construction dans les années 1870 des terres extraites pour le creusement du tunnel de Saint Paul de la voie ferrée Lyon-Montbrison alors en création.
L'urbanisation de l'ensemble du quartier de la Guillotière jusqu'à la voie ferrée a été réalisée avant la Grande Guerre. On peut de manière schématique distinguer deux orientations complémentaires plus ou moins successives.

###### Le quartier universitaire
Par l'action de Gailleton, premier à avoir été élu maire de 1880 à 1900 par la population en application de la nouvelle loi, le paysage urbain s'est transformé d'ouest en est à partir de la rive gauche du Rhône. C'est lui qui a doté Lyon d'un quartier universitaire. Il s'agissait de corriger une anomalie de taille. La deuxième ville de France n'avait jamais eu d'Université : sous l'Ancien Régime, le pouvoir jugeait nuisible sa création car il estimait que la ville de la soie devait se consacrer à la formation des élites dans le domaine économique. L'architecte Abraham Hirsch s'est vu confier la tâche de construire les bâtiments de la faculté des Lettres et de Droit et ceux de la faculté de Médecine, de Sciences et de Pharmacie avec leur son dôme en retrait entre deux ailes au-delà d'un jardin défendu par une grille élégante et au milieu duquel trône la statue du physicien Ampère.
Avant la fin du siècle ont été créées également l'école de chimie et l'école centrale de Lyon. Le choix se posait par ailleurs depuis l'annexion de l'Alsace par l'Allemagne en 1871 d'une nouvelle école militaire pour remplacer celle de Strasbourg. Elle sera construite de 1890 à1898 sur l'avenue Berthelot. À l'amorce du XXe siècle s'est ajouté à cet ensemble l'institut Pasteur pour la recherche médicale. Comment s'étonner que les personnalités scientifiques, surtout du domaine médical (Pasteur, Berthelot, Grignard, Jaboulay, Chevreul), aient été choisies pour la dénomination des principales rues ? « La présence des Universités confère une reconnaissance à tout un territoire qui était jusqu'alors excentré et presque désert. Des immeubles post-haussmanniens assurent cohérence et lisibilité à la ligne des quais». Pour les enfants du quartier a été créée l'école primaire Berthelot.

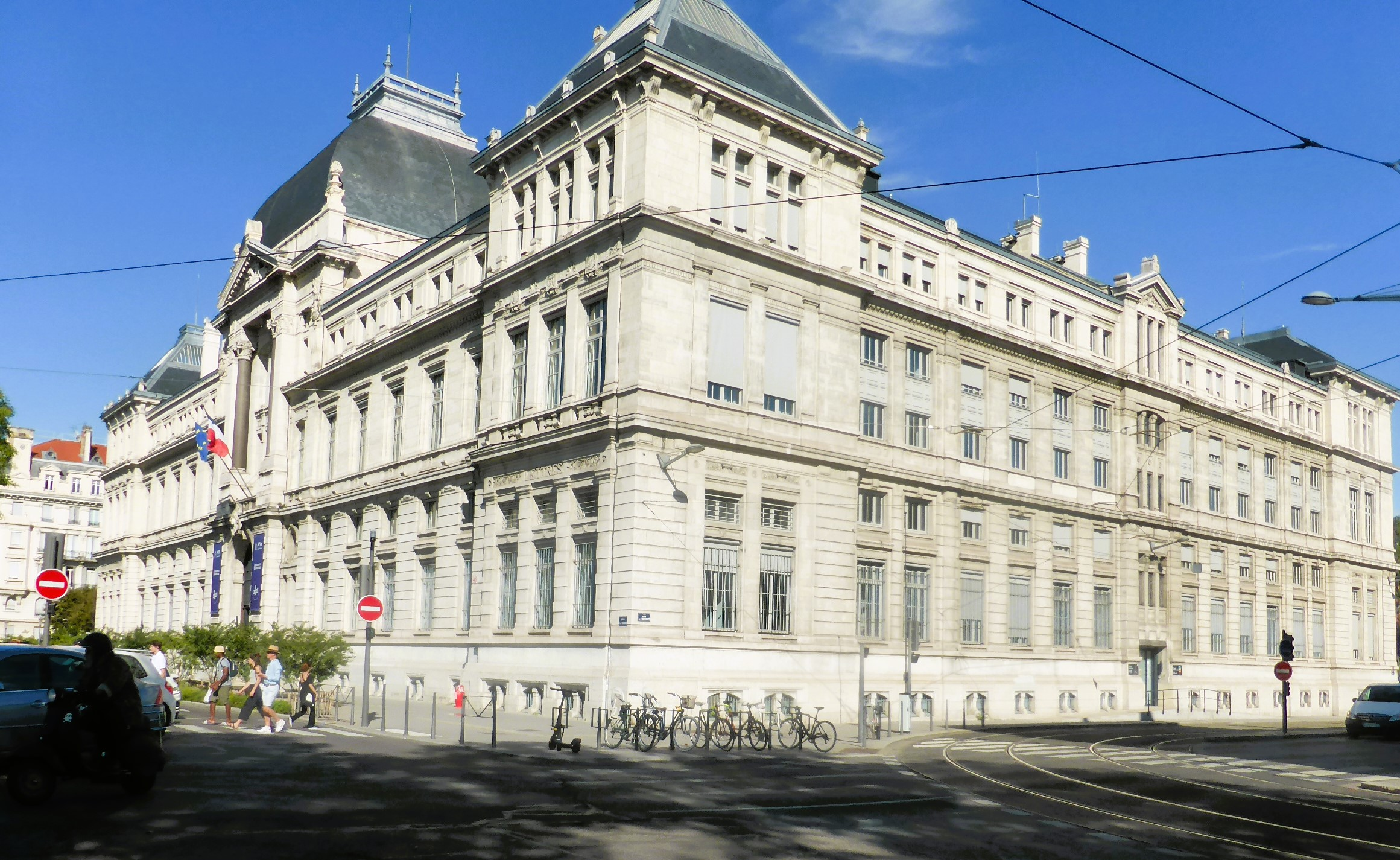
Faculté de droit
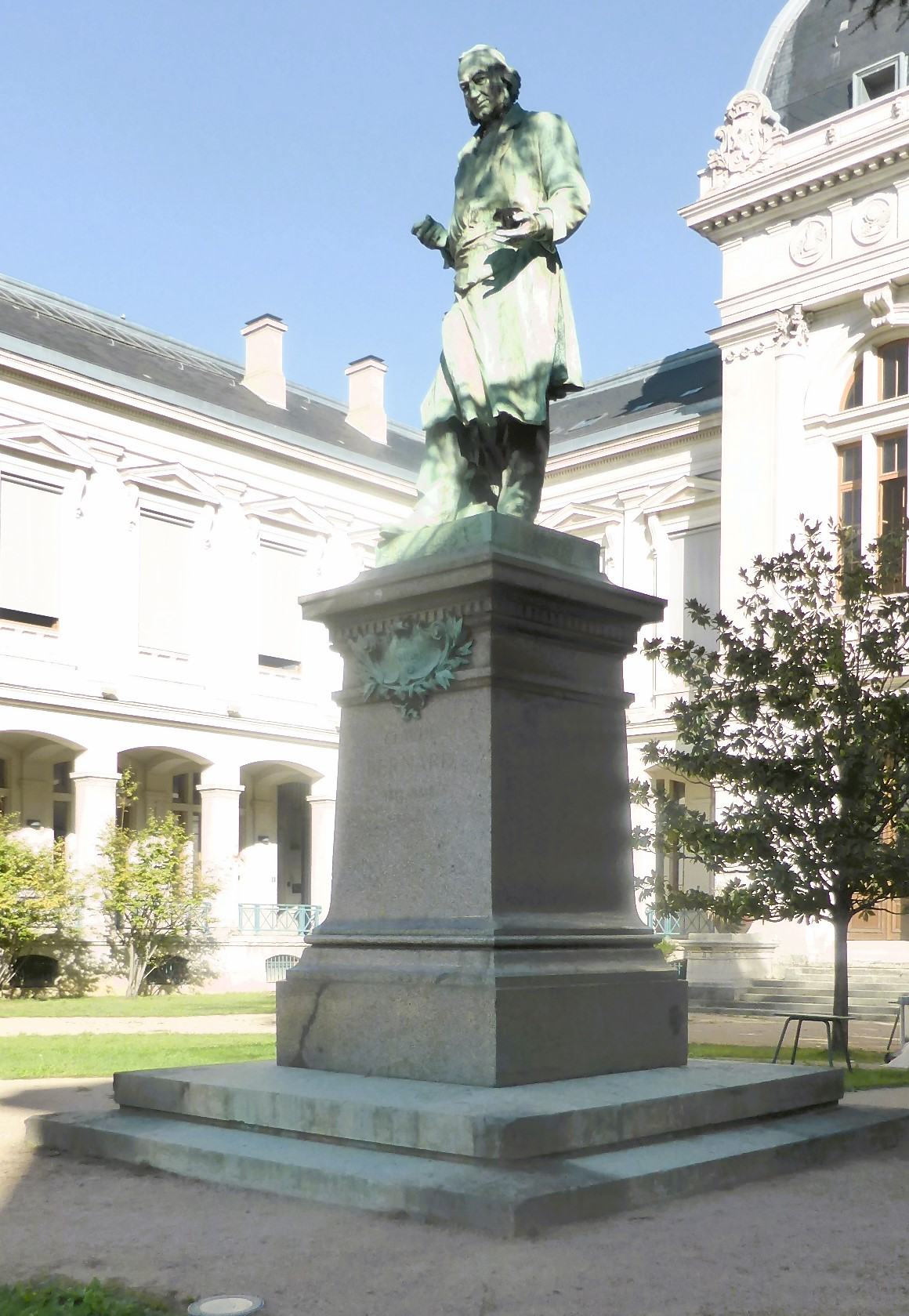
Statue d'Ampère
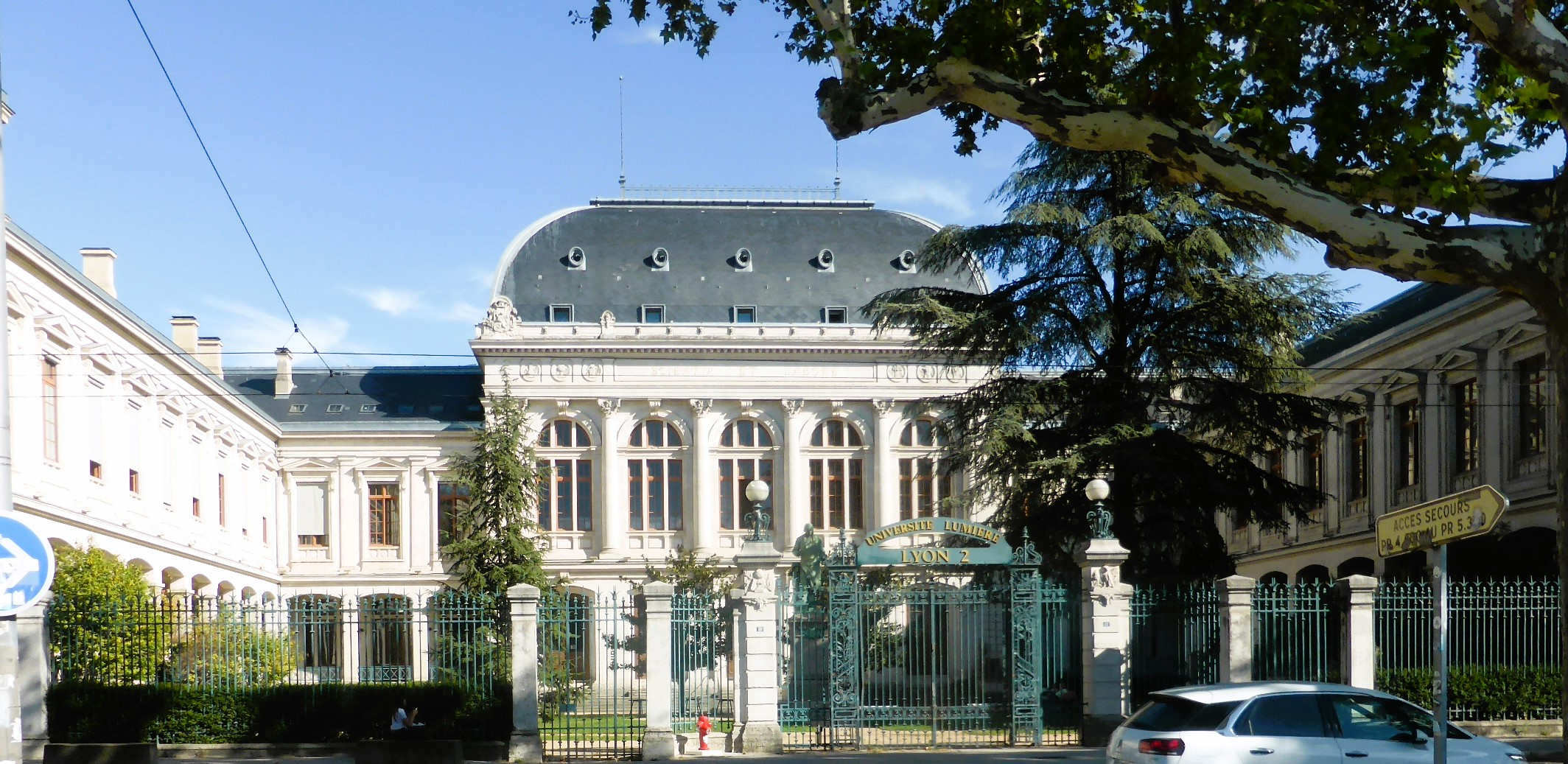
Jardin devant l'Université
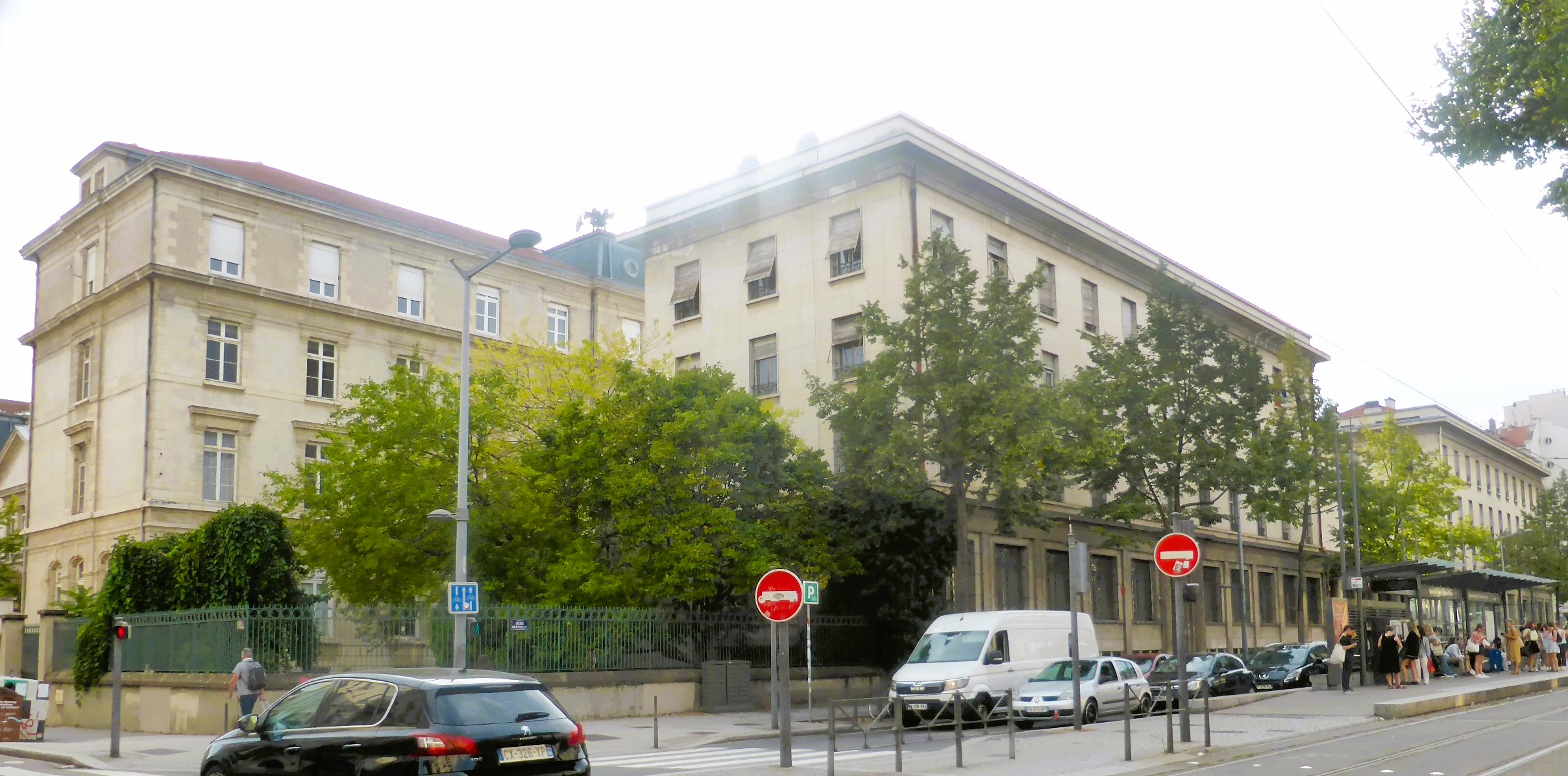
École de santé militaire
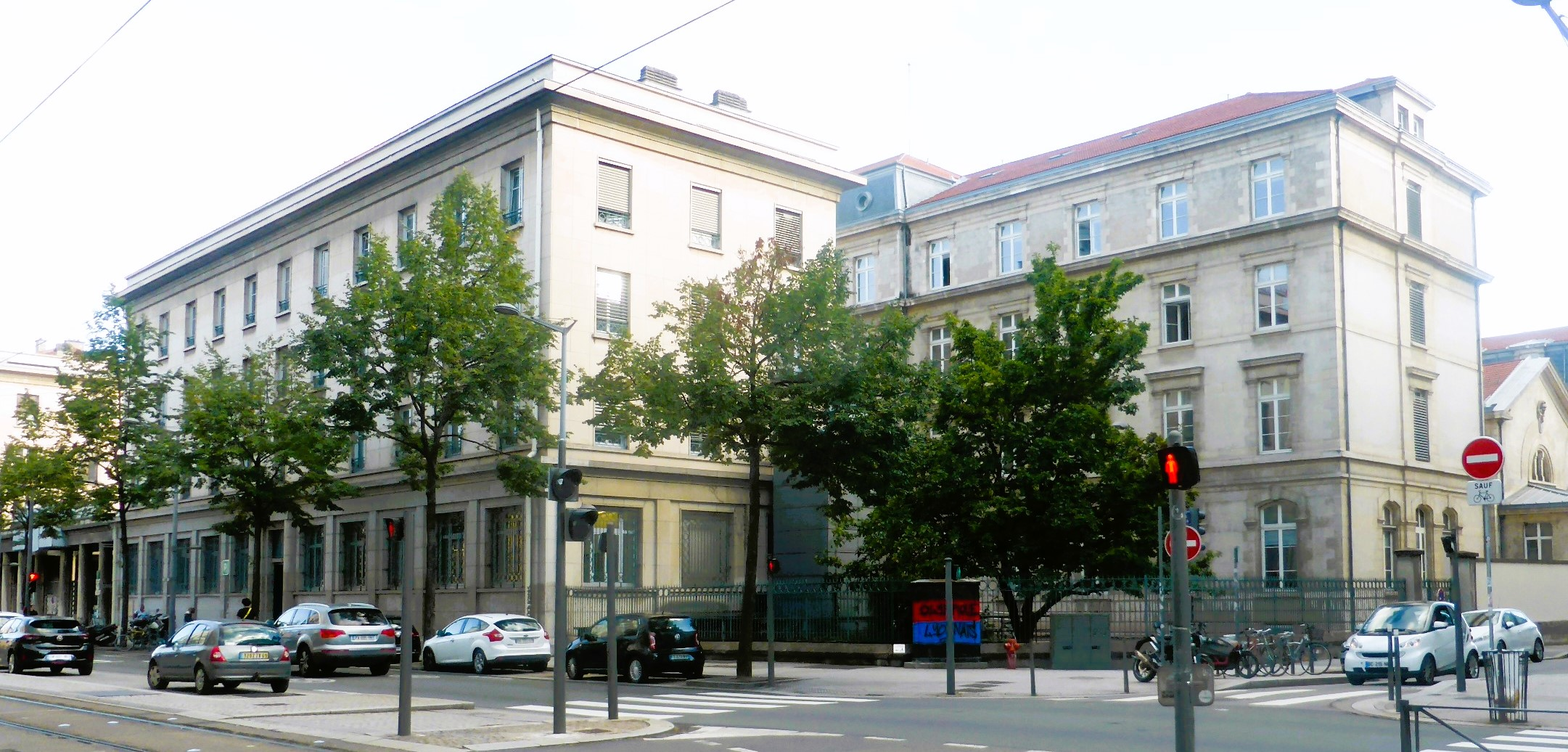
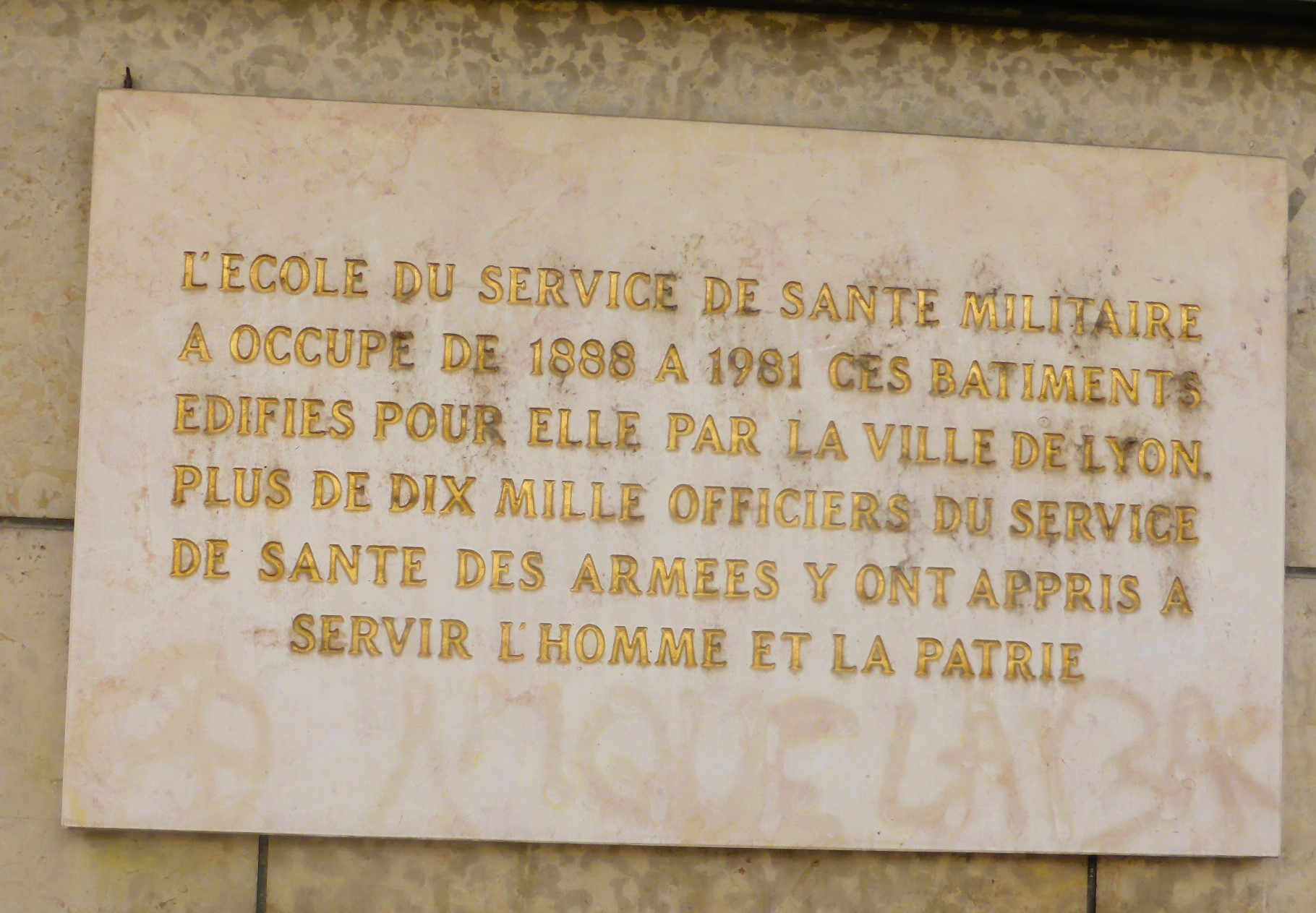
École de santé militaire
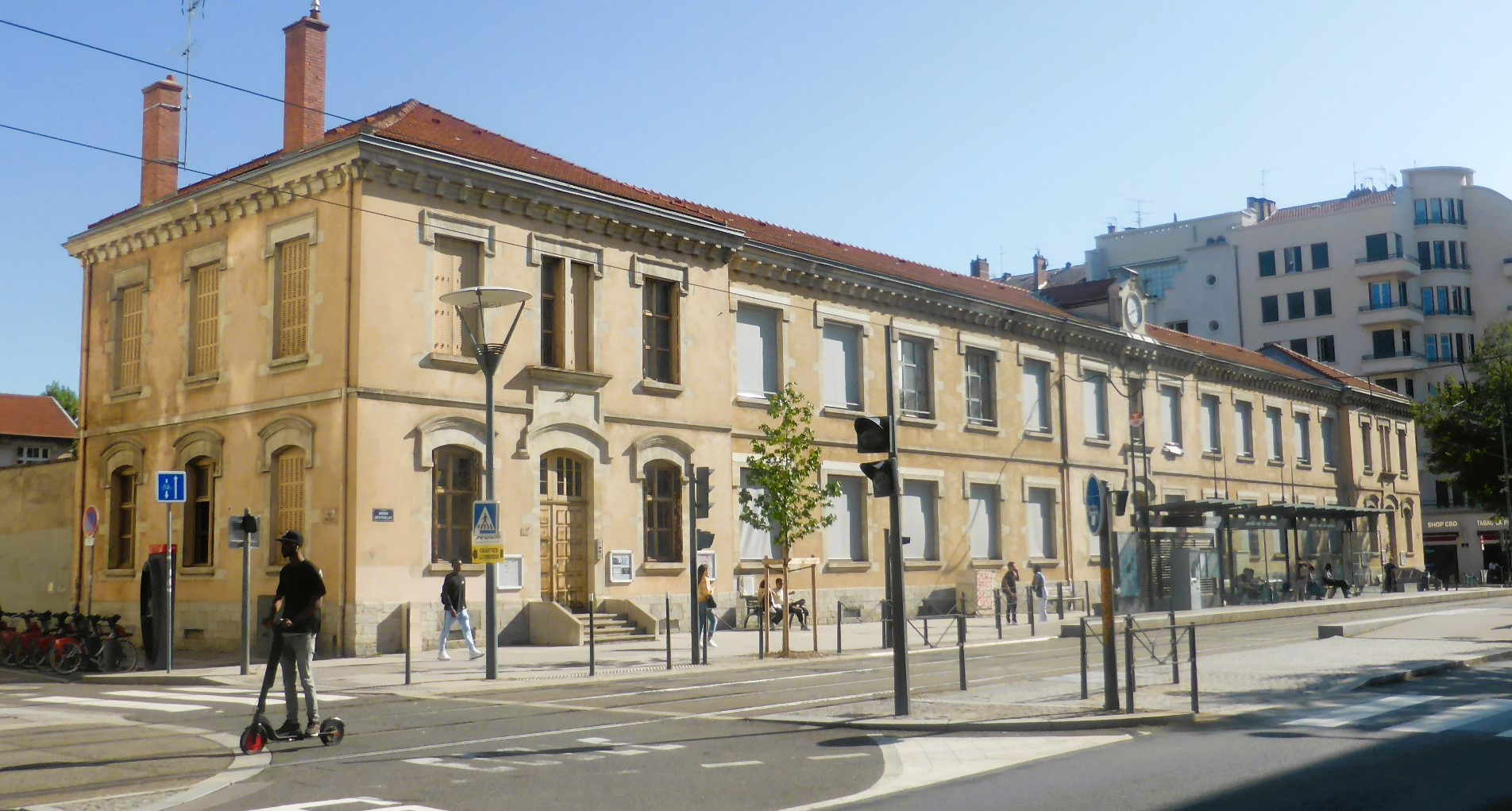
École primaire Berthelot

C'est encore Abraham Hirsch qui a été chargé de construire le pont des Facultés, première appellation du pont de l'Université sur le modèle des ouvrages métalliques à la mode. La décoration en a été très soignée : balustres ouvragées, lampadaires originaux, décoration des piles avec des monogrammes de la République encadrée de palmes académiques ou de la ville de Lyon. La comparaison flatteuse avec le pont parisien Alexandre III de la même époque paraît méritée,. Le monument en hommage à Gailleton a été érigé en rive droite, à l'entrée du quartier d'Ainay, en retrait derrière un jardin par rapport à l'alignement du quai qui porte son nom. Sa statue est tournée vers l'est ce qui lui permet d'embrasser du regard par-delà le pont ce quartier universitaire qu'il a créé.

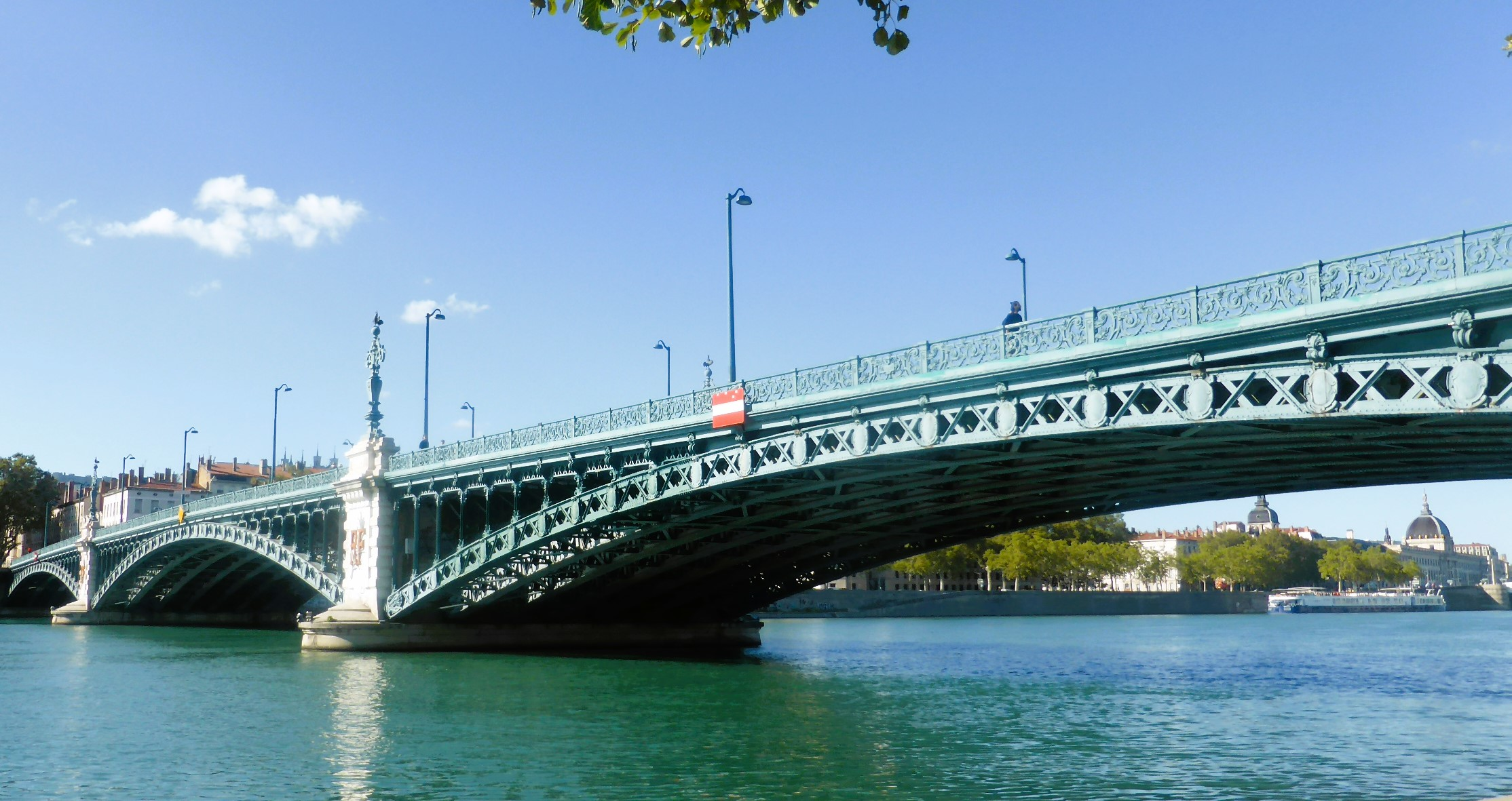
Pont de l'Université
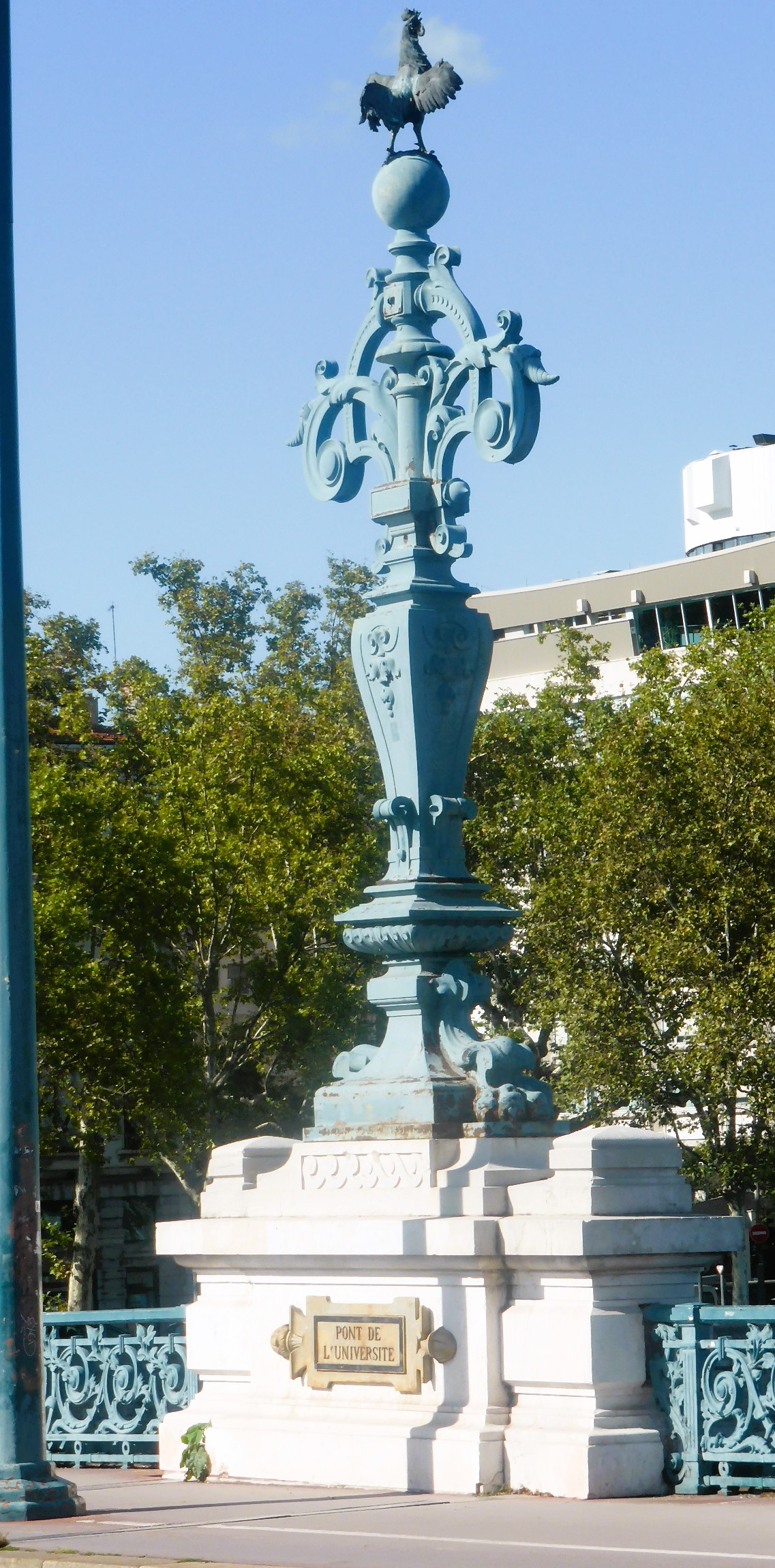
Pont de l'Université détail
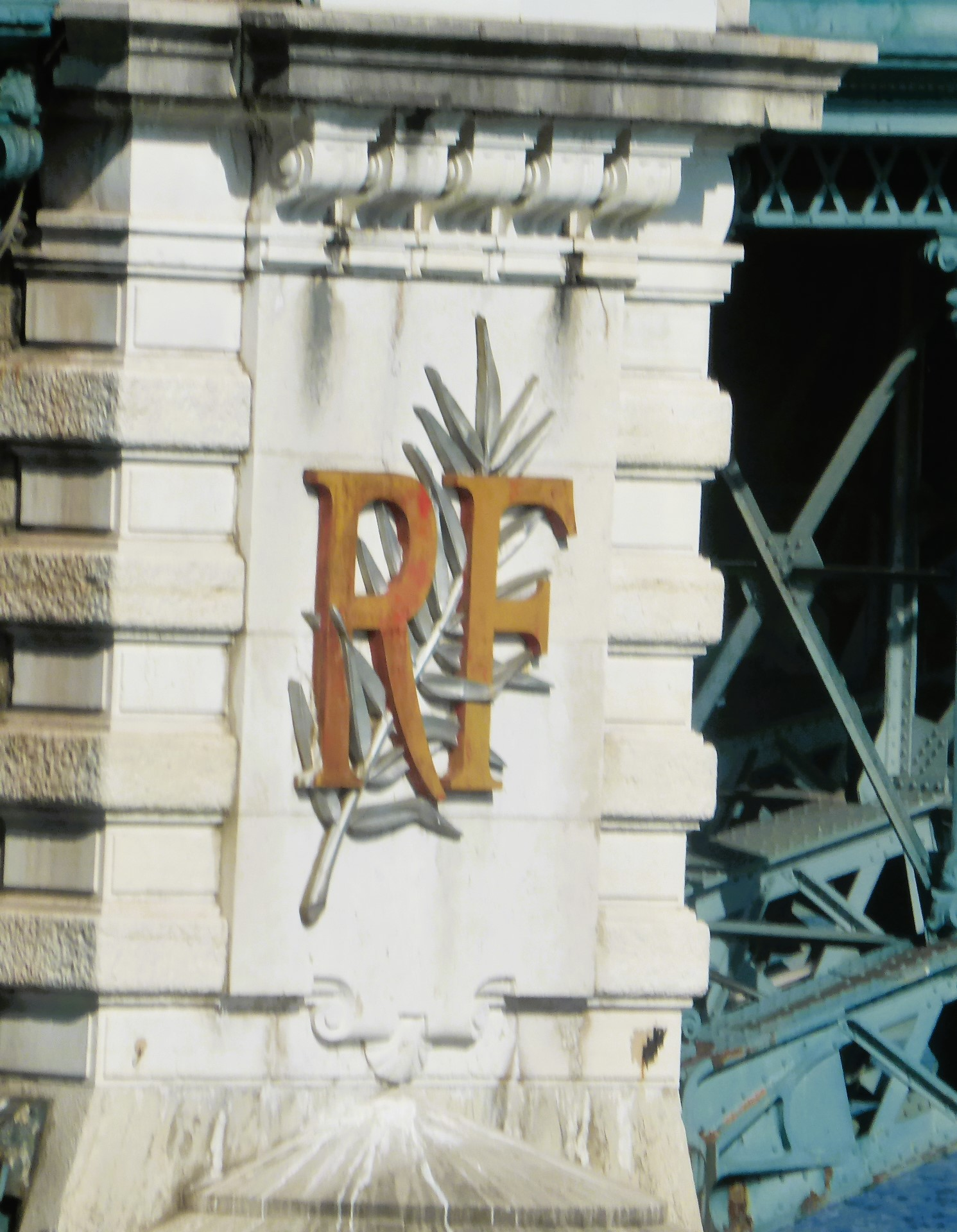
Blason de la République française
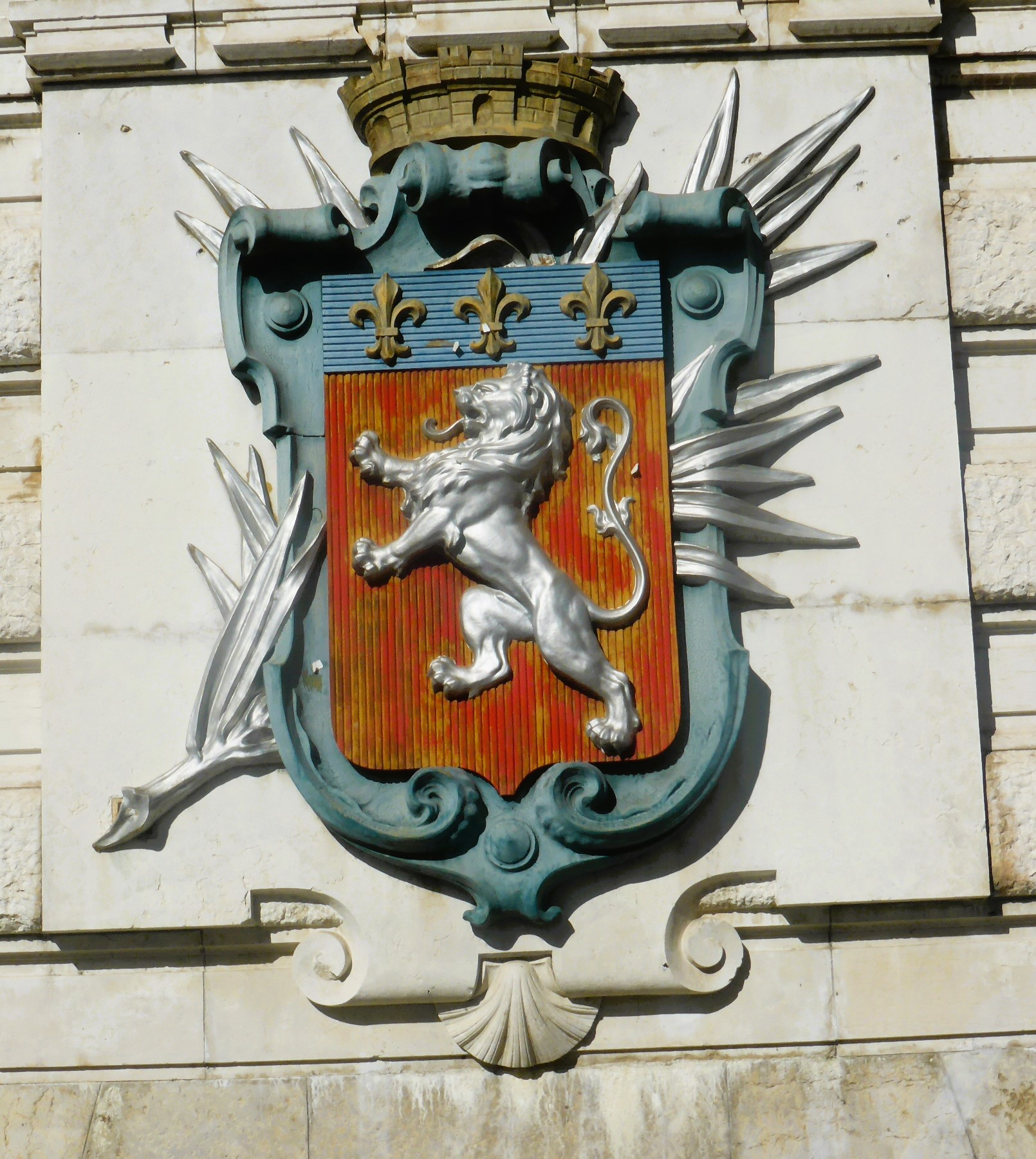
Blason de Lyon
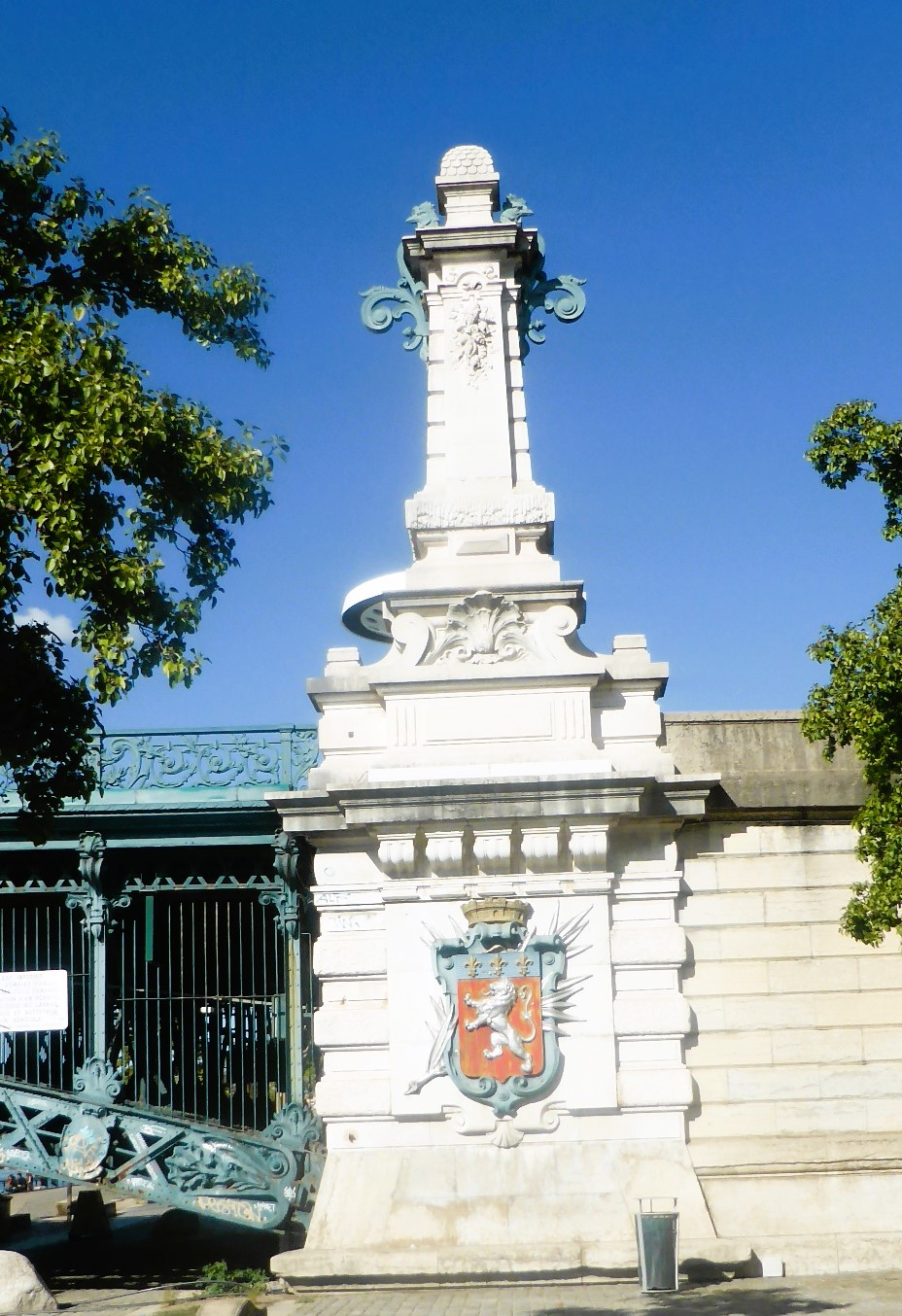
Pont de l'Université pilier
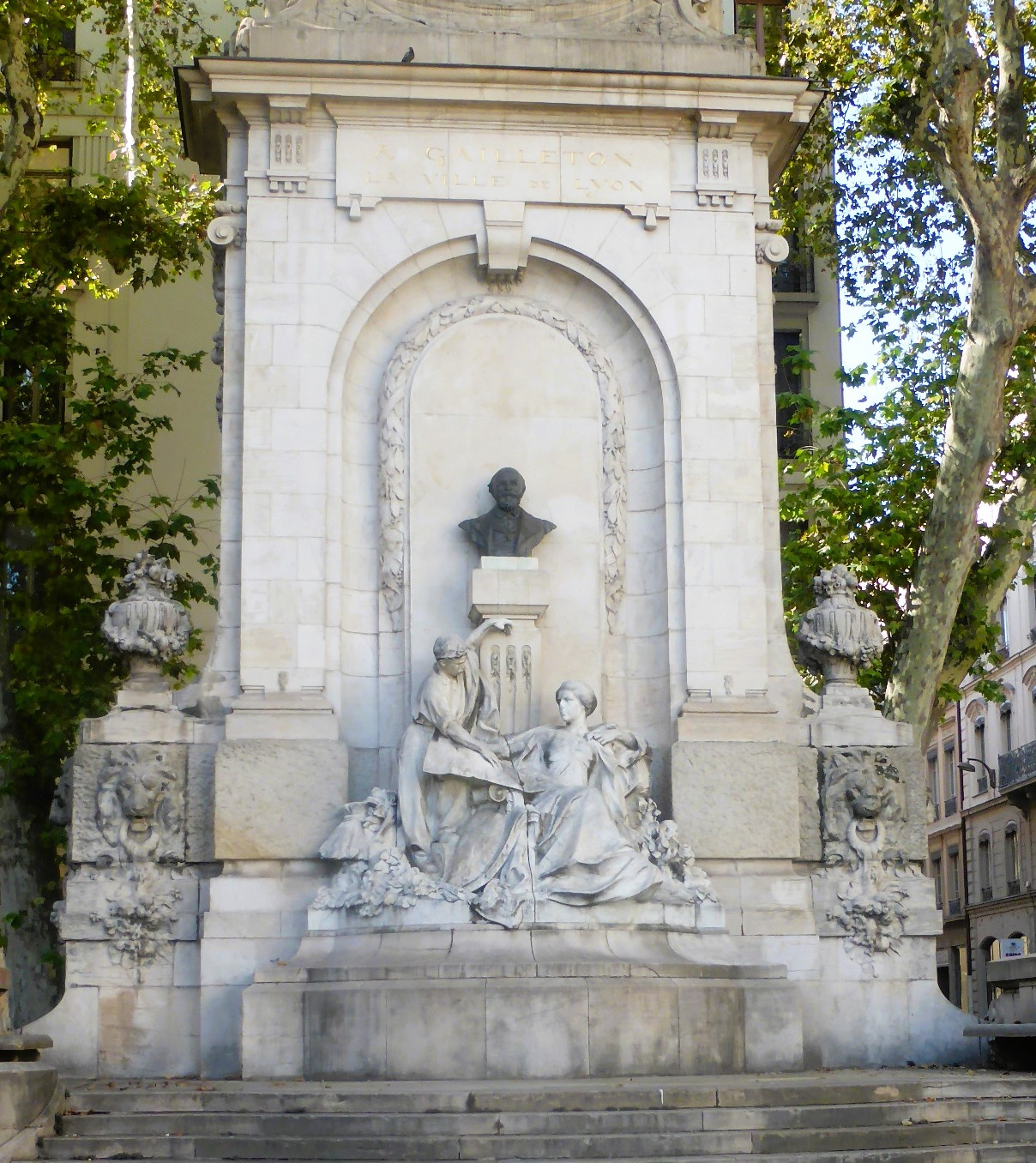
Monument pour Gailleton

###### Le quartier Jean Macé
Un autre exemple de développement volontaire nous est fourni par le quartier Jean-Macé. Au départ est apparue la nécessité de doter la Guillotière d'une nouvelle mairie. Les locaux exiguës de l'ancien hôtel de la Couronne sur la place du Pont ne permettaient pas une gestion rationnelle de la vie communale. En 1910, le jeune maire Edouard Herriot parle même d'«une mairie honteuse et saugrenue […] qui est un véritable déshonneur pour notre ville et où il est tout à fait extraordinaire qu'on ne soit pas marié à tort et à travers» par confusion entre les nombreux couples qui se forment dans la même journée. L'idée première d'édifier deux centres municipaux a été abandonnée à partir du moment où la loi du 8 mars 1912 a décidé de diviser la commune, déjà amputée de sa partie nord par la création du sixième en 1867, en deux arrondissements. Mais sans attendre la construction d'un nouvel hôtel de ville avait commencé. Son emplacement avait été choisi en fonction d'une opportunité sur le terrain libéré par la démolition du fort du Colombier. En outre, ce site permettait une liaison avec le quartier de Gerland alors en plein essor. Le paradoxe est que, faute d'anticipation, la fraction devenue le troisième arrondissement conserva sa mairie à l'hôtel de la Couronne, donc dans le septième.
Charles Meysson, nouvel architecte en chef de Lyon, avait projeté une mairie monumentale et raffinée. Telle était aussi la volonté d'Edouard Herriot et la réalisation a été conforme aux attentes. Ont été choisis les pierres les mieux adaptées à chaque partie sculptées en bossage et les artistes les plus en renom pour la décoration en ne lésinant pas sur le choix des motifs nobles pour les encadrements (cartouche sur la porte d'entrée, haut relief autour de l'horloge, pots de feu aux angles). À l'intérieur l'accès au premier étage est magnifié par un ample escalier d'honneur.
La taille de l'édifice lui permettait d'héberger de nombreux services(poste de police, justice de paix, bureau de bienfaisance, bibliothèque) et de jouer un rôle fédérateur. Sa forte charge identitaire a induit l'éclosion d'un nouveau quartier dont le centre serait la place qui portait depuis 1904 le nom de Jean Macé, fondateur de la Ligue de l'Enseignement. Du côté ouest ont été édifiés des immeubles de qualité selon un répertoire décoratif raffiné tel qu'on le retrouve par exemple sur la place des Brotteaux. En revanche, du côté est, après la guerre, où un projet d'équivalent d'une bourse de travail confié à Tony Garnier a été abandonné, on s'est efforcé de bâtir des immeubles à étages avec un effet de symétrie.
Le quartier est dès avant la Grande Guerre suffisamment peuplé pour justifier la création en 1913 d'un groupe scolaire renommé aujourd'hui Marc et la constitution de la paroisse Saint Michel en 1912. L'église a été construite par l'architecte Bertrand Bonnamour.

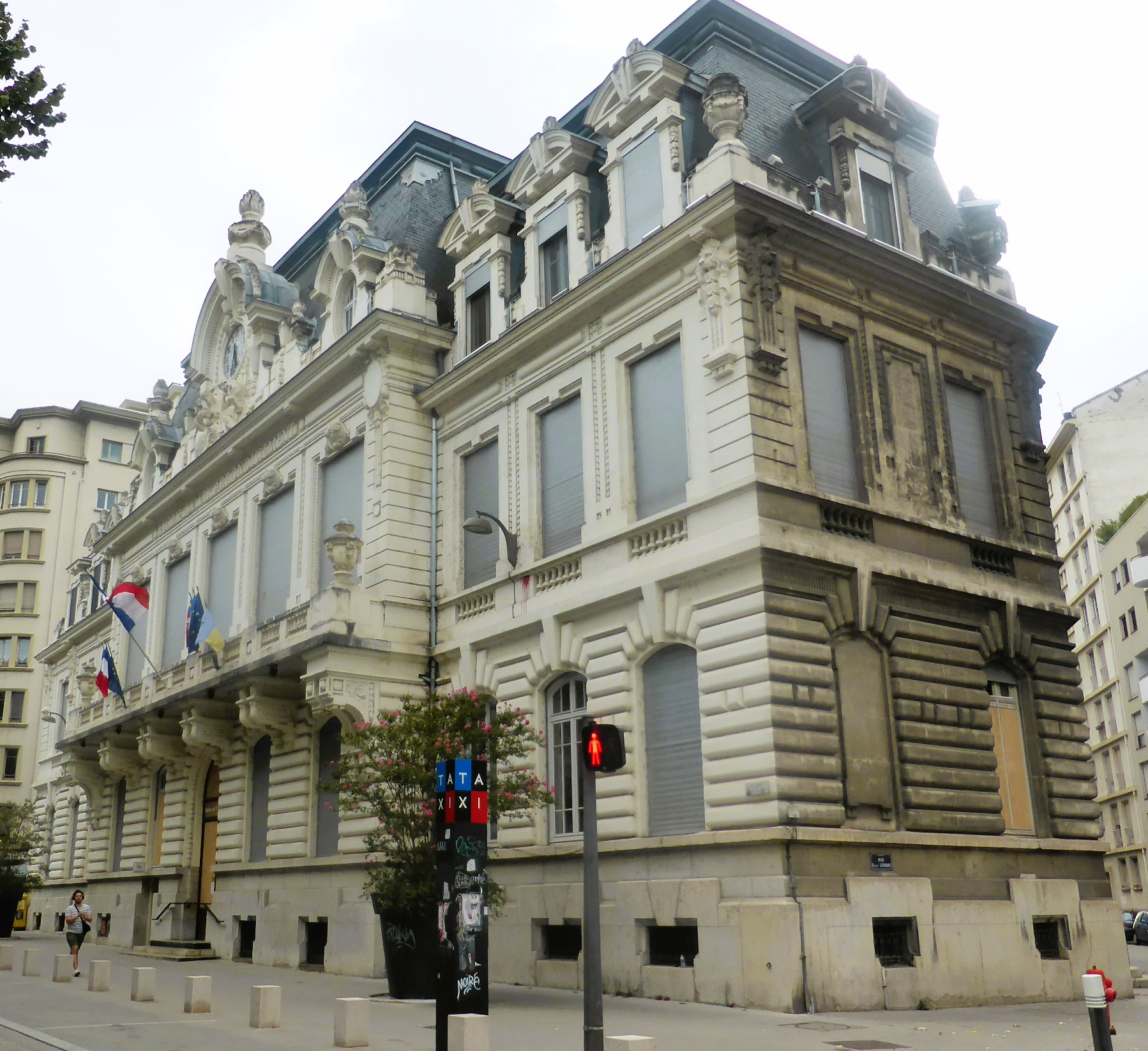
Mairie du 7e arrondissement
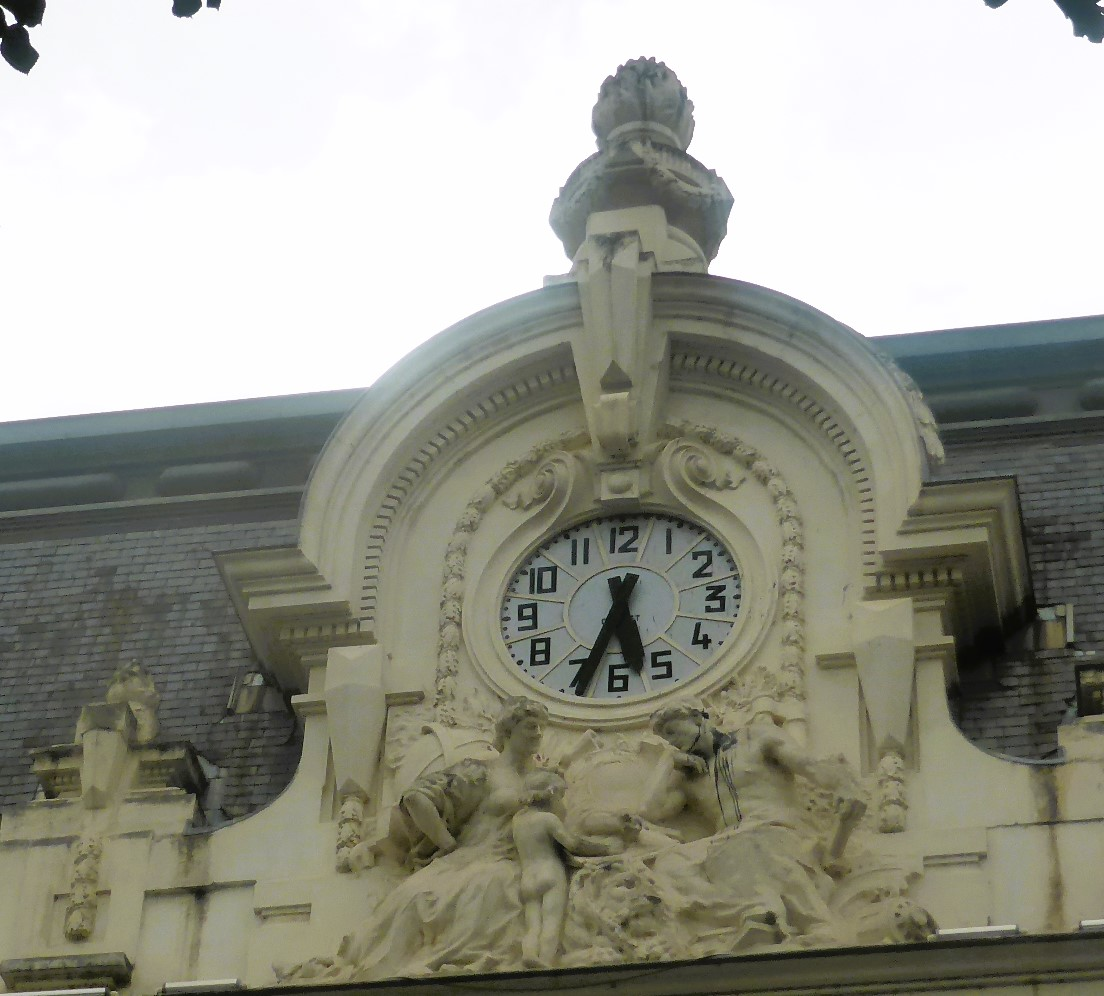
Horloge de la mairie
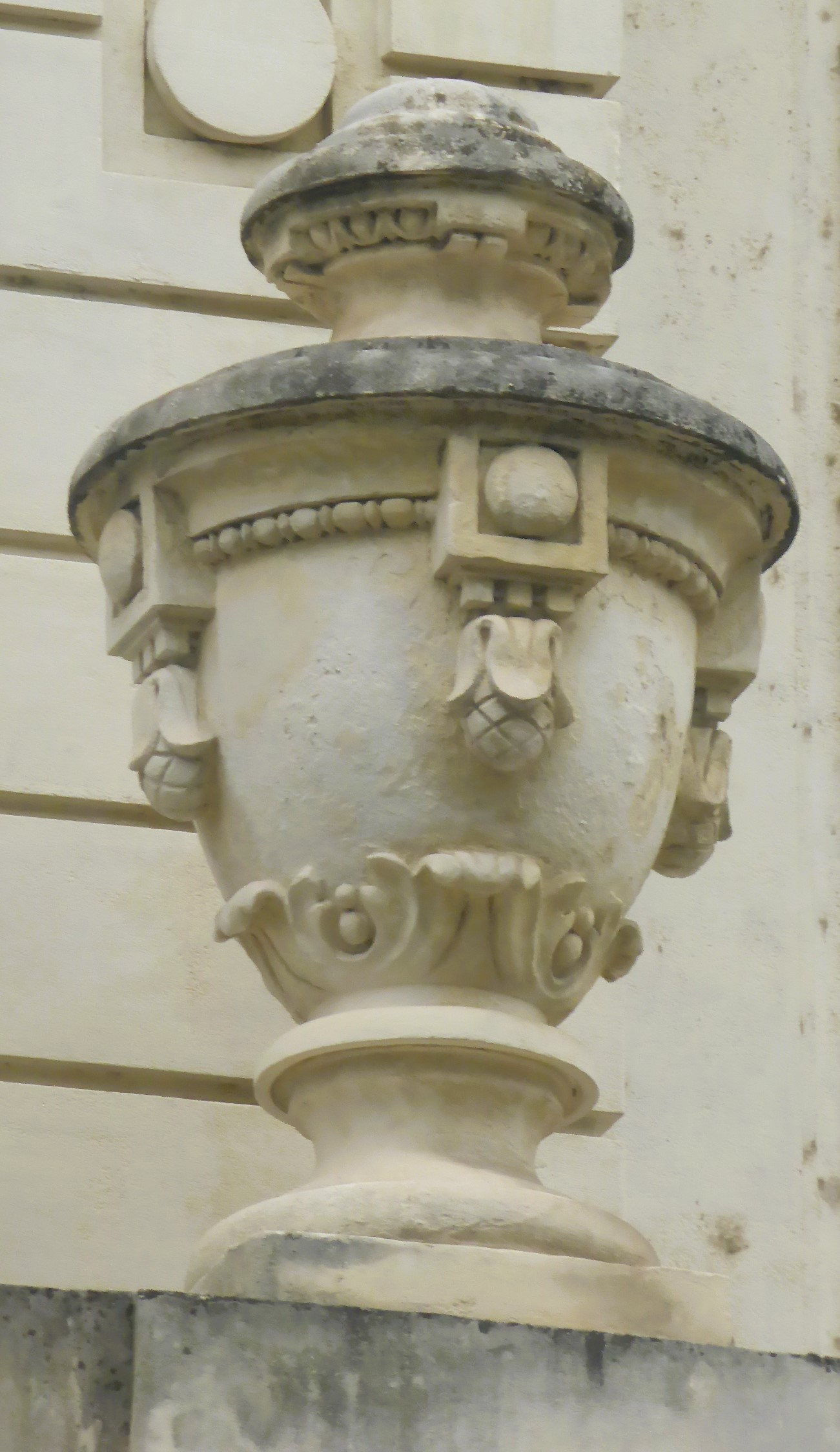
Pot à feu
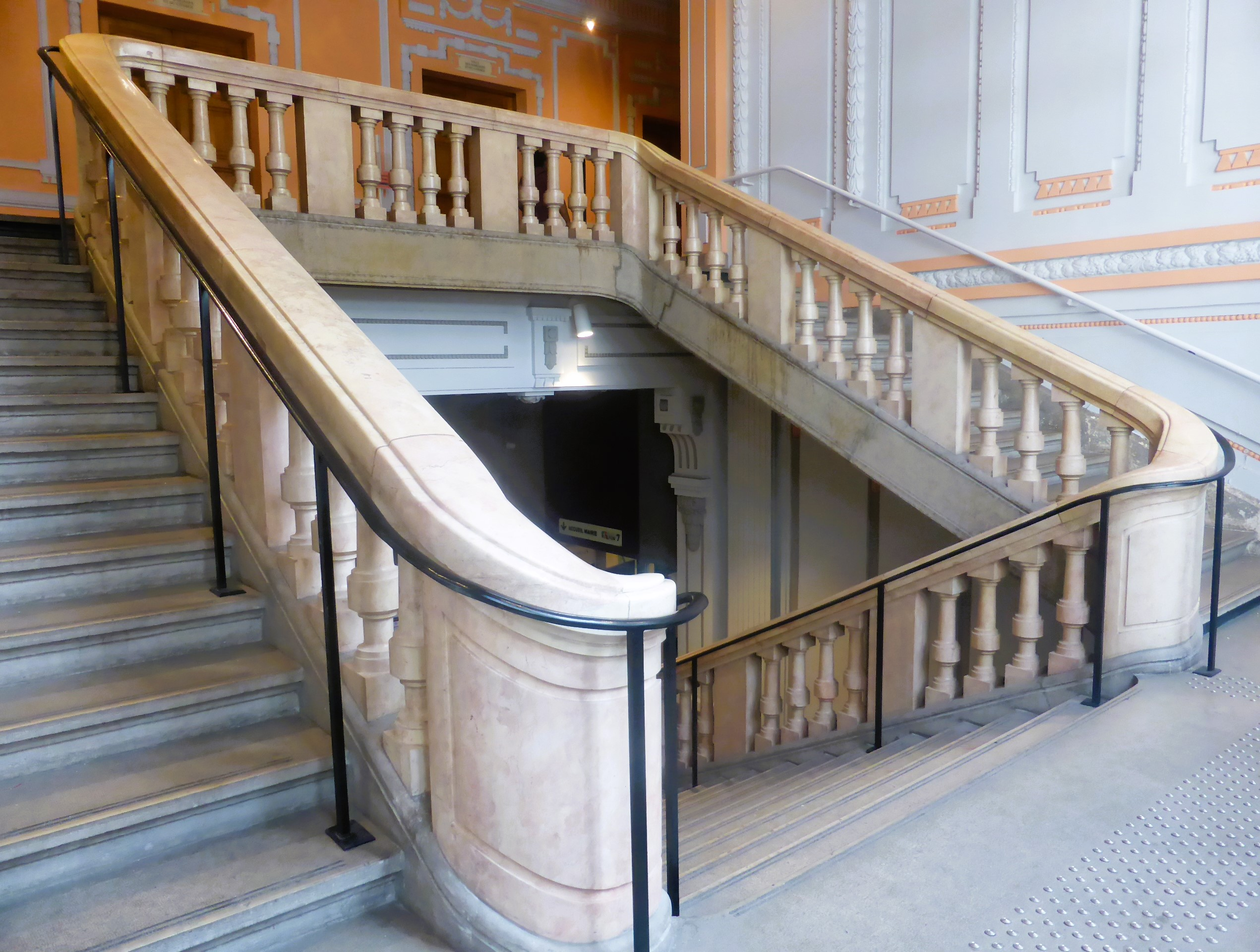
Escalier de la mairie
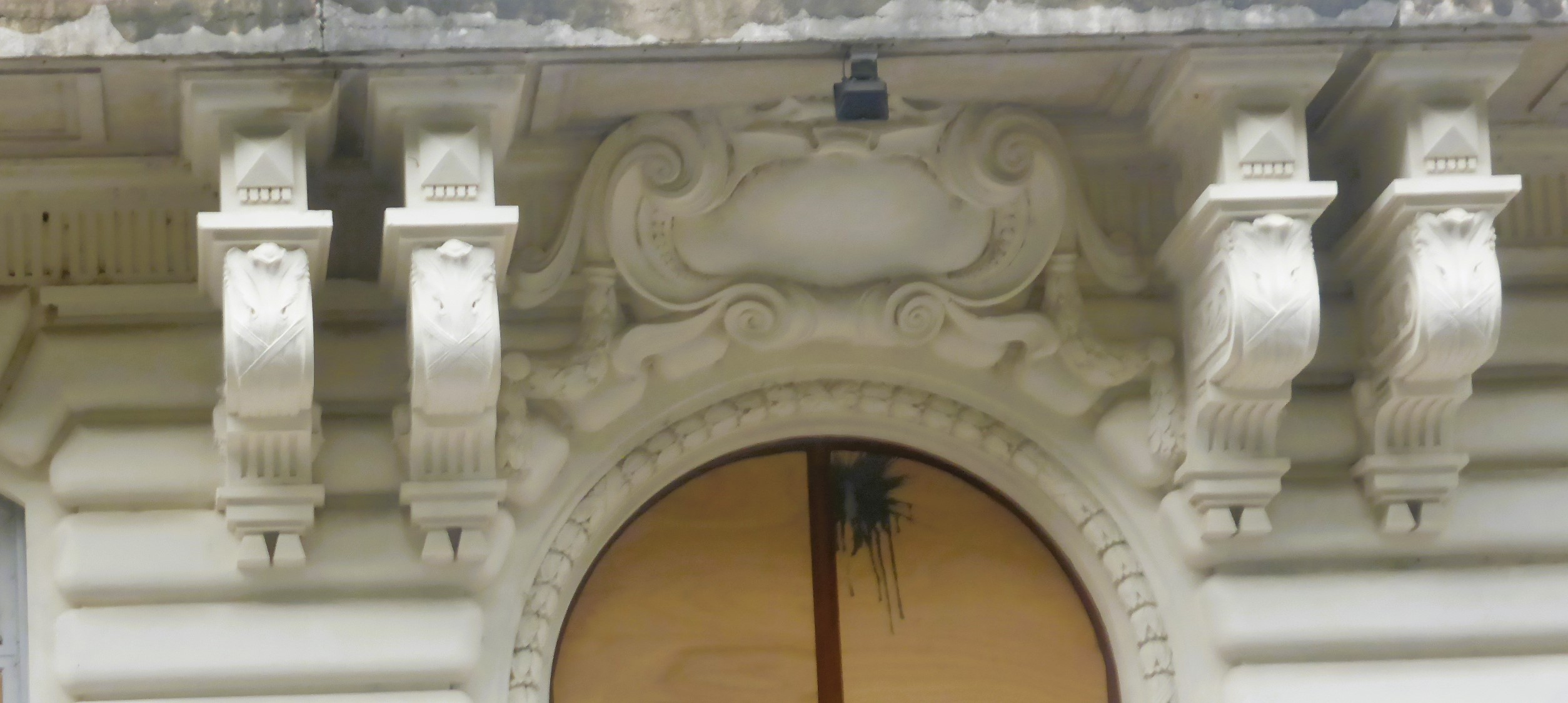
Escalier de la mairie
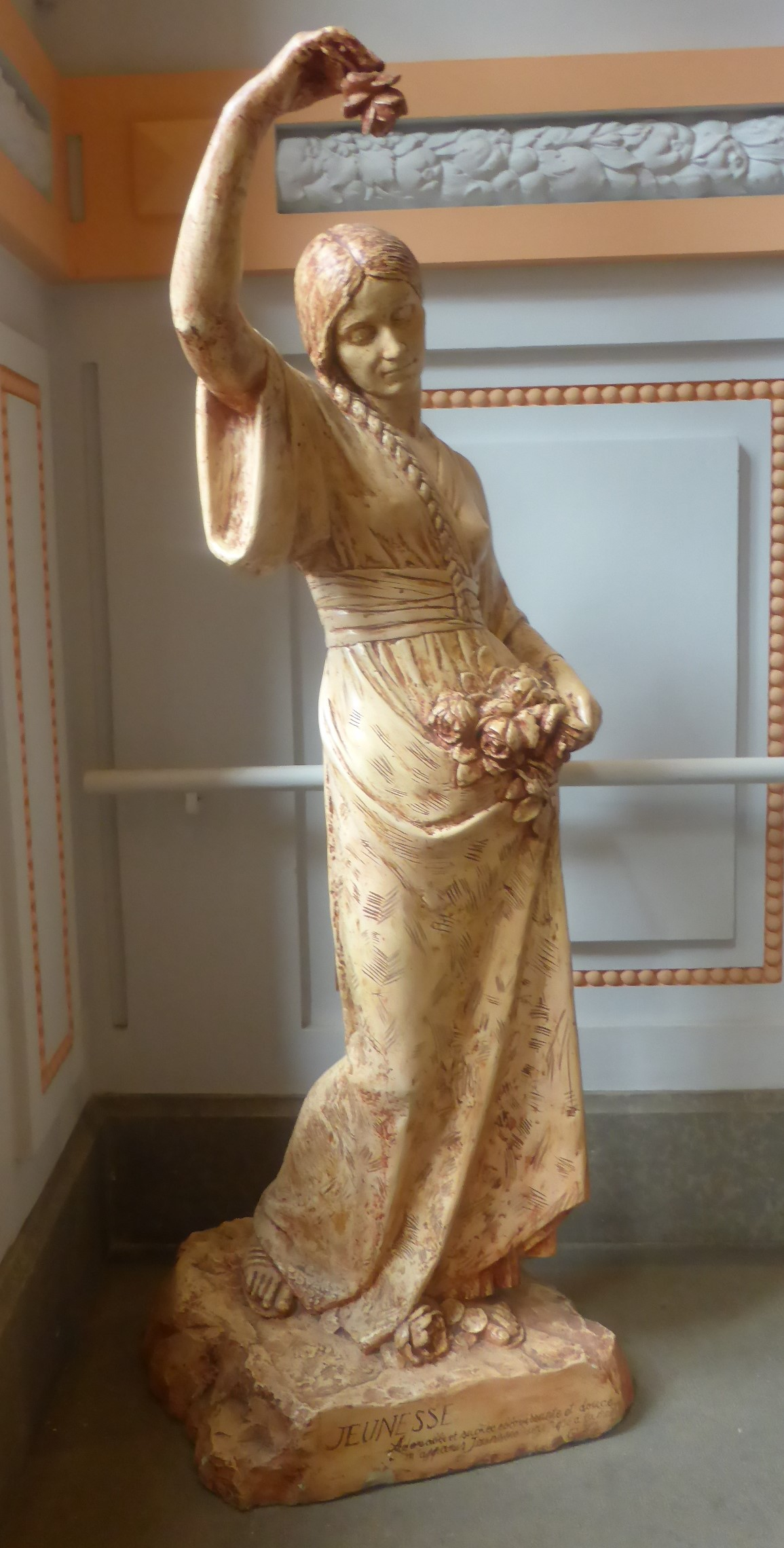
Escalier de la mairie
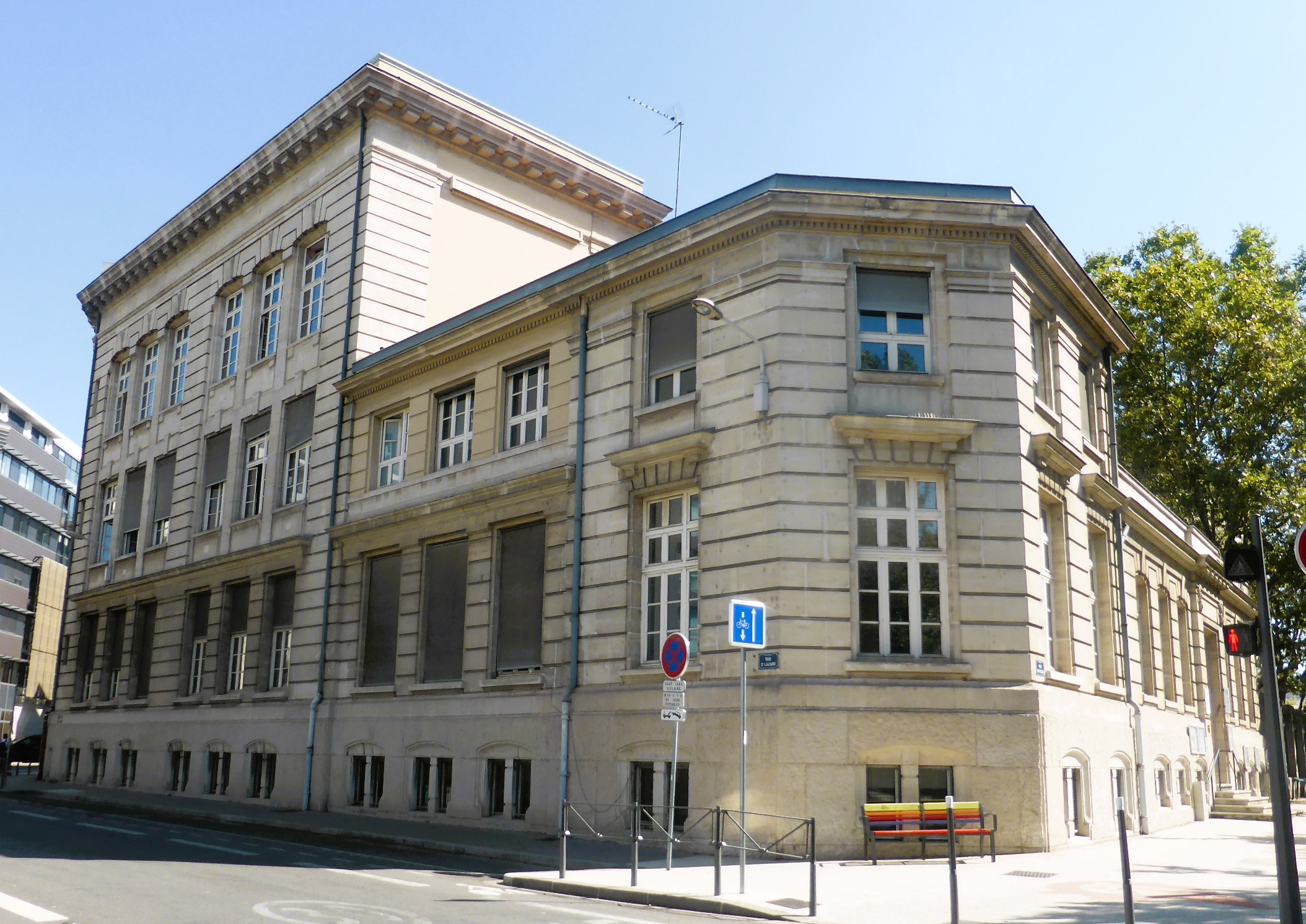
École Marc Bloch
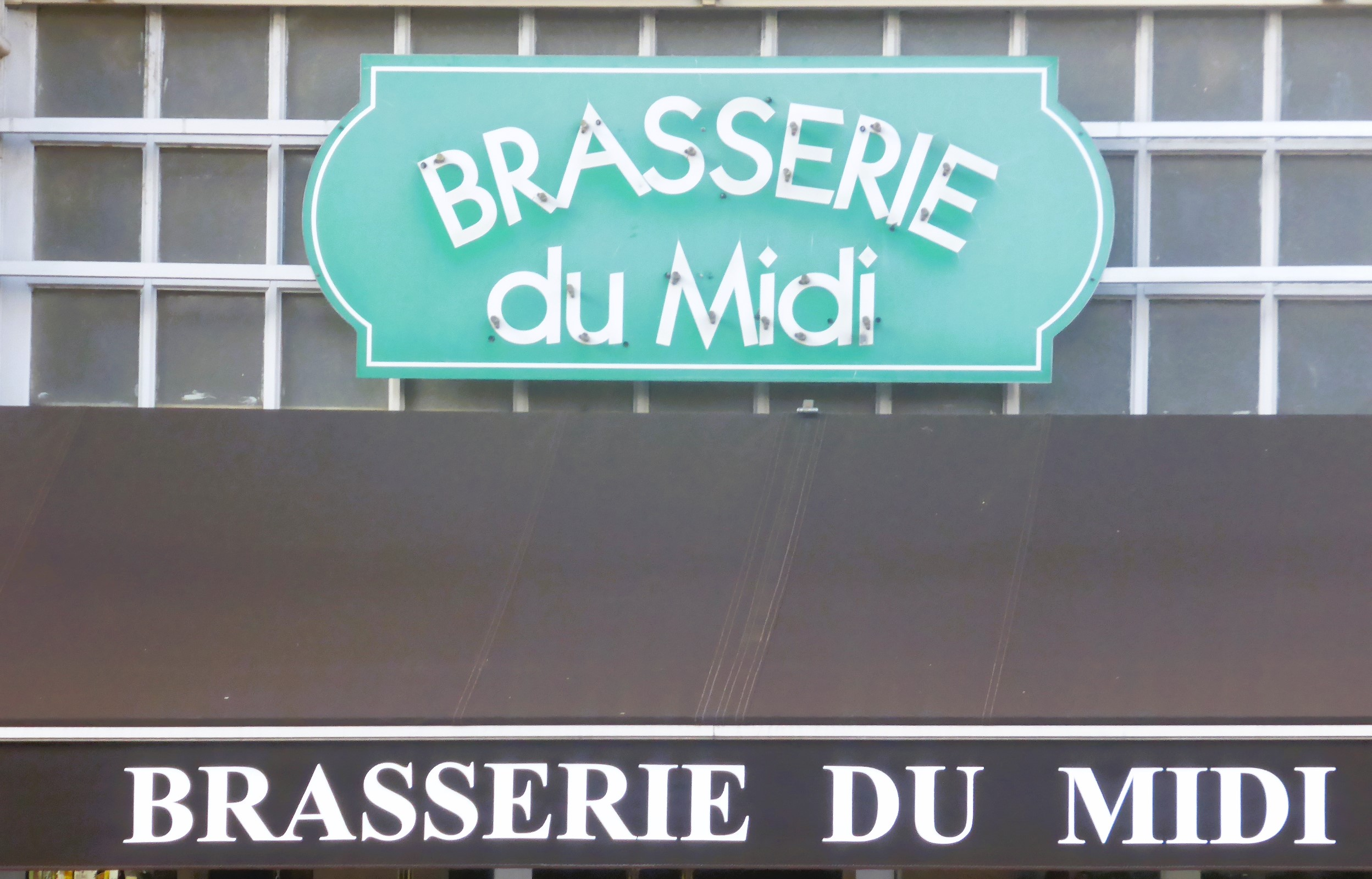
Brasserie du Midi

###### La trame viaire
À la veille de la Grande Guerre, le quartier apparaît bien intégré dans la ville de Lyon. En témoigne le réseau des principales voies de communication. Dans le sens nord-sud, une nouvelle avenue a été créée sous le nom d'avenue de Saxe prolongée. Elle était ouverte à la circulation depuis 1908. C'est par elle qu'on pourrait accéder à la nouvelle mairie puis, au-delà des voûtes de la voie ferrée, au quartier de Gerland. Elle a été renommée Jean-Jaurès dès le 14 septembre 1914 : assassiné le 31 juillet, il était devenu le symbole de l'Union sacrée face à l'ennemi ! Dans le sens ouest-est se succèdent trois grandes artères. Au nord, depuis le pont de la Guillotière, le cours Des Brosses a été prolongé depuis 1870 jusqu'à la voie ferrée ; il atteindra Grange Blanche en 1890. Il double ainsi la rue de la Guillotière dont il soulage le trafic sans préjudice pour son animation. Entre-temps, il a changé de nom et est devenu le cours Gambetta en 1881. C'est lui qui servira de limite entre les troisième et septième arrondissements en 1912. Au sud, le franchissement du Rhône est assuré par un pont depuis 1847. Depuis 1856, il jouxte du côté nord la voie ferrée PLM pour laquelle on avait construit un viaduc dès 1855. C'est le pont du Midi. Les travaux de reconstruction terminés en1887 en ont fait un véritable ouvrage d'art : les crédits supplémentaires pour les garde-corps et les lampadaires ont été votés avec enthousiasme par le conseil municipal. Son nom sera changé en pont Galliéni en 1918. Il n'est plus reconnaissable dans son ancienne forme car, gravement endommagé pendant la guerre, il a été reconstruit à l'économie en 1964-65. Son prolongement en rive gauche jusqu'à la route de Vienne avait été achevé vers 1850. Cette rue du Midi changera de nom pour prendre celui du chimiste Berthelot en 1907. À mi-chemin le pont de l'Université donne accès à la rue homonyme dont la partie est par laquelle elle se raccorde à la route de Vienne recevra le nom de Marc Bloch, le grand historien médiéviste et martyre de la Résistance en 1945.

#### Gerland
On oppose parfois une Guillotière densément urbanisée et un Gerland resté très rural jusqu'à la guerre de 1914-18 et au-delà. Les données démographiques confortent cette simplification. Alors que la population du futur arrondissement dans son ensemble était passée de 7 000 habitants en 1806 à 41 500 en 1851 et avait continué de croître, la part de Gerland était évaluée à 2 000 et ne devait doubler que vers 1930. La carte de 1880 accuse aussi ce contraste. On perçoit le décalage entre le nord de la Guillotière avec un véritable faubourg aux rues populeuses dont les croisements font de petits îlots d'immeubles et un sud quasi vide. En réalité, la partie nord de Gerland devait loger de nombreuses activités très encombrantes et était devenue une importante zone industrielle. Mais elle ne s'est pas accompagnée pendant cette période d'un peuplement proportionnel par la main-d'œuvre qui migrait chaque jour depuis le voisinage.

##### L'industrialisation
Cette industrialisation avait débuté dès les années 1830 et avait constamment progressé, avec une accélération à partir de 1890. Elle s'était développée d'abord au sud de la voie ferrée dans le prolongement des rues du quartier de la Guillotière, à savoir les rues de Gerland, des Culattes et Vitriolerie le long du Rhône ; d'est en ouest elle correspondait à la rue de la Scaronne. Exception toutefois doit être faite pour le secteur isolé, plus au sud, où les fabriques de briques et de tuiles tiraient leur matière première de l'argile du sous-sol. Il est difficile de proposer un classement dans le foisonnement des activités. On peut cependant les localiser schématiquement en trois ensembles.
Le long des rues des Culattes et de Gerland se sont déplacées des activités polluantes qui n'avaient plus place à la Guillotière comme les verreries (de la Gare, Jayet) et surtout des établissements métallurgiques (Weitz, Dérobert, Danto-Rogeat, Robert et Cie…). Plus à l'est dans la rue de la Scaronne étaient concentrées des usines au service du train à vapeur (réparation, usinage, entretien, stockage).

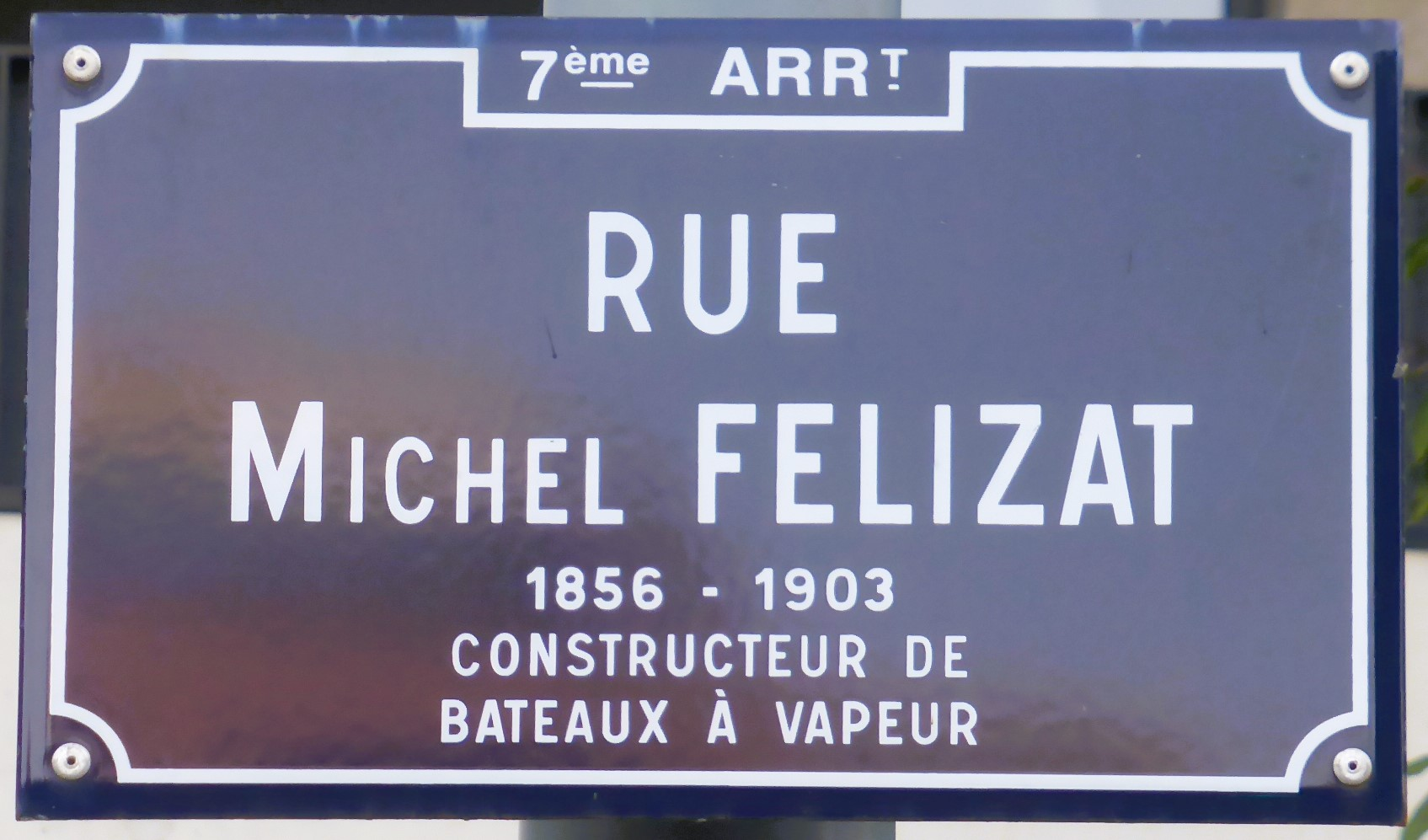
Rue Michel Félizat.

Dans le secteur de la Vitriolerie, en bordure du Rhône s'était installé tout naturellement le constructeur des fameux bateaux-mouches Michel Félizat dont les ateliers ne devaient pas survivre à la navigation à vapeur, en 1881. En revanche, l'entreprise de colorants Guinet trouvait à satisfaire son alimentation en eau tout comme les équarisseurs au sud du fort. À partir des abats ont été ouverts les entreprises les valorisant : fabricants de suif, de savon, de stéarine pour les bougies, triperies, boyauderies d'où, « dans un registre plus inattendu, la maison Babolat fabricant tout d'abord des cordes pour instruments de musique, avant de produire des fils fins pour la chirurgie puis des cordages pour les raquettes de tennis qui en firent sa notoriété ».

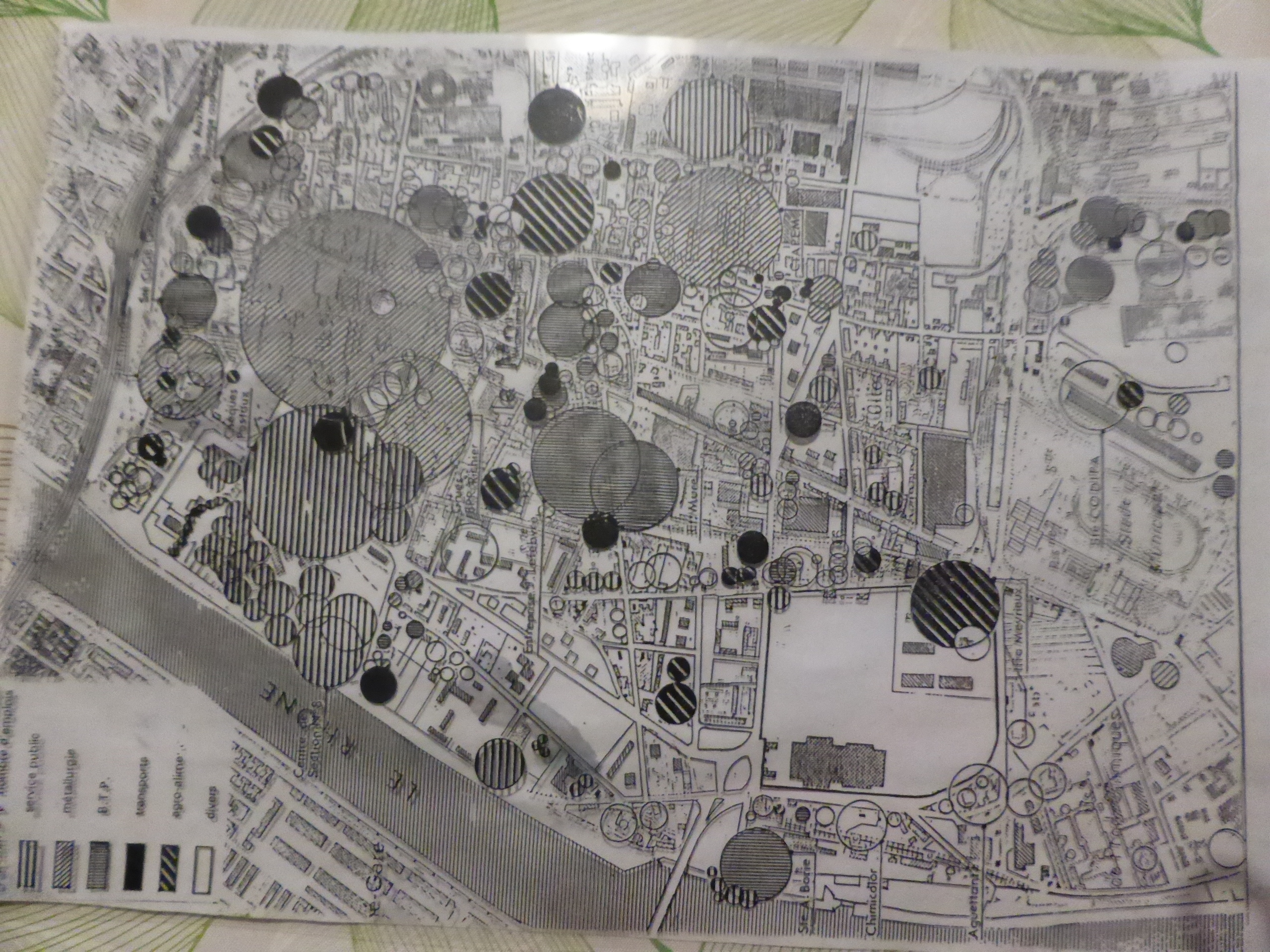
Industries de Gerland.

Les activités les plus récentes, représentatives de la deuxième révolution industrielle, ont cherché les vastes espaces libres le long de la rue Pré Gaudry. La plus célèbre d'entre elles, les Câbles de Lyon, était spécialisée dans le gainage des fils électriques. Elle avait été fondée dans les années 1890 au moment où les travaux étaient engagés pour la création du canal de Jonage et de la centrale de Cusset par les Forces Motrices du Rhône.

##### Autres activités encombrantes
Il faut signaler en premier lieu le rôle de barrière joué par la voie ferrée du PLM car la gare de la Mouche était accompagnée de vastes emprises. Il n'avait fallu pas moins de 5 ha pour héberger à partir de 1865 les rotondes pour les locomotives, un magasin général, un foyer pour les roulants avec une cantine, une école de soudure, des bâtiments administratifs, d'autres pour le stockage, un atelier de levage.
Dans un tout autre domaine, afin de s'adapter à l'évolution du système de défense, dans le même temps où étaient déclassés les forts, dont celui de la Vitriolerie, l'armée a fait construire en 1890 l'arsenal de la Mouche qui incluait un parc d'artillerie facilement desservi par la voie ferrée du PLM. Ce parc sera agrandi en 1914-1916. En 1912 a été engagé le processus pour l'édification d'une caserne. Les emprises sont considérables : 5 ha pour le parc dont 3 couverts et 18 pour la caserne, dont 6 couverts. Lyon devient alors le grand arsenal des armées. La caserne prendra après la Deuxième Guerre mondiale le nom de Henri Sabatier (1886-1976). Cet ingénieur bardé de diplômes a participé activement à la préparation des officiers susceptibles de faire la synthèse entre les considérations scientifiques et celles, tactiques, de l'armée de terre.
En 1913 avait été mis en chantier le stade de Gerland sous la direction de Tony Garnier mais du fait de la guerre les travaux ont été retardés et n'ont repris qu'en 1919. Si l'enceinte a été opérationnelle dès 1920, l'inauguration n'a eu lieu qu'en 1926. Il était prévu pour accueillir une quarantaine de milliers de spectateurs. Ses deux tribunes portaient le nom de deux célèbres victimes décédées en 1914 dont la mémoire était encore fraîche : Jean Jaurès assassiné le 31 juillet et Jean Bouin, médaille d'argent aux Jeux Olympiques de 1912, tué en septembre à la bataille de la Marne. Les noms des deux avenues encadrantes Jean Jaurès et Jean Bouin à l'ouest et à l'est perpétuent leur souvenir. Ceux de Tony Garnier au nord et de Pierre de Coubertin au sud achèvent de rappeler le rôle de Gerland dans la vie sportive de Lyon.

Stade municipal de Lyon.
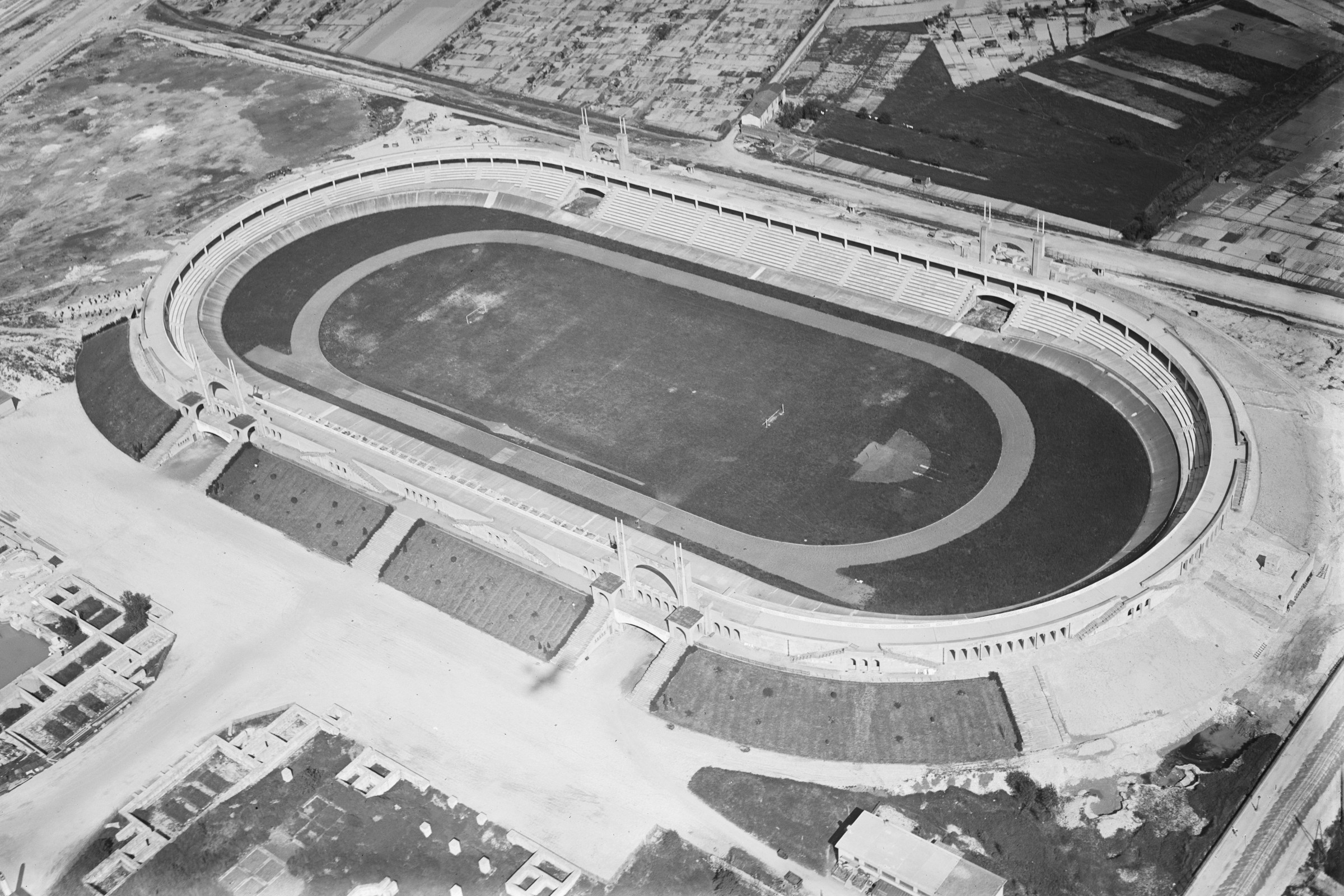
Stade de Gerland 1920.
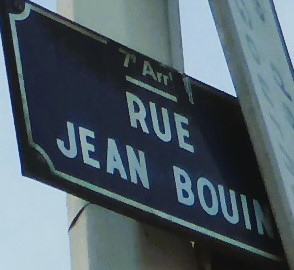
Rue Jean Bouin.
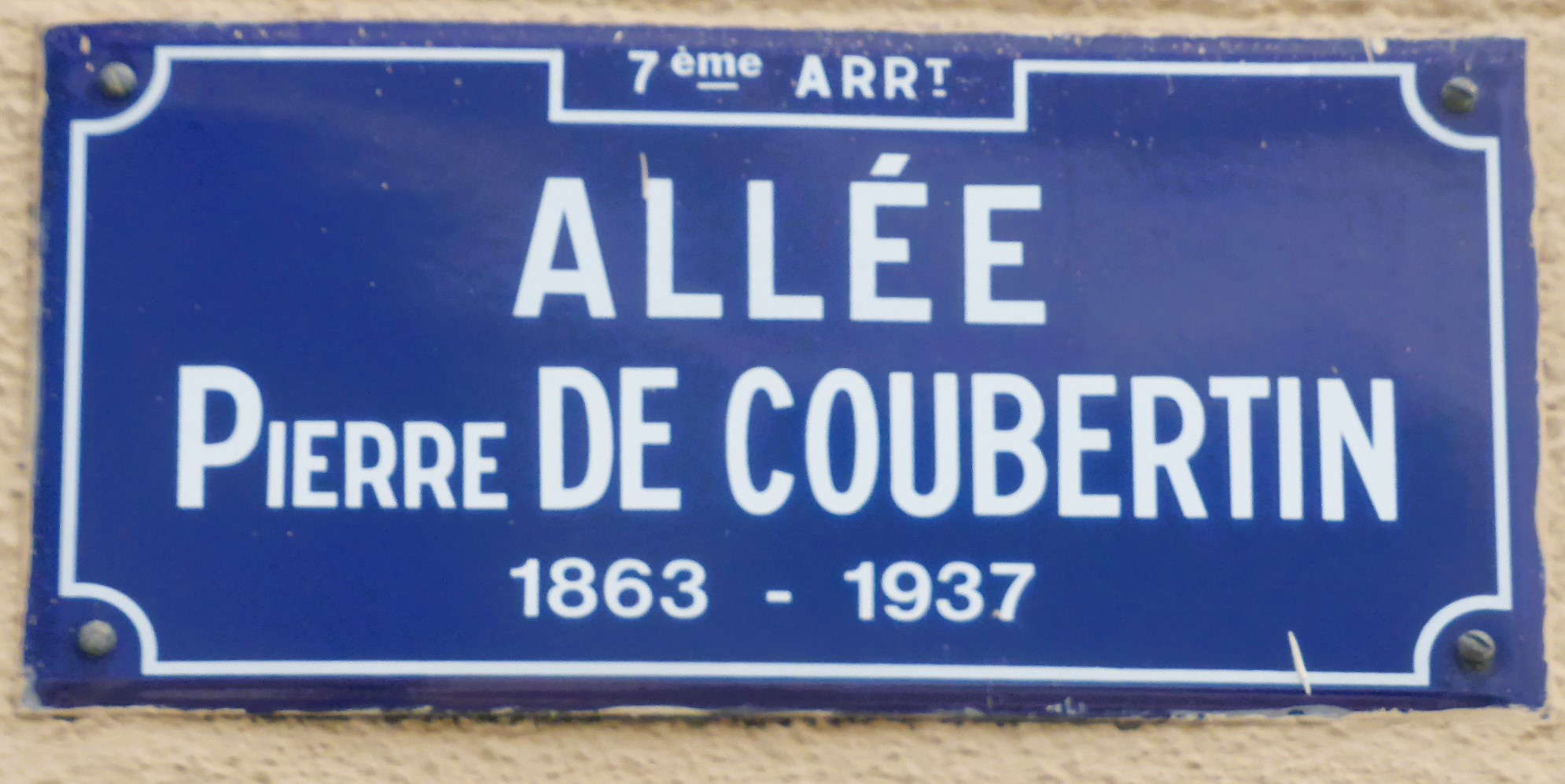
Allée Pierre de Coubertin.

L'opération la plus spectaculaire a été le transfert des abattoirs vétustes et insalubres de Perrache (ils dataient de 1839) dans le quartier de la Mouche. La construction d'un pont était un préalable. On lui attribua le nom de Pasteur. Dans l'urgence, en 1913 on se contenta d'improviser une passerelle en bois qu'une crue devait emporter en octobre 1918. Un véritable pont en béton armé de 225 mètres de long ne sera achevé qu'en 1923 (détruit par les Allemands en 1944 il ne sera reconstruit qu'à partir de 1949).
Les terrains avaient déjà été réservés sous le mandat du maire Victor Augagneur. L'exécution du projet a été confiée par Edouard Herriot à Tony Garnier qui est allé chercher son inspiration dans des réalisations de ce genre de différentes villes d'Allemagne. Les bâtiments des abattoirs étaient terminés en 1913. Ils abritèrent d'abord une exposition internationale puis, après le déclenchement de la Grande Guerre, ils servirent un temps d'hôpital pour accueillir les blessés retour du front et pour finir ils furent utilisés comme arsenal où s'activèrent jusqu'à 12 000 employés à la fabrication d'obus (jusqu'à 20 000 par jour !). Ils ne devaient remplir leur véritable office qu'à partir de 1928.
Tony Garnier avait vu grand. Il disposait d'ailleurs d'une vaste surface de 2,3 ha. Les bâtiments sont de dimensions exceptionnelles : la grande halle mesure 210 mètres de long et ses 26 arches de 86 mètres d'ouverture culminent à 26 mètres. L'ossature métallique de la structure a été mise en œuvre par la société Fives-Lille. Cette charpente métallique ne repose sur aucun pilier central. Pour dégager le sol est utilisé le principe des poutres articulées à rotules mis au point par l'ingénieur Victor Constantin. Ces bâtiments étaient répartis selon un plan orthogonal dont les deux axes fondamentaux étaient donnés par la grande halle (marché au bestiaux) et la rue couverte (halle d'intercommunication). De part et d'autre les constructions étaient organisées pour l'arrivée du bétail et sa vente, des écuries, des salles d'abattage et de traitement de la viande pour la boucherie et des frigorifiques.
Si la plus grande partie des ouvrages ont été démolis, la visite des parties conservées - et d'ailleurs protégés depuis 1975 par leur inscription sur la liste des monuments historiques - fait toujours grande impression. Il s'agit de la grande halle à la silhouette marquée par un dégradé en escalier, de l' arche de l'allée couverte et des pavillons d'entrée au nord et à l'est.

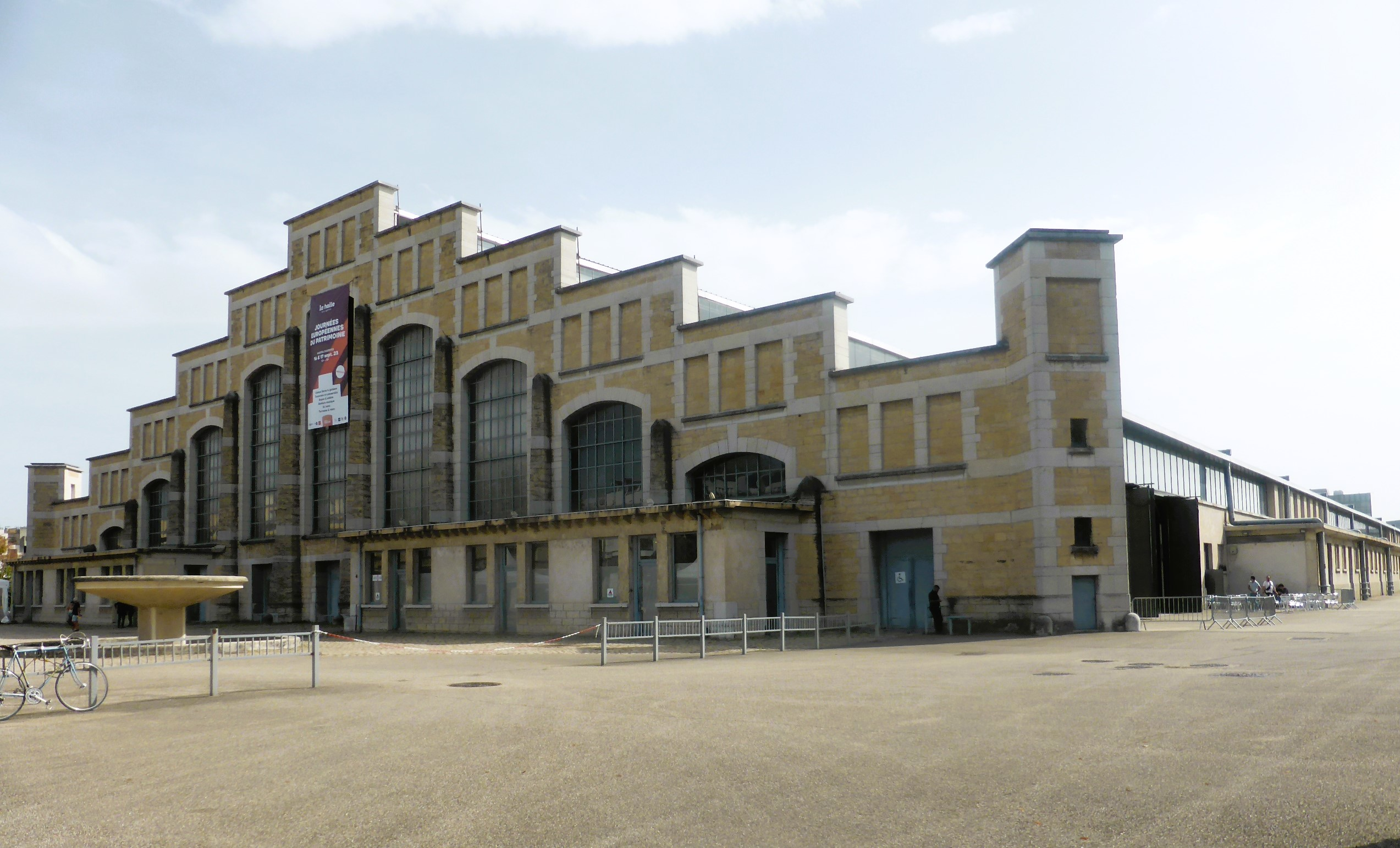
Halles façade nord
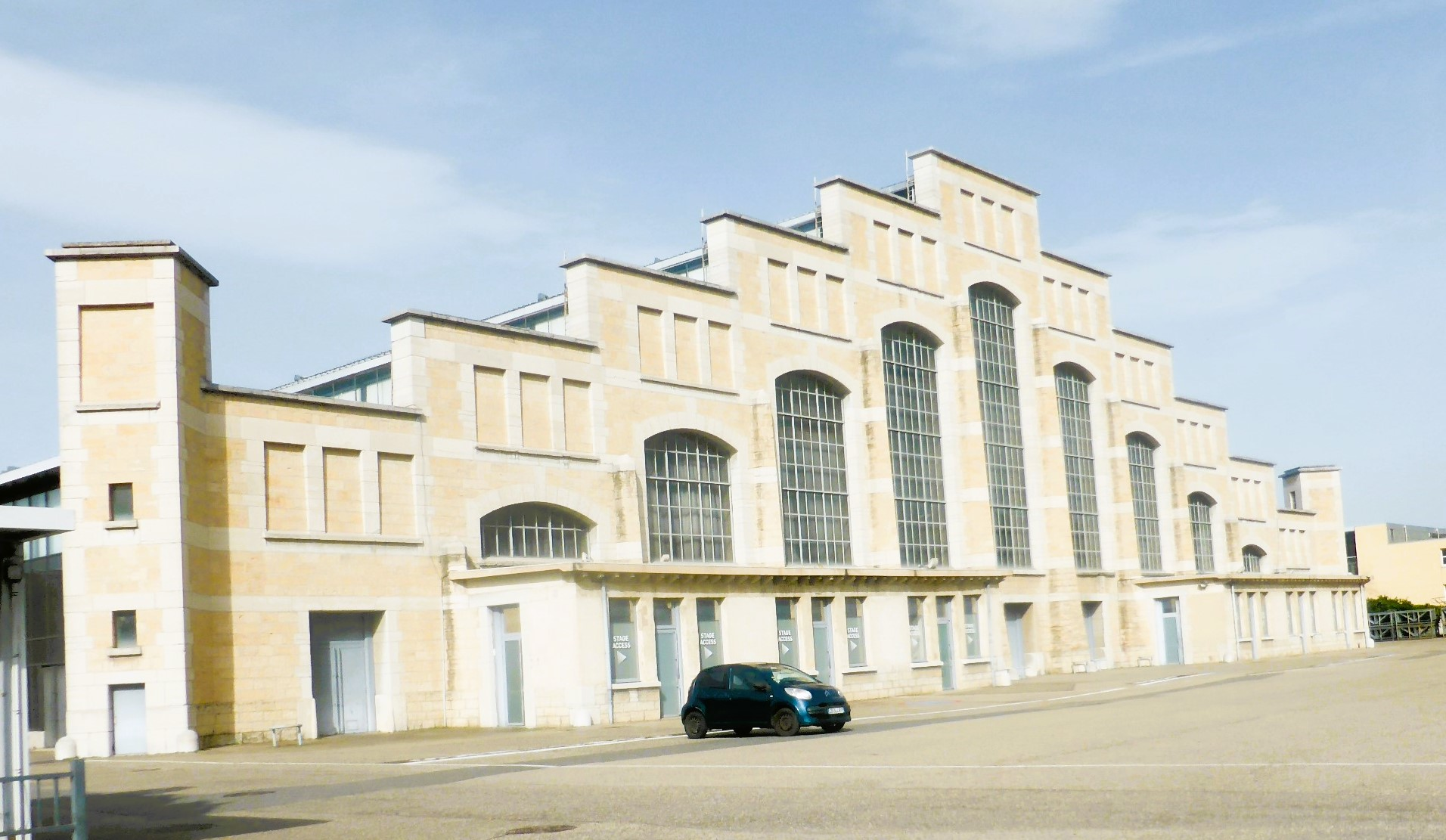
Grande halle façade sud
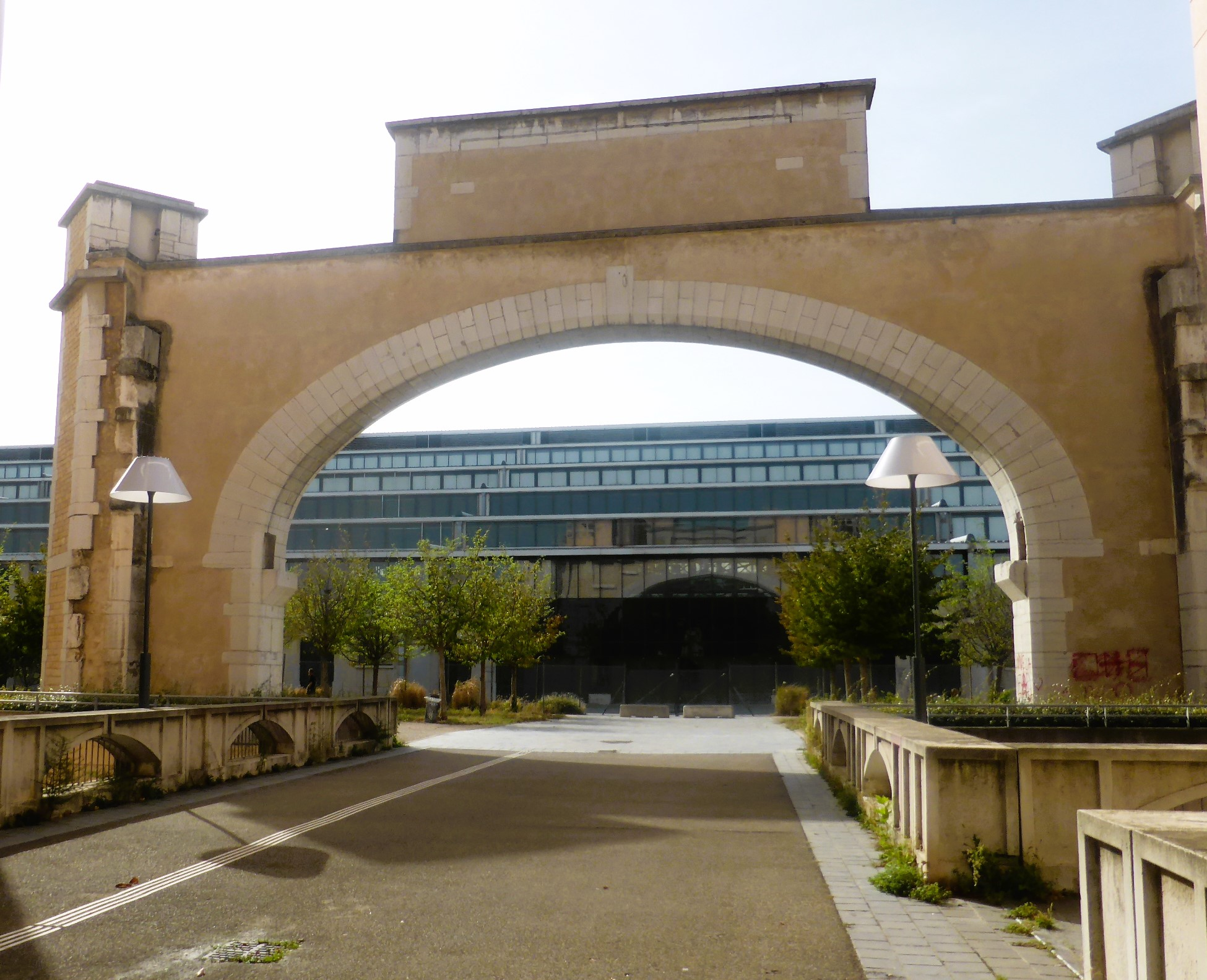
Arche de l'allée couverte
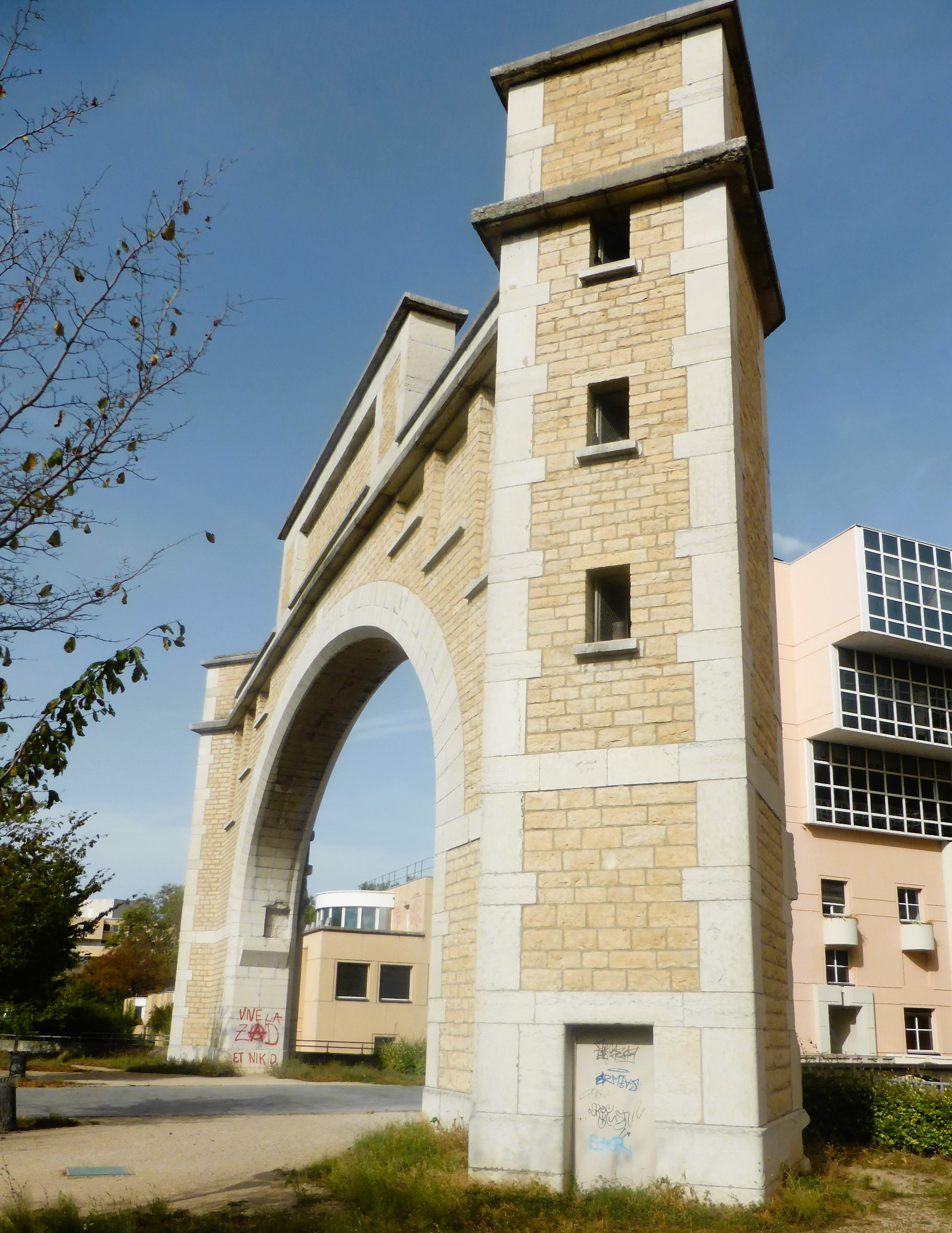
Arche vue de biais
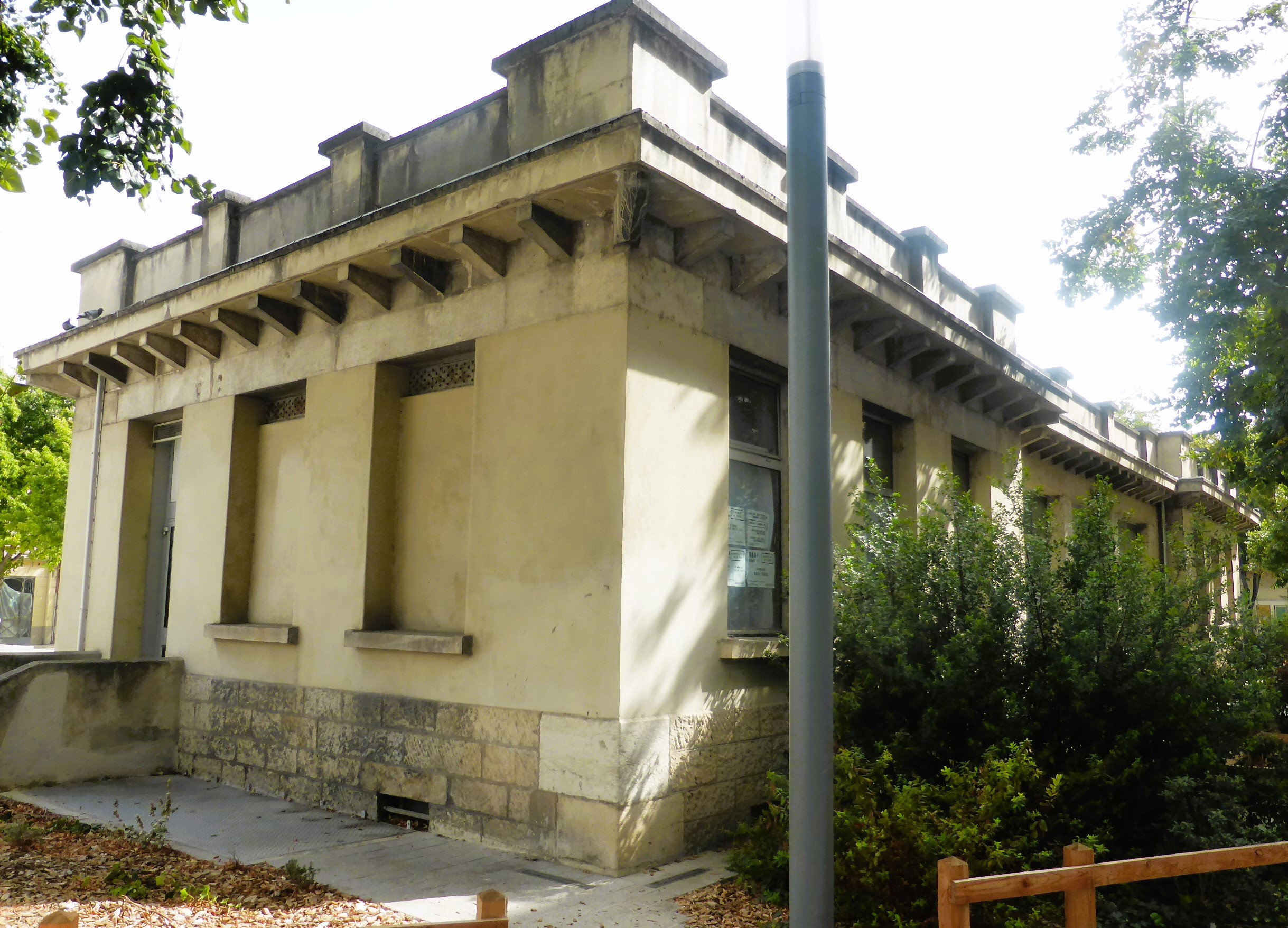
Pavillon d'accueil

##### Le peuplement
Malgré leur nombre réduit, les habitants n'entendent pas être traités comme des citoyens de seconde zone. En 1869 à leur demande est envisagée la construction d'une église dans le quartier des Rivières. Sans doute, les paroissiens ne s'accommodent-t-ils pas de la situation : l'église Saint-André dont ils dépendent est à 2 km plus au nord et on n'en finit pas de la reconstruire. La propriétaire des lieux organise une quête pour le financement. L'archevêque de Bonald donne son accord en 1873 pour la création d'une nouvelle paroisse. Au terme d'une solution provisoire est enfin entreprise en 1880 la construction de Notre Dame des Rivières. Elle sera achevée en 1890 et n'aura son clocher, haut de 34 mètres, que trois ans plus tard. Elle restera la seule sur le territoire de Gerland jusqu'à l'inauguration de Saint-Antoine en 1930.
L'édifice, renommé Notre-Dame-des-Anges, est bâti dans le style gothique alors à la mode sur un plan simple de trois nefs, sans transept, et normalement orienté vers l'est. Le mobilier est assez banal mais tout le luxe semble avoir été mis dans les vitraux commandés à Lucien Bégule qui a réalisé personnellement ceux de l'abside sur le thème des mystères du Rosaire. Ceux des nefs latérales content les principaux thèmes de l'Ancien et du Nouveau Testament.

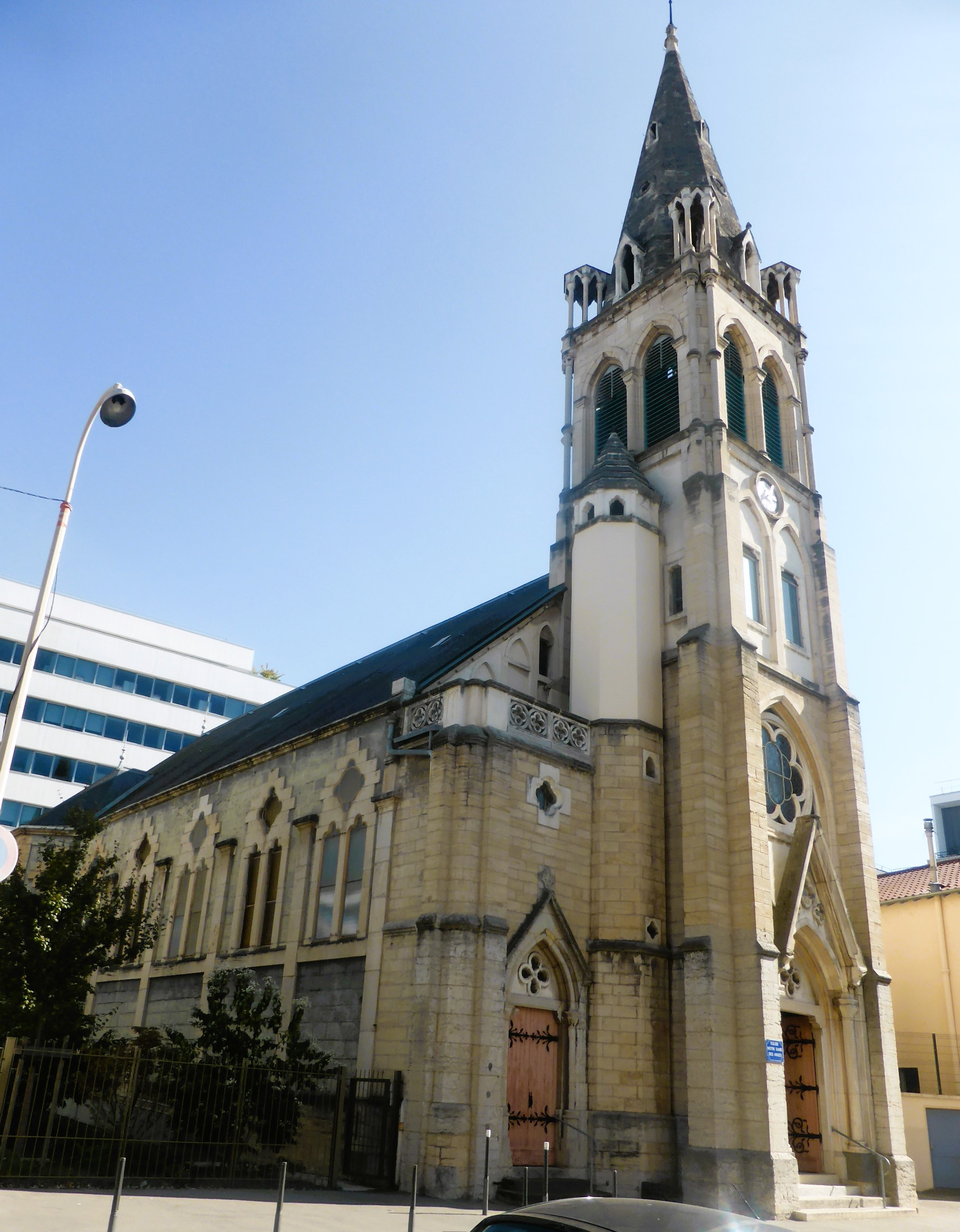
ND des Anges vue latérale
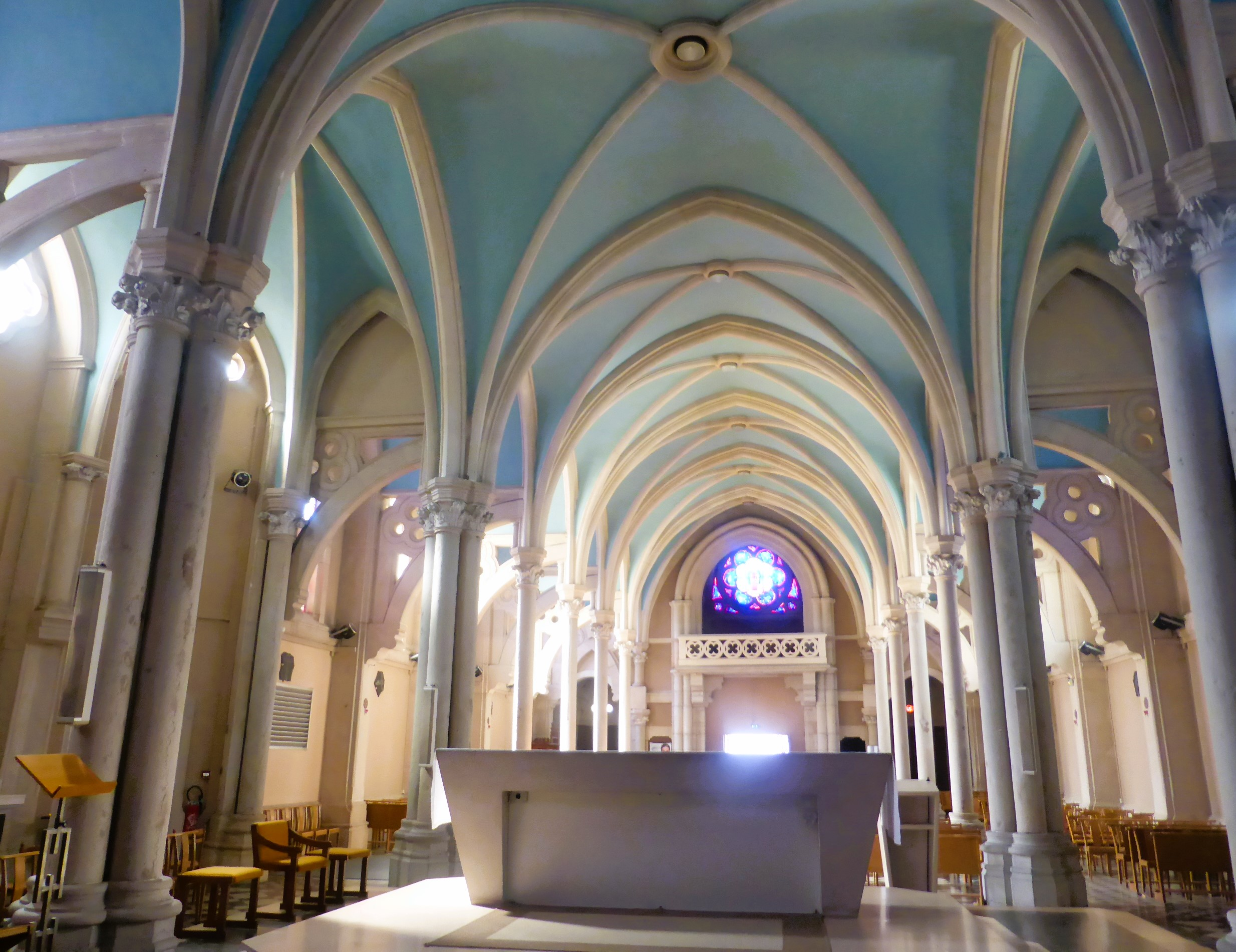
ND des Anges nef centrale
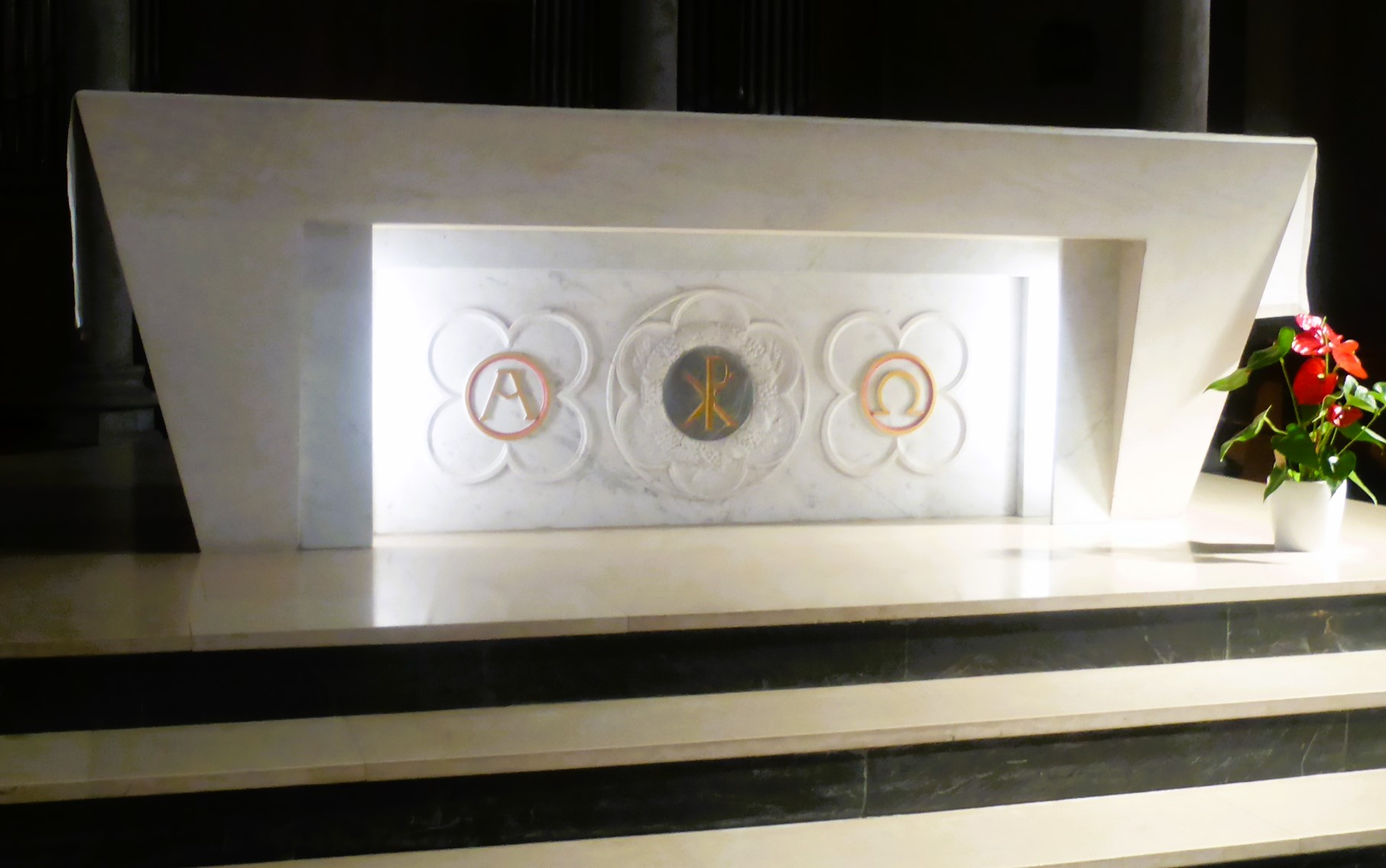
ND des Anges autel
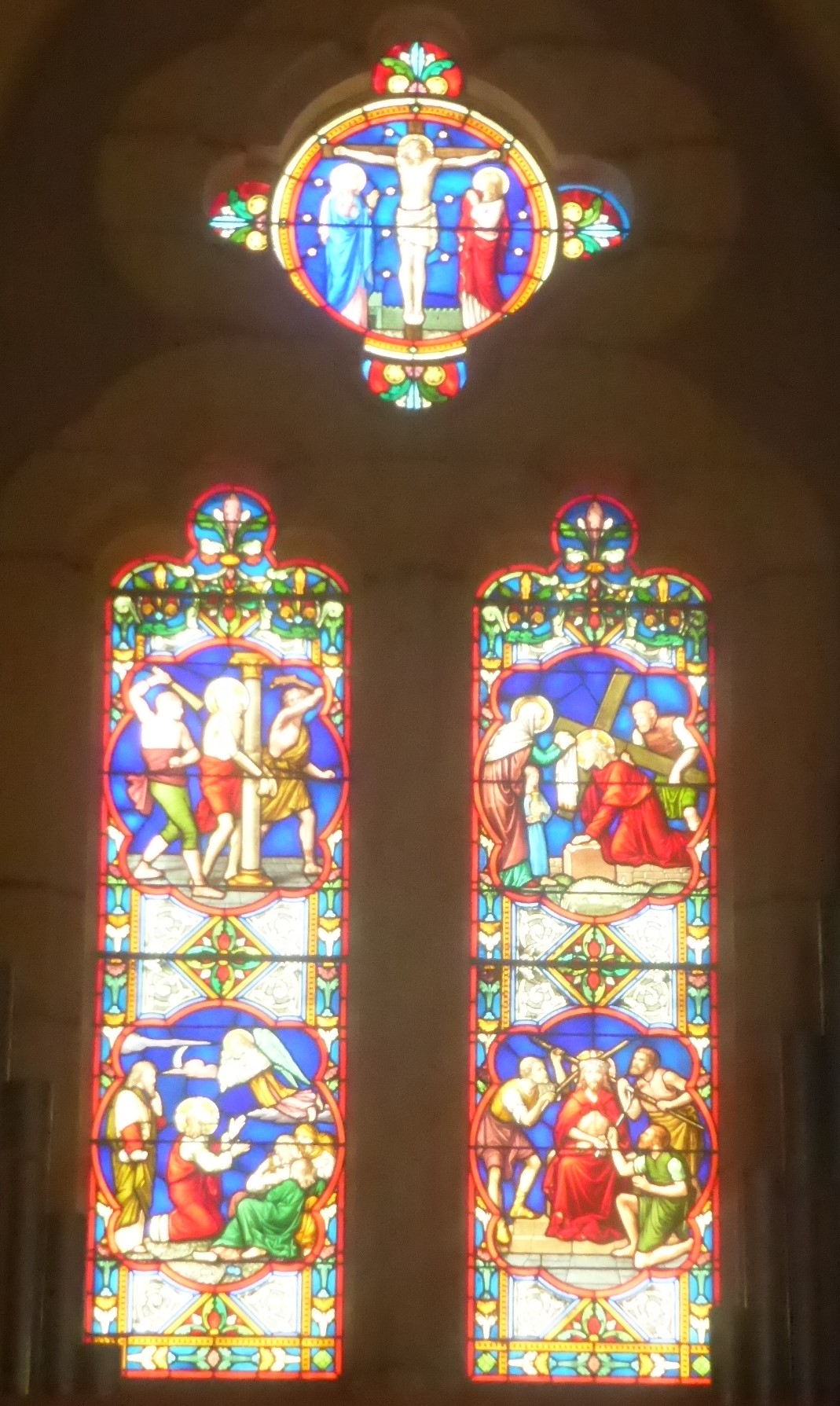
Chemin de croix
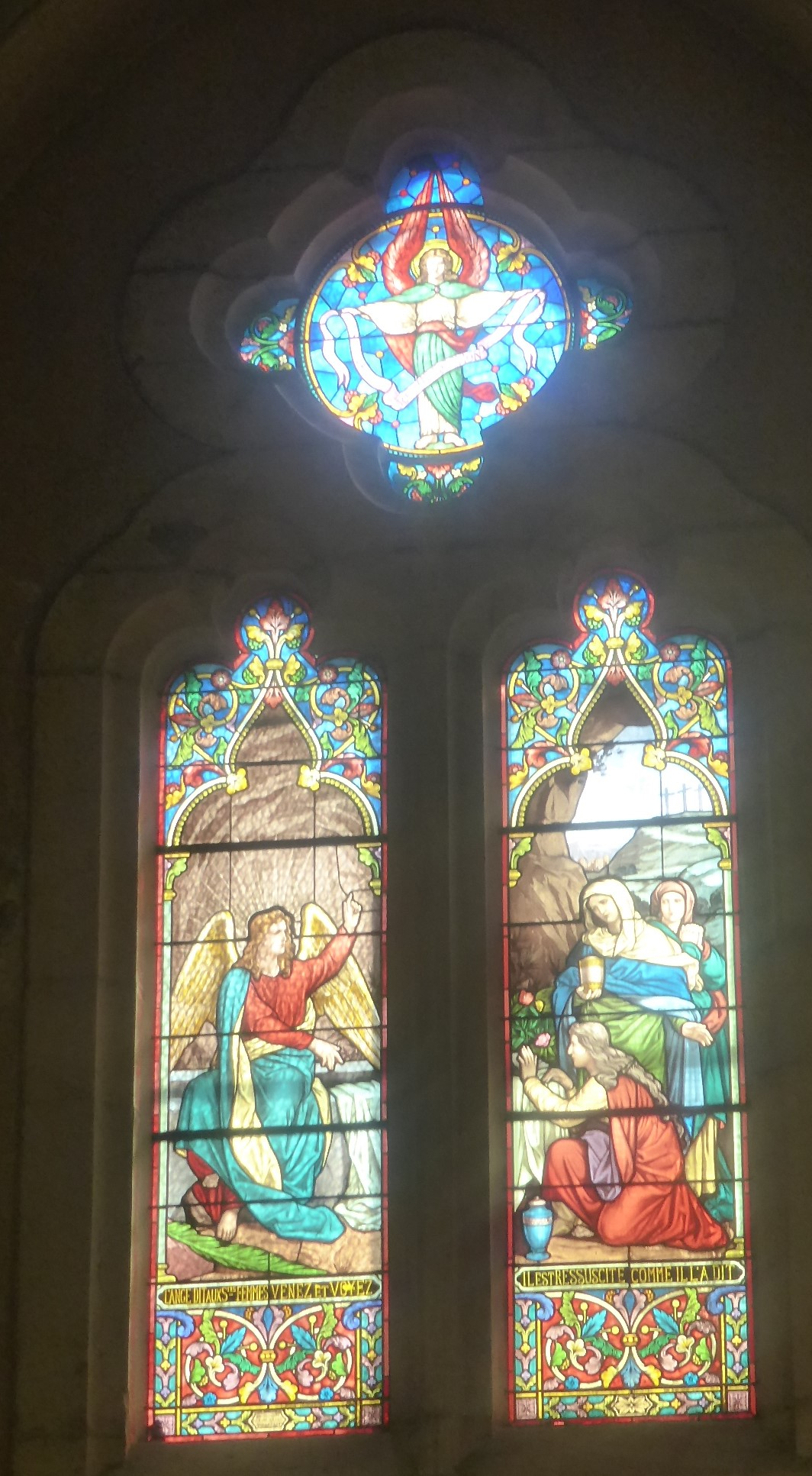
Annonciation
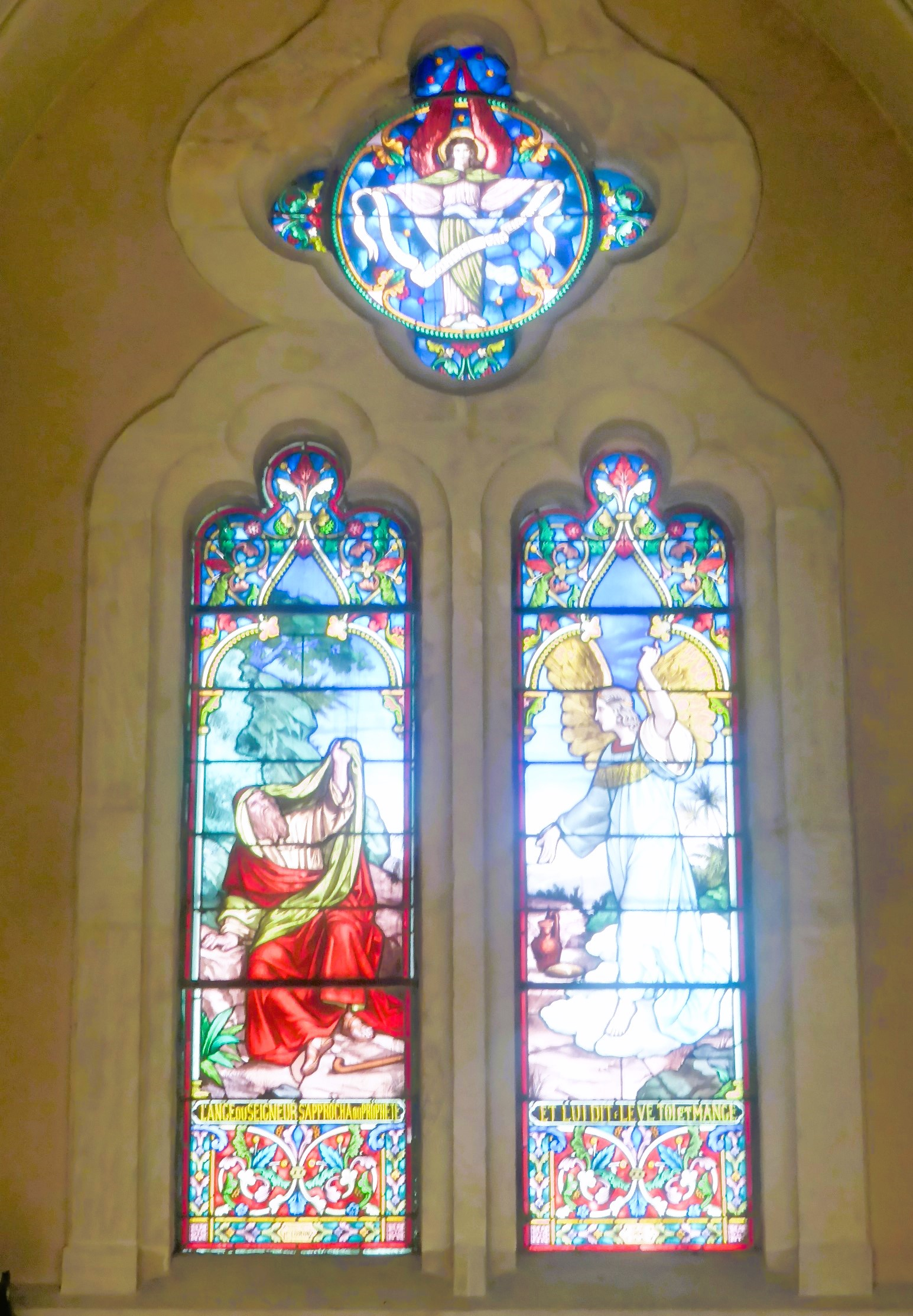
Ange et prophète
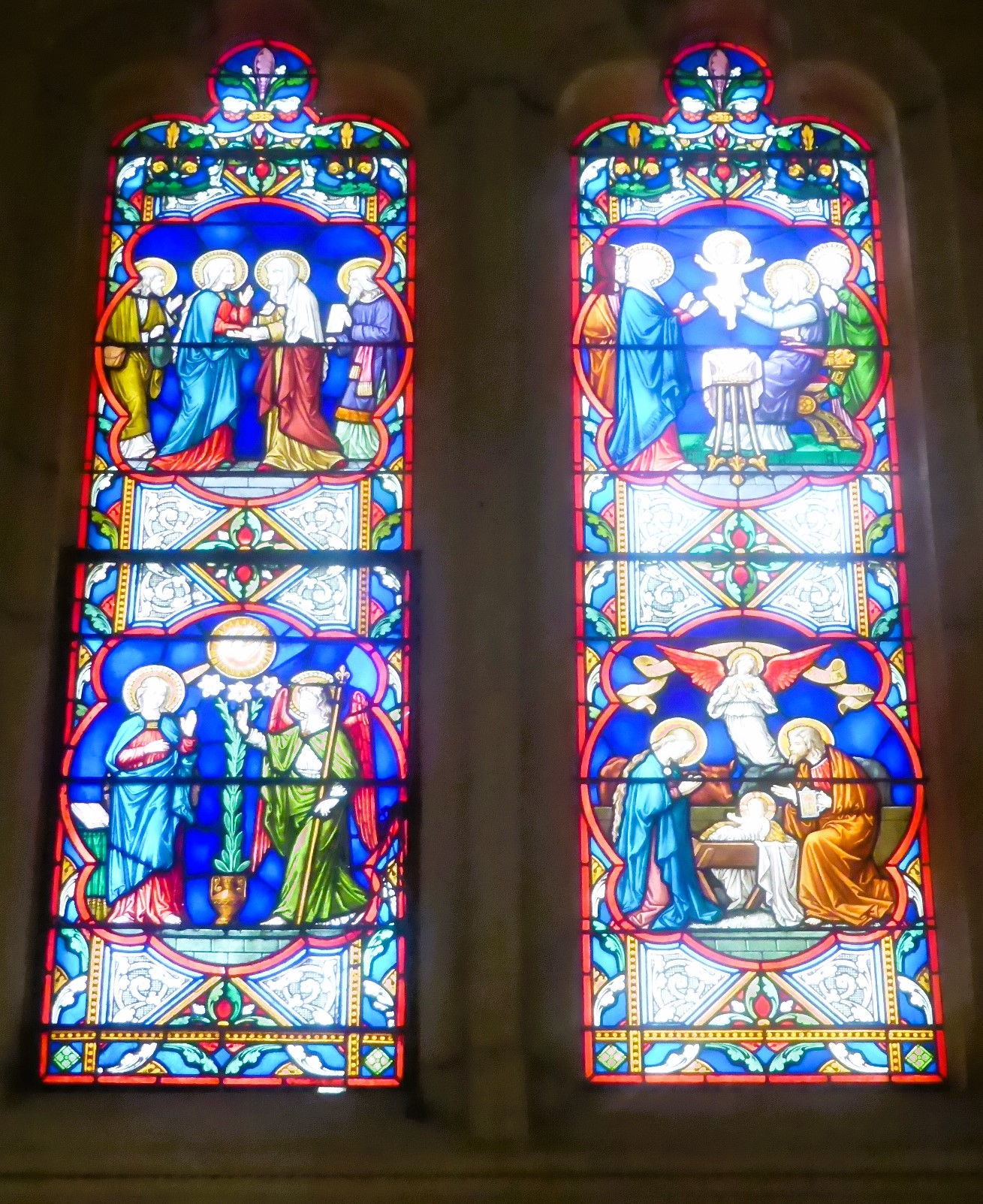
Nativité

### D'un après guerre à l'autre (1918-1945)

#### Une industrialisation croissante
L'activité industrielle a continué à se développer. Il s'agit pour une part de l'agrandissement d'établissements existants. Dès 1902, la Société française des câbles électriques doit tripler ses emprises au sol pour faire face à la demande de câbles téléphoniques. En 1917, sous le nouveau nom de Compagnie générale des Câbles de Lyon elle s'agrandit jusqu'à occuper 4 ha. On peut repérer son siège occupé depuis 2 000 par le dernier repreneur, le Centre de Recherche Nexans avenue Jean-Jaurès. Mais on assiste aussi à la croissance du secteur de l'alimentation : les chocolateries Révillon, la fabrique de margarine Massimi, la Société laitière connue sous le nom le Bon Lait, la charcuterie industrielle Olida, la Société Alimentaire Lyon Sud (SALS) qui fabriquait de la limonade, l'usine de préparation des fruits pour la confiture Lenzbourg.

#### Le problème du logement
À la fin du XIXe siècle, en 1886, dans un esprit chrétien avait été fondée la Société civile des logements économiques par d'éminentes personnalités lyonnaises comme Félix Mangini et Édouard Aynard. On ne sache pas qu'elles soient intervenues dans le secteur qui deviendra le septième arrondissement. De son côté la municipalité n'a pu envisager d'agir dans le domaine du logement social, à Gerland comme dans d'autres quartiers, qu'à partir du moment où la loi votée en 1912 à l'initiative de Laurent Bonnevay, dont elle porte le nom, en a fait une affaire de politique locale. En 1920, au lendemain de la Grande Guerre, avait été créé l'Office Public d'HBM (Habitations Bon Marché) de Lyon. On soulignera la coïncidence entre l'ouverture effective des abattoirs de la Mouche et le véritable début des travaux de construction d'une cité-jardin en 1928. La main-d'œuvre y serait recrutée. Il faut précier que la liaison entre les deux était déjà assurée grâce à la création de la rue des Abattoirs (aujourd'hui Challemel-Lacour).
L'affaire avait longuement mûri avec l'achat des terrains en 1917 à la famille Rodet-Chapet, propriétaire d'un vaste domaine, et la mise en forme du projet et l'édification des premiers immeubles en 1924 par les architectes Robert et Cholat. 553 logements ont été bâtis sur une surface de près de 5 ha. Le terme de cité-jardin apparaît justifié car les habitations sont disposées autour de cours arborées. On s'est souci de favoriser la mixité entre des familles différentes par la superficie variable des appartements. En ce qui concerne le confort et l'hygiène, « les appartements bénéficient d'un bon éclairement assuré par une double exposition et des loggias ou encore par l'usage des carrelages pour les cuisines et enfin l'installation des WC dans chaque logement ». En 1932 seront édifiés des bains-douches avec lavoir en sous-sol. L'esthétique a été recherchée avec l'apposition de bas-reliefs emblématiques aux angles des constructions.

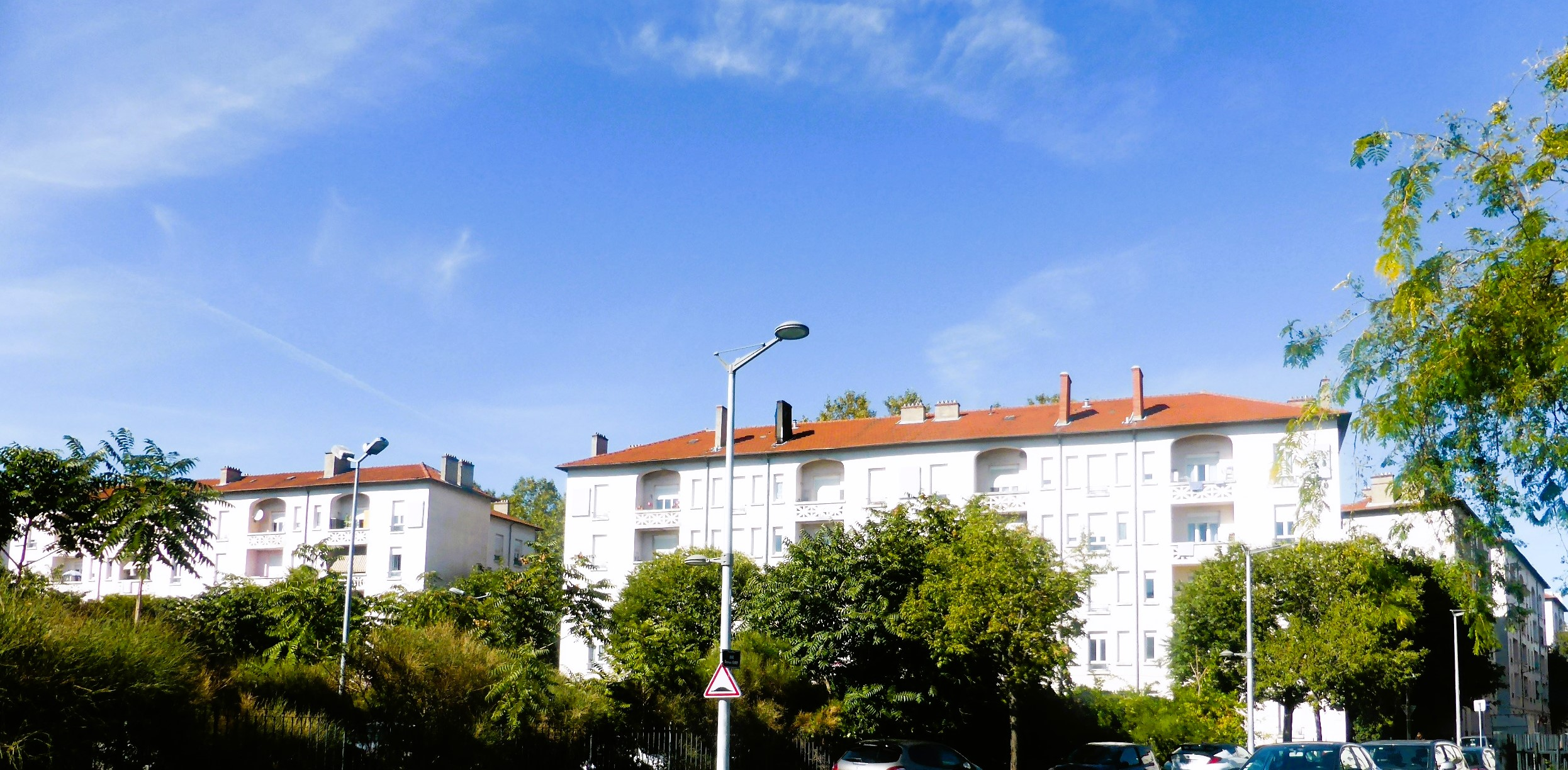
Ensemble des HBM
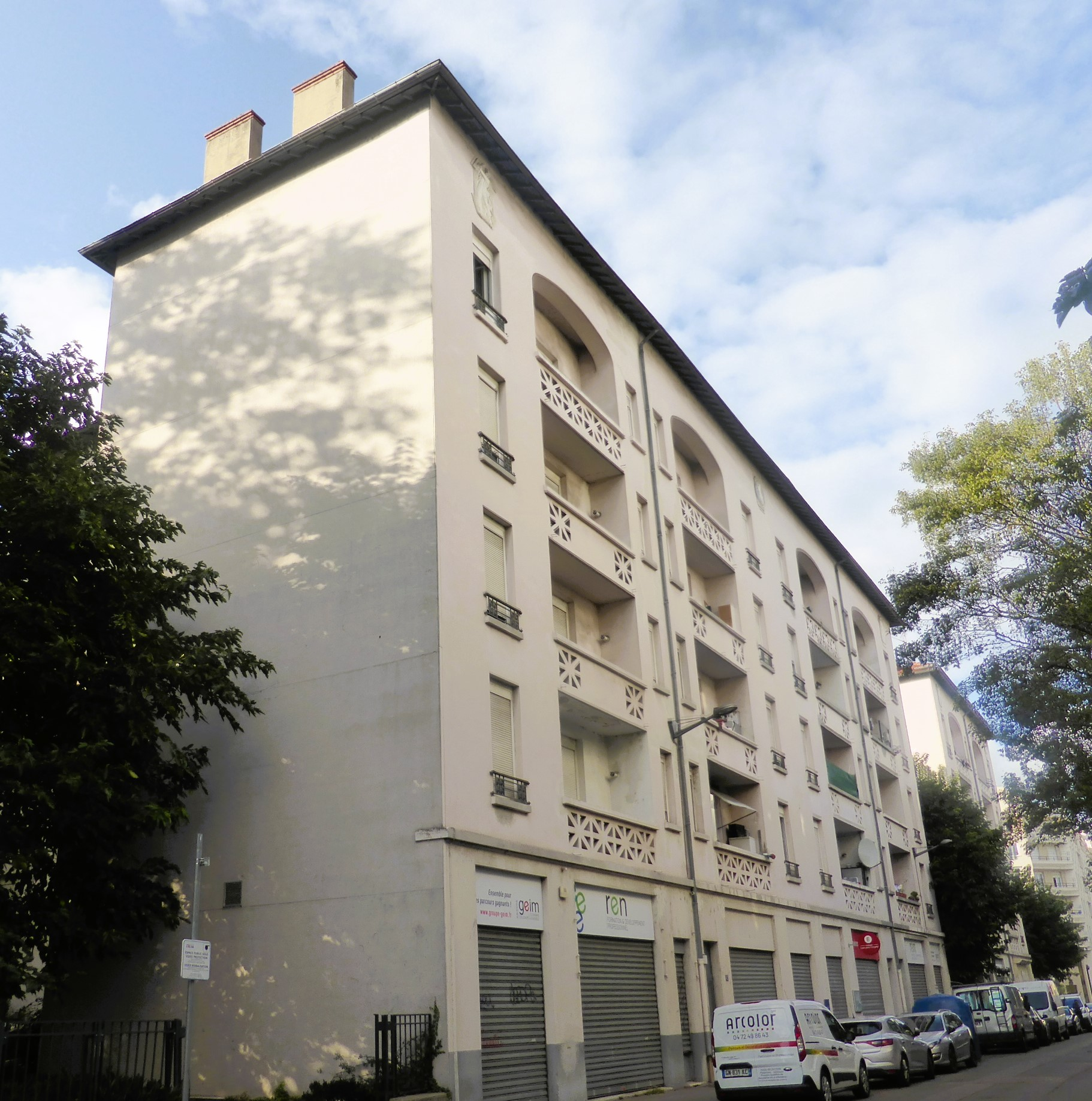
Immeuble de la cité jardin.
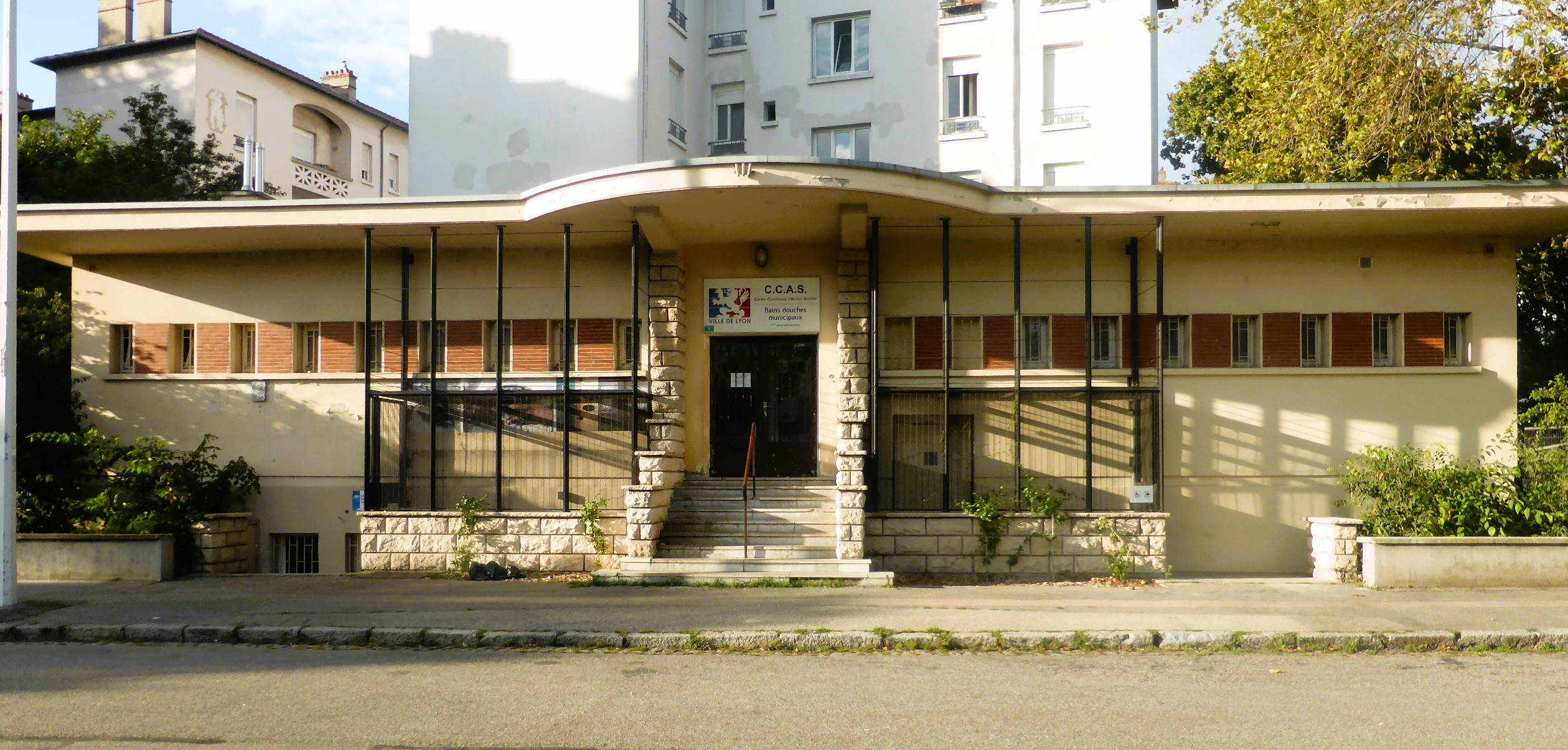
Bains douches
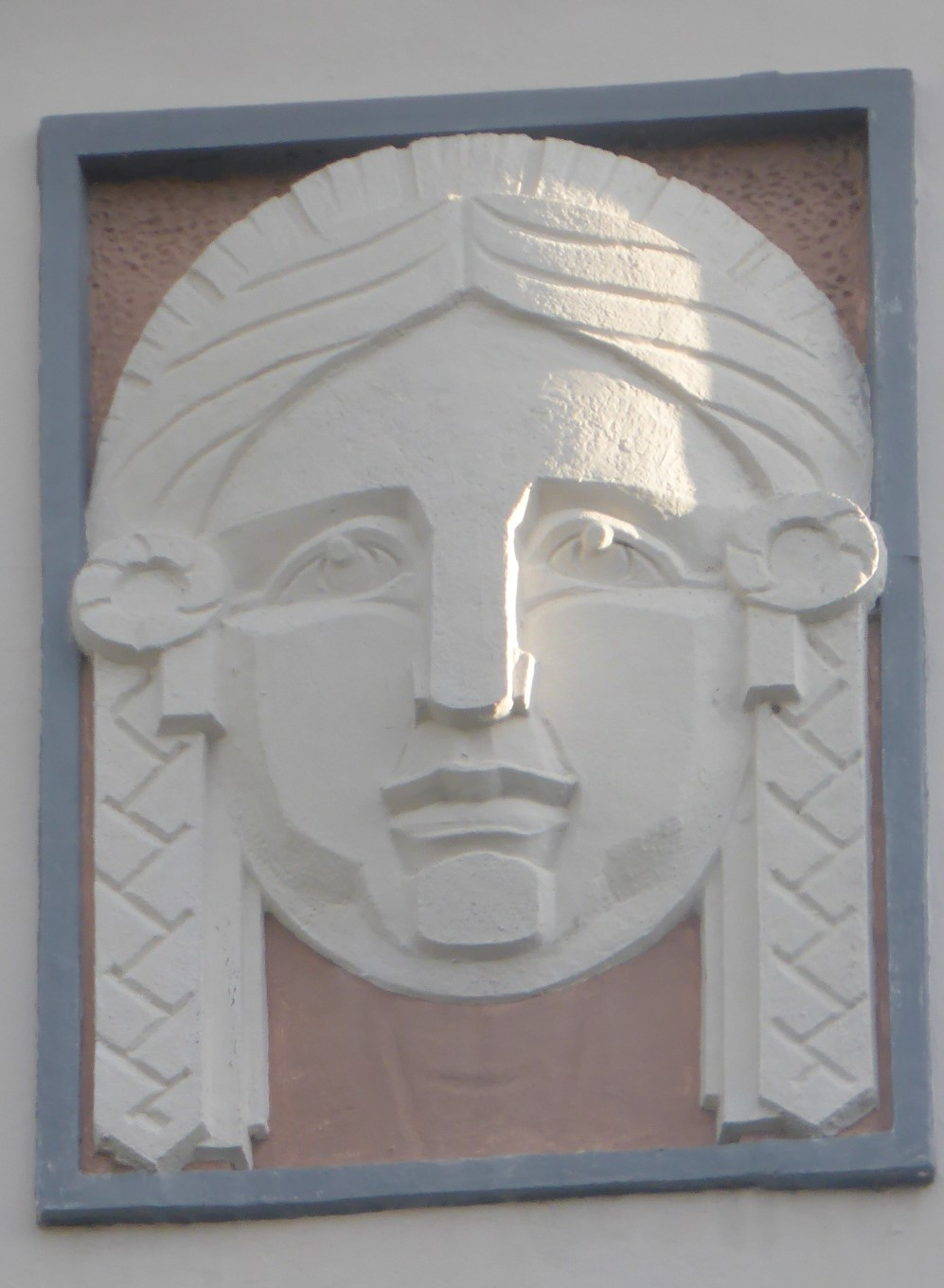
Masque féminin
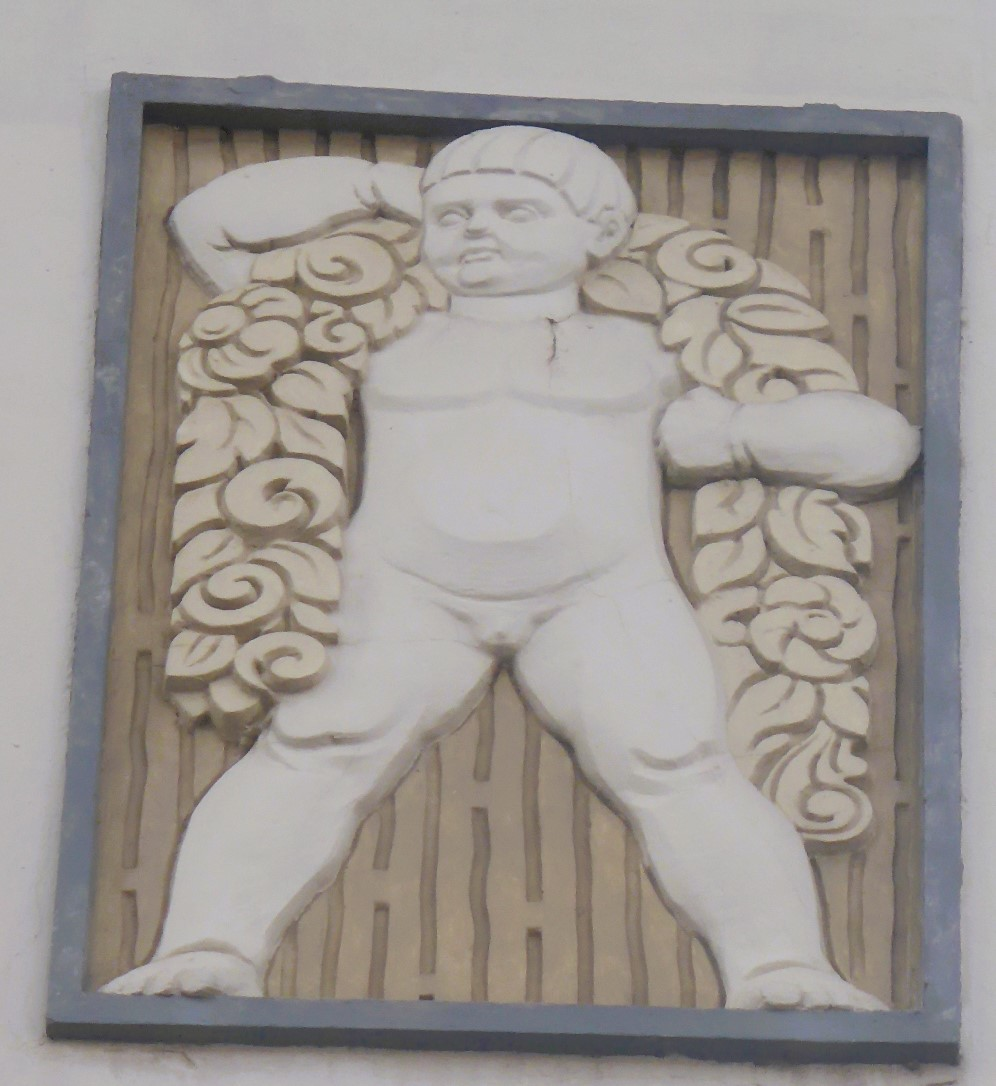
Enfant à la couronn
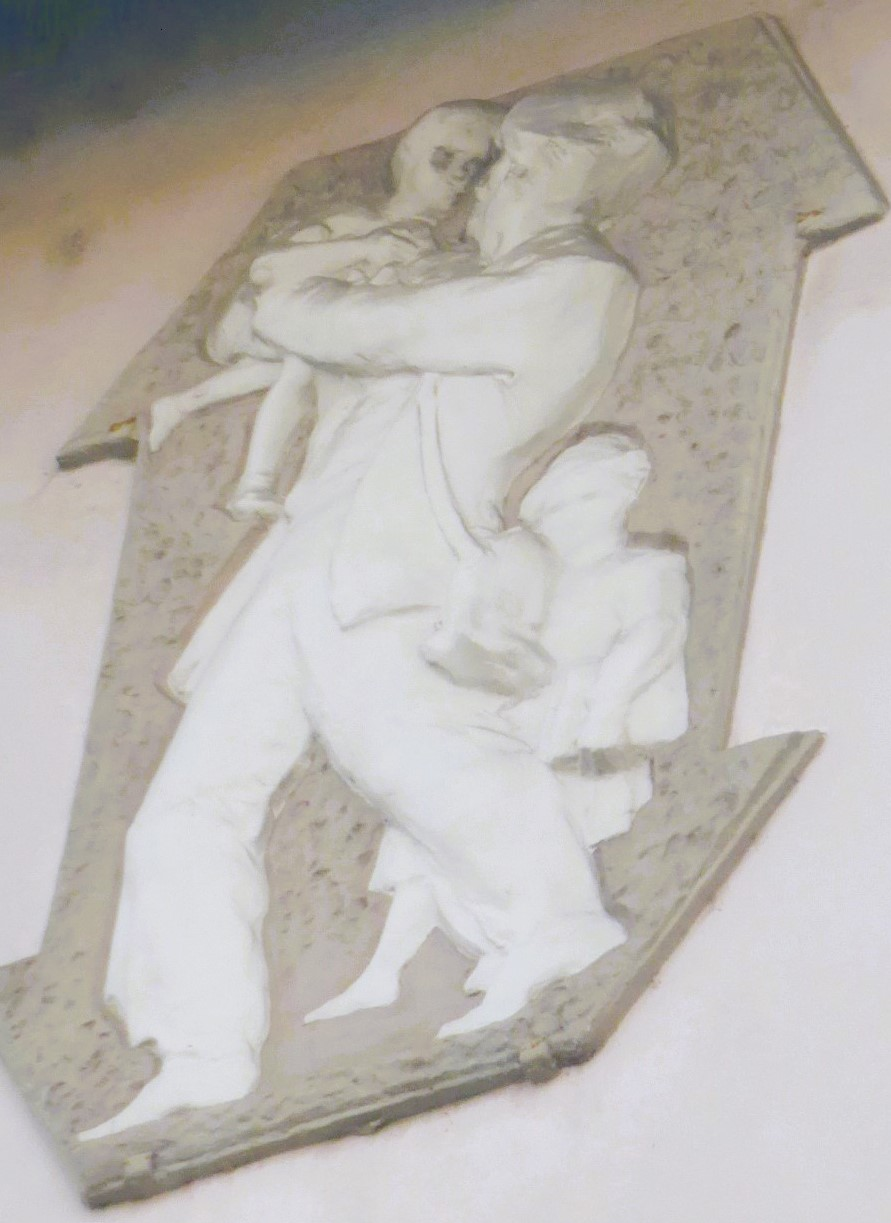
Père de famille

Mais ces logements sociaux étaient réservés à la population française et les familles étrangères, essentiellement italiennes et espagnoles, en étaient exclues. Or celles-ci constituaient 75 % des habitants de ce quartier. Ils s'entassaient à quelques de mètres des HBM dans des baraquements militaires construits pendant la guerre pour y loger des Algériens employés au parc d'artillerie de la Mouche mais aussi dans des baraques faites de planches et de toile goudronnée et dans des roulottes, l'ensemble dans un te état de délabrement qu'il lui avait valu le surnom de la Mouise. Ces conditions misérables ont été évoquées dans un ouvrage au titre éloquent de Barraques. Des solidarités se sont nouées en fonction des lieux d'origine, Italiens de Frosinone, ville du Latium au sud-est de Rome, Espagnols de la région de Murcie. Une aide a pu leur être apportée par des œuvres caritatives comme les Apostoliques de Marie Immaculée qui ouvrirent un dispensaire. À ces migrants économiques s'ajoutèrent par la suite les réfugiés politiques fuyant les dictatures de Mussolini ou de Franco.

#### Les services
Cependant ces populations diverses ont pu profiter des mêmes équipements car, dans la foulée a été construit en 1932 l'imposant groupe scolaire Aristide Briand sur la façade duquel un bas-relief de Pierre Devaux représente l'œuvre de l'enseignement public. L'ensemble a été inauguré par Edouard Herriot le 27 mai 1934.

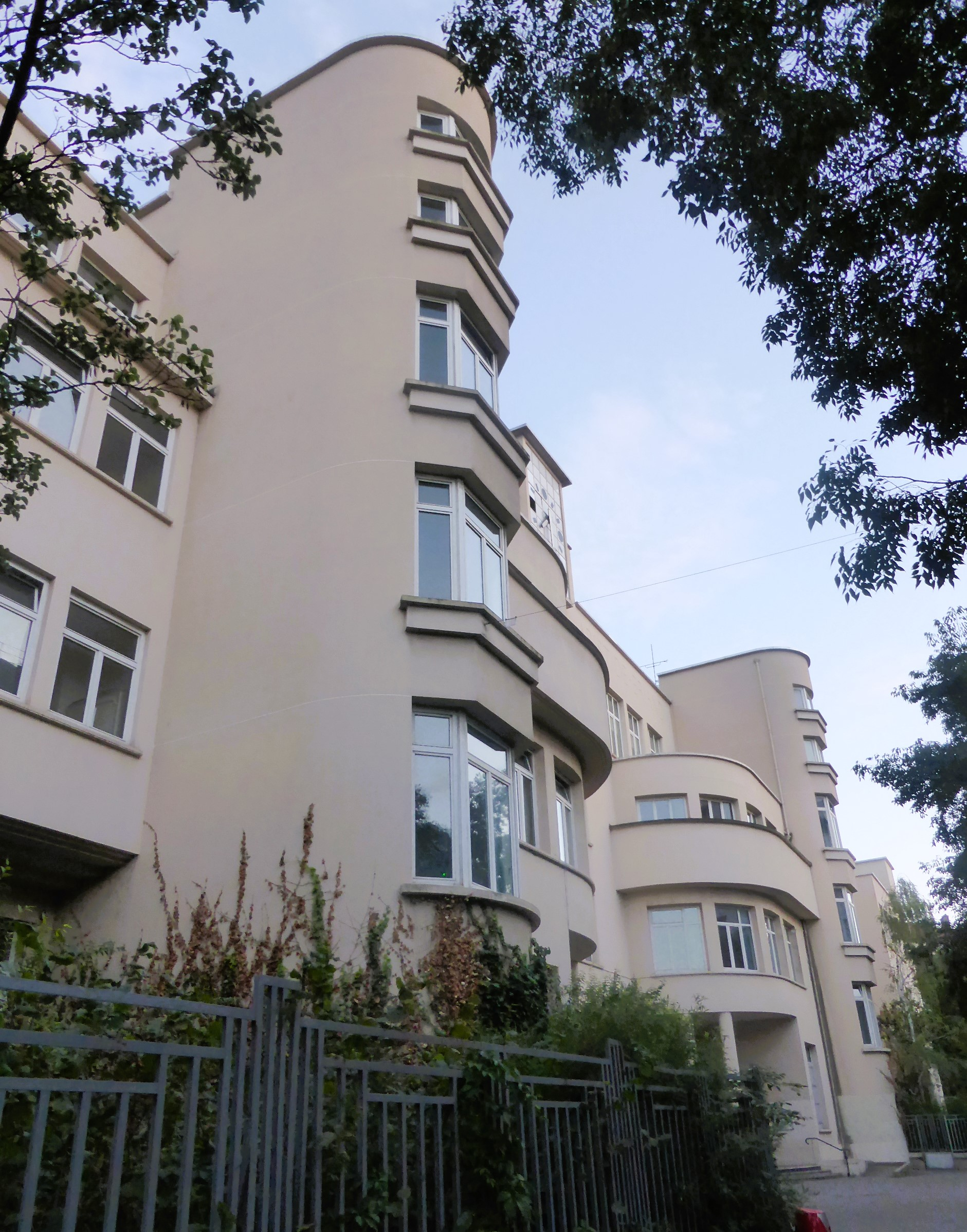
Groupe scolaire A Briand
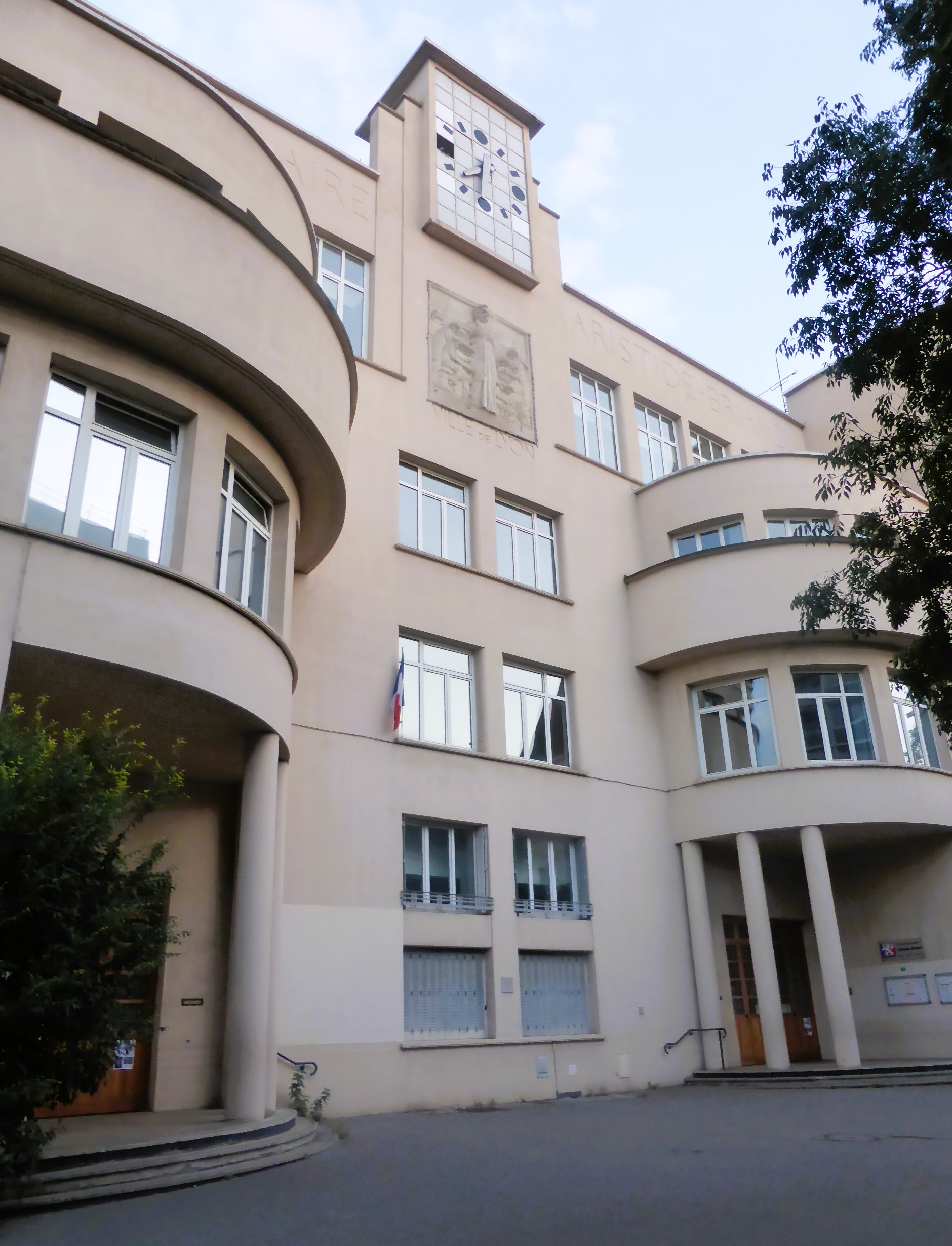
Façade Aristide Briand
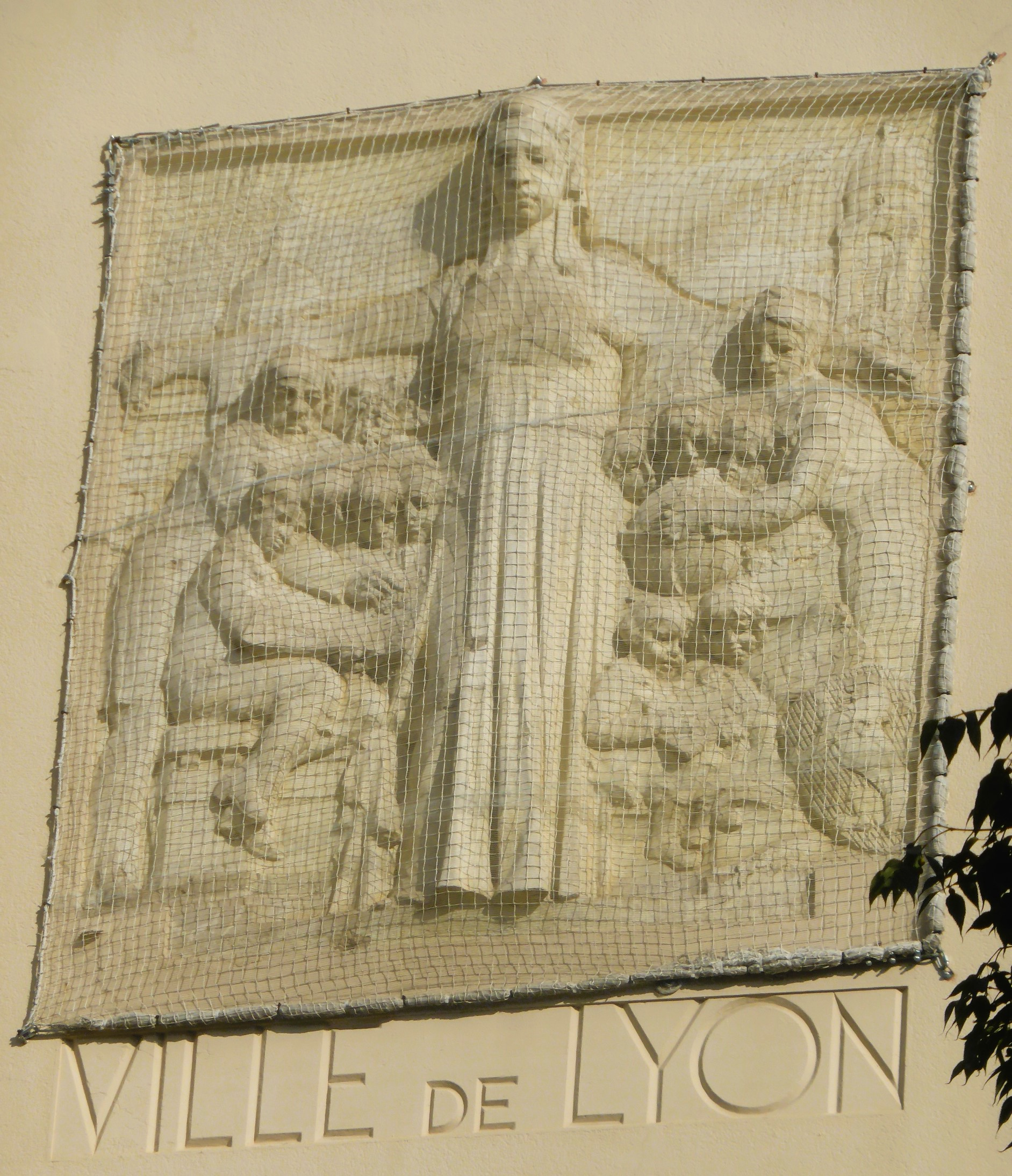
Œuvre de l'enseignement public

Une nouvelle église a été construite sur un terrain de 3 000 m2 donné par la famille Rodet-Chappet. Elle a été placée sous le vocable de Saint-Antoine.
Sa construction a été réalisée entre 1931 et 1934 par l'architecte Gabriel Bonnamour. Située en vis-à-vis du groupe scolaire elle fut orientée vers l'ouest. Elle était encadrée par deux écoles confessionnelles pour garçons et filles.Il s'agit d'une des premières églises entièrement en béton y compris la charpente en berceau. D'où l'avantage d'une nef unique et une grande luminosité. La façade est surmontée d'un clocher aéré de trois baies et couvert en ardoise. Elle est surtout remarquable par la statue monumentale en pierre du Christ crucifié, œuvre de l'Italien grand prix de Rome Louis Bertola. Un grand soin a été apporté à l'aménagement intérieur. On remarquera en particulier les élégants fonts baptismaux mais aussi l'autel latéral droit avec son bas-relief en marbre. Une curieuse figure du Christ en forme de trou est apposée près de l'entrée.

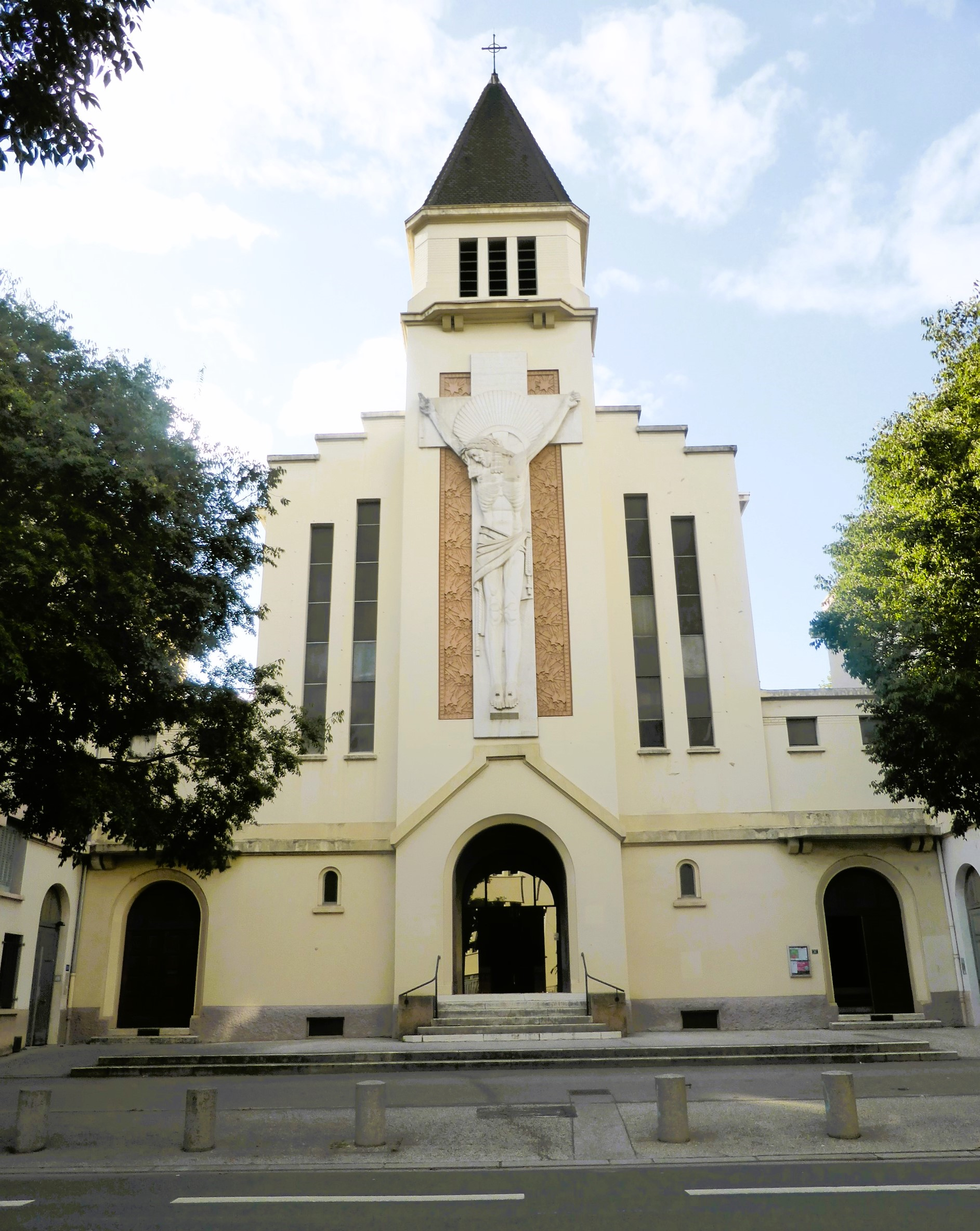
Façade Saint Antoine
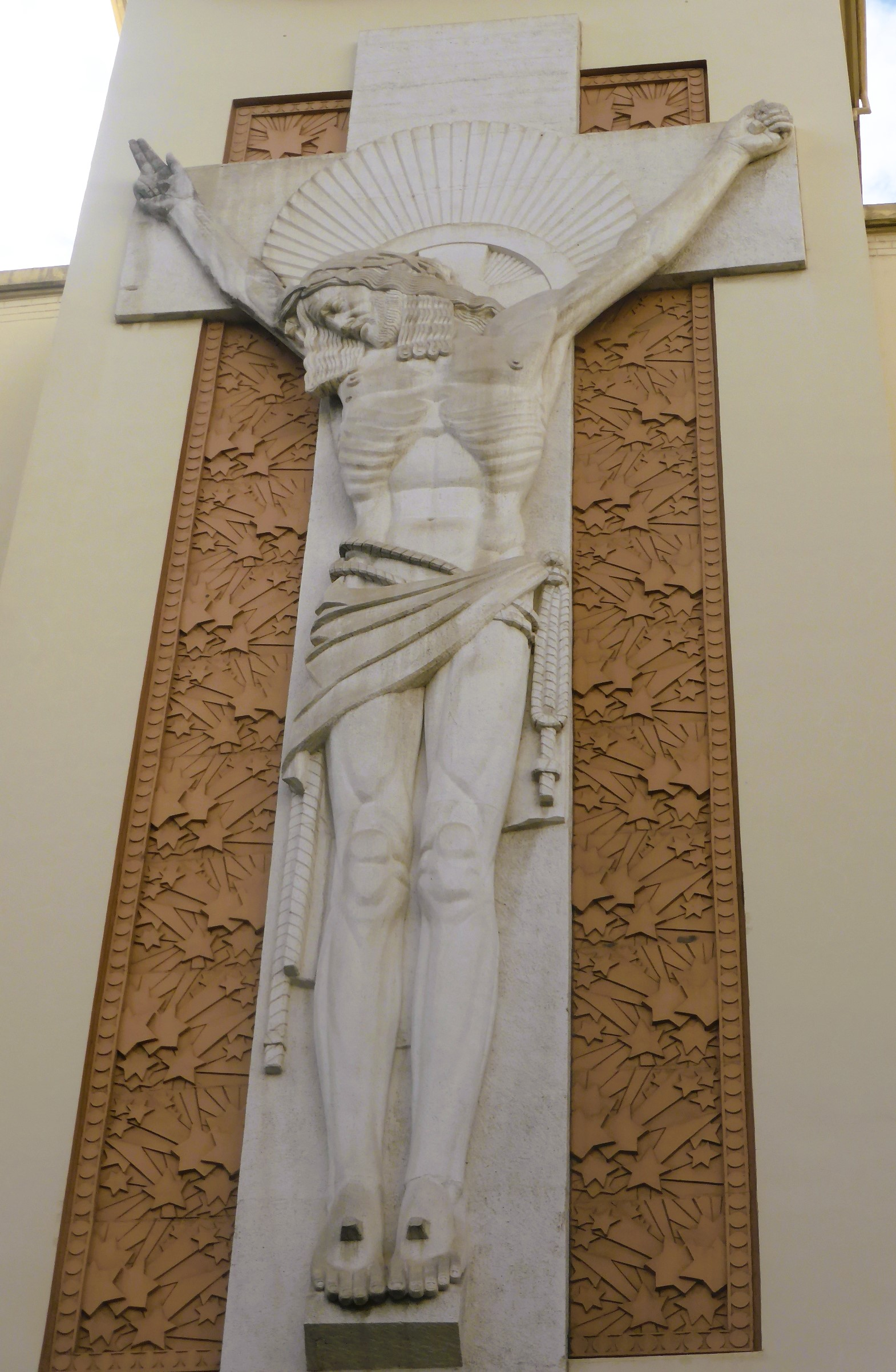
Christ de Bertola
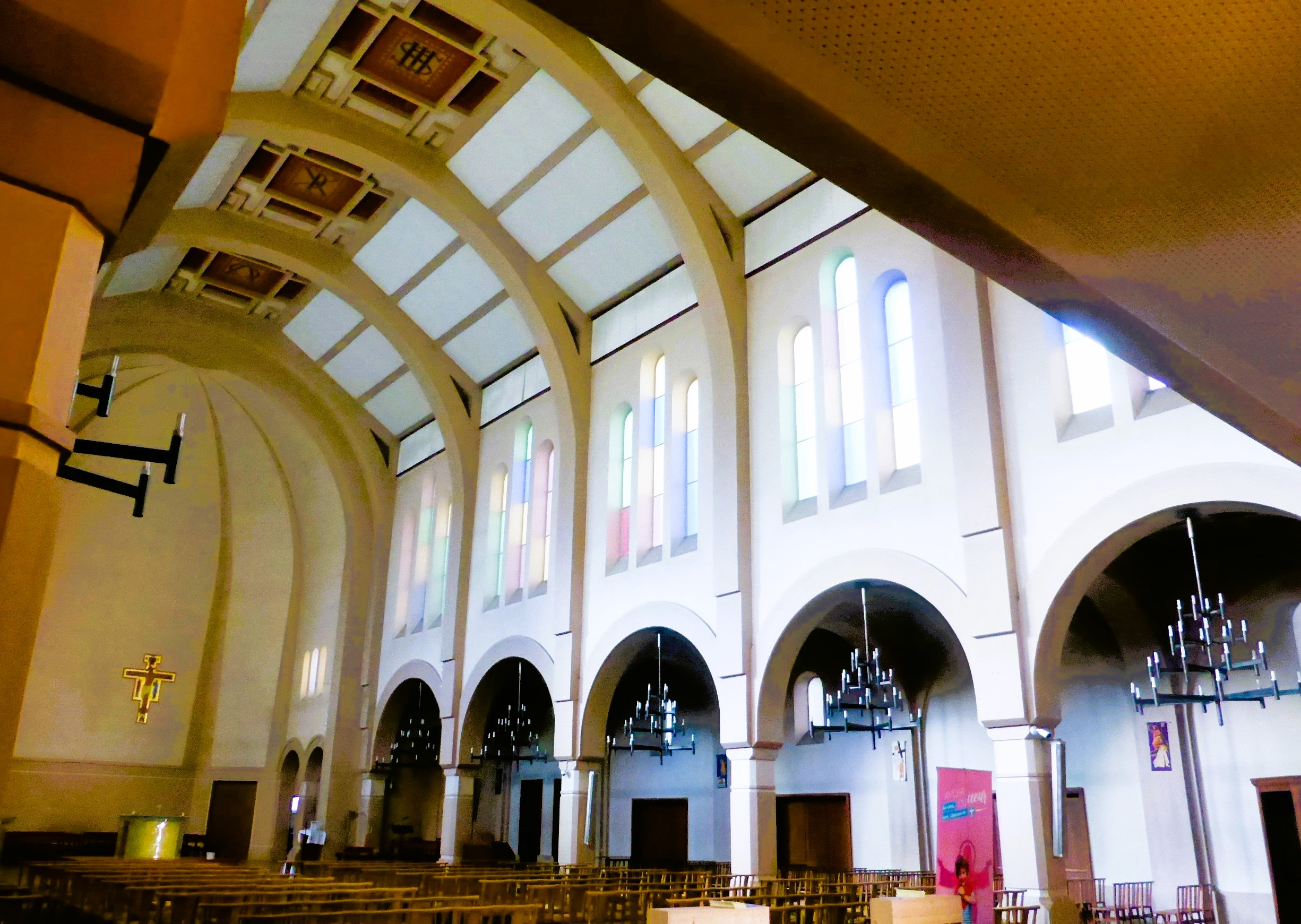
Nef en direction de l'abside
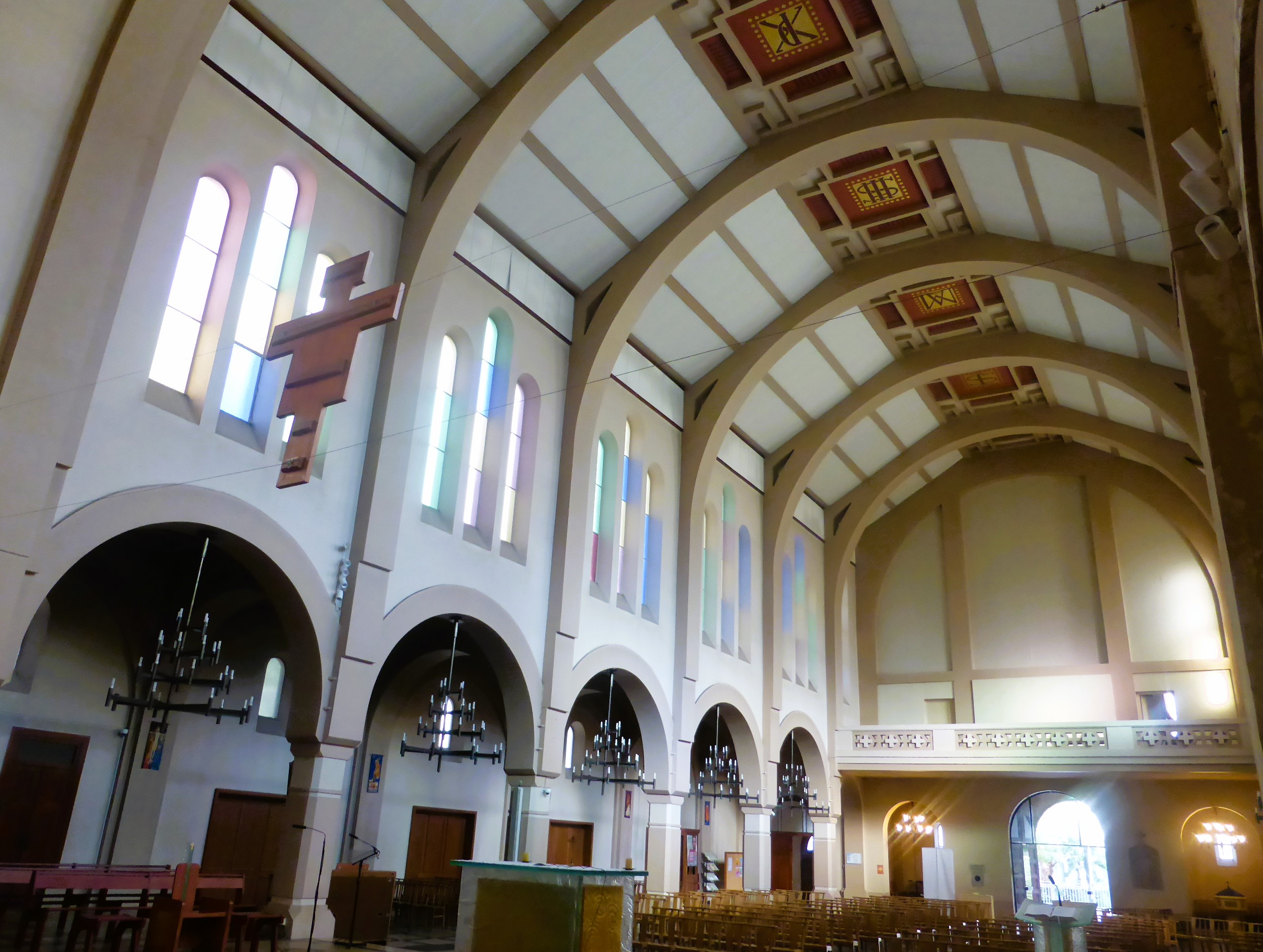
Nef de Saint Antoine
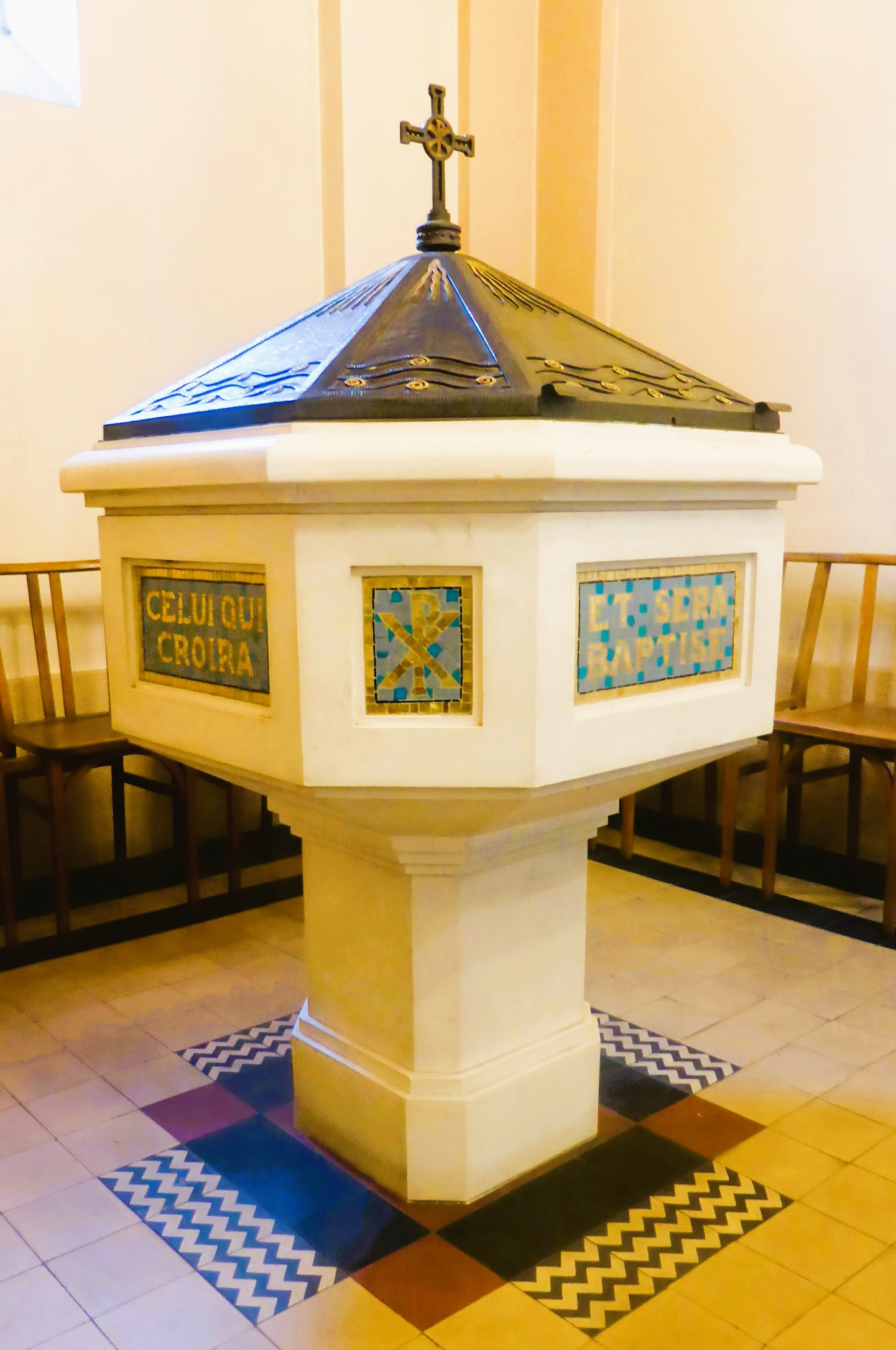
Fonts baptismaux
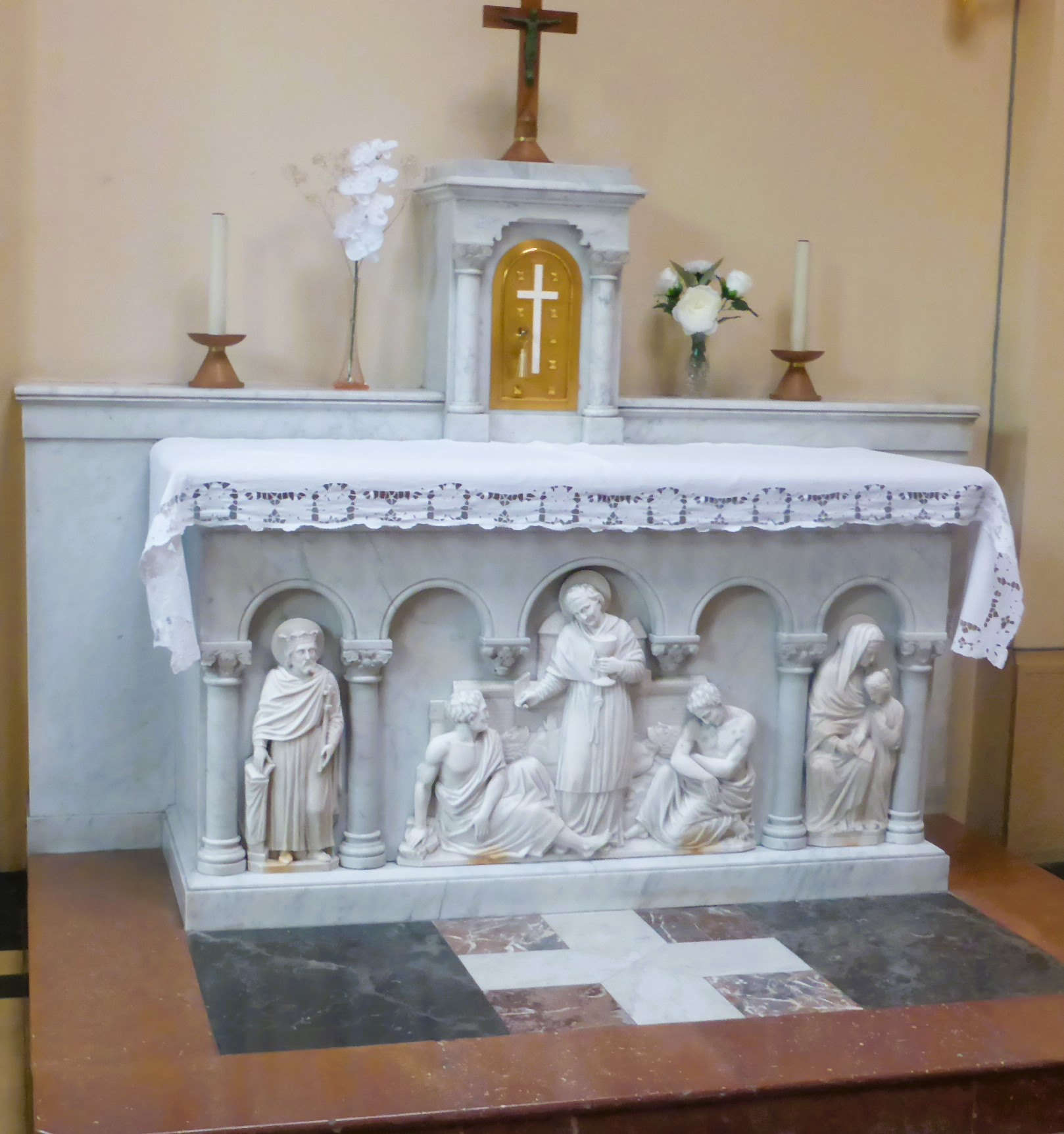
Fonts baptismaux
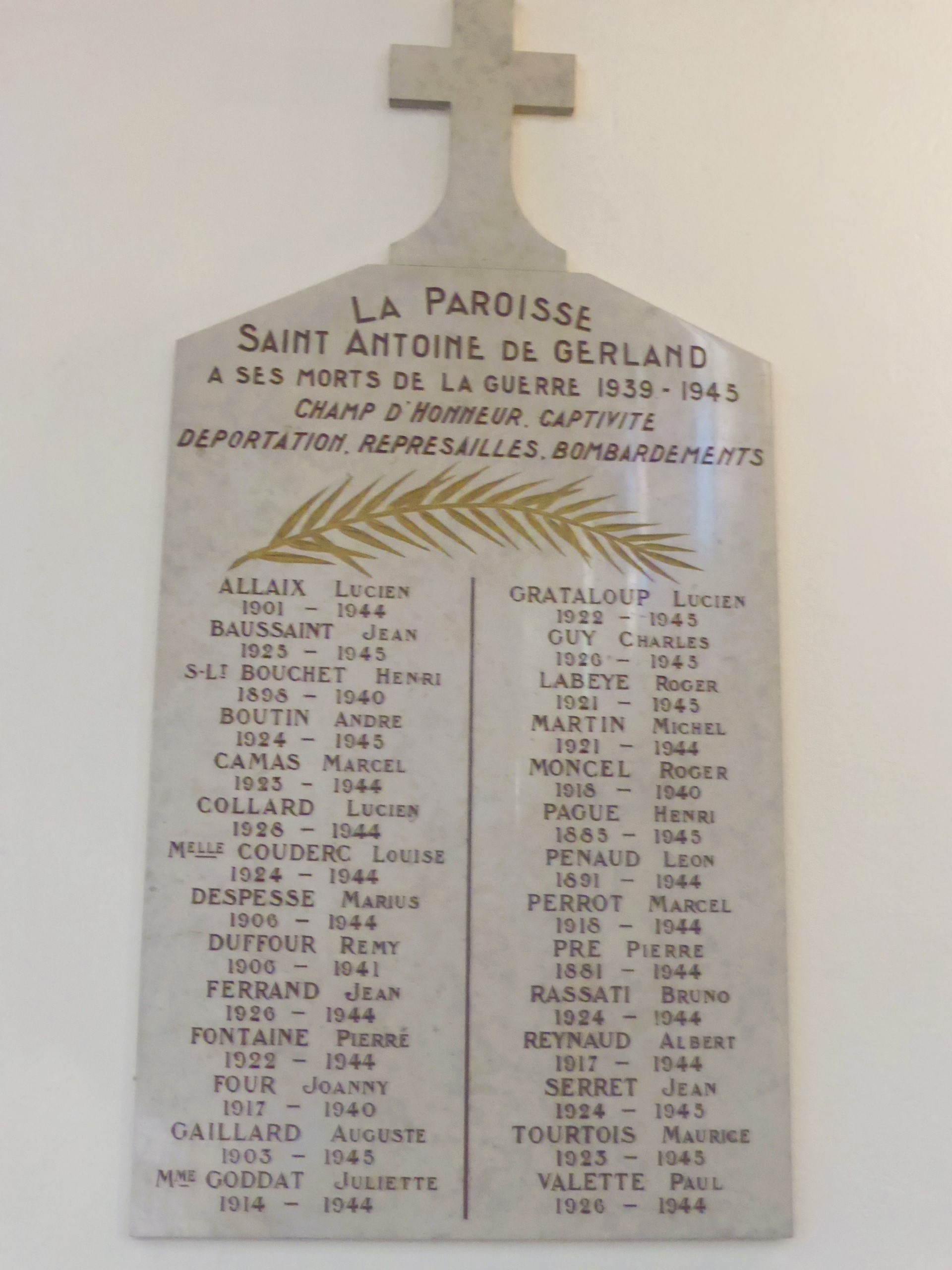
Victimes de 1939-45
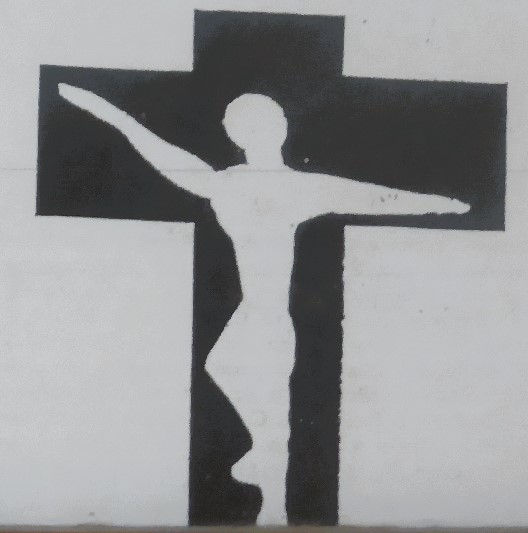
Christ en trou

#### Port Edouard Herriot

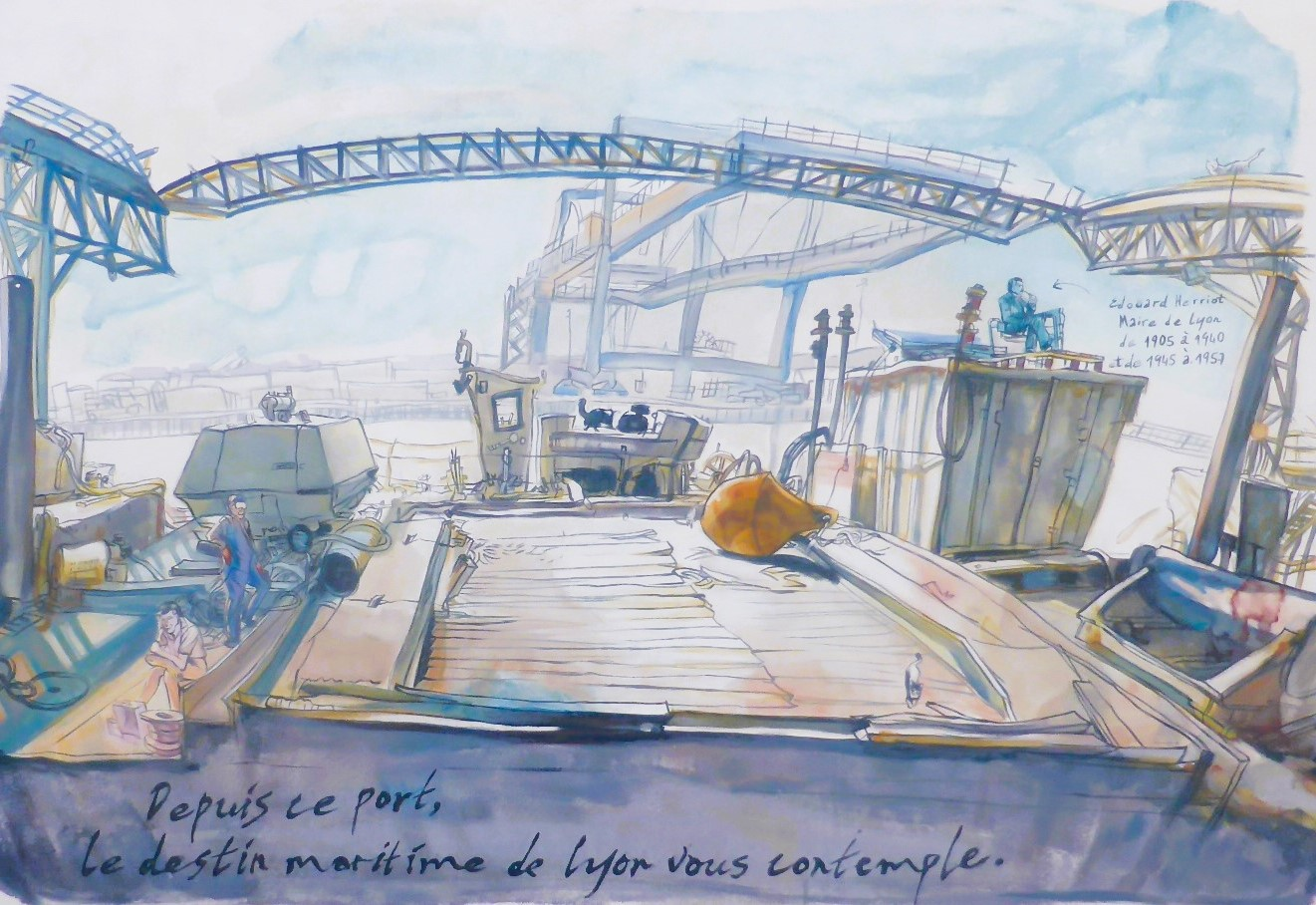

Pendant de longs siècles, la Saône avait été l'axe privilégié du trafic fluvial du fait de sa très faible pente. C'est même sur son cours qu'avaient eu lieu les premiers essais de navigation à vapeur avec Jouffroy d'Abbans et c'est à Vaise que se trouvaient d'importants ateliers de construction navale. Celle des bateaux-mouches en bord de Rhône ne doit pas faire illusion. Aussi bien, c'est sur les rives de l'affluent qu'avaient été aménagés les premiers espaces portuaires (gares d'eau de Vaise et de Perrache). Et c'est encore sur sa rive gauche qu'avait été créé le port Rambaud en 1926. Cependant les perspectives ont changé au début du XXe siècle. Une loi cadre de 1921 prévoyait un aménagement du fleuve avec création de ports et raccordements aux voies ferrées du PLM. En 1933 a été créée la Compagnie qui prendra le nom de CNR (Compagnie Nationale du Rhône). Deux ans plus tard ont commencé les travaux du port Edouard Herriot sur la rive gauche peu après la confluence. Il devait accaparer la totalité du trafic après la fermeture totale du port Rambaud en 1990. Il occupe une surface de 184 hectares. Il peut être présenté comme le type même de la plate-forme multimodale. Deux darses peuvent accueillir les bateaux et le raccord est assuré avec les transports terrestres et ferroviaires. Des terminaux spacieux ont été prévus pour le stockage dont les plus spectaculaires sont les réservoirs d'hydrocarbure, en attendant ceux des containers. La CNR signale son rôle de gestionnaire par sa haute tour horloge.

#### Seconde Guerre mondiale
Le septième arrondissement a vécu plusieurs épisodes dramatiques durant la Seconde Guerre mondiale à partir de l'occupation allemande de la zone libre en novembre 1942. La répression de la Résistance s'est manifestée par de nombreuses arrestations. Les victimes ont été ballotées entre le fort voisin de Montluc et l'École de Santé Militaire réquisitionnée par la Gestapo où elles subissaient des séances de tortures en prélude, souvent à la déportation vers les camps de la mort. Tel fut le cas de Jean Moulin. C'est pourquoi a été fondée dans cette école le Centre de la Résistance et de la Déportation.
Le souvenir de deux héros est rappelé par les noms de la place Gabriel-Péri, ancienne place du Pont, et de la rue Gilbert-Dru, proches l'une de l'autre au cœur du quartier de la Guillotière. Si le premier a acquis une renommée nationale ce dernier avait été très actif dans sa ville natale dans le cadre de la JEC (Jeunesse Étudiante Catholique) puis dans l'organisation de la Résistance dans les milieux catholiques. Il faut dire que sa fin a été particulièrement spectaculaire puisqu'il est tombé sous les balles du peloton d'exécution place Bellecour le 27 juillet 1944 à l'âge de 24 ans. C'est pour célébrer la mémoire des deux résistants, celui qui croyait au ciel et celui qui n'y croyait pas, qu'Aragon a écrit son fameux poème la Rose et le Réséda, symboles respectifs du communisme et de l'esprit chrétien.

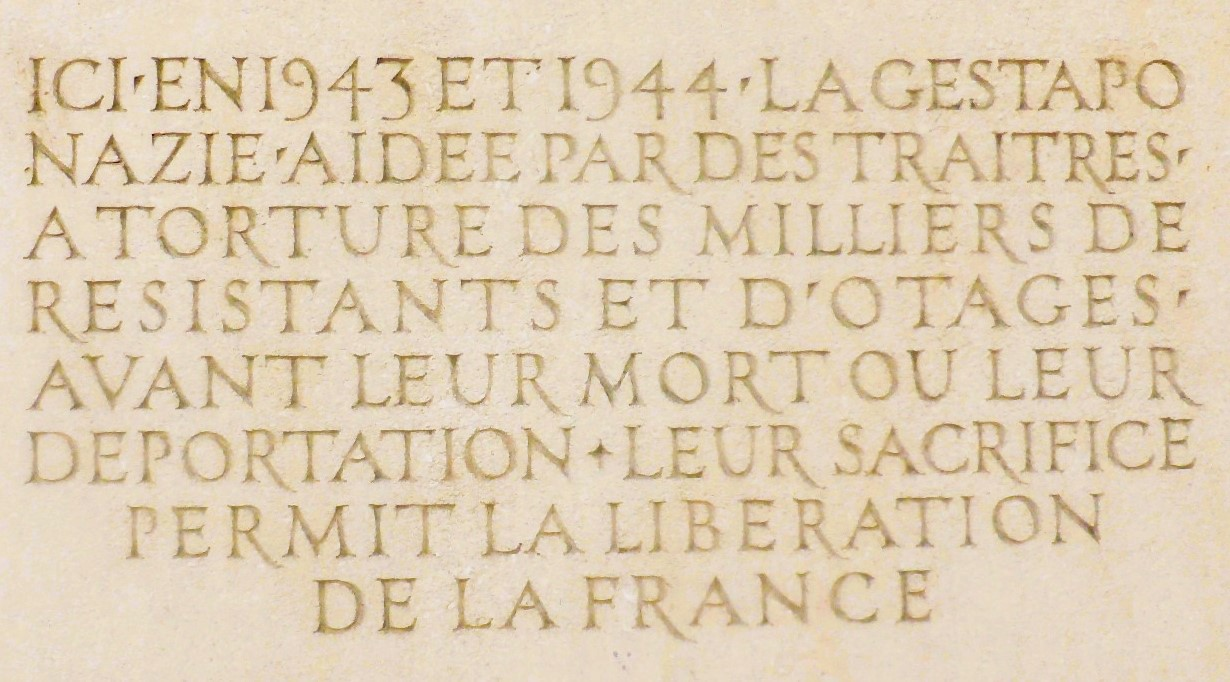
Plaque du Centre de la Résistance.
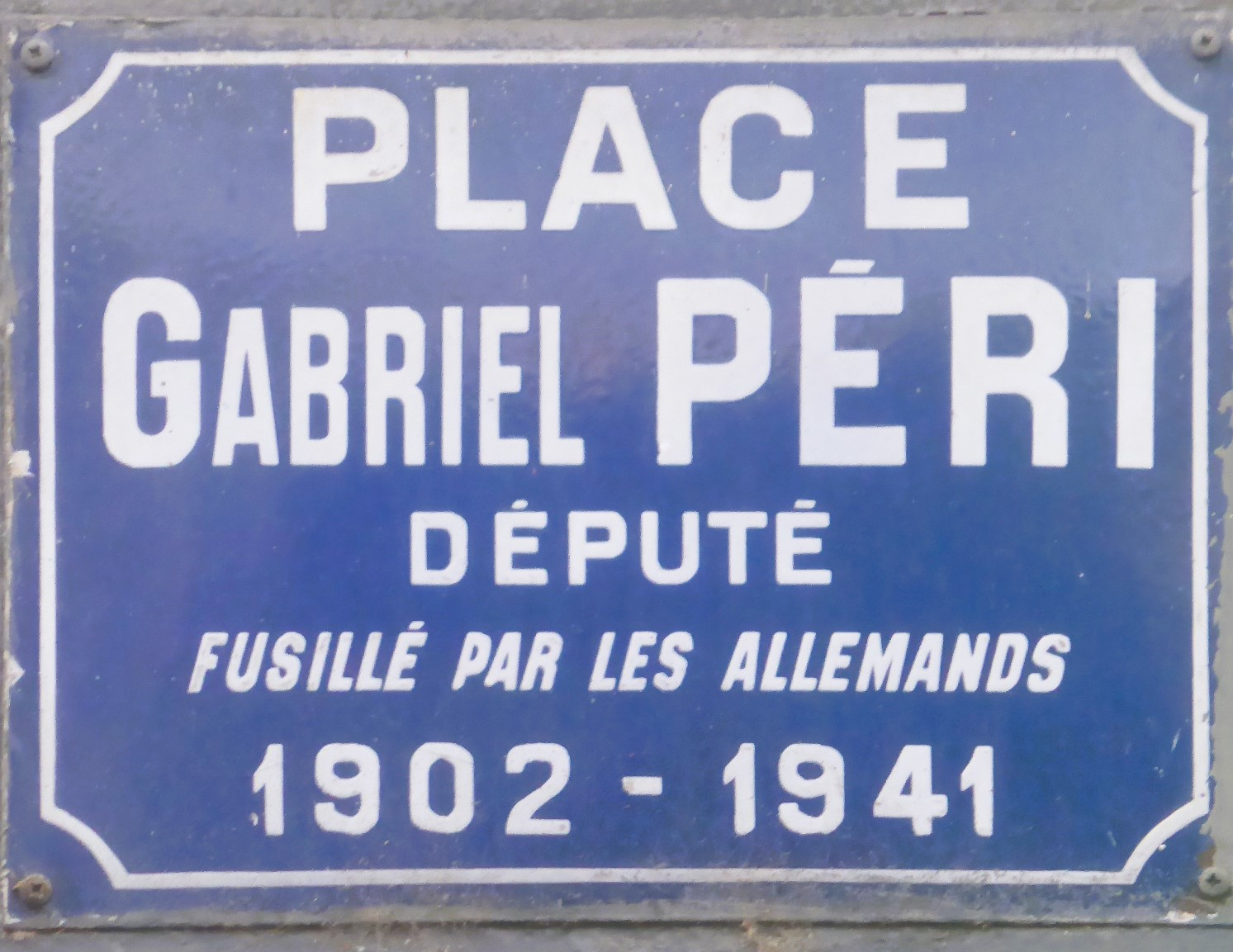
Place Gabriel-Péri.
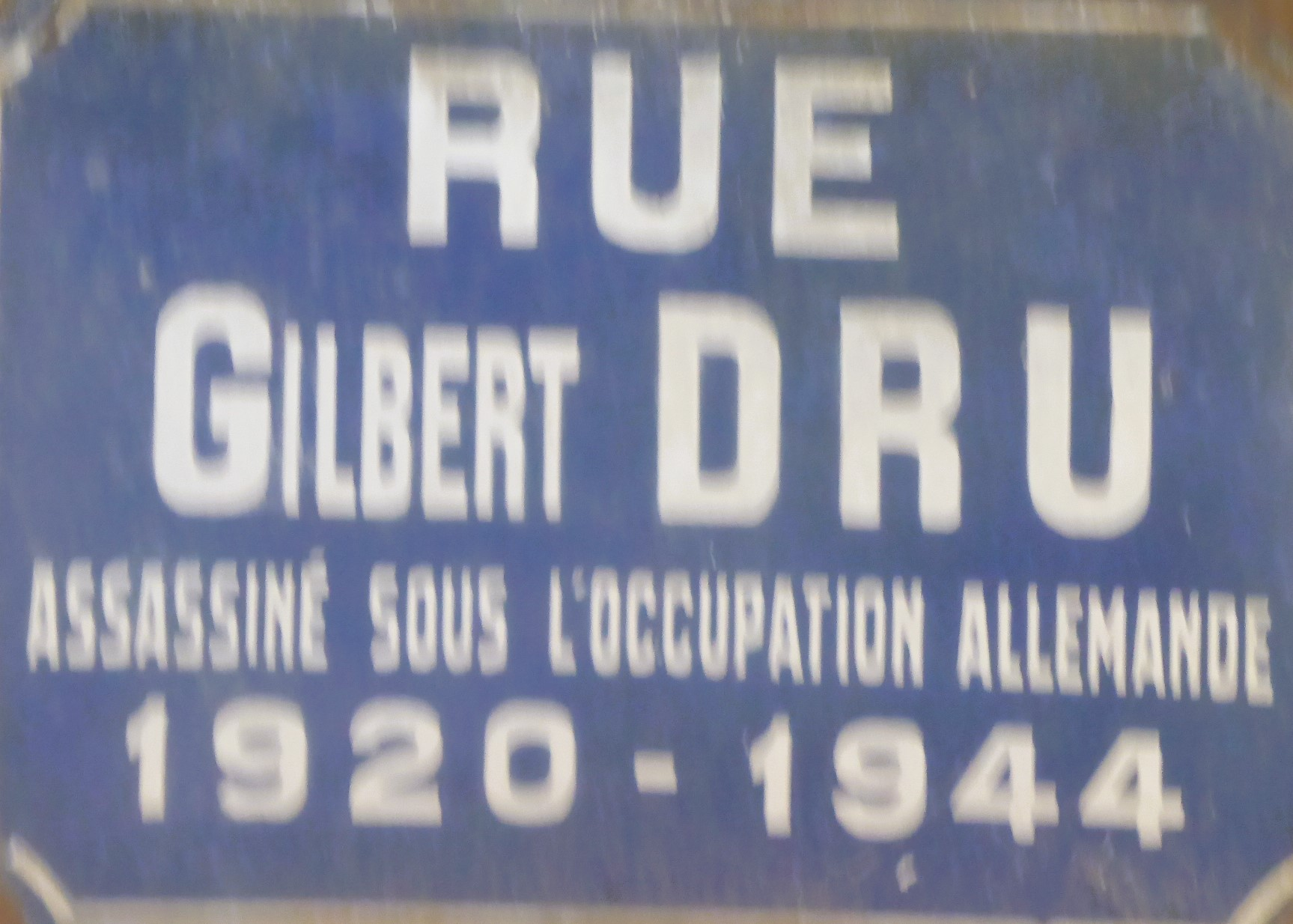
Rue Gilbert-Dru.
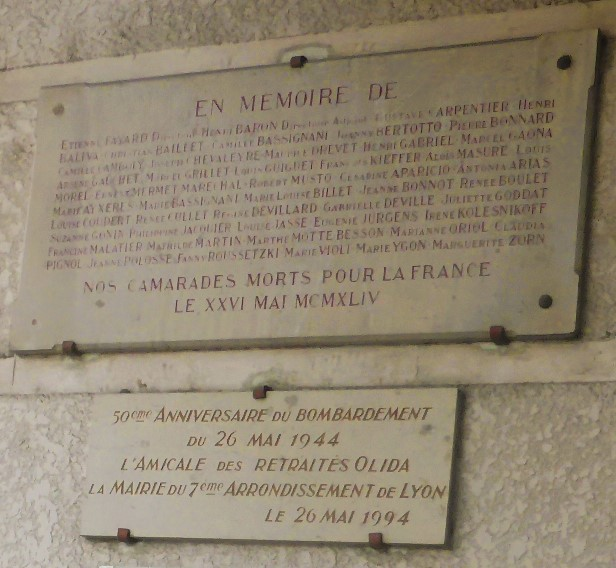
Victimes du bombardement.

Il faut parler d'épouvante à propos du bombardement du 26 mai 1944. À 10 h 43, une flotte américaine de 400 avions (les forteresses volantes) a largué ses obus par vagues successives pendant 20 minutes sur Lyon, pour partie sur le quartier de la place Jean Macé et les trois kilomètres de l'avenue Berthelot. L'intention était de désorganiser au maximum les réseaux de communication en prévision du débarquement allié en Normandie qui, sous le nom d'Overlord, devait avoir lieu 11 jours plus tard. Les gares de la Mouche et de Perrache étaient évidemment visées. En fait, seule la Mouche fut endommagée mais les quartiers environnants furent très durement touchés, voire rasés. Parmi les nombreux immeubles figuraient l'église Saint-Michel, l'école de chimie, l'institut Pasteur ainsi que de nombreuses usines : Câbles de Lyon, Ateliers ferroviaires, usine à gaz, usine Olida où furent tuées 42 personnes. Il est fait état au total de 717 morts, de 1 129 blessés et de 25 000 sinistrés.
Après le débarquement en Provence le 15 août 1944, les Allemands, dans leur retraite, afin de retarder la progression des troupes alliées, firent sauter tous les ponts. Le pont Galliéni, déjà endommagé par le bombardement fut totalement détruit. Après quelques travaux il fut rouvert provisoirement aux véhicules de moins de 5 tonnes. Il ne devait être entièrement reconstruit qu'en 1965. Le pont de l'Université, dont seule l'arche centrale avait souffert, d'abord aménagé par une passerelle en bois, retrouva son trafic normal dès le 8 octobre. Le grand immeuble qui jouxte la mairie au sud sera rebâti en faveur de propriétaires victimes de sinistres liés à la guerre dès la fin des années 1940. L'église Saint Michel a été également reconstruite.

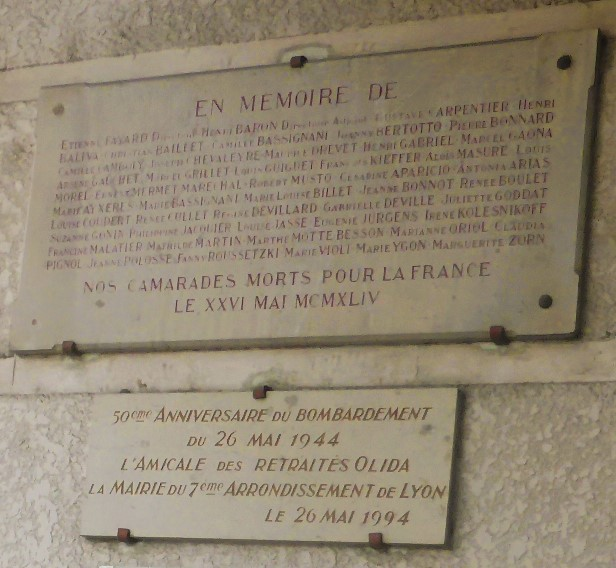
Victimes du bombardement.
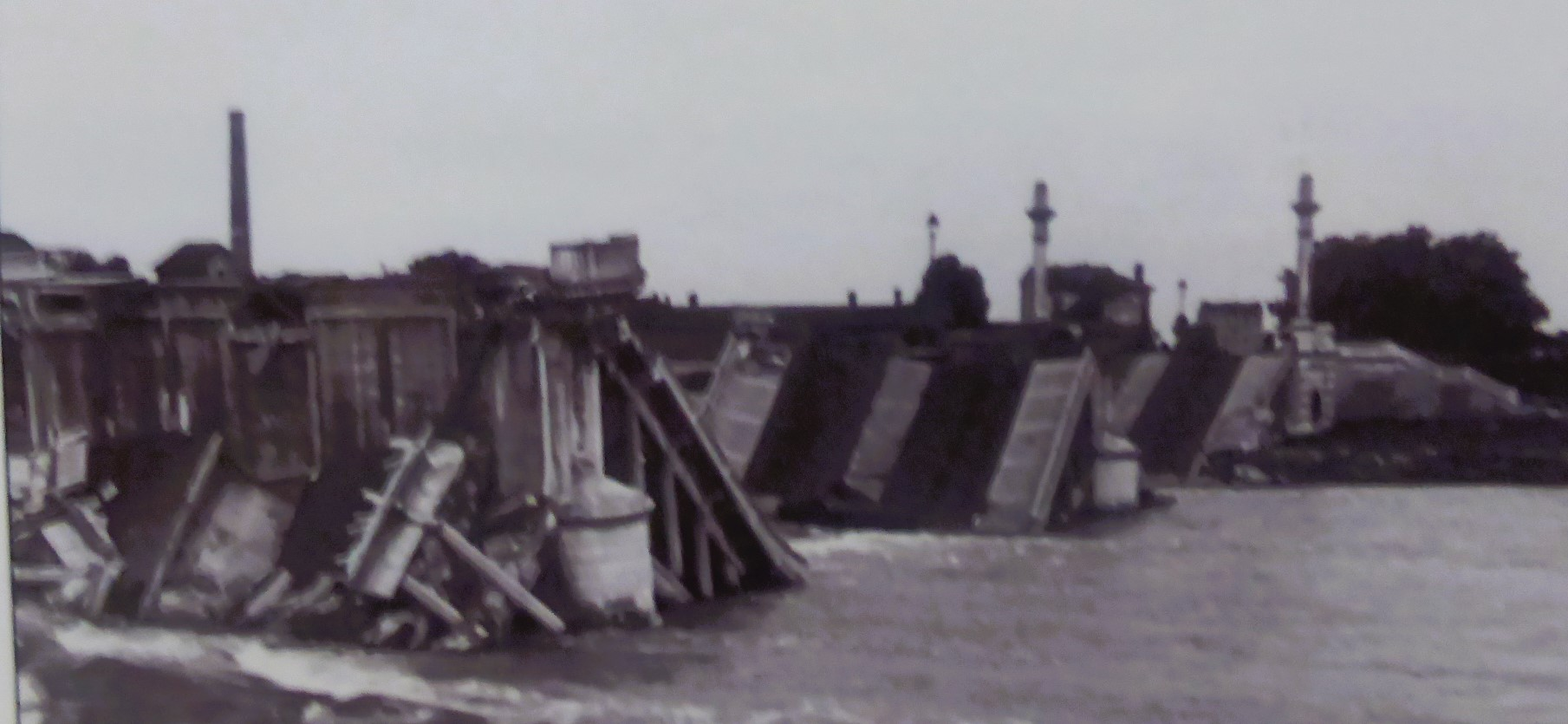
Destruction du pont (Gallieni)
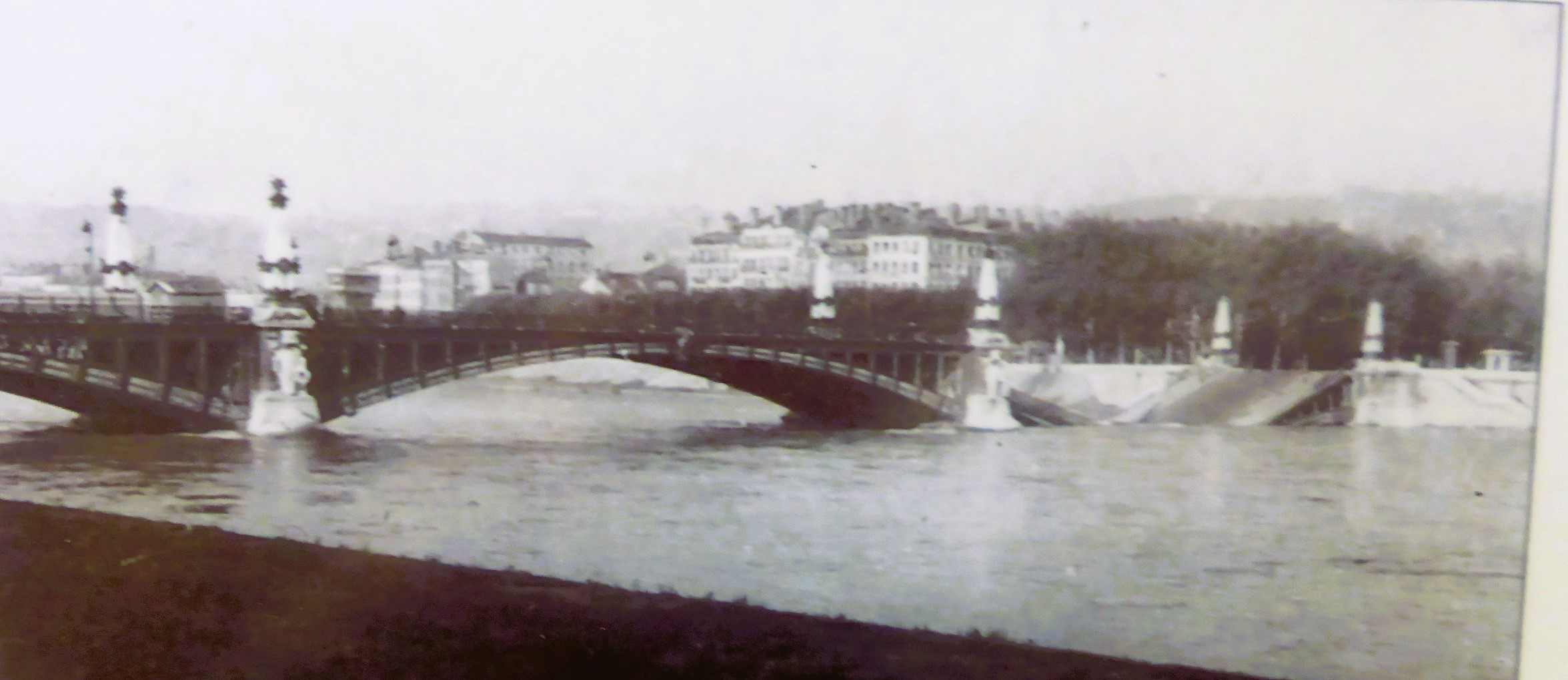
Dynamitage du pont de l'Université
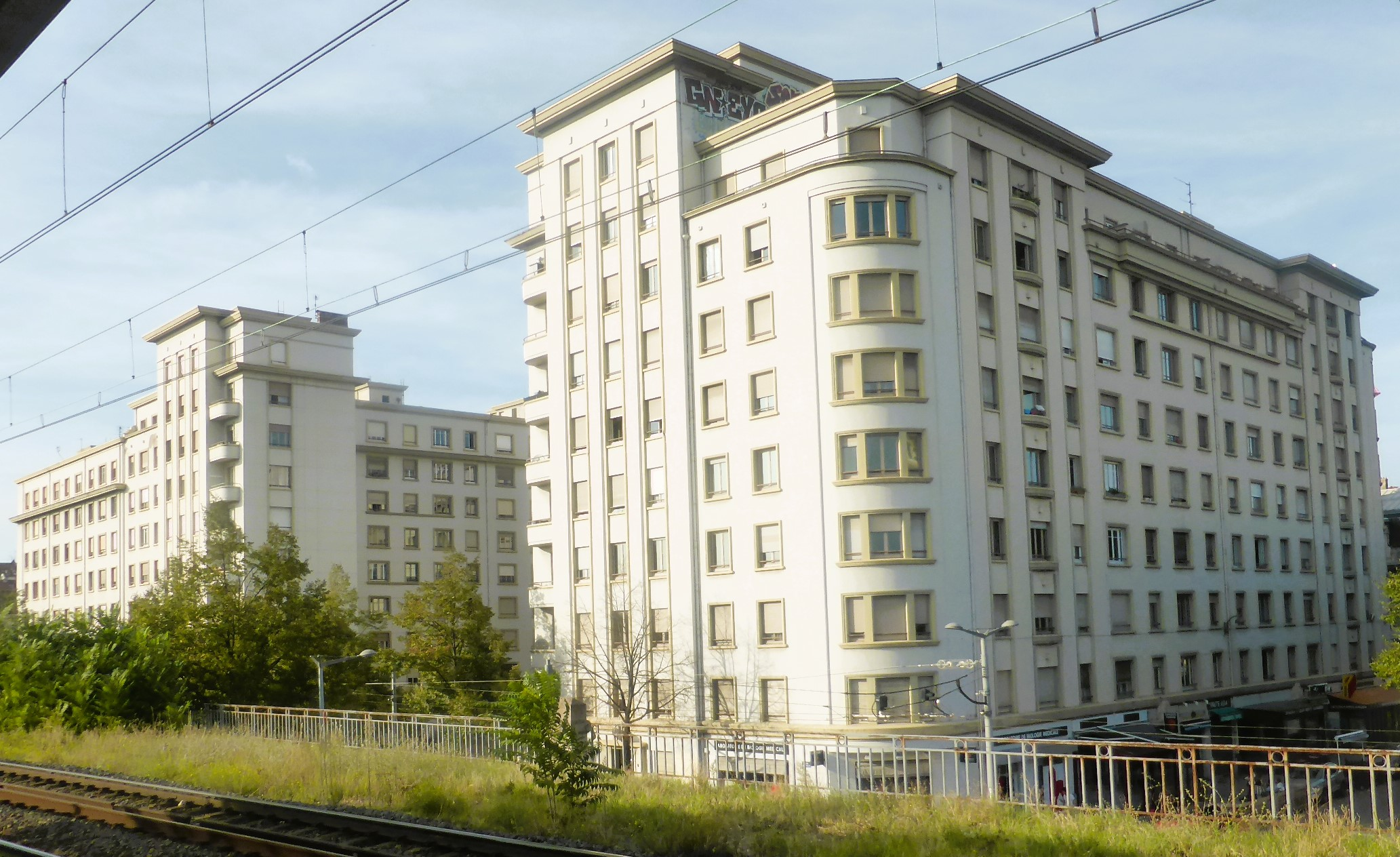
Immeuble Jean Macé.
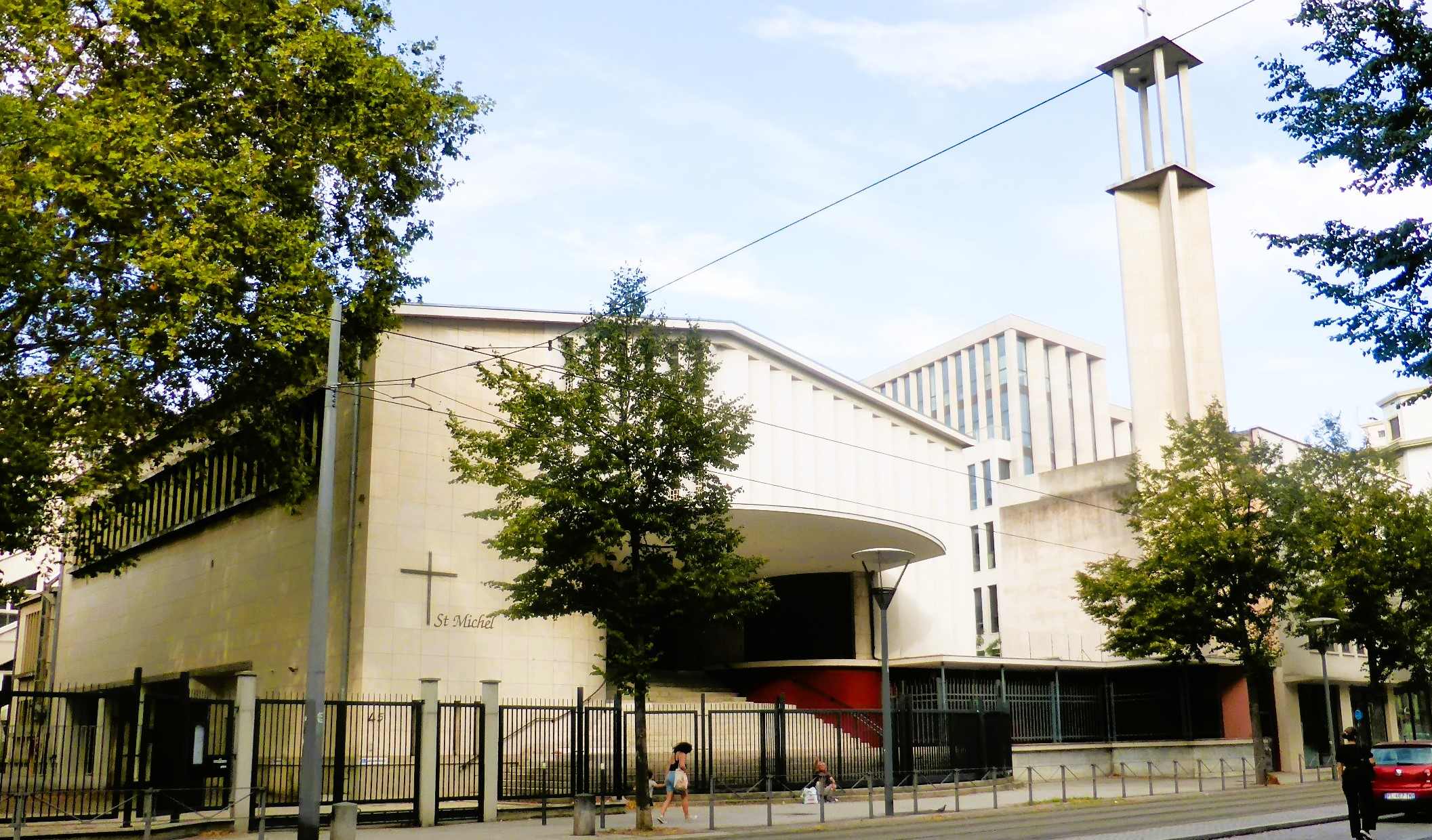
Église Saint Michel.

Le 3 septembre, Yves Farge, chef politique de la résistance dans la région prenait ses fonctions de commissaire de République, deux jours après la libération de Lyon.

### Mutations contemporaines

#### Désindustrialisation
Les mutations du quartier de Gerland dans les dernières décennies du XXe siècle ont été radicales. Elles ont supposé, en préalable, la quasi-disparition du tissu industriel ancien. Ce phénomène a des causes locales évidentes. Les diverses activités présentaient des nuisances incompatibles avec les normes de salubrité si près du centre-ville. « On n'ose imaginer ce que fut l'atmosphère où se mêlaient les odeurs des boyauderies, des usines de suif…à celle du plomb, du bois, des vernis, des vapeurs des Verreries Jayet, verrerie de la gare, verrerie Florent...et le bruit des usines métallurgiques et des lourds convois sur le nœud ferroviaire de la gare de marchandises ». Il y allait, du reste, de la santé des travailleurs eux-mêmes comme l'illustre le cas des 90 ouvriers maghrébins et des 15 contremaîtres italiens de l'usine Penarroya, un des trusts mondiaux de l'industrie du plomb. Leurs conditions de travail les exposaient à une maladie professionnelle spécifique, le saturnisme et leur sécurité était menacée par la vétusté des installations. Quand survient un accident mortel le 19 décembre 1971, une grève éclate le 9 février 1972. Elle durera 32 jours et provoquera une mobilisation au niveau national de nombreux organismes et même d'artistes comme Léo Ferré. Par ailleurs, ces travailleurs s'entassaient à quatre par chambre dans des baraquements de chantier dépourvus de toute hygiène. Leur situation était la parfaite illustration des conditions de logement dans l'arrondissement. Le retard à la construction expliquait la persistance d'un habitat insalubre pendant une vingtaine d'années après la Deuxième Guerre mondiale. Il en sera ainsi jusqu'à ce que la municipalité Pradel autorise les étrangers à habiter dans les anciennes HBM.
En revanche, la proximité du centre-ville induisait une valorisation des terrains et cette rente foncière pouvait encourager leurs propriétaires à les vendre à des promoteurs immobiliers. Dans certains cas, le départ s'est opéré par transfert en périphérie de la métropole. Ainsi les abattoirs de Gerland ont été déplacés à Corbas, dans la banlieue sud-est. Mais au fil des décennies, on peut mettre en cause, depuis la fin des Trente Glorieuses, le mouvement général de désindustrialisation à l'échelle nationale. L'installation d'une nouvelle génération d'industries, dans le domaine de la santé par exemple, se fera attendre. La chute des embauches dans les établissements industriels est une des raisons du déclin démographique de l'arrondissement dont la population est ainsi tombée de 62 200 habitants en 1968 à 57 121 en 1975, 52 119 en 1982. Tout au plus observe-t-on une légère reprise avec 5 860 en 1990[Passage contradictoire].

#### Explosion démographique

##### Nombre d'habitants
La population du septième arrondissement est passée de 53 860 habitants en 1990 à 84 310 en 2020 - soit une augmentation de 56 % - ce qui le place au troisième rang derrière les 3e (102 725) et 8e (86 173) arrondissements. Sa superficie de 975 ha le situe largement en tête devant le 8e (637 ha) et le 3e (635 ha). D'où une densité de 8 647 habitants au km2 qui le positionne très loin derrière le 1er (19 406). Mais elle est en forte croissance puisqu'elle n'était que de 5 524 en 1990 grâce à un rythme annuel soutenu de 1,1 % entre 1991 et 1999 et de 0,7 % entre 2014 et 2020.
Cette explosion démographique s'explique par un afflux considérable de personnes en pleine activité. En témoigne la structure par âges de la population en 2020.
| 0-14 ans       | 13,6 % |
| 15-29 ans      | 36,0 % |
| 30 à 44 ans    | 23,5 % |
| 45-59 ans      | 12,7 % |
| 60-74 ans      | 8,6 %  |
| 75 ans et plus | 5,6 %  |

Les classes d'âges entre 15 et 59 ans totalisent ainsi près des 3 quarts (72,2 %) de la population (72,2 %). Le solde naturel est caractérisé par un écart considérable entre les taux de natalité (16,4 %) et de mortalité (5,2 %).

##### Logement
L'accueil de ces nouveaux résidents n'a été possible que grâce à un puissant effort de construction. Le patrimoine bâti, surtout important dans le secteur de la Guillotière, ne compte plus que pour 7,8 % pour les logements antérieurs à 1919, guère davantage en ajoutant les 8,5 % de l'Entre-deux-guerres, soit un total de 16,3 % à opposer aux 40,1 % construits pendant la dernière génération.
| Avant 1919 | 7,8 %  |
| 1919-1945  | 8,5 %  |
| 1946-1970  | 18,0 % |
| 1971-1990  | 25,5 % |
| 1991-2005  | 23,7 % |
| 2006-2019  | 16,4 % |

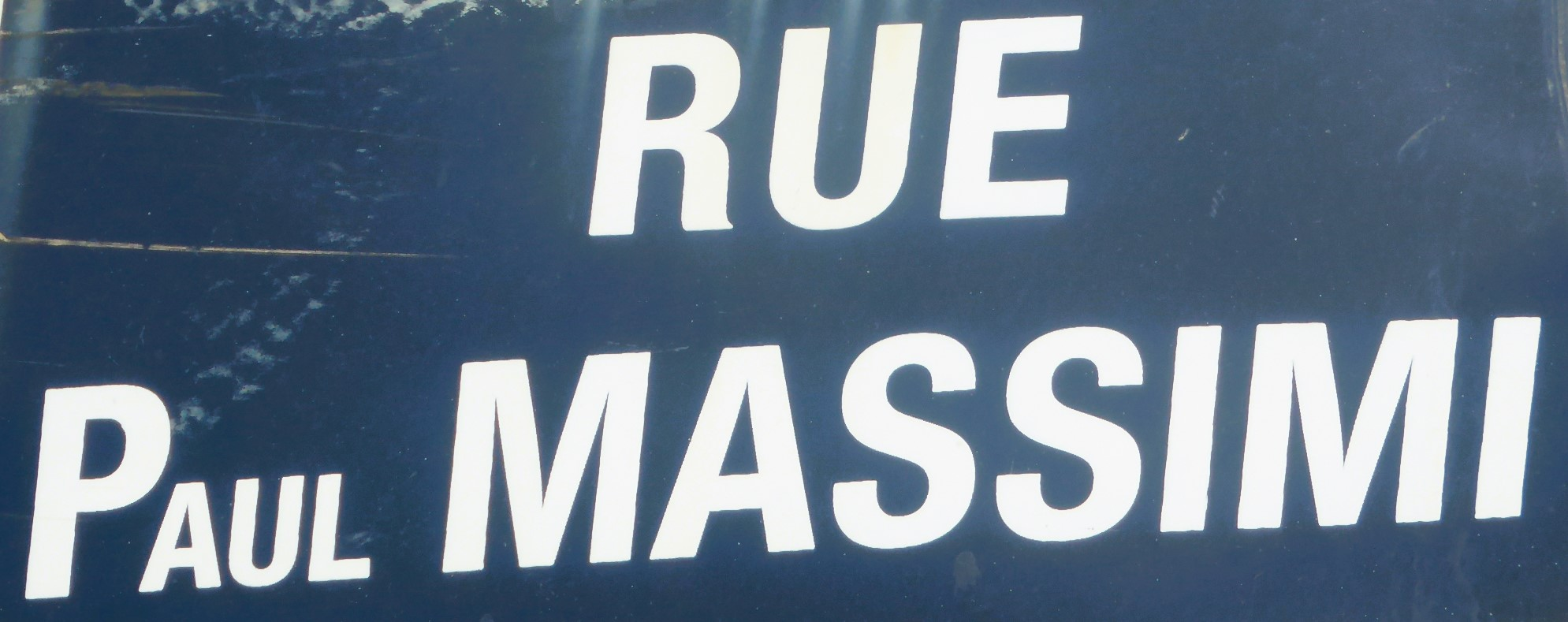

Cette urbanisation a été réalisée essentiellement par la multiplication des ZAC, la plus ancienne étant sans doute celle des Berges du Rhône en 1982. Cette formule est initiée par une autorité publique à l‘inverse du lotissement mais aussi, à la différence des HBM/HLM, elle permet d'associer des organismes privés à la réalisation d'un aménagement de grande ampleur et multifonctionnel. Dans un quartier à vocation de centre urbain, la valorisation des terrains implique des constructions en hauteur. On peut prendre comme exemples récents la ZAC du Bon Lait (2008-2014) et celle des Girondins en cours de réalisation en 2023 au cœur de Gerland venues compléter la ZAC Massimi. Leur importance respective peut se mesurer à leurs dimensions de 8 ha pour la première et de 17,5 ha pour la seconde ; au nombre de logements construits (1 500 et 2 600). La variété des activités se mesure par les mètres carrés occupés : 24 000 pour des locaux tertiaires et 6 000 pour les locaux et services divers dont une Maison de la Métropole, un pôle petite enfance et, depuis 2016, un gymnase au Bon Lait ; 100 000 pour les locaux tertiaires, 7 100 pour les commerces, 7 500 pour les équipements publics dont un groupe scolaire de 18 classes aux Girondins.

#### Emploi
Le classement des ménages du septième arrondissement par catégories professionnelles fait apparaitre une très forte proportion des cadres supérieurs (25,9 %). Si l'on y ajoute les 21 % de professions intermédiaires on parvient au total exceptionnellement élevé de 46,9 %. En revanche les ouvriers ne comptent que pour 9,0 % et les employés pour 16,8 % soit, ensemble, 25,8 %. Les statistiques ne faisant pas la distinction entre la Guillotière et Gerland il n'est pas possible de faire la part de chaque quartier. L'explication de cette singularité tient à la désindustrialisation massive depuis une génération suivie  par une évolution singulière du type d'industries.Deux grands secteurs mobilisent aujourd'hui la majorité des actifs : l'enseignement et la santé.

#### Enseignement

##### Primaire
Le groupe scolaire Berthelier, du nom de son directeur, a été créé dès que la loi, sous Jules Ferry en eut fait une obligation. Ce n'est point par hasard si la rue voisine avait été nommée Maurice Bouchor qui s'était illustré par ses livres pour enfants et avait été décoré de la légion d'honneur par le ministre de l'éducation nationale en 1889. Aristide Briand avait été le deuxième groupe dans l'Entre deux guerres. Dans la période contemporaine il a fallu ajouter autour des ZAC du Bon Lait et des Girondins trois nouveaux groupes : François Ravier en 2005, Françoise Héritier et, dernier venu en 2023, Wangali Maathai. Le choix de ces éponymes est en lui-même révélateur de l'évolution des tendances de la société. Au peintre lyonnais François Auguste Ravier succèdent exclusivement des femmes méritantes à divers titres. En plus de la franco-tunisienne Gisèle Halimi (1927-2020) devenue ministre sous Mitterand qui s'est illustrée comme ardente féministe lors des débats sur l'avortement et que nous retrouverons à propos des collèges, l'anthropologue Françoise Héritier (1933-2017), une enfant du pays née dans la Loire, a mis également ses compétences au service de la même cause féministe . Quant à Wangali Maathai (1940-2011) surnommée la femme qui planta des arbres, elle symbolise les valeurs de l'environnement, ce qui lui a valu le prix Nobel de la paix en 2004, tandis que ses origines kényanes en font la représentante de la société multiculturelle.

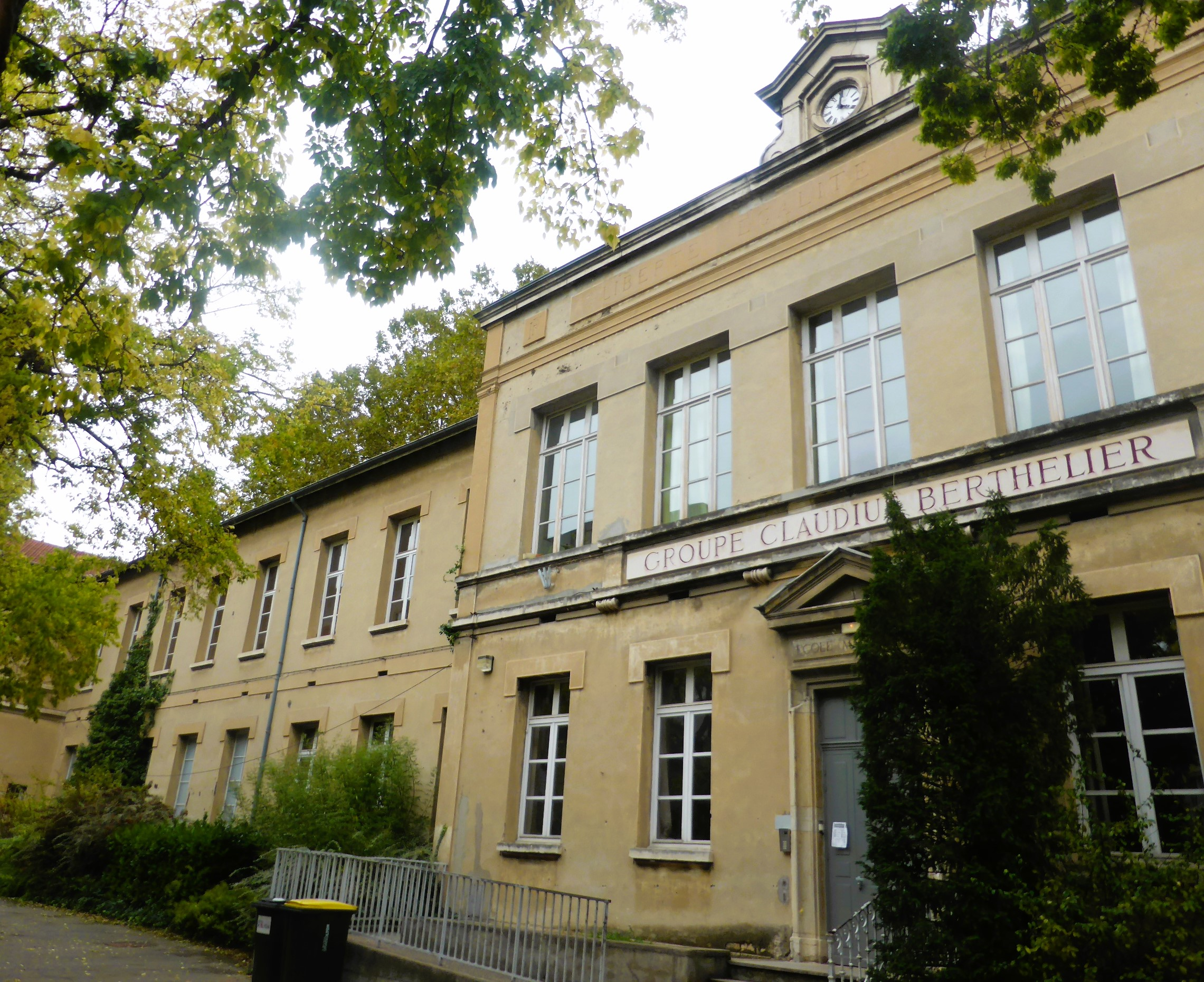
Groupe scolaire Berthelier
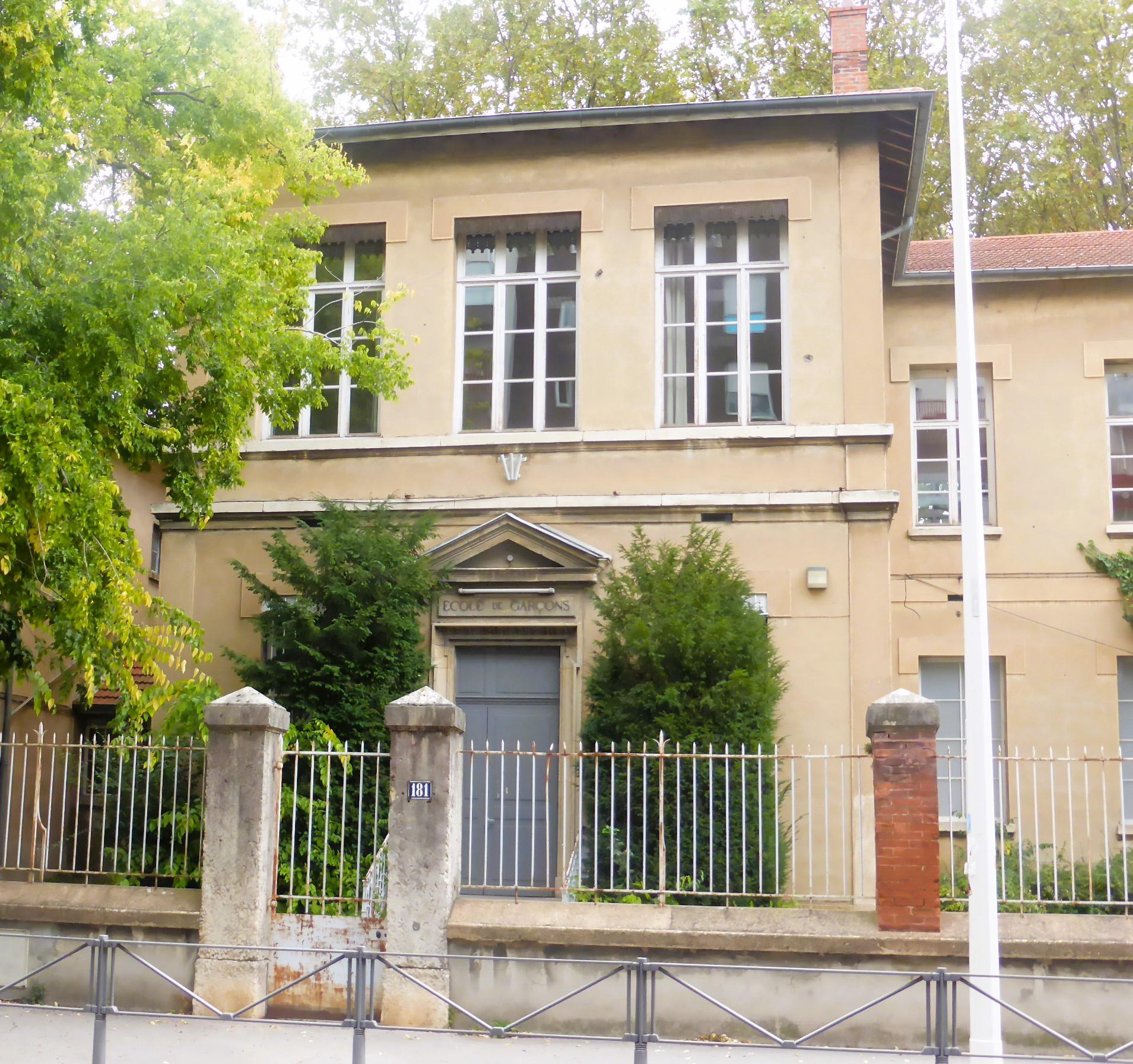
Berthelier côté garçons
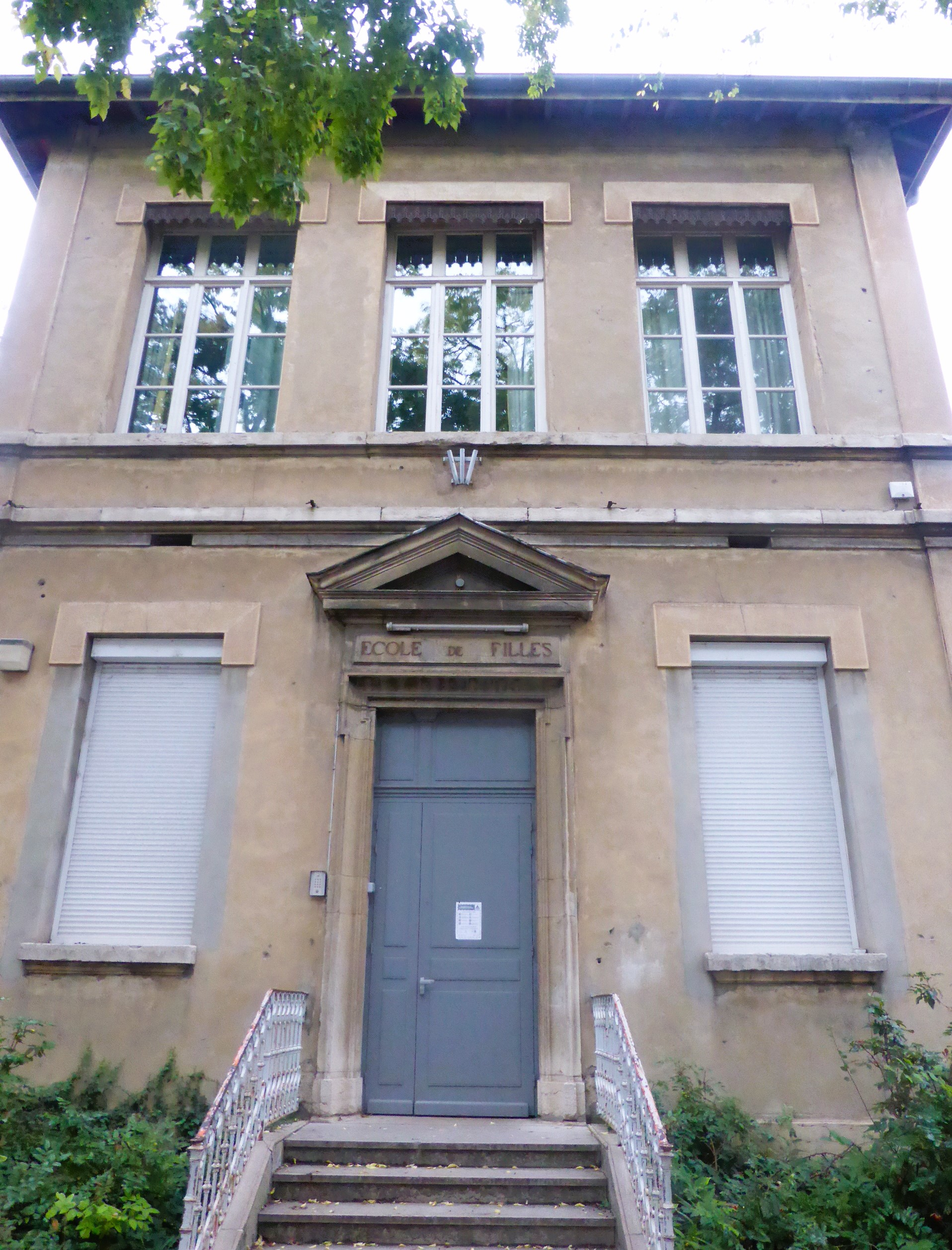
Berthelier côté filles
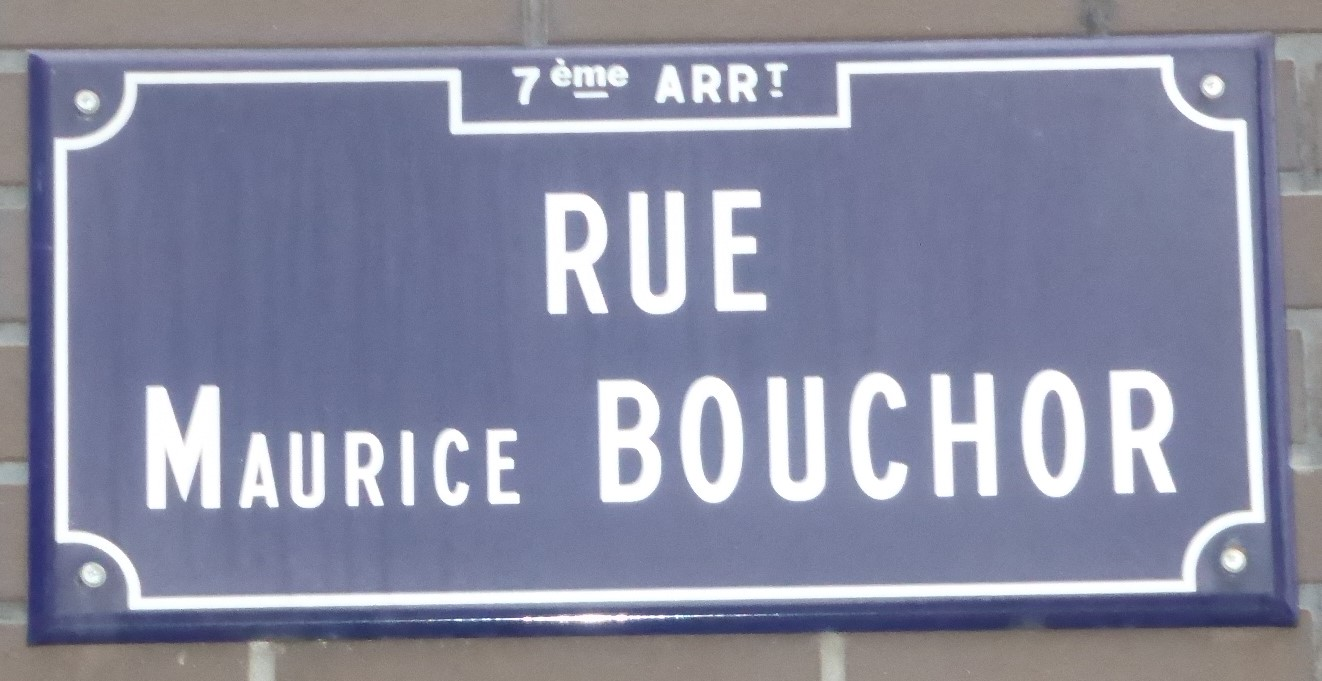
Rue Maurice Bouchor
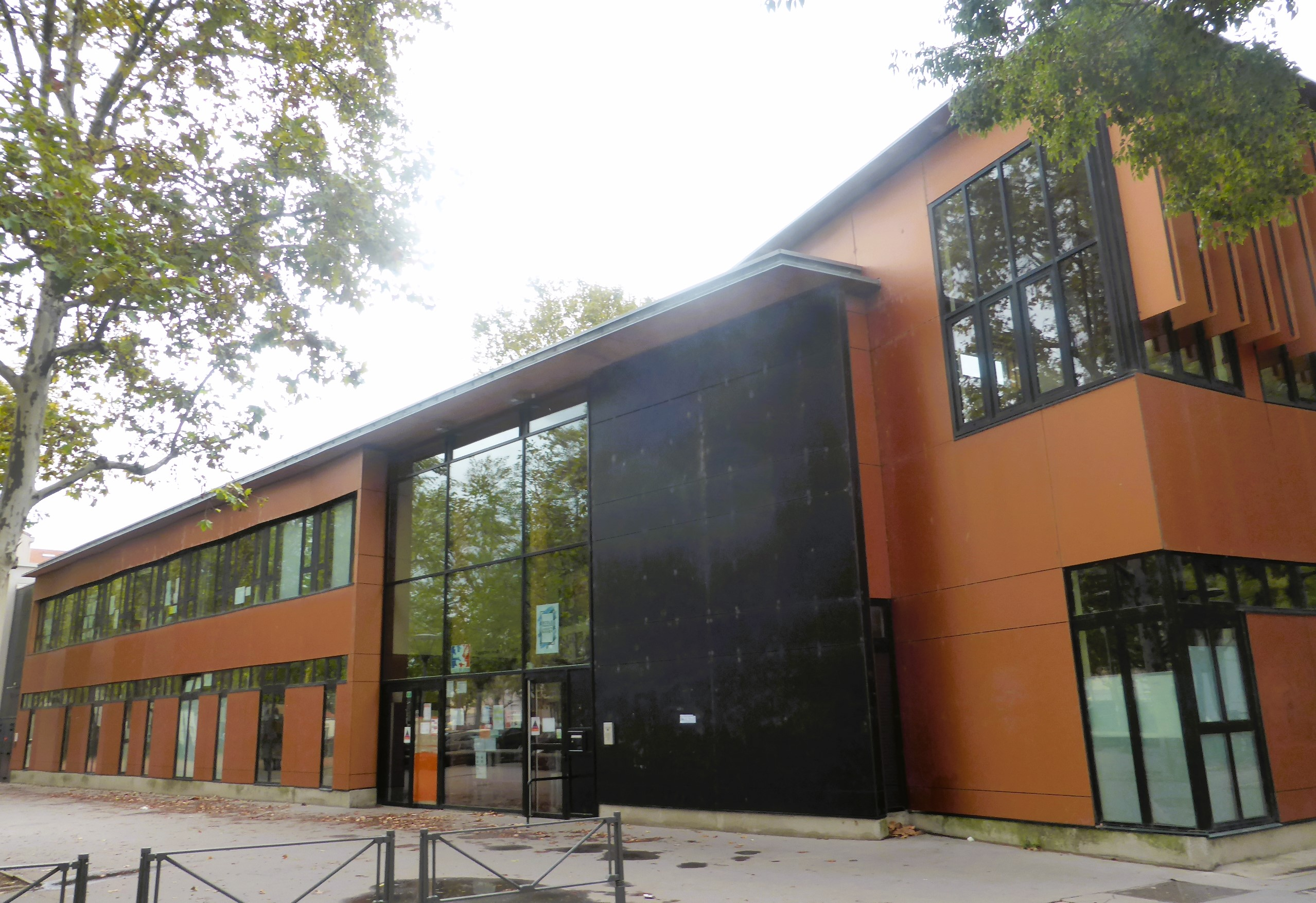
école Ravier
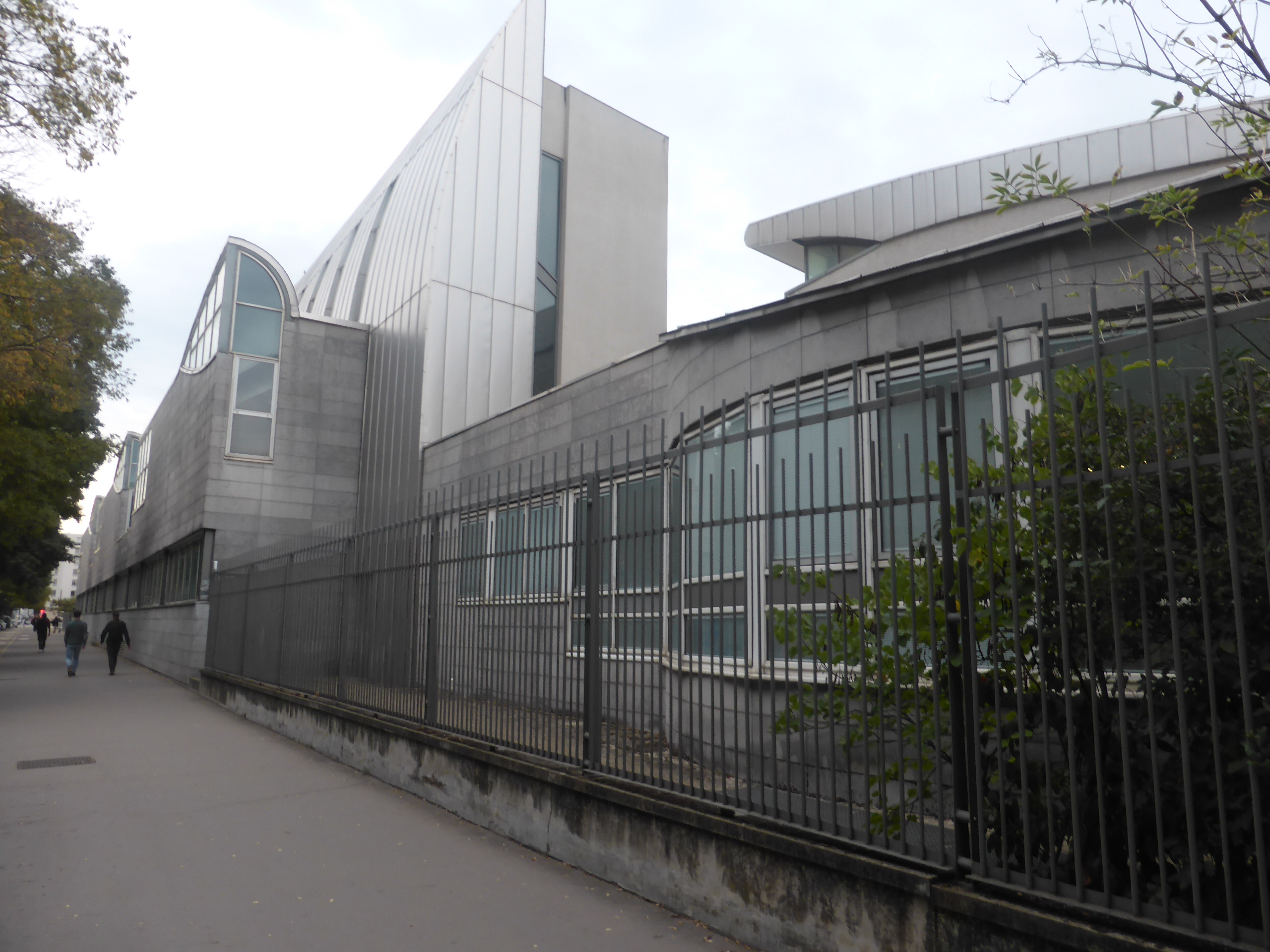
école Françoise Héritier
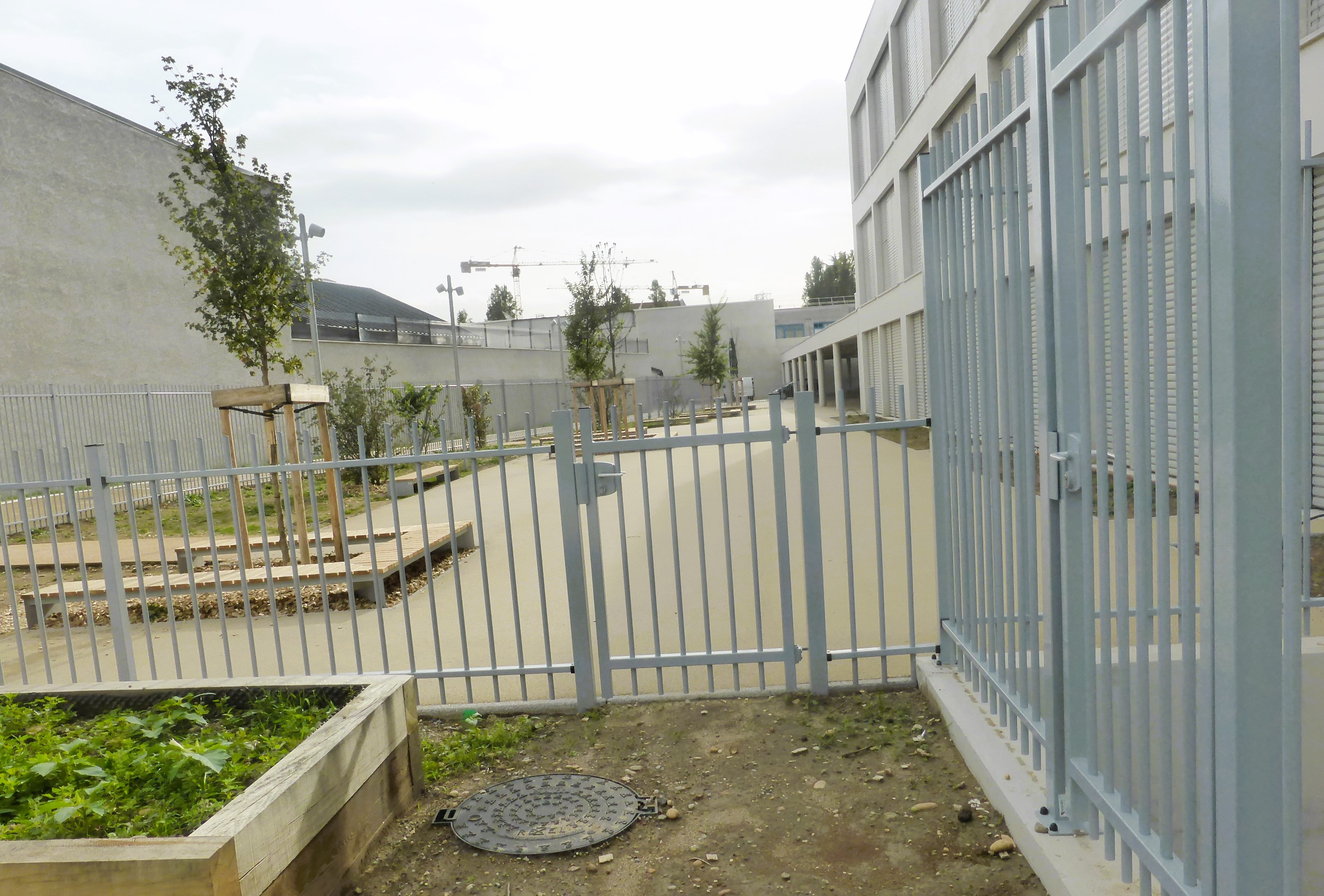
école Wangari Maathai
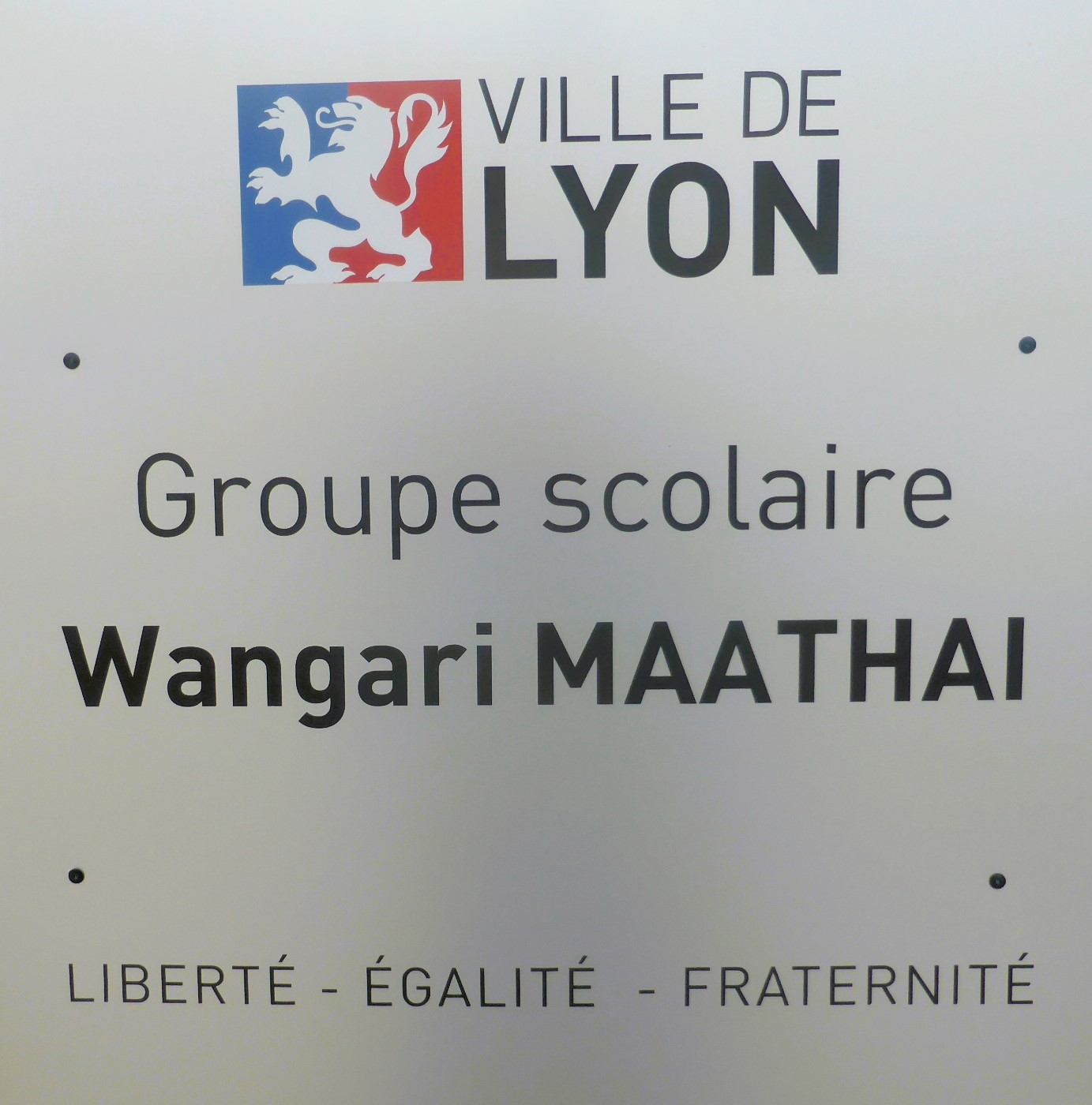
École Wangari Maathai

##### Deuxième cycle
Trois collèges sont présents dans le 7e arrondissement de Lyon : le collège Georges Clemenceau construit en 1972 dans le quartier de Jean Macé, le collège Gabriel Rosset construit en 1976 au sud-est dans le quartier de Gerland, et le collège Gisèle Halimi construit en 2021 au nord-ouest de la ZAC des Girondins, tous trois ayant une capacité d'environ 700 élèves. Le premier collège tire son nom de l'homme d'État français, le second fait référence au fondateur de l'œuvre Notre-Dame des Sans Abri en 1950 dans le quartier de la Guillotière, et le troisième emprunte son nom à l'avocate et militante franco-tunisienne.
Les trois lycées de Gerland sont contemporains de la période de grande croissance mais ont répondu chacun à un besoin spécifique. Le plus ancien est la Cité scolaire internationale. La décision a été prise en 1988 en prévision du transfert d'Interpol dans la Cité internationale de Lyon depuis la région parisienne, transfert effectif depuis 1992. Il s'agit en réalité d'un ensemble incluant le primaire, le collège et le lycée. Dans ce dernier sont accueillis un bon millier des 2 000 élèves de 48 nationalités différentes. Les façades vitrées de forme incurvée serpentent près de l'entrée du parc Henry Chabert et à proximité des laboratoires du biopole.
Le lycée qui a ouvert  ses portes en 2001 a été labelisé Louise Labé en 2007, du nom de la poétesse lyonnaise du XVIe siècle. Il affiche comme vocation la formation professionnelle de ses 450 élèves aux métiers de la relation clientèle (accueil, vente, gestion administrative) et à ceux du vêtement de peau et du prêt à porter.
Le lycée Charles Mérieux, lui aussi au cœur du biodistrict, a été créé en 2021 dans des bâtiments libérés par la firme Sanofi après des aménagements. Sa création répond plus simplement à la nécessité d'accueillir le nombre croissant des élèves - un bon millier - d'un quartier en forte croissance.

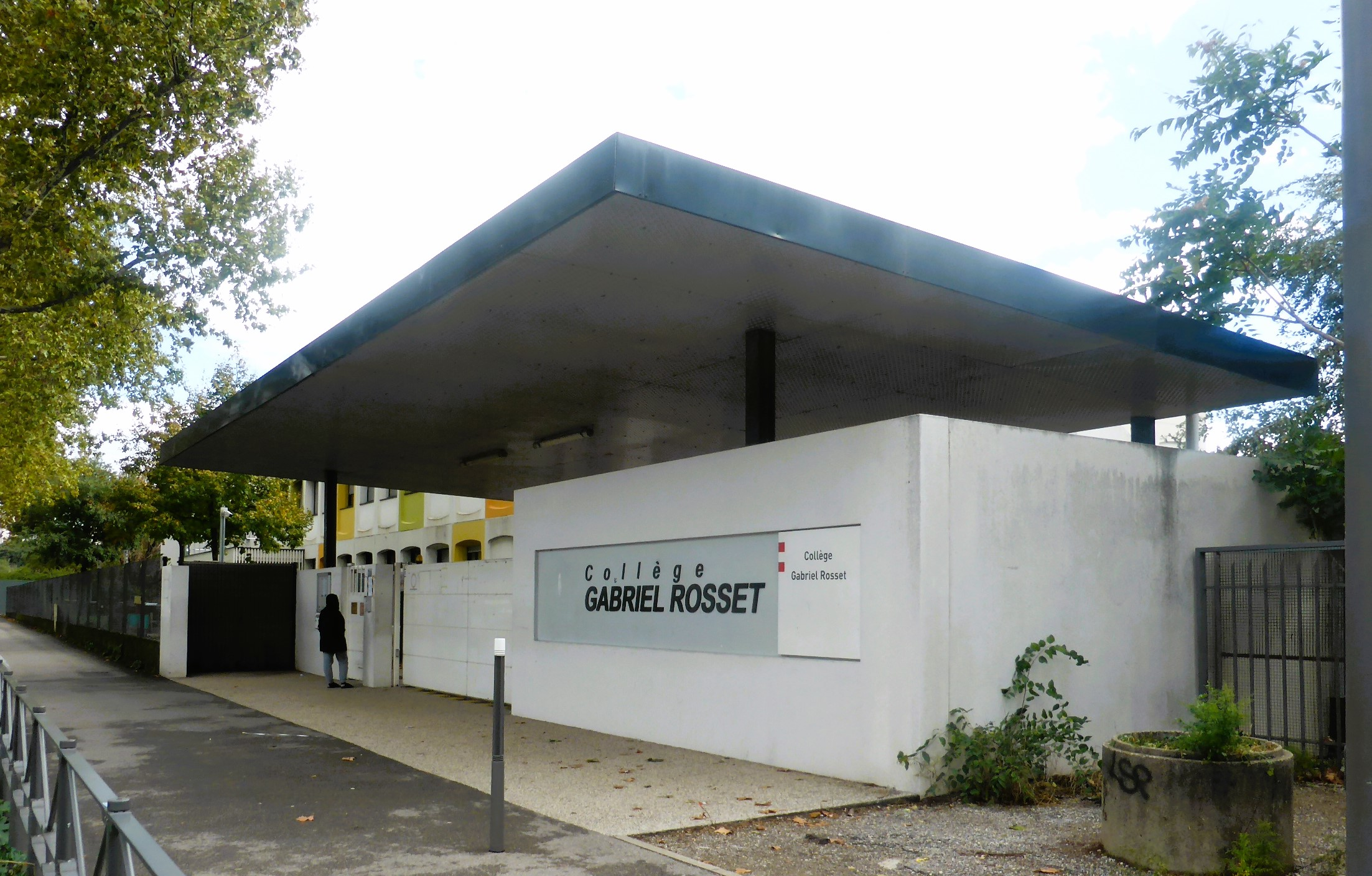
Collège Gabriel Rosset
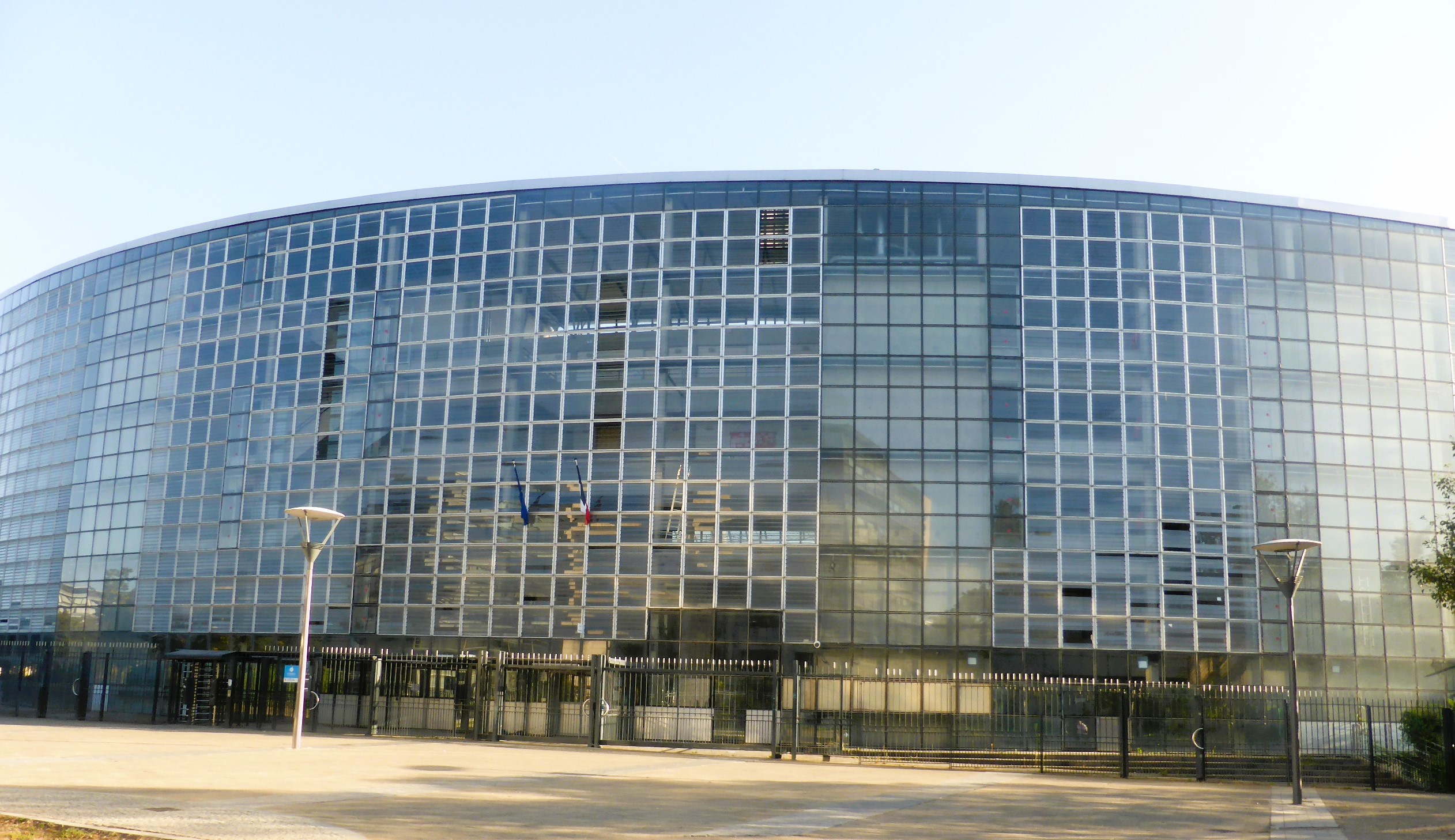
Lycée international
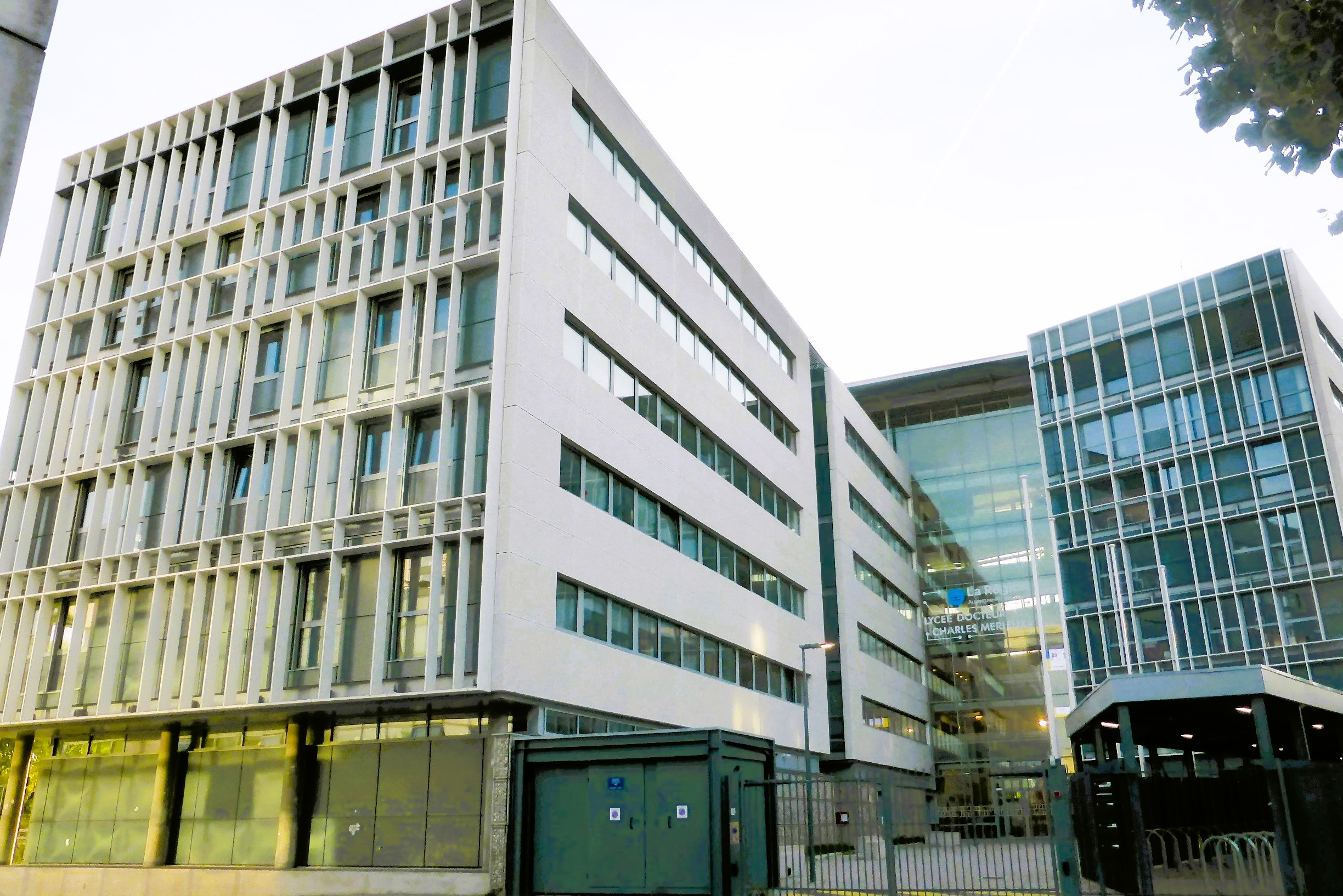
Lycée Charles Mérieux

##### Enseignement supérieur
Les bords du Rhône ont perdu leur monopole universitaire. L'inflation du nombre des étudiants a provoqué le départ des facultés en quête d'espace à la mesure de leur croissance. Les disciplines scientifiques sont parties les premières pour former l'Université Claude Bernard Lyon 1, à la Doua, sur la commune de Villeurbanne, sur des terrains libérés par l'armée et par l'hippodrome. En 1973, à la suite d'une scission, la dominante littéraire a migré sur la commune de Bron. Sous le nom de Frères Lumière Lyon 2, elle occupe le campus Porte des Alpes. La dominante juridique a récupéré les bâtiments de la manufacture du tabac. C'est l'université Lyon 3 Jean Moulin.
Seule l'Université Lyon 1 a totalement quitté ses anciennes assises. Elle reste présente dans le septième arrondissement depuis l'ouverture de son Institut de sciences financières et d'assurances dans le Biodistrict. En revanche, si les gros bataillons d'étudiants sont partis sur les campus extérieurs, Lyon 2 et Lyon 3 ont gardé de solides attaches dans le quartier de la Guillotière. Elles y ont conservé leur palais mais ont aussi essaimé à proximité. Lyon 2, par exemple, a essaimé pour Lyon 2  jusque dans les locaux de l'ancienne école de santé militaire. Parmi ses divers instituts figurent la maison de l'Orient et Sciences politiques. Plusieurs résidences hébergent les étudiants et celle du CROUS comporte aussi un restaurant. Par ailleurs, le rectorat de l'académie de Lyon à l'étroit dans les locaux de la rue Cavenne a gagné la proche rue de Marseille et ses emprises occupent à elles seules tout un îlot.

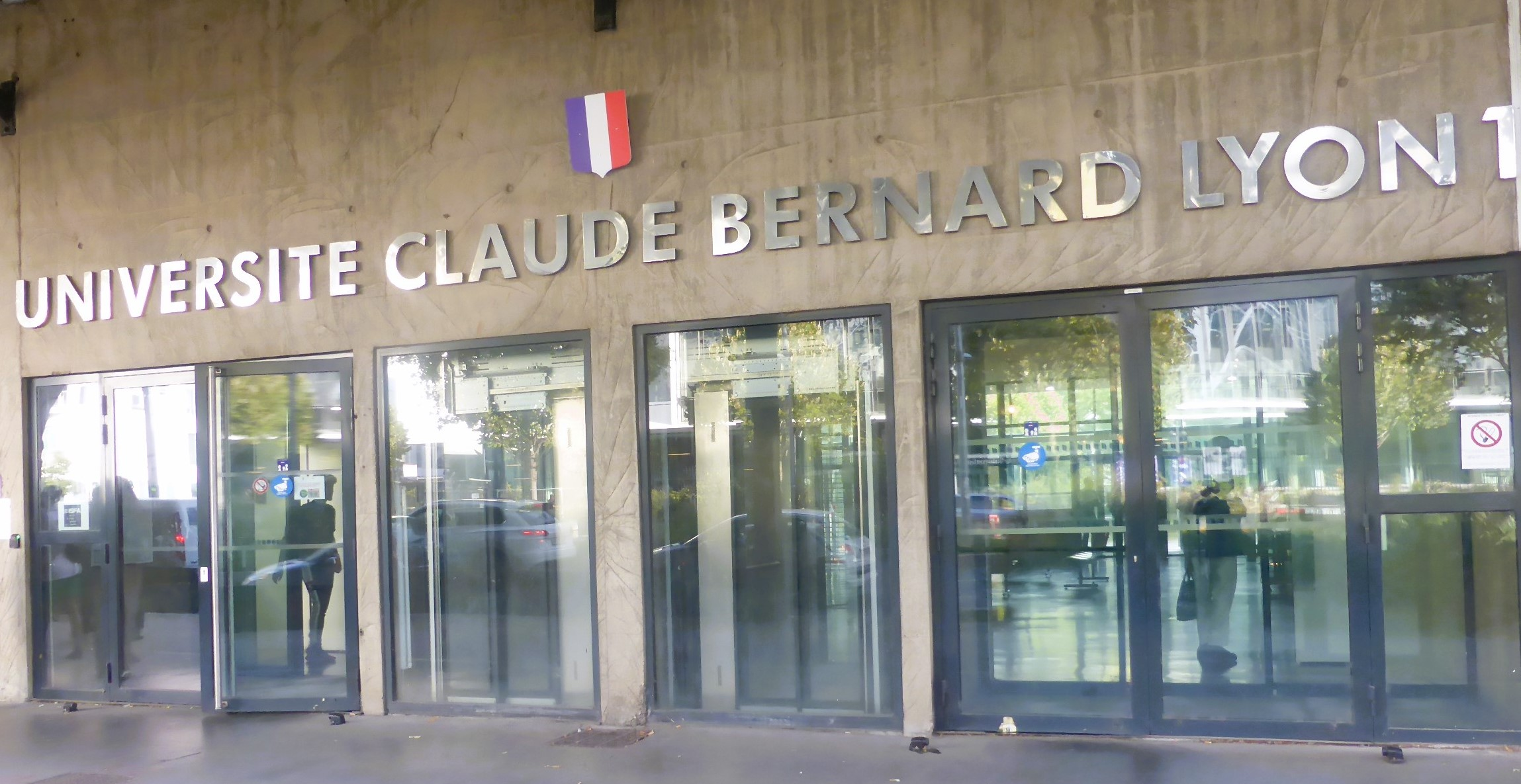
Claude Bernard à Gerland
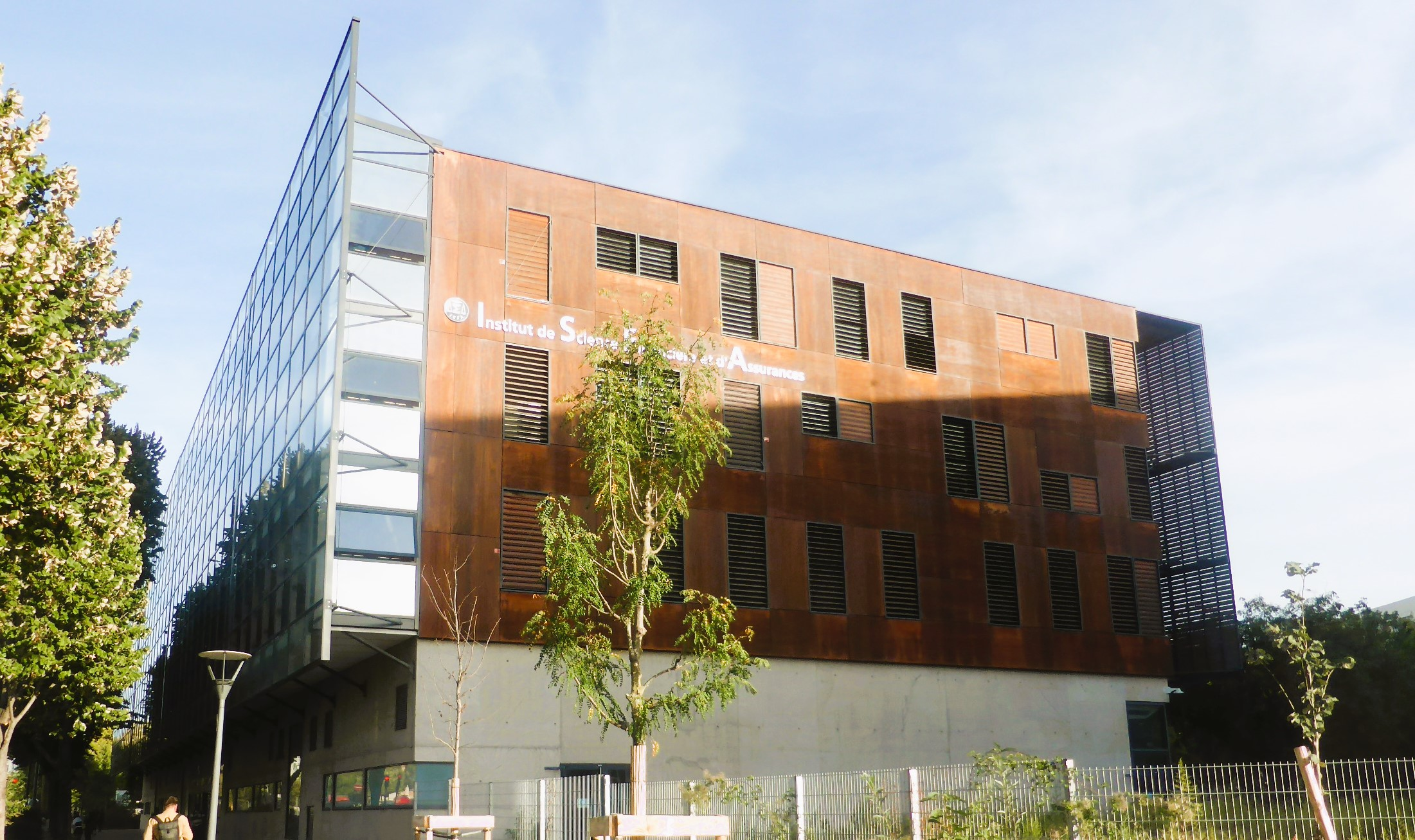
Lyon 1 à Gerland
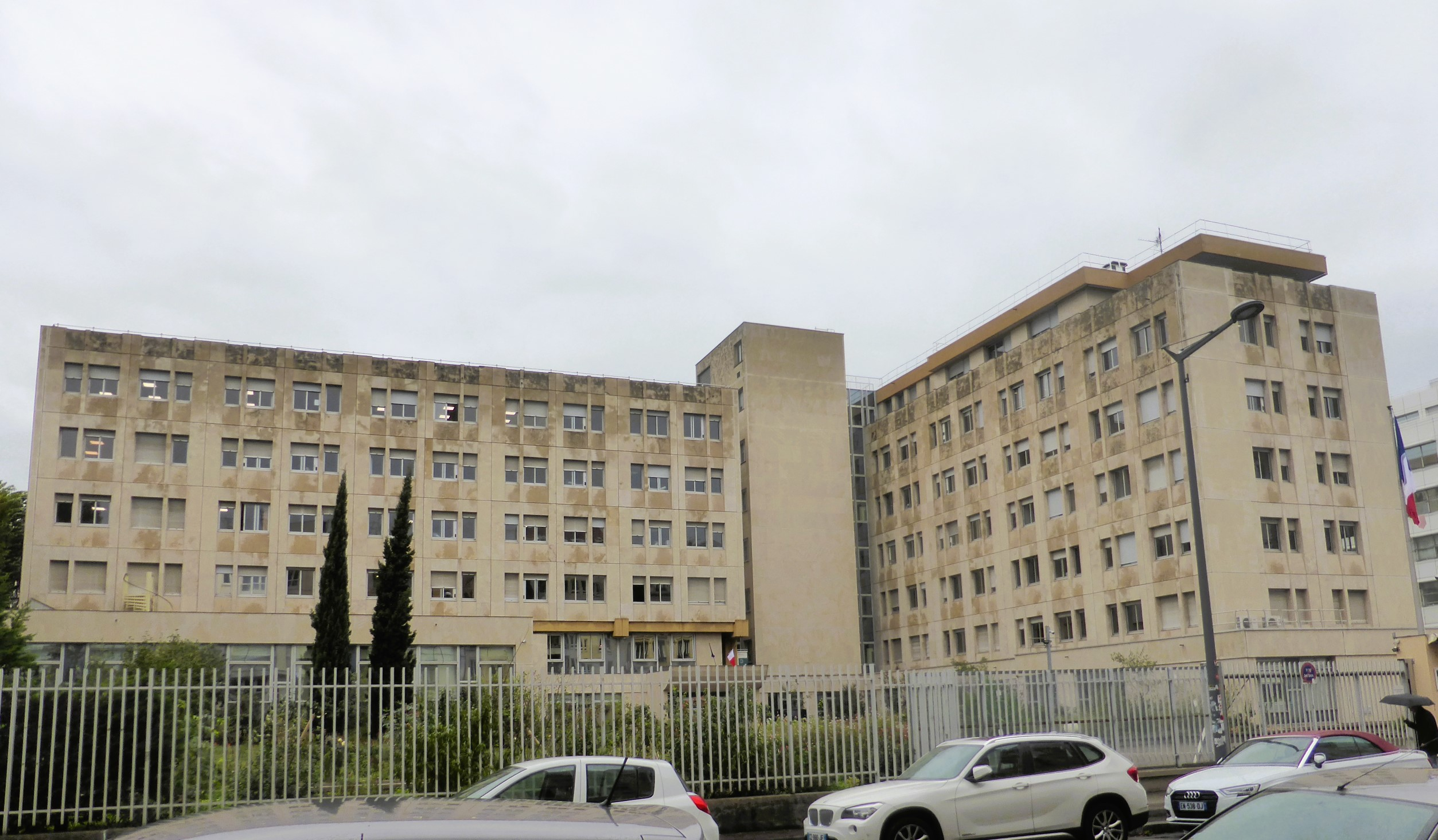
Rectorat de l'académie de Lyon
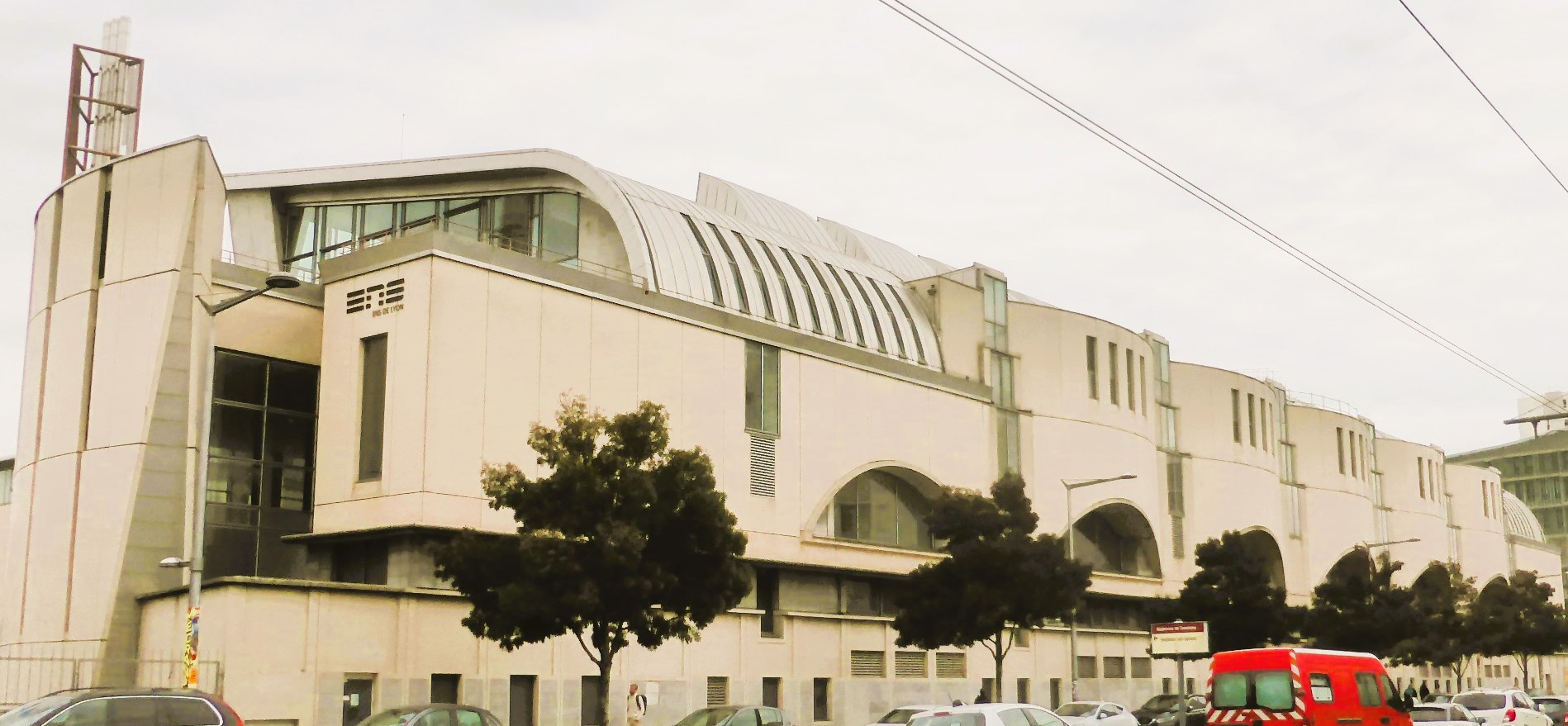
ENS lettres côté Debourg

Mais l'événement le plus important, au sommet de la pyramide des établissements d'enseignement, a été la décision prise par Jacques Chirac en 1975 de transférer deux grandes écoles de la capitale vers la province dans un souci de rééquilibrage. L'opinion avait été sensibilisée sur ce thème dès 1947 avec la publication de l'ouvrage Paris et le désert français par Jean-François Gravier. Il s'est agi en l'occurrence des deux écoles normales créées par Jules Ferry à Fontenay-aux-Roses pour les filles en 1880 et à Saint-Cloud pour les garçons en 1882. Gerland a été choisi pour ces transferts en 1976. Ils ont été opérés en deux temps. La section scientifique a été inaugurée en 1986 et la section littéraire en 2000.
Le nouveau campus a reçu le nom de Jacques Monod, illustre biologiste et biochimiste, directeur de l'Institut Pasteur de 1971 à 1976, prix Nobel. On parle aussi de campus urbain car il a la particularité d'être éclaté à l'intérieur du quartier. La section scientifique est proche des anciennes halles et le nom de rue de Saint-Cloud la rattache aux origines parisiennes. La section littéraire est à l'angle de l'avenue Jean-Jaurès et de la rue Debourg. En façade sur l'avenue, par le parvis Descartes on accède à la bibliothèque Denis Diderot. Le côté ouest est bordé par la rue de Fontenay. C'est de ce côté qu'a été installé en 2010 l'Institut français de l'éducation. Une résidence a été également créée. Les étudiants des écoles au nombre de 2 200 y sont prioritaires.

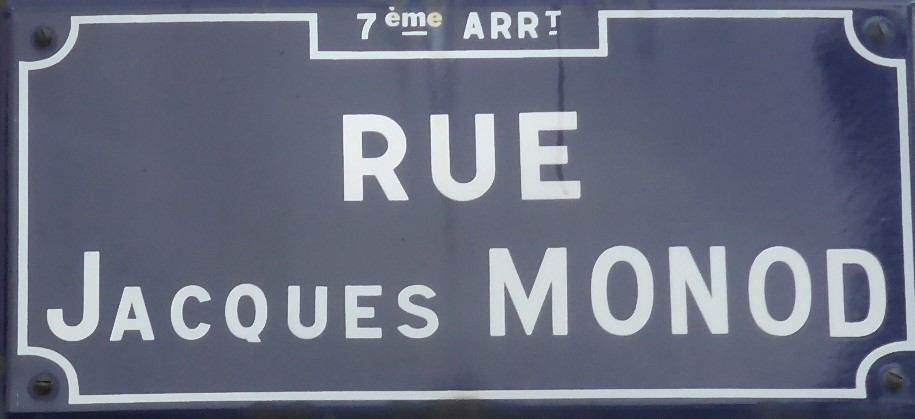
Rue Jacques Monod
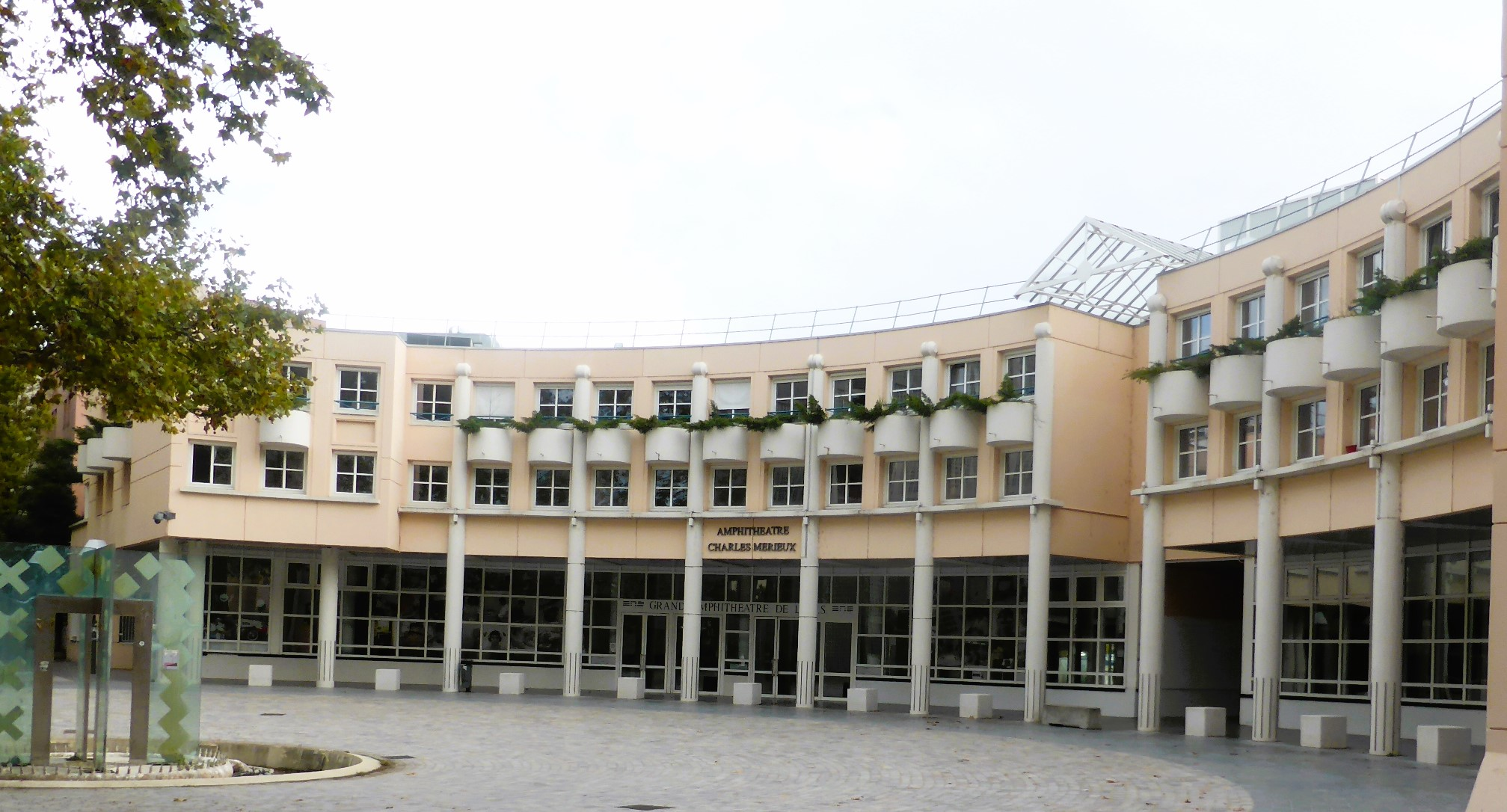
ENS amphi Mérieux
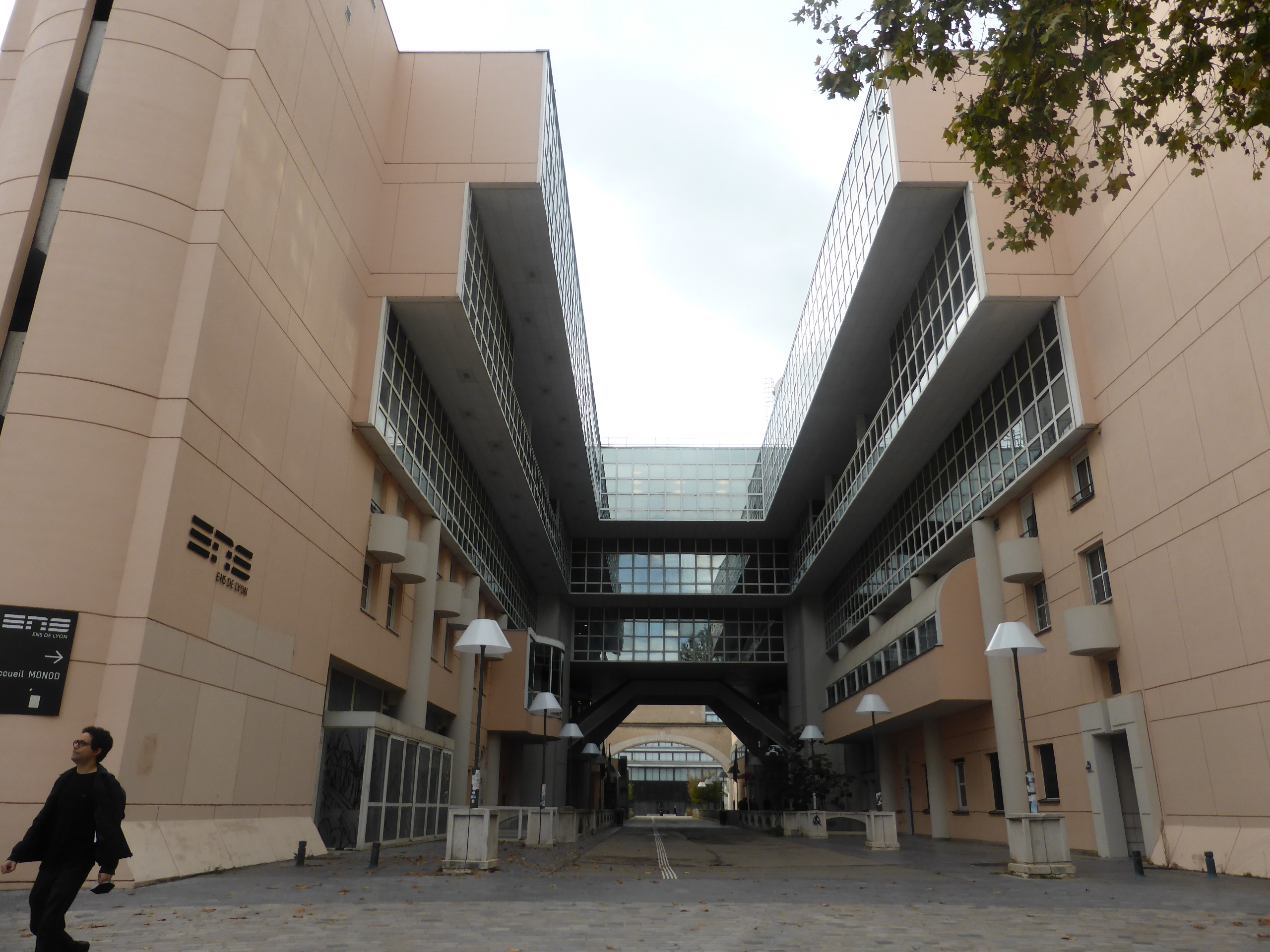
ENS sciences direction arche
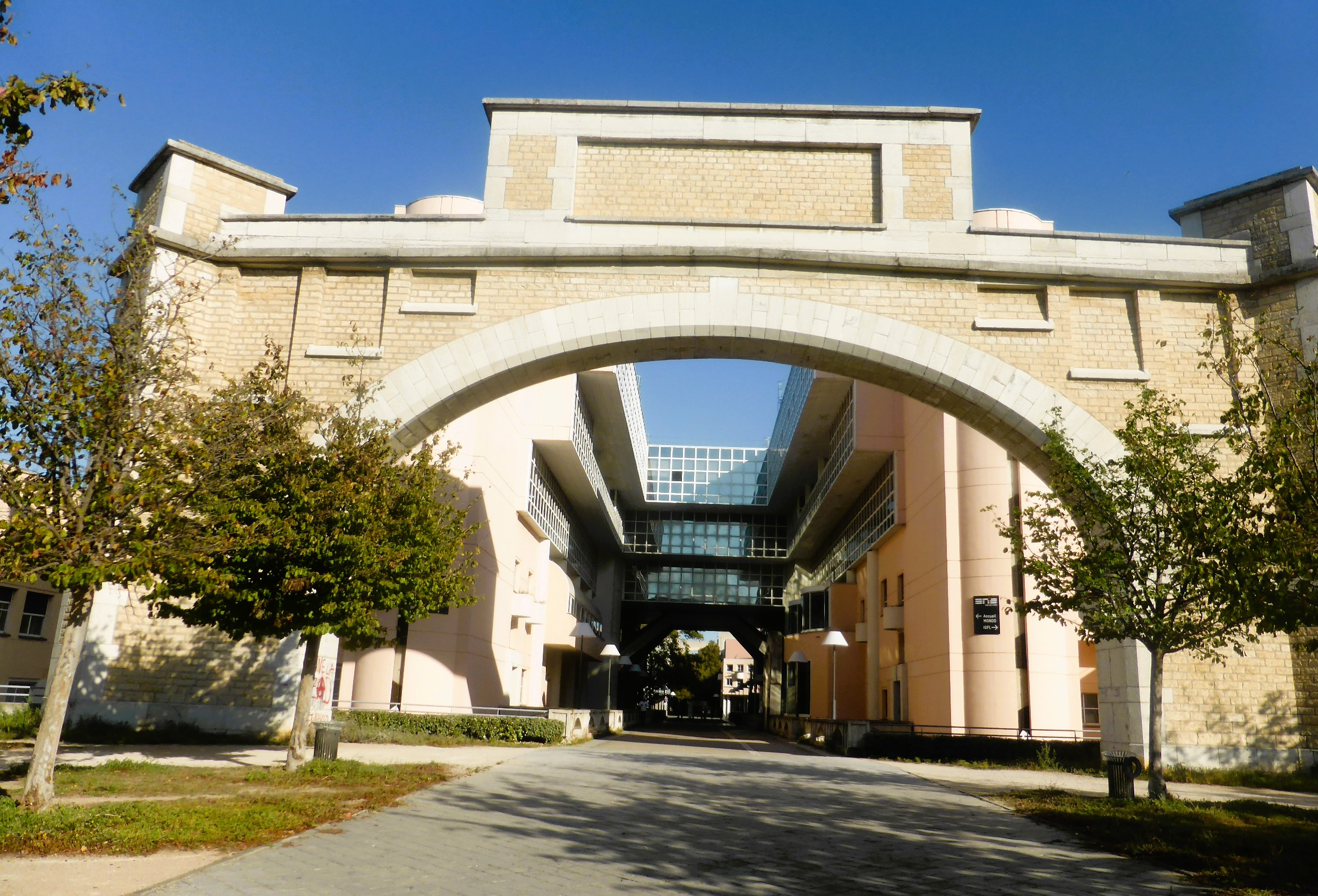
ENS vers la place d'Italie
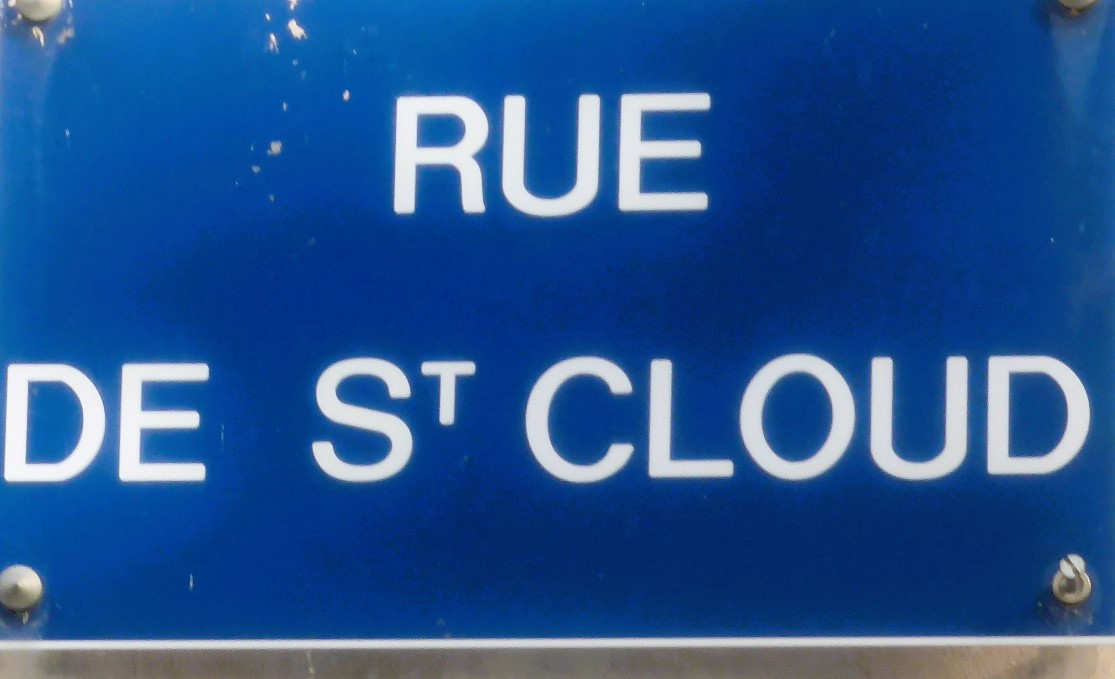
Rue de Saint Cloud
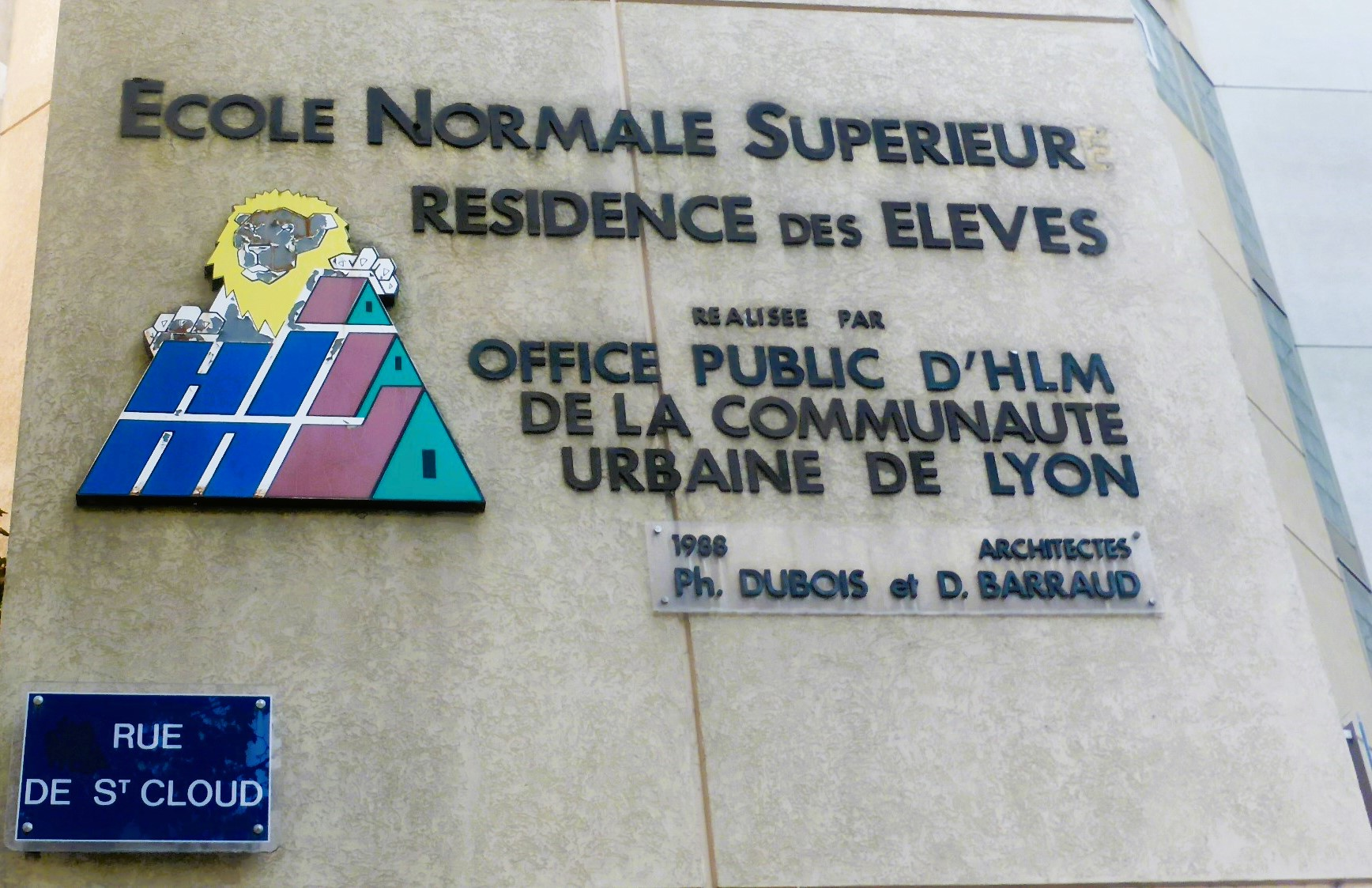
Résidence des étudiants de l'ENS
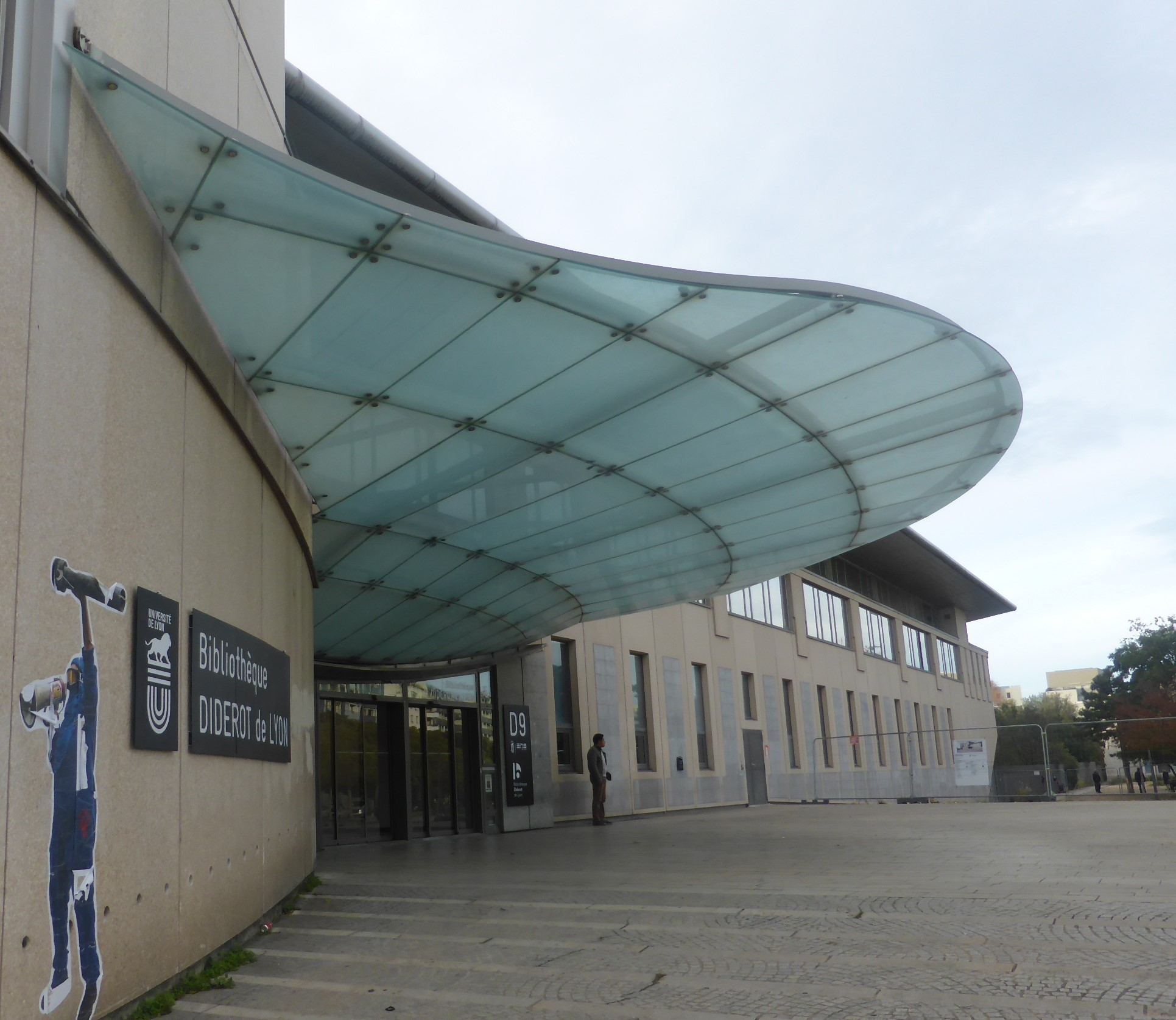
Bibliothèque Diderot
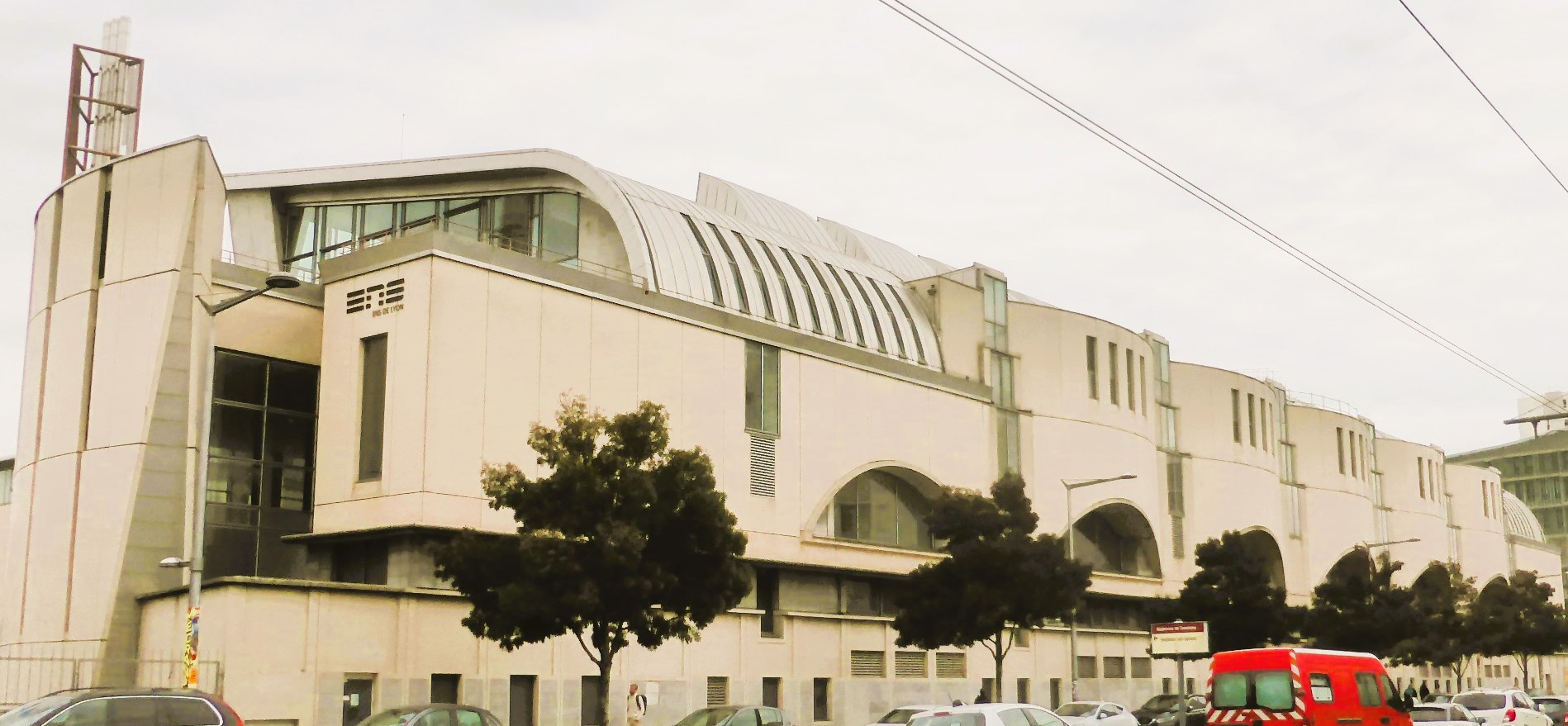
ENS lettres côté DebourgENS lettres côté Debourg
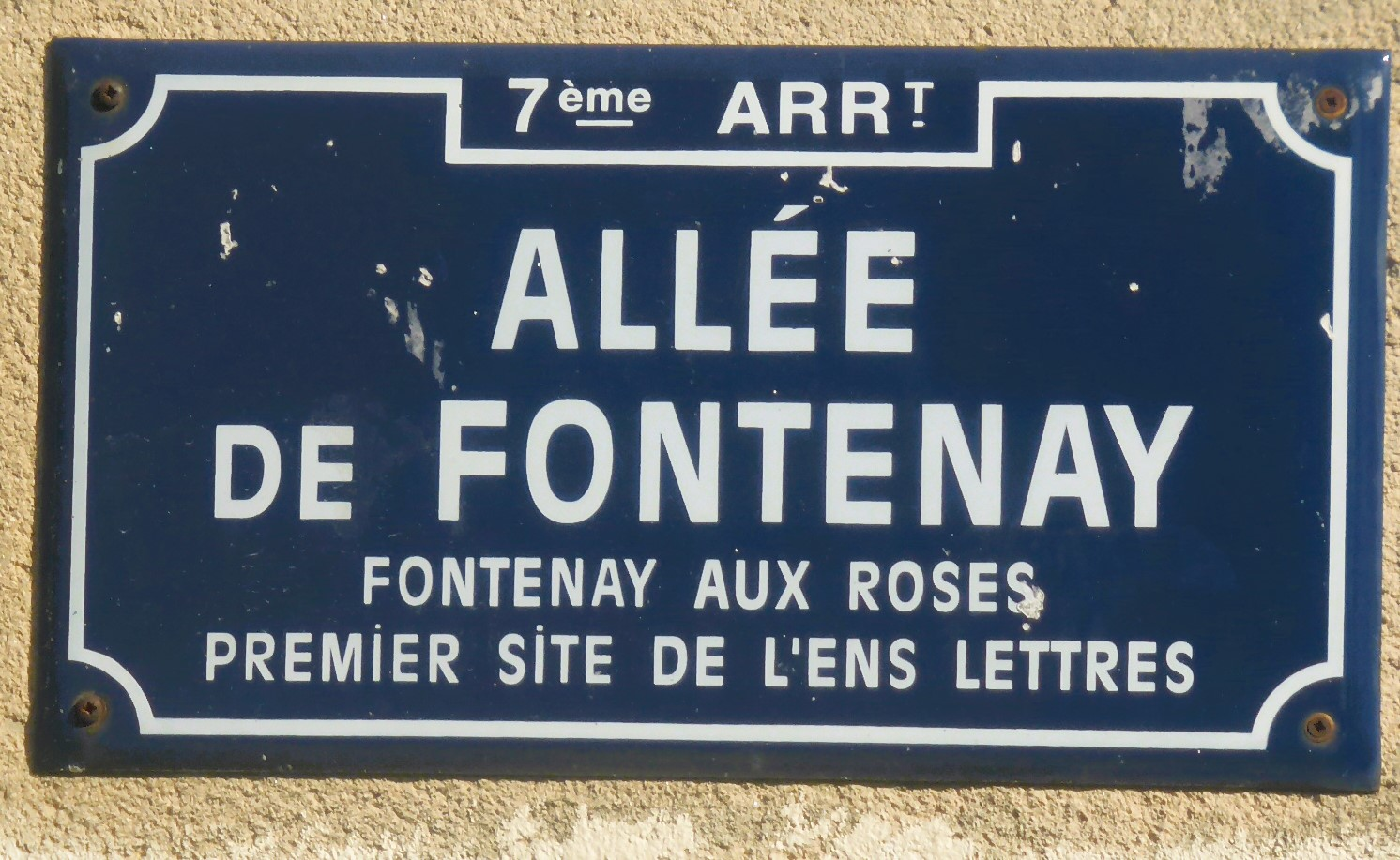
Allée de Fontenay
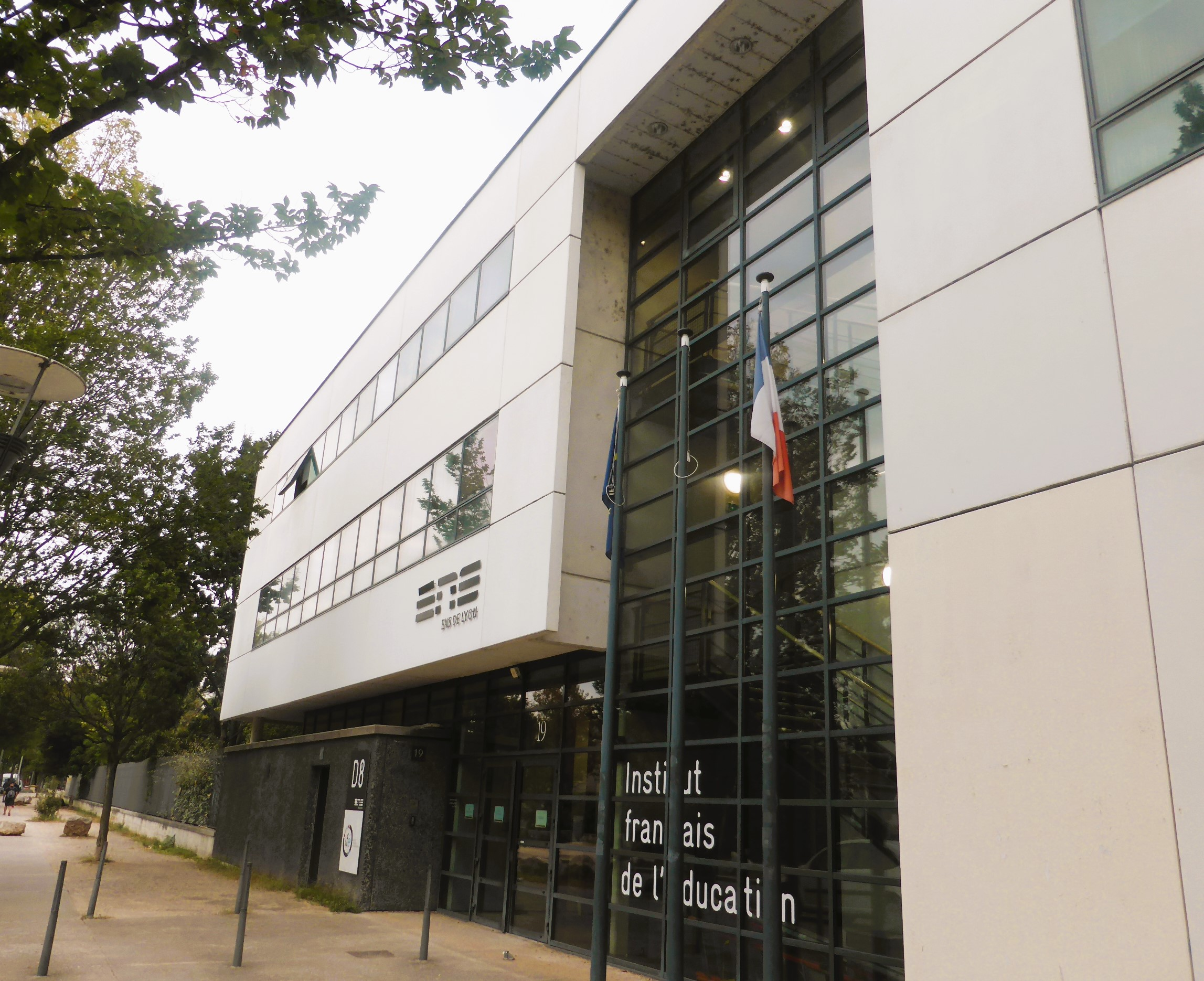
Institut français de l'éducation

Les ministères publics ne sont pas les seuls à s'occuper d'éducation. L'École d'Ingénieurs en Agronomie et agroalimentaire et en Environnement (ISARA) a été fondée en 1968 au sein de la faculté catholique de Lyon. Depuis 1972 ses locaux étaient situés place Bellecour. Le déménagement à Gerland date de 2007. Siège aussi de l'Agropôle réunissant 50 organismes professionnels de l'agriculture et de l'agroalimentaire. L'EM Lyon Business School de Lyon est l'héritière de l'École Supérieure de commerce de Lyon fondée en 1872 et longtemps installée rue de la Charité dans l'hôtel Villeroy puis Écully. Son transfert a été prévu sur le territoire des anciens Câbles de Lyon acquis par la métropole de Lyon. L'inauguration était prévue pour 2022 mais elle a été retardée par la crise du Covid 19. Sur un terrain de 4 ha sont en construction quatre bâtiments d'une emprise au sol de 2,4 ha avec une surface de planchers de 30 000 m2. Elle est prévue pour accueillir 10 000 étudiants. L'ESSCA se rattache à un groupe international. Elle s'installe dans le biodistrict en 2023. Elle répare ses étudiants à des responsabilités de cadres dans les domaines du marketing, du commerce, de la finance et du RH et du conseil. On peut imaginer une certaine émulation avec l'école de management lyonnaise.
L'affaire avait longuement mûri avec l'achat des terrains en 1917 à la famille Rodet-Chapet, propriétaire d'un vaste domaine, et la mise en forme du projet et l'édification des premiers immeubles en 1924 par les architectes Robert et Cholat. 553 logements ont été bâtis sur une surface de près de 5 ha.
La Loi du 8 mars 1912 a partagé le 3e arrondissement en deux parties, le sud devenant le 7e arrondissement, incluant le quartier dit de La Mouche. Ce dernier a trouvé ses limites actuelles après le détachement de sa partie orientale pour création du 8e arrondissement (ordonnance du 19 février 1959).
De nombreuses crues du Rhône rythmèrent l'histoire de la rive gauche du fleuve jusqu'à l'aménagement des digues et quais du Rhône après la crue catastrophique de 1852.
Les ministères publics ne sont pas les seuls à s'occuper d'éducation. L'École d'Ingénieurs en Agronomie et agroalimentaire et en Environnement (ISARA) a été fondée en 1968 au sein de la faculté catholique de Lyon. Depuis 1972, ses locaux étaient situés place Bellecour. Le déménagement à Gerland date de 2007. Siège aussi de l'Agropôle réunissant 50 organismes professionnels de l'agriculture et de l'agroalimentaire. L'EM Lyon Business School de Lyon est l'héritière de l'École Supérieure de commerce de Lyon fondée en 1872 et longtemps installée rue de la Charité dans l'hôtel Villeroy puis Écully. Son transfert a été prévu sur le territoire des anciens Câbles de Lyon acquis par la métropole de Lyon. L'inauguration était prévue pour 2022, mais elle a été retardée par la crise du Covid 19. Sur un terrain de 4 ha sont en construction quatre bâtiments d'une emprise au sol de 2,4 ha avec une surface de planchers de 30 000 m2. Elle est prévue pour accueillir 10 000 étudiants. L'ESSCA se rattache à un groupe international. Elle s'installe dans le biodistrict en 2023. Elle répare ses étudiants à des responsabilités de cadres dans les domaines du marketing, du commerce, de la finance et du RH et du conseil. On peut imaginer une certaine émulation avec l'école de management lyonnaise.

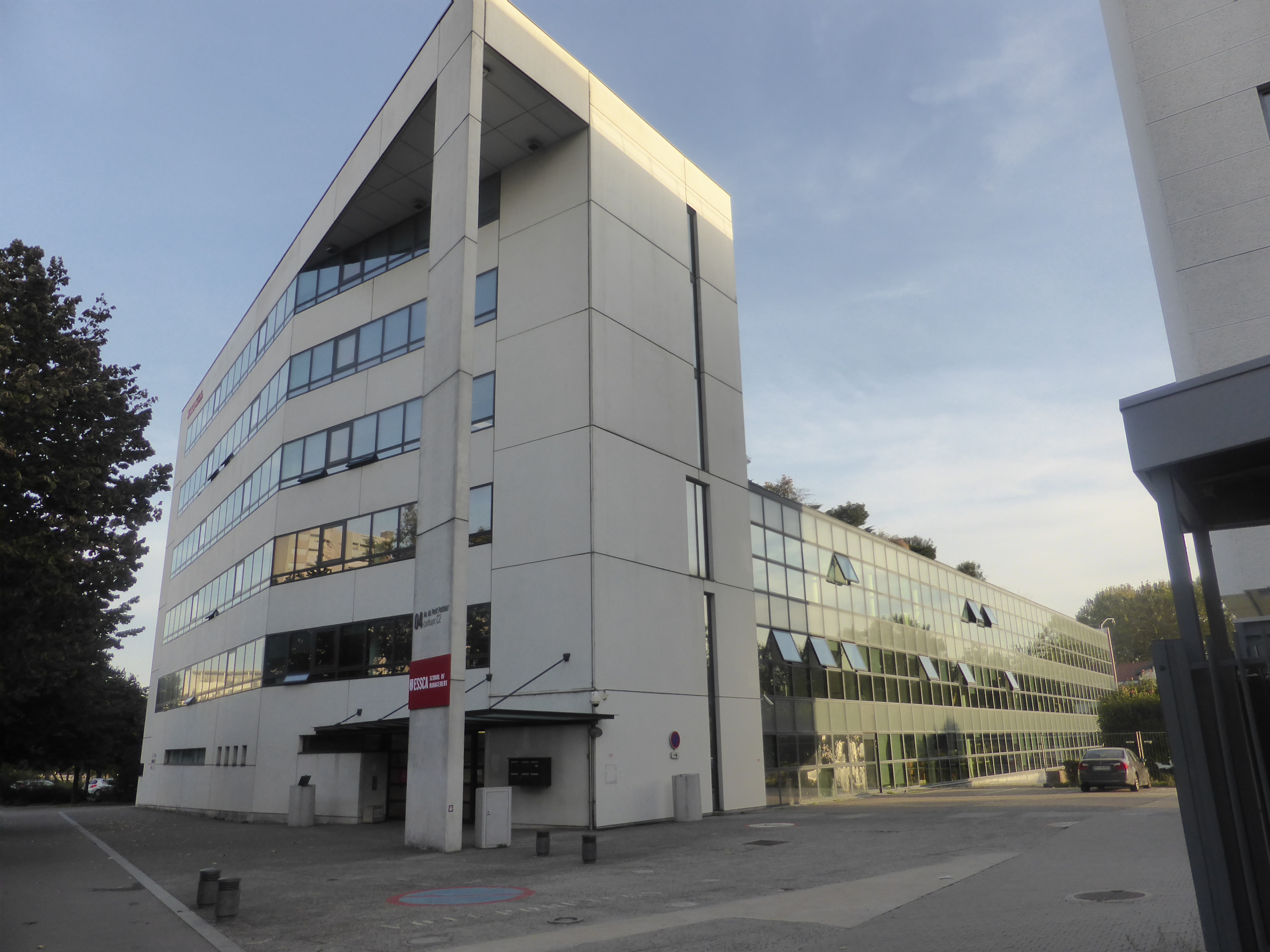
ESSCA
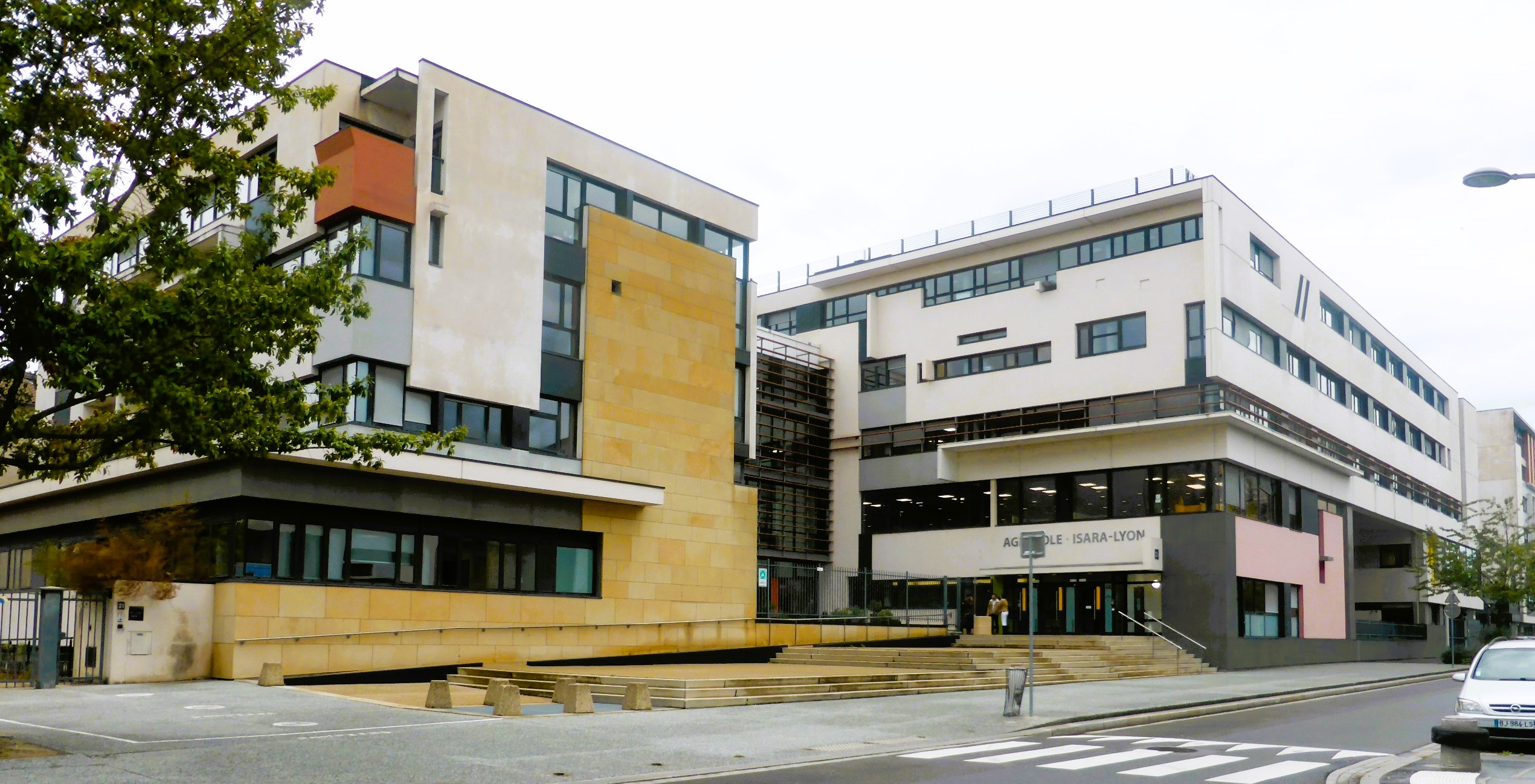
isara

##### Santé: le Biodistric
En 1979 est décidée la mise en place d'un technopôle en vue de la reconversion du quartier de Gerland. Raymond Barre, alors premier ministre et député du Rhône, envisage l'implantation d'un ensemble scientifique et mise sur le pôle virologique déjà en place. L'idée fera son chemin et les années 1990-2000 ont véritablement lancé Gerland et ont permis de « conforter sa vocation scientifique et de recherche. L'épicentre en sera Lyon-Biopôle destiné à la lutte contre les maladies infectieuses avec la concentration des entreprises et des laboratoires de recherche publics et privés ».
On ne partait effectivement pas d'une table rase car deux entreprises lyonnaises s'étaient déjà installées à Gerland. Marcel Mérieux (1870-1937) fils d'un négociant lyonnais s'était formé à l'école supérieure de chimie industrielle fondée par Raulin avant de monter à Paris comme préparateur à l'Institut Pasteur mais toute sa carrière se déroulera à Lyon et à Marcy-l'Étoile. Vu son rôle de pionnier, c'est à juste titre qu'on a donné son nom à une des principales rues du quartier. La famille Aguettant avait commencé à œuvrer dans le domaine de la pharmacie depuis 1880. Leurs descendants respectifs devaient prolongeront leur action jusqu'à nos jours. Deux nouveaux acteurs ont rejoint ces pionniers : Sanofi en 2016 et la firme allemande Boehringer Ingelheim en 2017. Ces quatre grands sont situés pratiquement sur le même grand axe routier constitué par l'avenue Tony Garnier prolongée par le boulevard Chambaud-de-la-Bruyère.

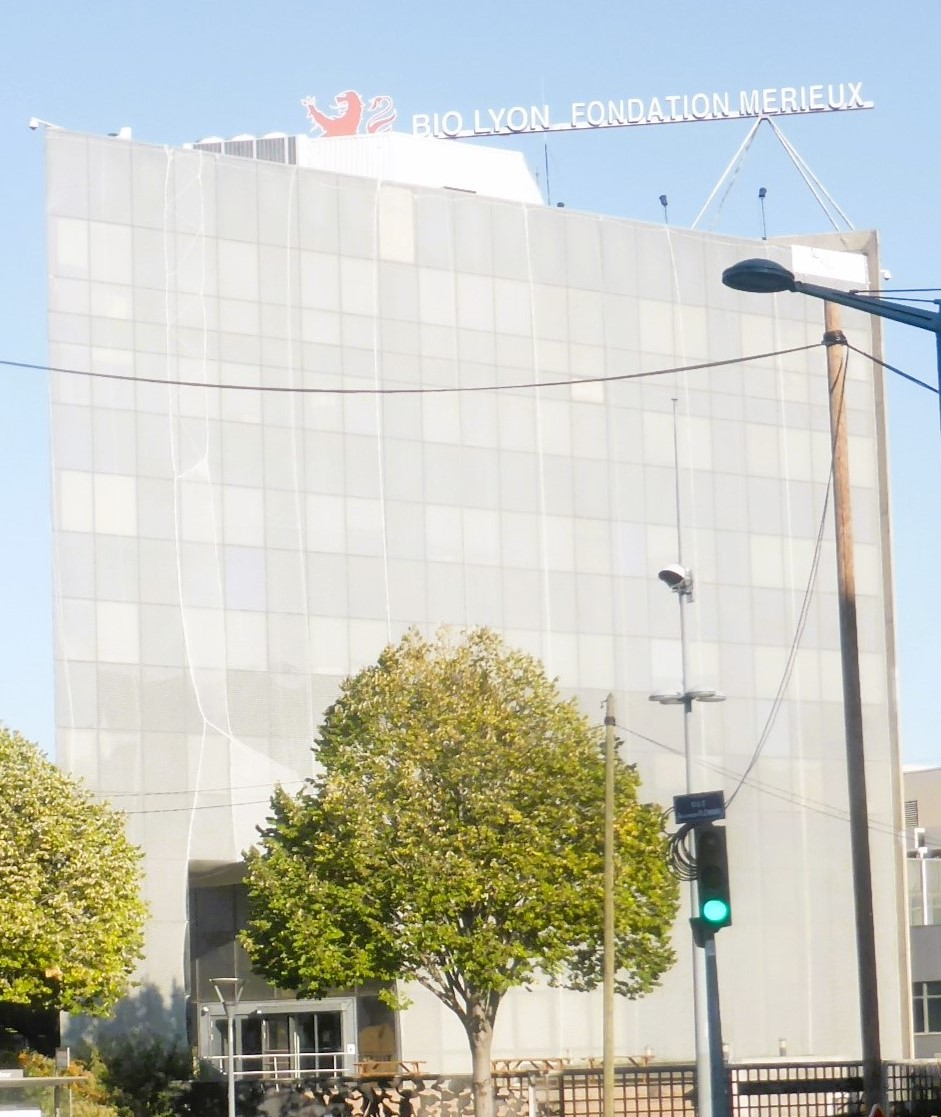
Mérieux
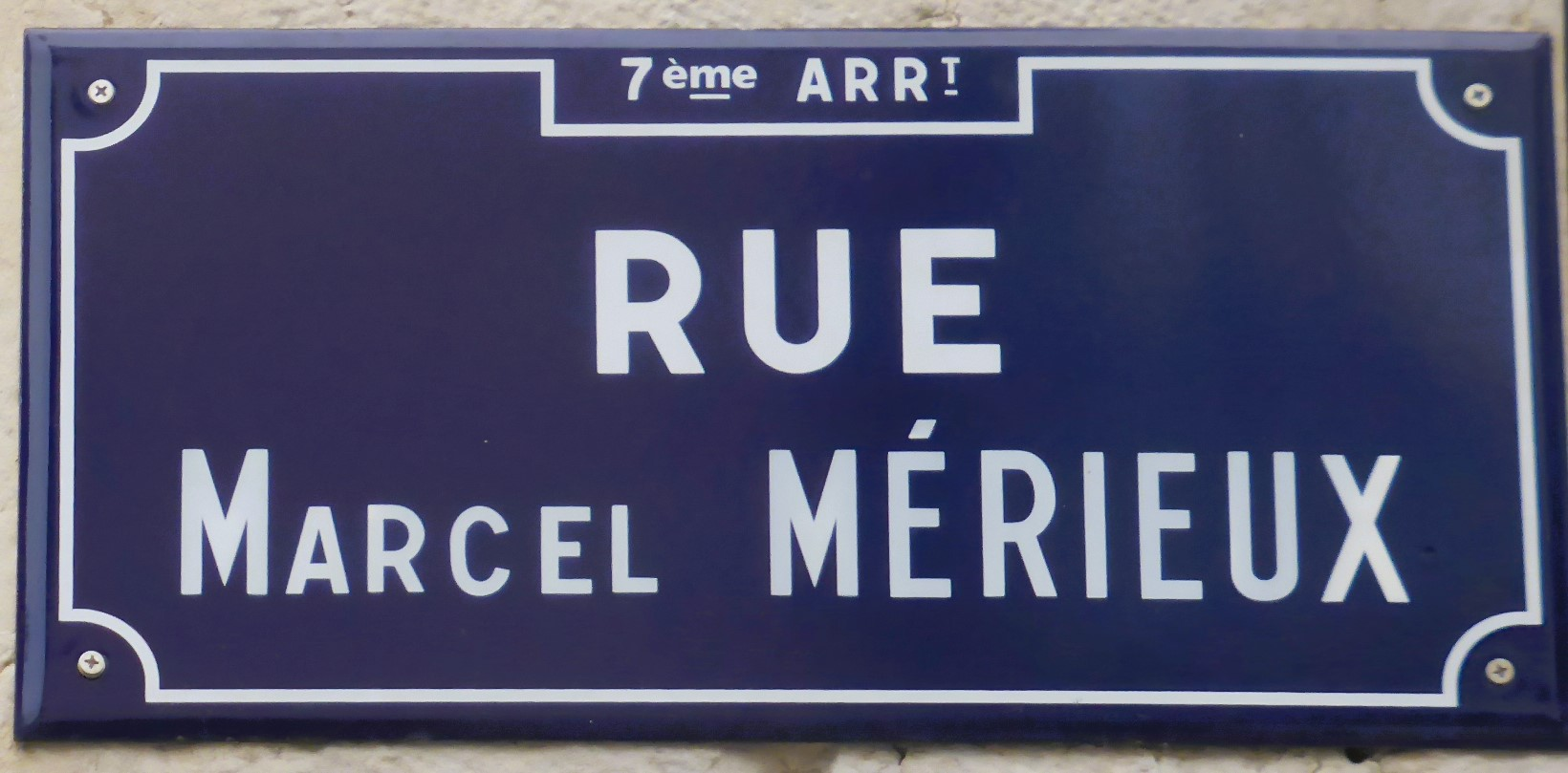
Rue Marcel Mérieux
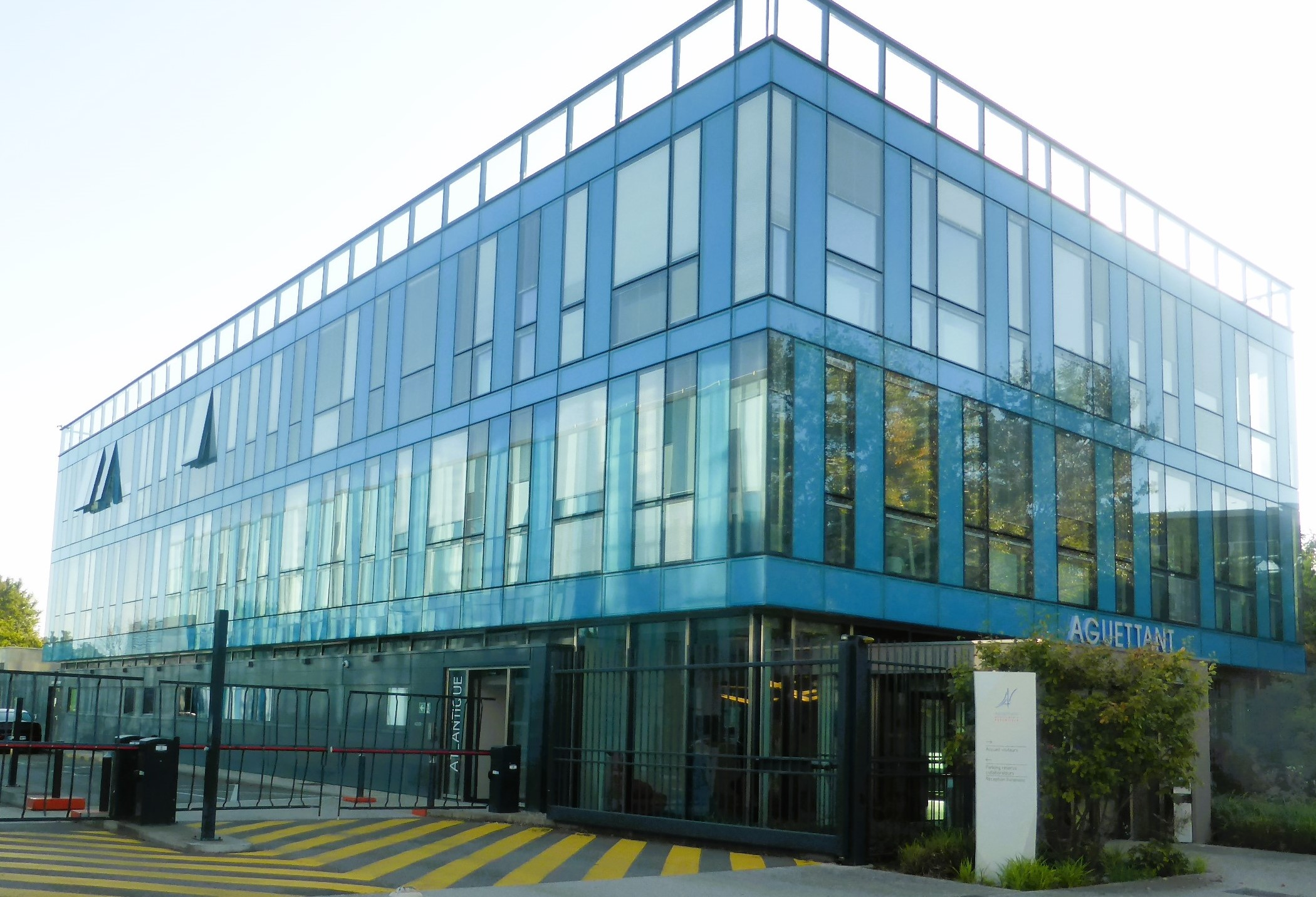
Laboratoires Aguettant
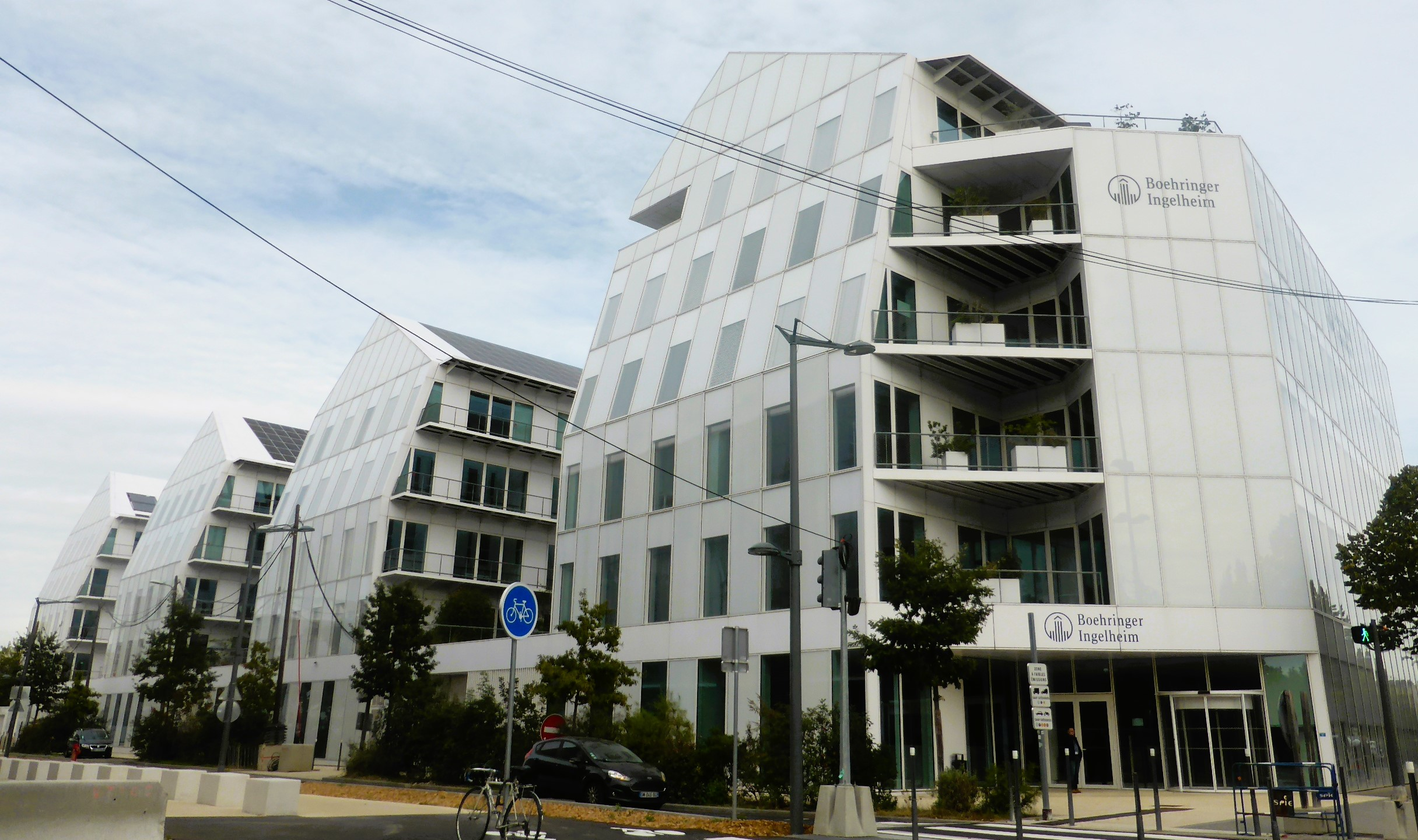
Boehringer Ingelheim
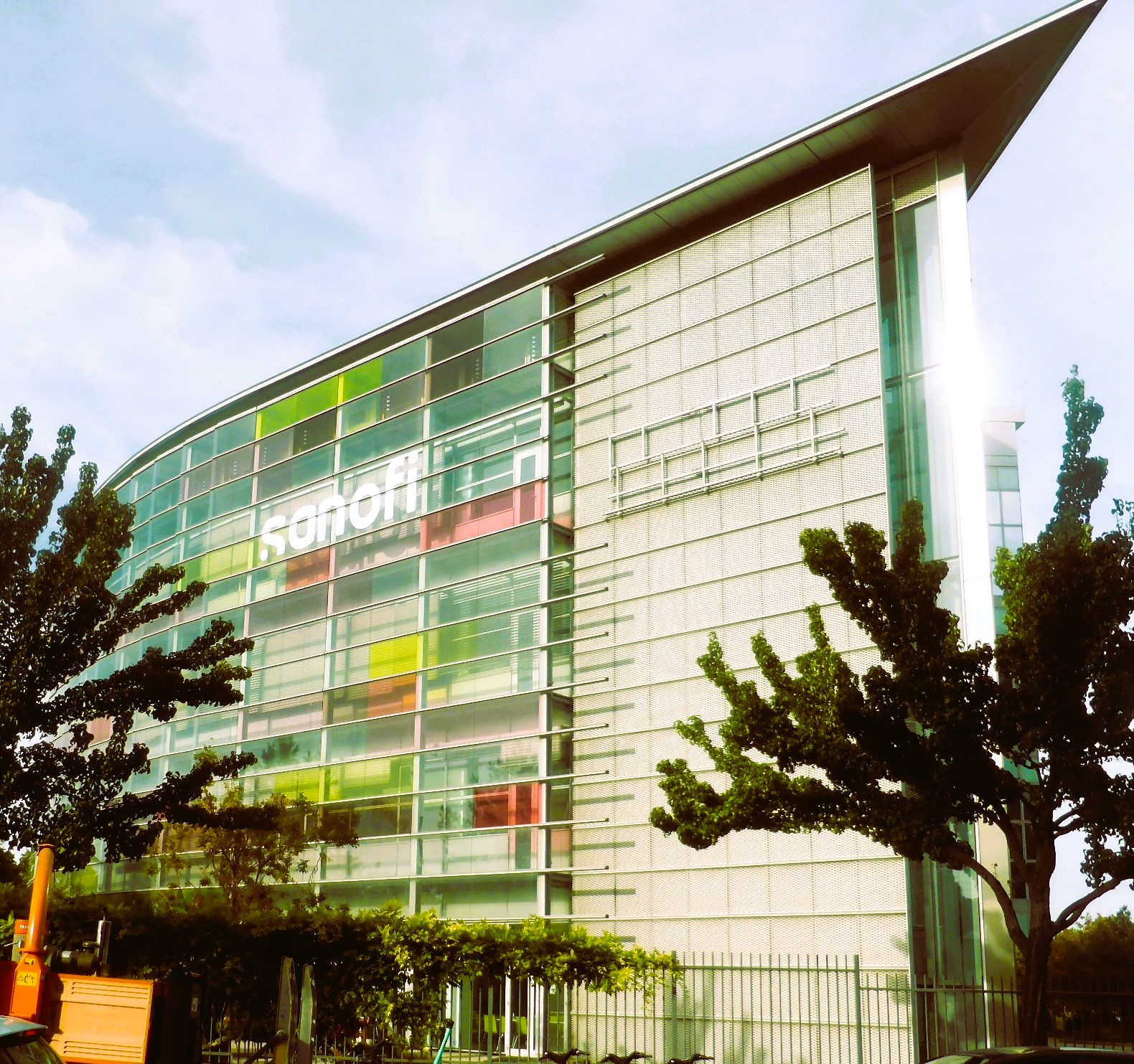
Sanofi

Chacune de ces firmes a son domaine bien défini. Mérieux s'est d‘abord fait connaître comme un grand spécialiste des vaccins pour les espèces animales avec la fondation en 1947 de l'Institut rrançais de la fièvre aphteuse. Son domaine s'est élargi à la détection des maladies humaines infectieuses. Il est capable de détecter les agents pathogènes les plus dangereux dans le respect des normes de sécurité les plus drastiques : le labo P4 a ainsi mérité la visite du président de la République en 1999. Aguettant, dans son nouveau siège depuis 2012, est le grand spécialiste des ampoules d'injection dans toute la gamme des interventions. Quant aux nouveaux venus, l'Allemand Boehringer-Ingelheim, qui emploie 700 salariés dans un bâtiment impressionnant, il regroupe toutes les activités industrielles, tertiaires et de recherche-développement dans le domaine de la santé animale. Sanofi est le spécialiste, seul au monde, de sérums anti-lymphositaires qui permettent la pratique des greffes d'organes avec le maximum de sécurité.
Cette puissante concentration de leaders a exercé un pouvoir d'attraction sur divers organismes déjà présents à Lyon. Le Centre International de recherche sur le Cancer vient ainsi en 2023 de quitter la tour qu'il occupait près de l'hôpital de Grange Blanche depuis 1963 pour s'installer sur l'avenue Tony Garnier dans un immeuble spacieux de 15 000 m2 avec ses 400 chercheurs de 50 nationalités. L'Agence Nationale de Sécurité Sanitaire (ANSES) se concentre aussi sur le domaine des vaccins. Il s'agit de résoudre les problèmes posés en cas de résistance aux traitements habituels de maladie et donc de « promouvoir le développement de vaccins contre les pathogènes résistants et accélérer leur mise sur le marché dans les domaines de la santé animale et végétale et de l'alimentation humaine ». Le bâtiment de 8 300 m2 où œuvreront 50 agents sera fonctionnel en 2024. Une petite forêt de 500 arbres symbolisera cette alliance entre les différents éléments du monde vivant. Les Hospices civils de Lyon ont depuis octobre 2022 leur département de recherche dans un immeuble de l'avenue Alexander Fleming. Celui-ci, qui fédère tous les services chargés de recherche des Hospices, est idéalement placé pour assurer le suivi des relations avec les organismes de santé extérieurs. L'institut Pasteur a fermé ses locaux de la rue homonyme dans le quartier de la Guillotière et est devenu partie prenante de Bioasteur aux côtés de divers partenaires dont Sanofi. Ils coordonnent leur recherche sur des produits d diagnostic et produisent leurs propres vaccins et sérums.

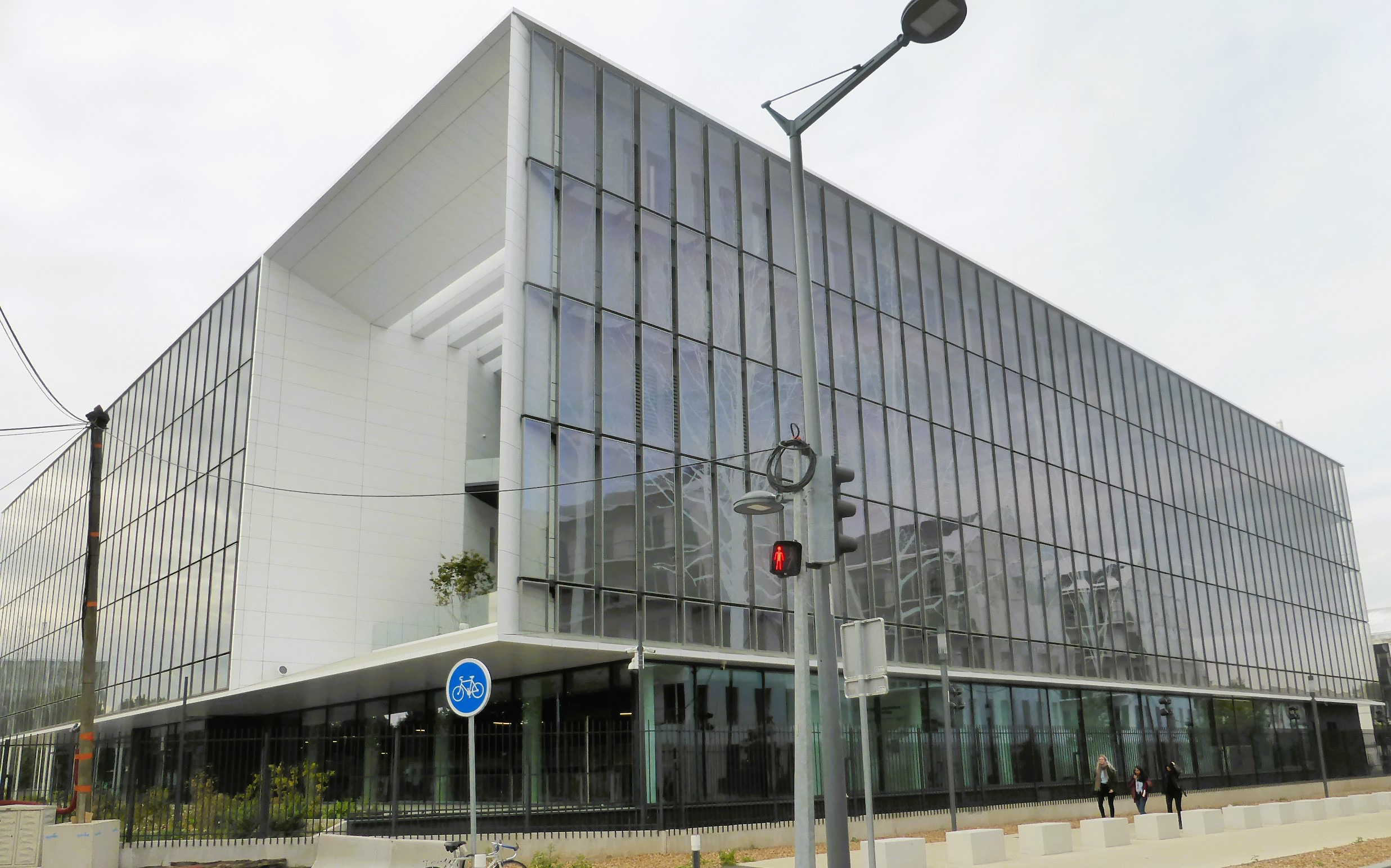
Lutte contre le Cancer
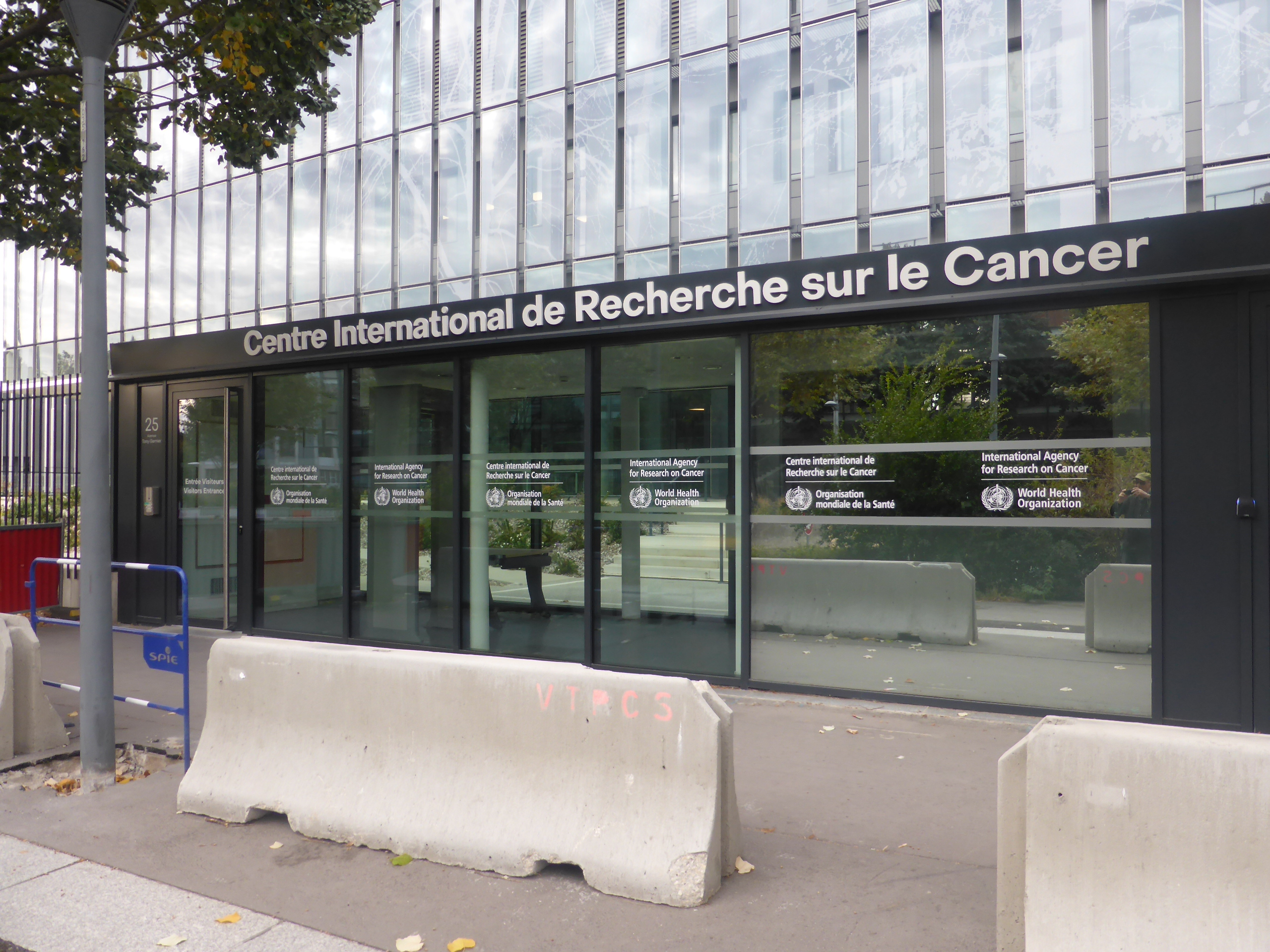
Centre contre le Cancer
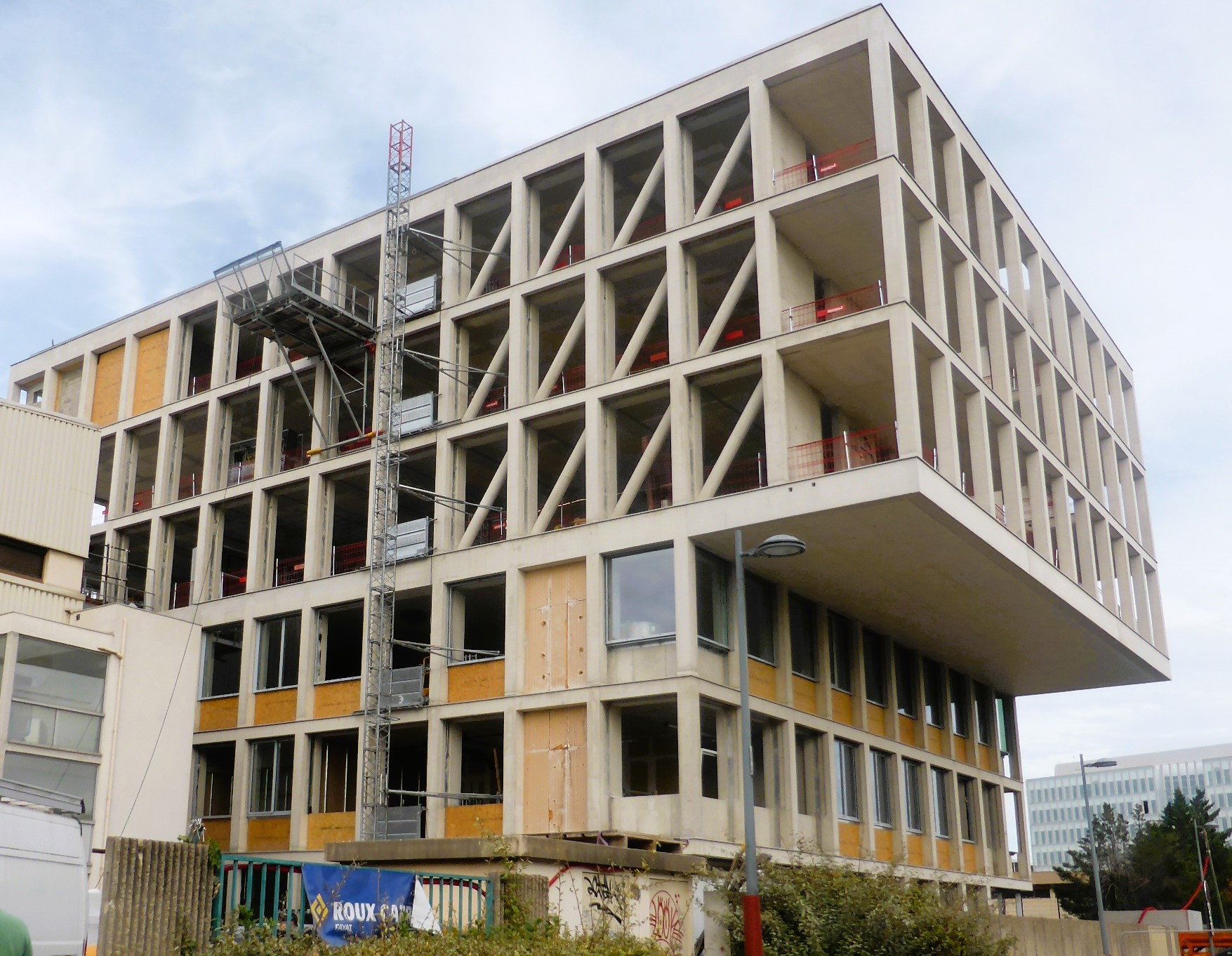
Immeuble Anses
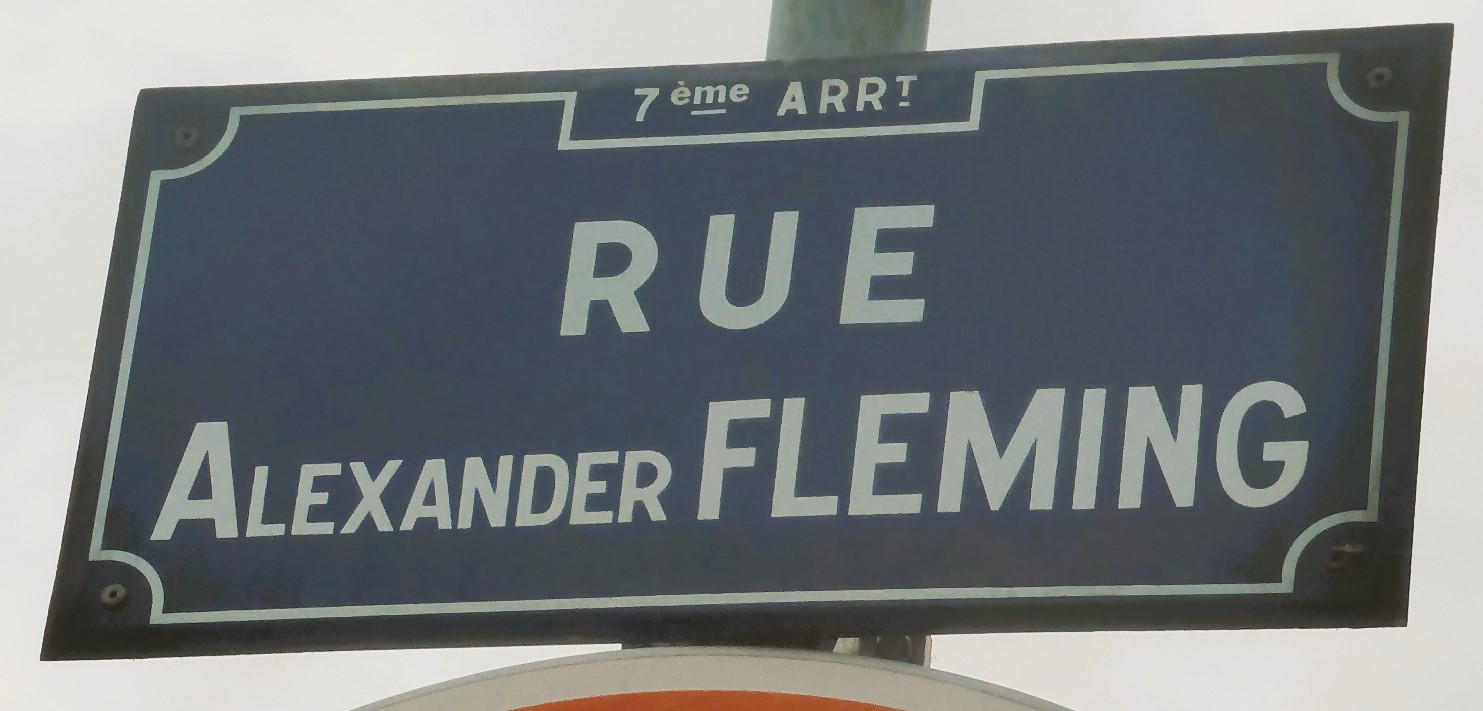
Rue Alexander Fleming

On peut mesurer le rayonnement international de ce Biodistrict qui regroupe 5 000 professionnels du monde de la santé par le choix de Gerland comme siège de l'Académie OMS. Celle-ci aura en charge la formation de 16 000 étudiants en présentiel mais pourra en toucher 10 millions dans 194 pays en diffusant en 6 langues. Les travaux engagés par le Conseil Régional en 2021 ne prendront fin qu'en 2027, mais la première tranche est en voie d'achèvement. Les 29 000 m2 des bâtiments resteront la propriété du Conseil régional qui les louera à l'OMS.

### Un cheminement contrasté
Le septième arrondissement a été progressivement desservi par la ligne B du métro de la Part Dieu jusqu'à la place Jean Macé en 1981 puis au stade de Gerland en 2000. Chacune de ses cinq stations peut être prise comme une étape dans la découverte du nord vers le sud des visages contrastés de l'arrondissement.

#### Saxe-Gambetta
Au départ de la station Saxe-Gambetta, on entre à la Guillotière. Faute d'entretien du patrimoine, la taudification a permis de se loger à bas prix. Le peuplement s'est radicalement modifié. Sans doute ce quartier avait-il toujours été un carrefour des immigrations, mais il s'agissait autrefois de migrations de proximité en provenance des provinces françaises ou d'Italie du nord. Le phénomène s'est amorcé au nord de la place du Pont (actuelleGabriel Péri) dans le troisième arrondissement. S'y était « développé « un maillage très serré de commerces (magasins d'habits, restaurants, boucheries, épiceries, commerces d'import-export, etc) tenus par des Maghrébins, des Juifs, des Arméniens [...] Il attire une clientèle dense et devient un espace de sociabilité, d'échange de services, de circulation d'information pour les Maghrébins de la région lyonnaise ». Par contagion, la partie sud de la place a vu se concentrer à partir des années 1970 des populations d'origine asiatique, à commencer par des Cambodgiens souvent d'origine chinoise fuyant la dictature des Khmers rouges. Ils ont été imités par d'autres réfugiés laotiens, vietnamiens, et cette diaspora s'est unifiée au point qu'en 1981 a été créée l'Association des Chinois d'Outremer à Lyon célébrant la fête du nouvel an. Dans les années 1990 ces populations ont été rejointes par des contingents de l'Afrique subsaharienne tout au long de la Grande rue de la Guillotière et au départ de la rue Sébastien Gryphe. « Ils se dotent peu à peu de coiffeurs, d'épiceries, de restaurants togolais, sénégalais, camerounais ou ivoiriens qui font de ces rues un espace de ressources mais aussi de sociabilité pour les ressortissants de ces pays ».

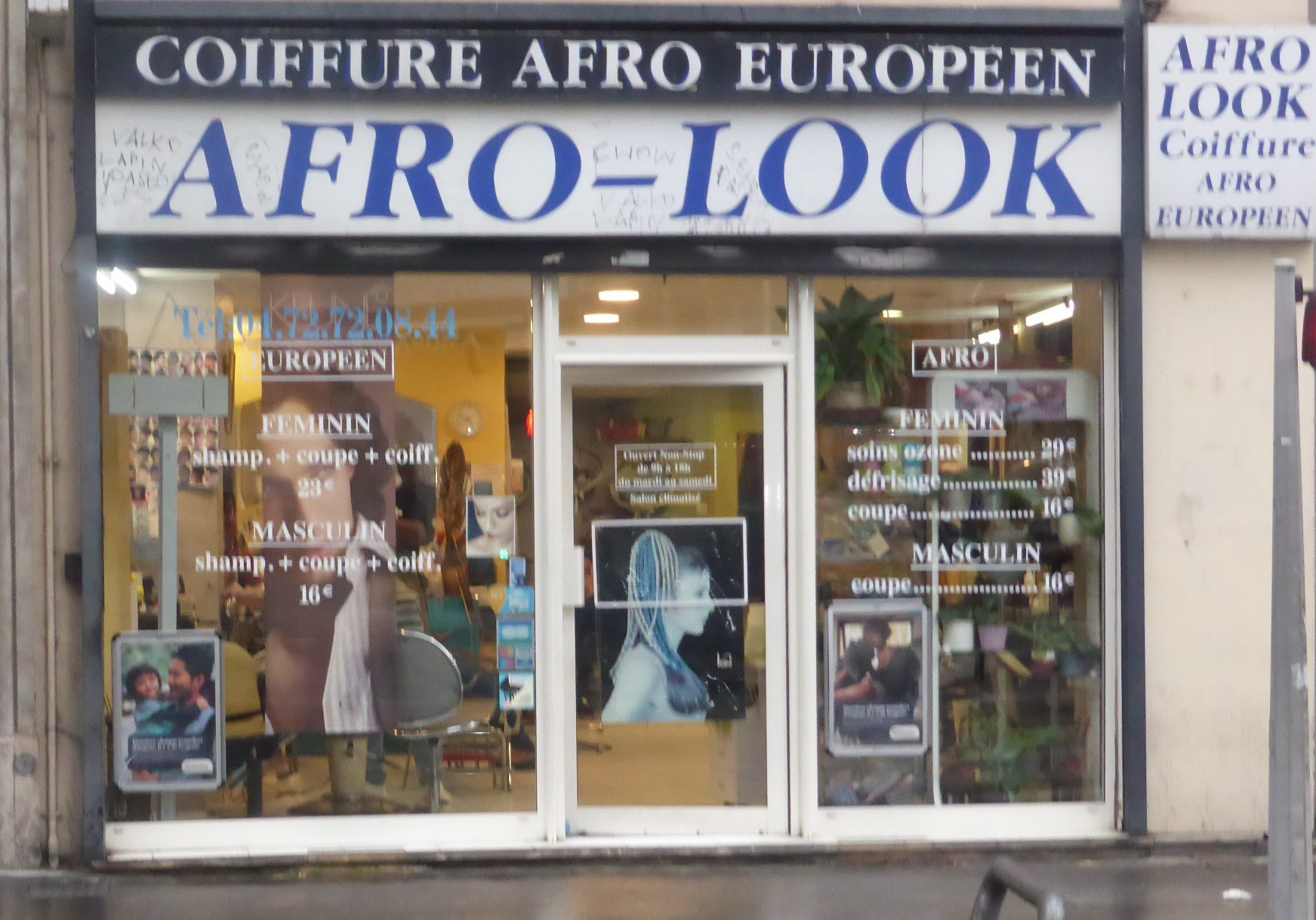
Coiffure Afro
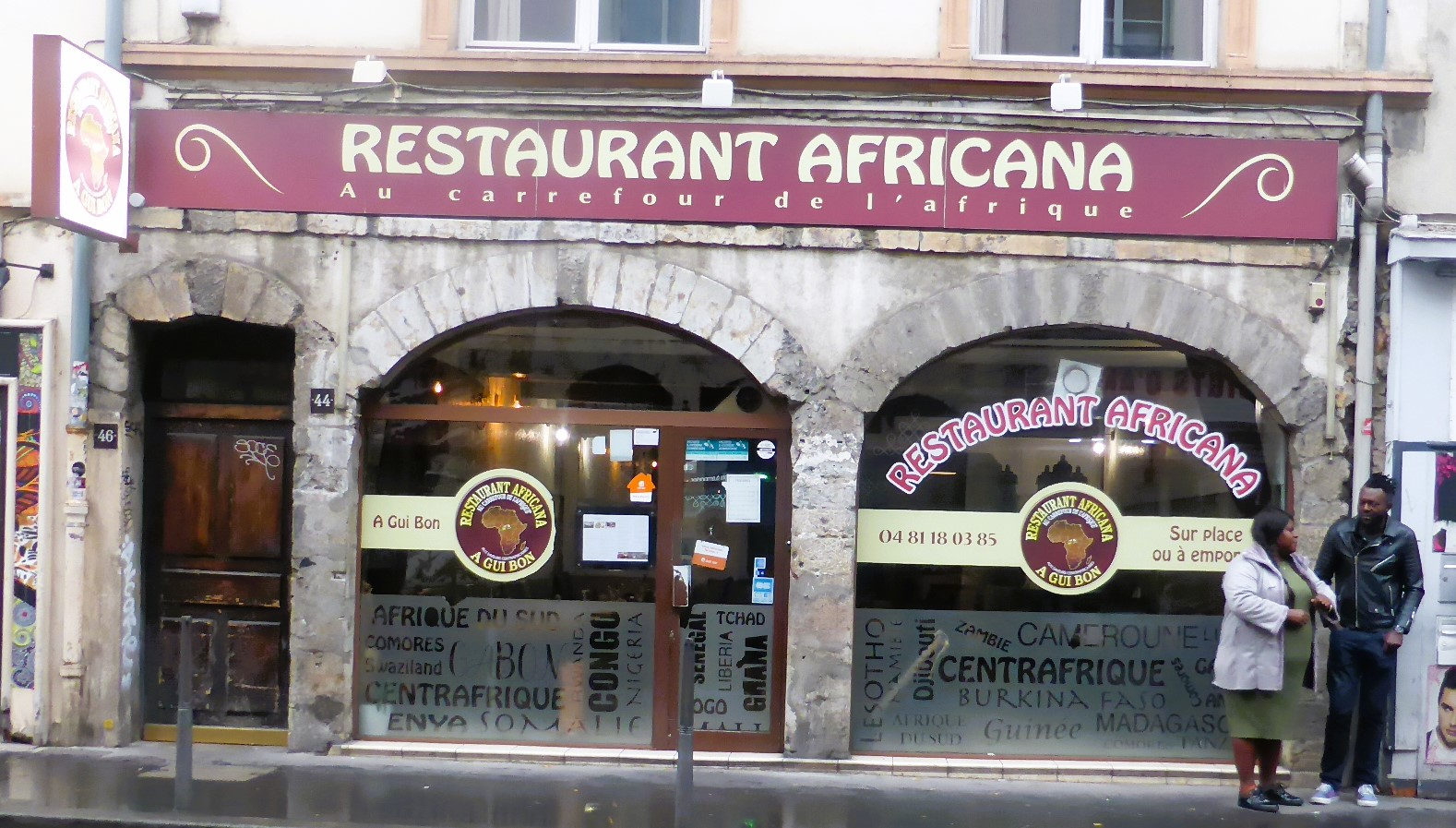
Restaurant Africana
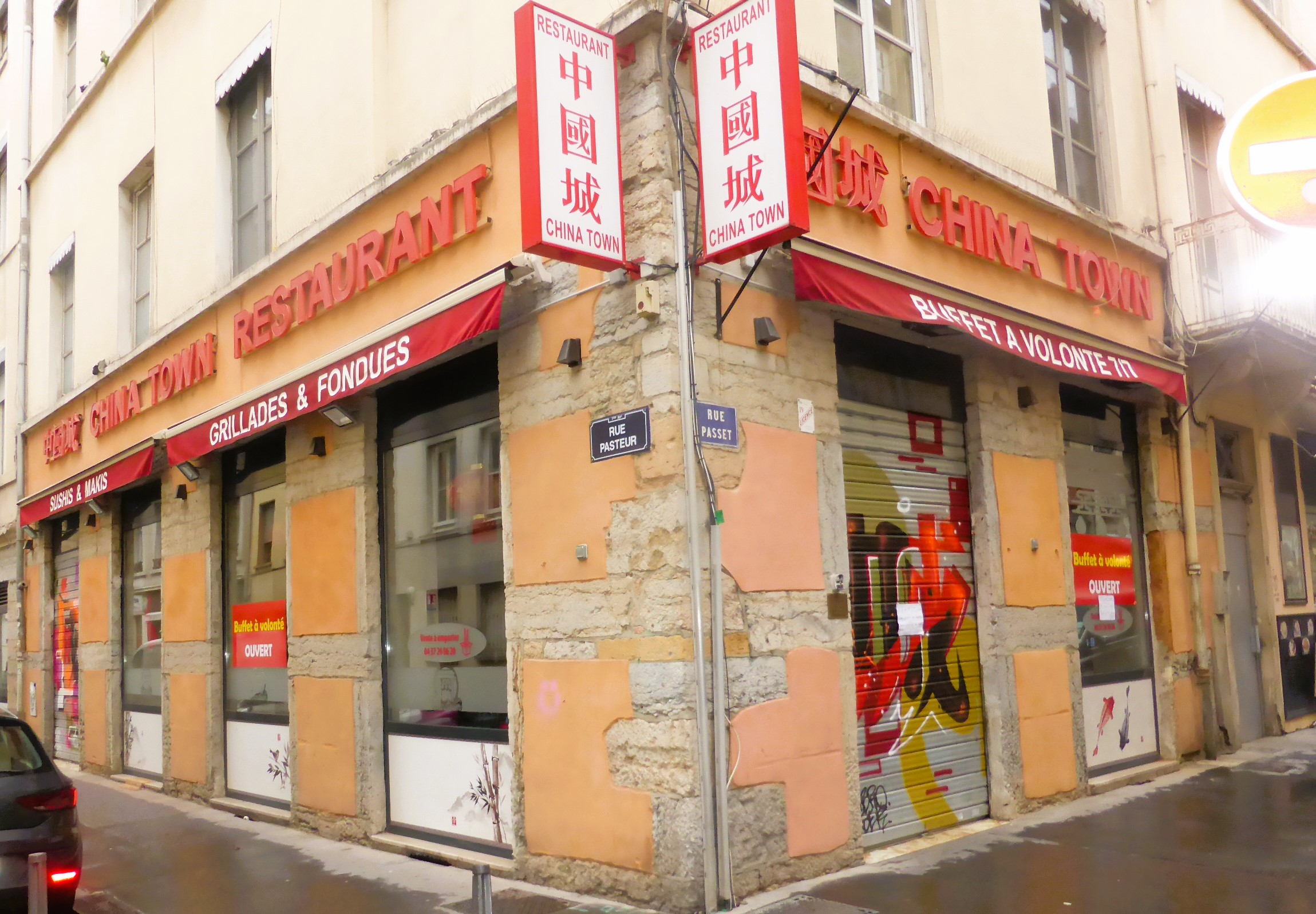
China town
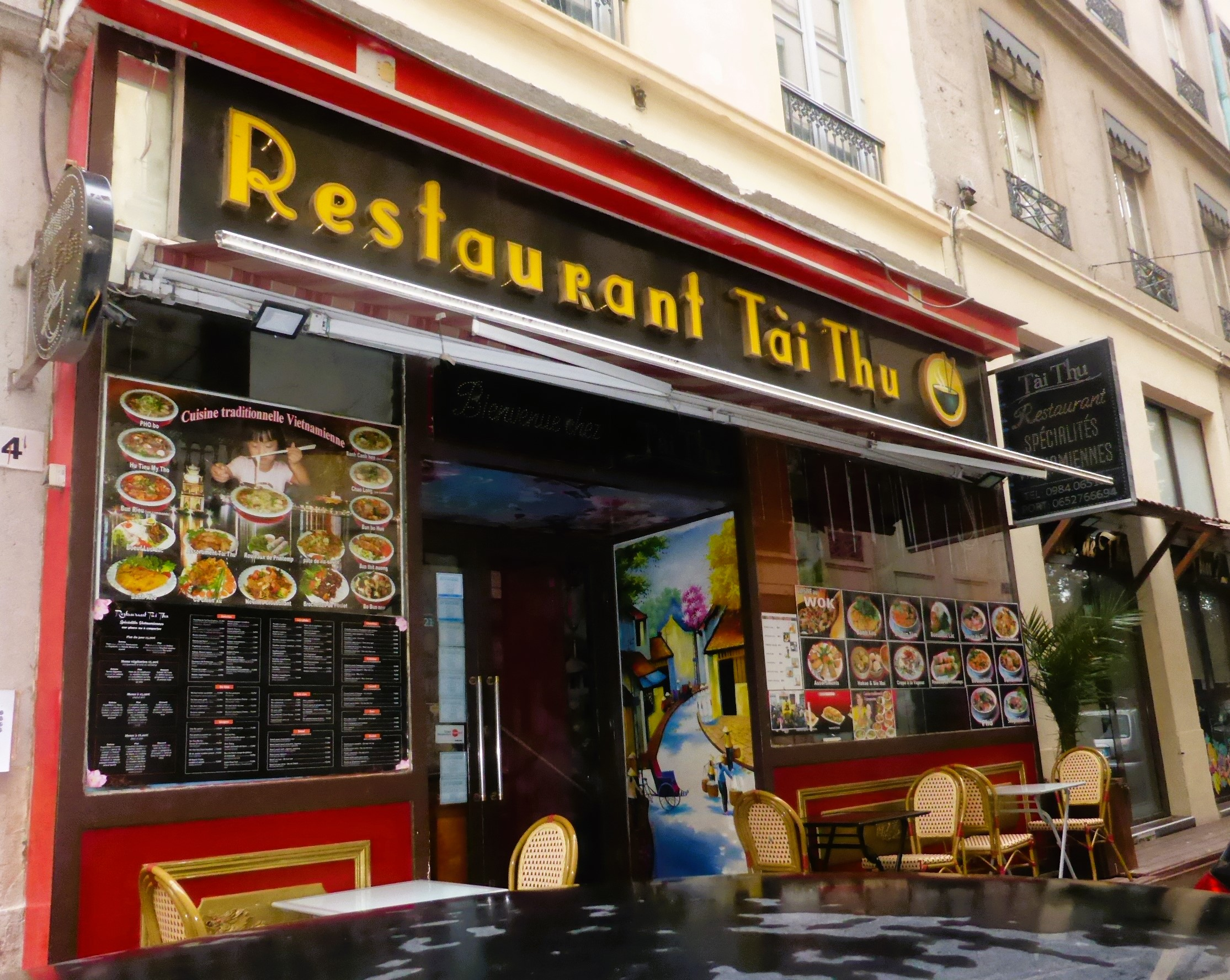
Restaurant Thài Thu
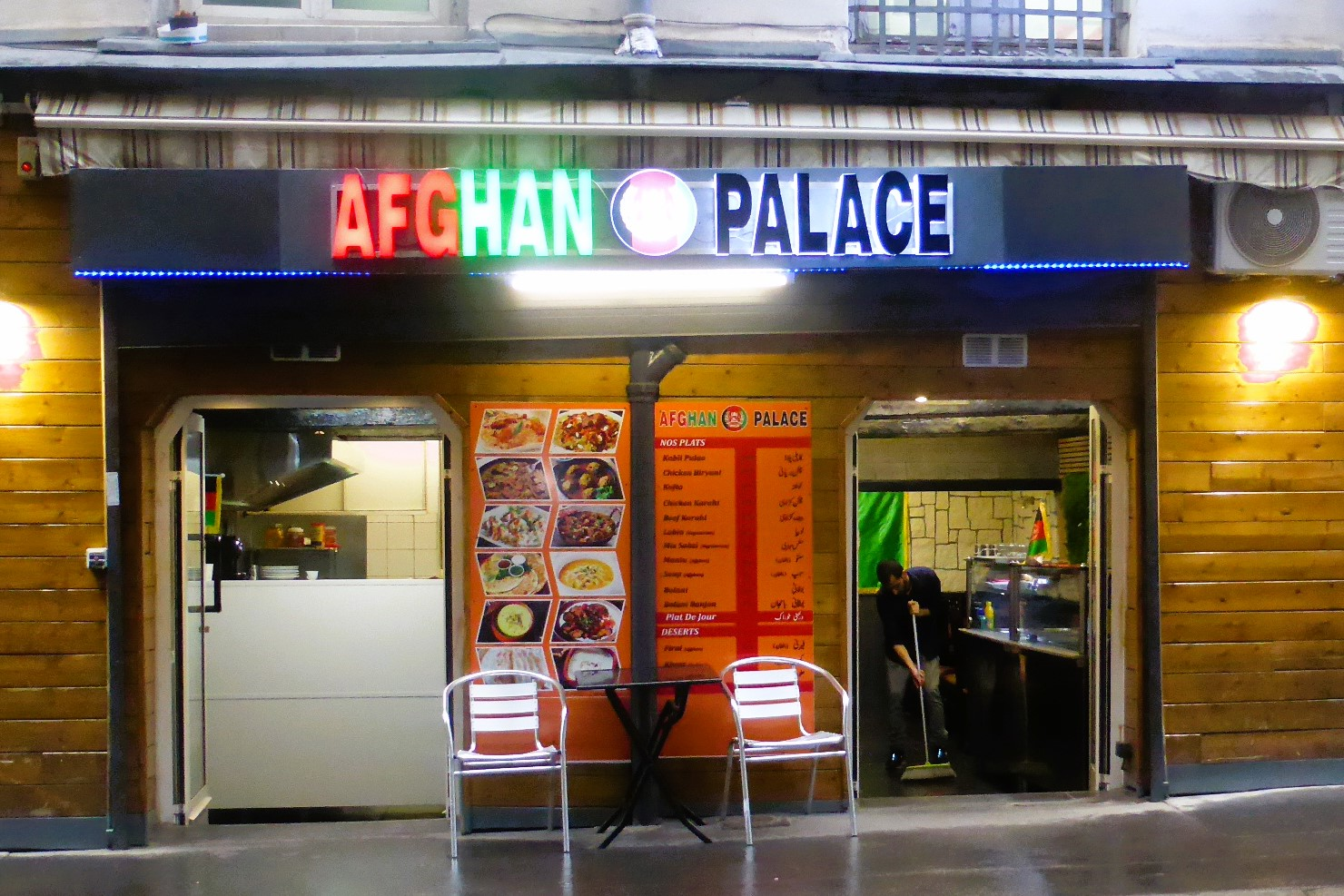
Afghan palace
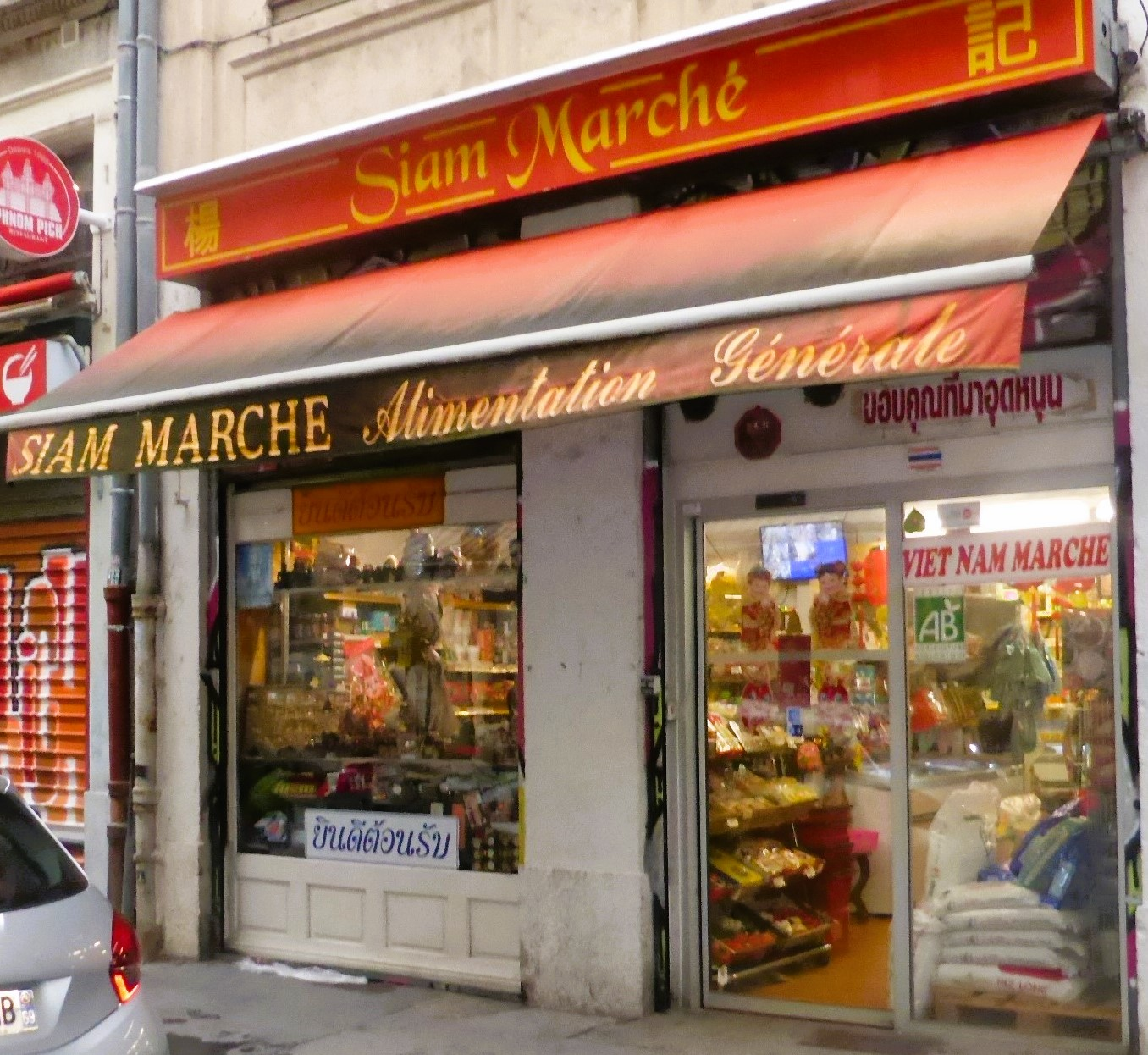
Siam marché
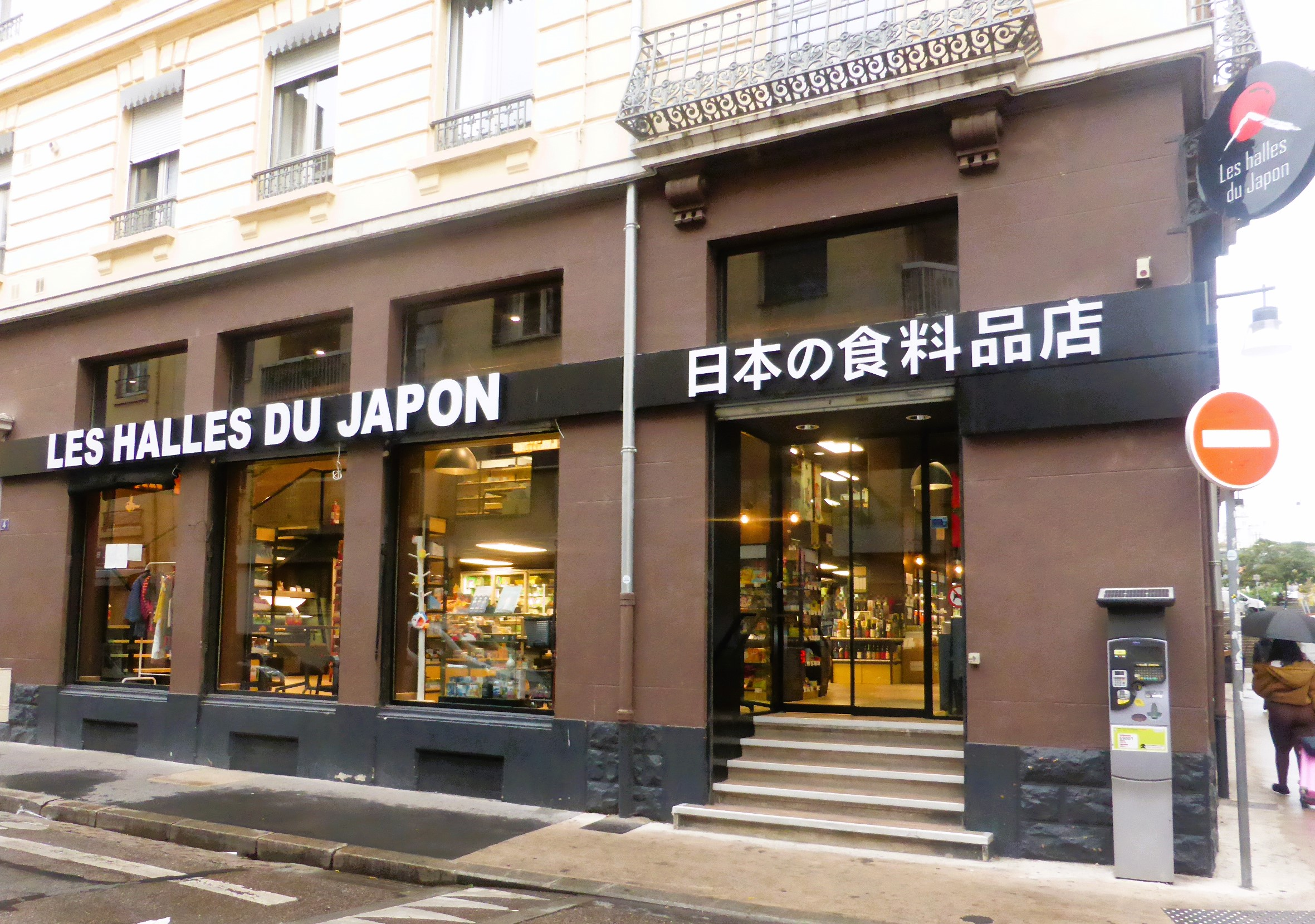
Halles du Japon

#### Jean Macé

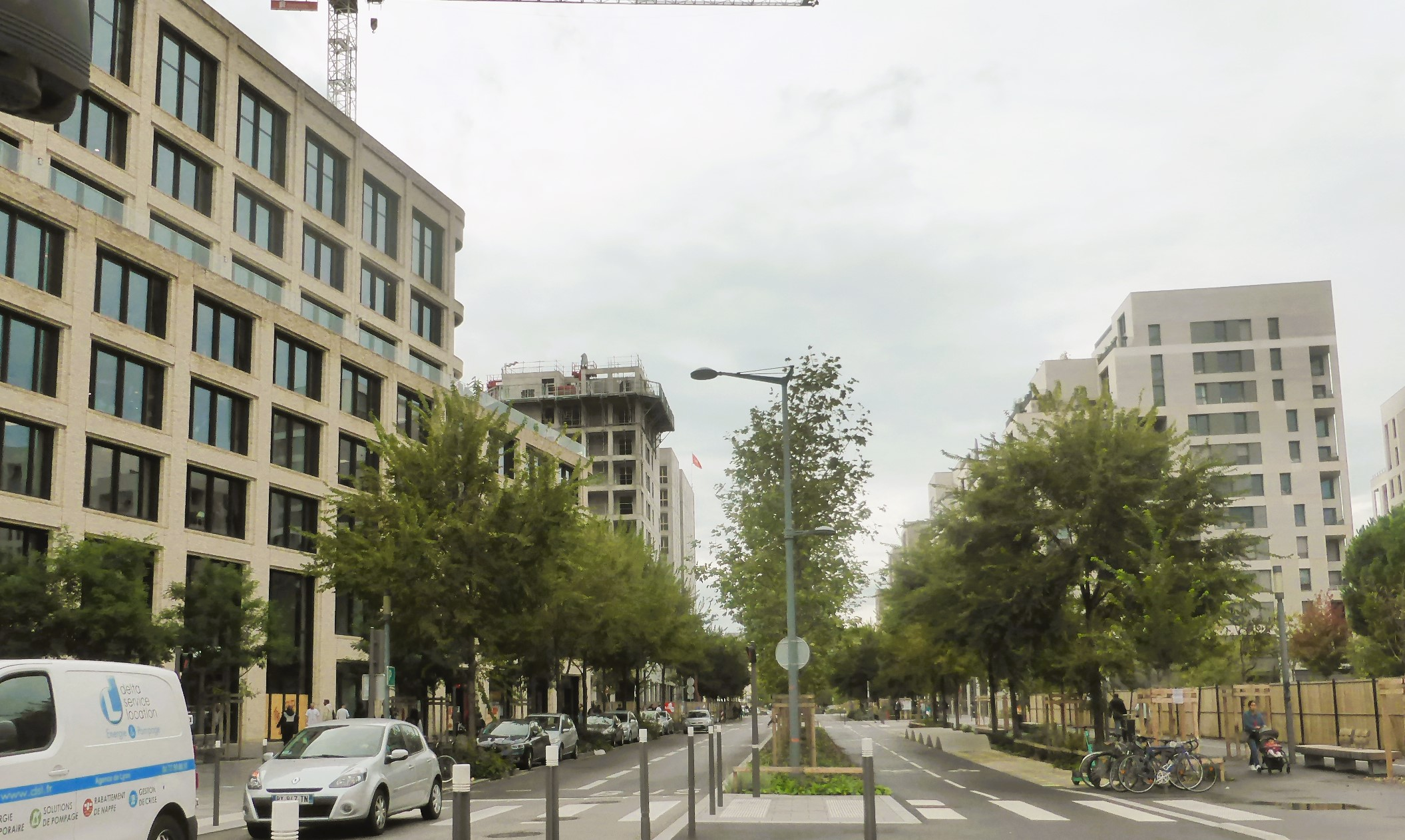
Rue des Girondins.

Deuxième étape dans notre cheminement, la place Jean Macé continue d'exercer un rôle central pour les démarches en mairie et pour les mariages ; le marché deux fois par semaine est très fréquenté. On a accès à toutes les sortes de services civils, religieux, hospitaliers, estudiantins dans la proximité. Ce rôle s'est même accru depuis qu'aux lignes d'autobus dont deux  ont points de départ se sont ajoutées les dessertes par la ligne B de métro en l'an 2000, en 2001 la ligne de tramway n° 2 du Confluent à Saint Priest, en 2009 une gare SNCF permettant de rayonner dans un vaste secteur régional, enfin, en 2001, la ligne de tramway n° 2 du Confluent à Saint Priest.

#### Place Jean-Jaurès
Au sortir de la station place Jean Jaurès on débouche sur la rue des Girondins. Il ne s'agit pas d'un carrefour car on n'est pas à un véritable croisement entre deux grandes artères. Dans le prolongement de cette rue vers l'ouest il est bien projeté de construire un pont - ou une passerelle? – pour le franchissement du Rhône mais on aboutit à un cul-de-sac. Et pourtant on est fondé géographiquement à parler de centralité car on est à équidistance entre la Guillotière et le stade de Gerland. D'autre part, ce quartier a été le dernier à être véritablement gagné par l'urbanisation et les programmes immobiliers très ambitieux , déjà en grande partie réalisés, portent sur des immeubles de grande qualité et à nombreux étages. La densité de la population déjà forte est appelée à croître considérablement. Enfin, l'environnement est particulièrement soigné. La rue des Girondins aux très larges trottoirs et plantée d'arbres est une véritable promenade et sera jouxtée par un parc dédié à l'écrivain Václav Havel, un des héros de l'indépendance tchèque.

#### Debourg
Au contraire de la station place Jean-Jaurès, celle de Debourg correspond à un croisement important. En direction de l'ouest, le franchissement du Rhône est assuré par deux ponts. Par le pont Pasteur contemporain de la construction des abattoirs transite le trafic automobile jusqu'à l'autoroute A7. Le pont Raymond Barre qui l'a doublé en 2013 est réservé aux piétons et aux tramways. En effet, la station de métro correspond au départ des deux lignes T1 et T6 en direction respective  et opposée de Villeurbanne et de Bron. À la sortie du métro s'imposent les très spacieux bâtiments de l'École normale supérieure de lettres. La bibliothèque interuniversitaire Denis Diderot est en façade, légèrement en retrait du parvis René Descartes. Sa présence est symbolique de l'une des deux activités très valorisantes du quartier auquel conduit vers l'ouest la rue Debourg : l'enseignement de haut niveau. Par cette rue on parvient effectivement aux deux écoles normales supérieures transférées depuis Fontenay-aux-Roses et Saint-Cloud ainsi qu'au lycée international. Les étudiants sont hébergés dans des résidences. Par l'intersection de cette rue avec la rue Marcel Mérieux, on est également informé de l'entrée dans le fameux Biodisrict de Gerland. L'animation du secteur redouble lorsque le programme des spectacles attire la grande foule dans la halle Tony Garnier. En permanence le bureau de poste centralise tous les services que peuvent en attendre les habitants et les entreprises de l'ensemble de Gerland.

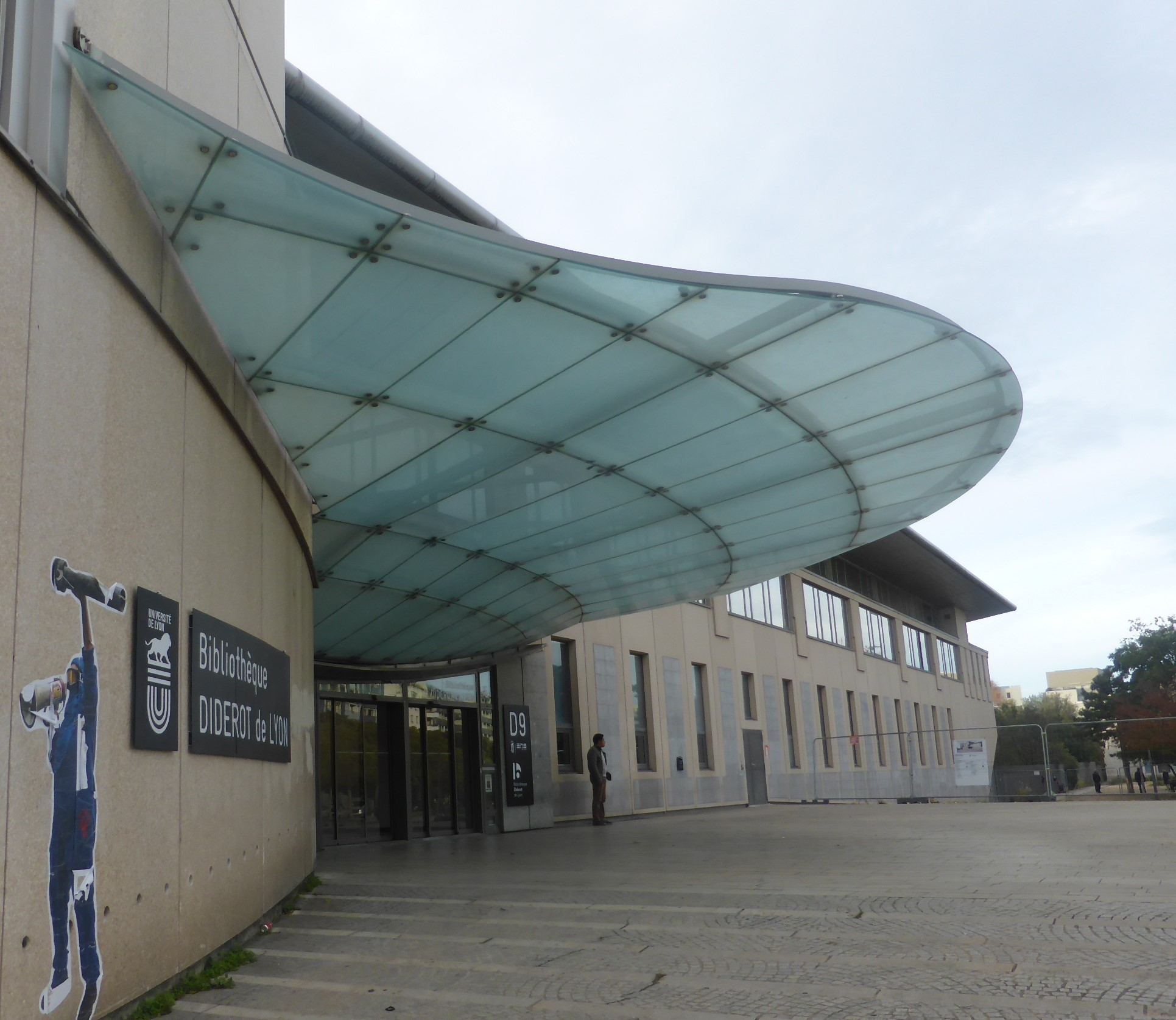
Bibliothèque Diderot.
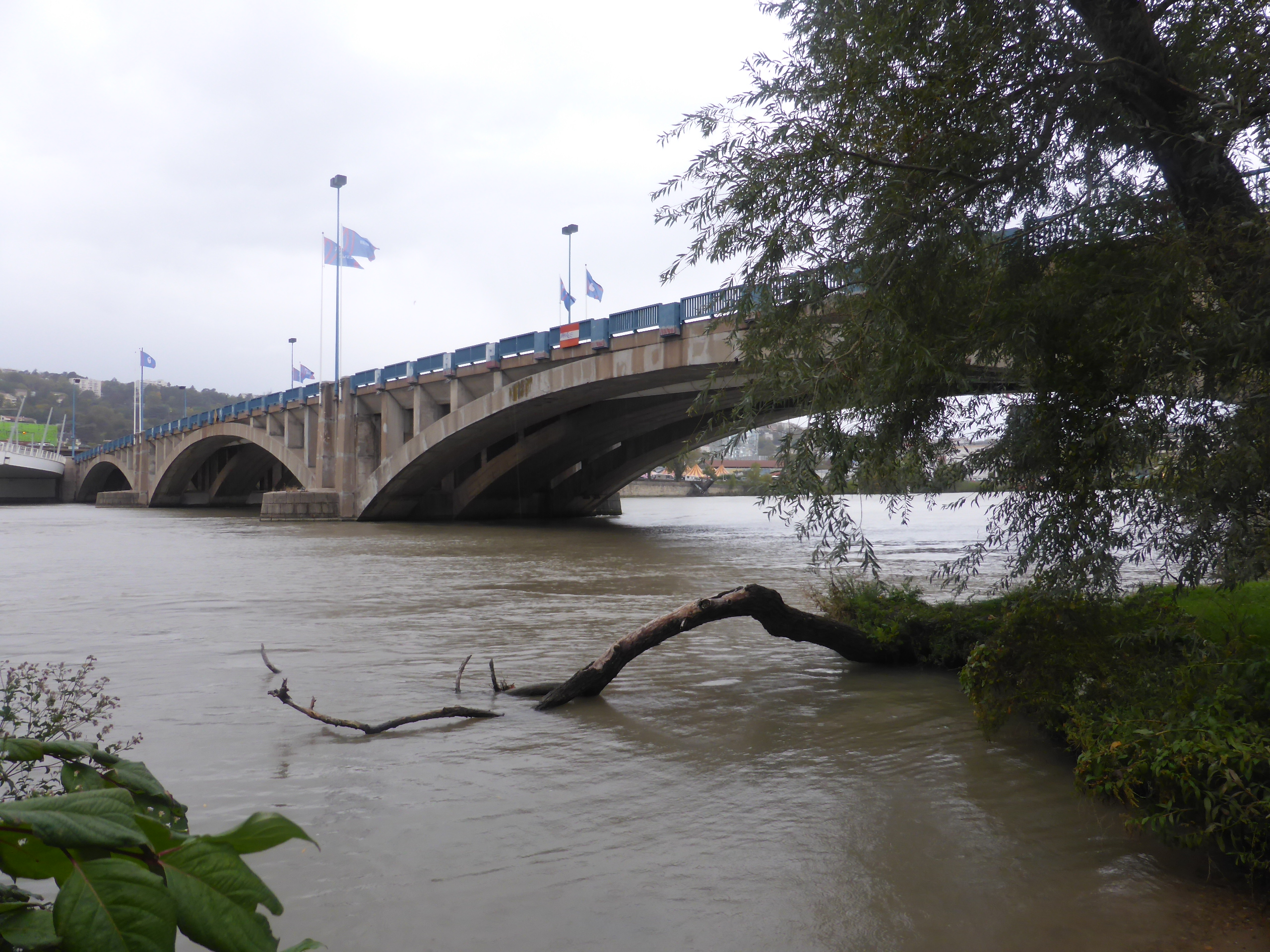
Pont Pasteur.
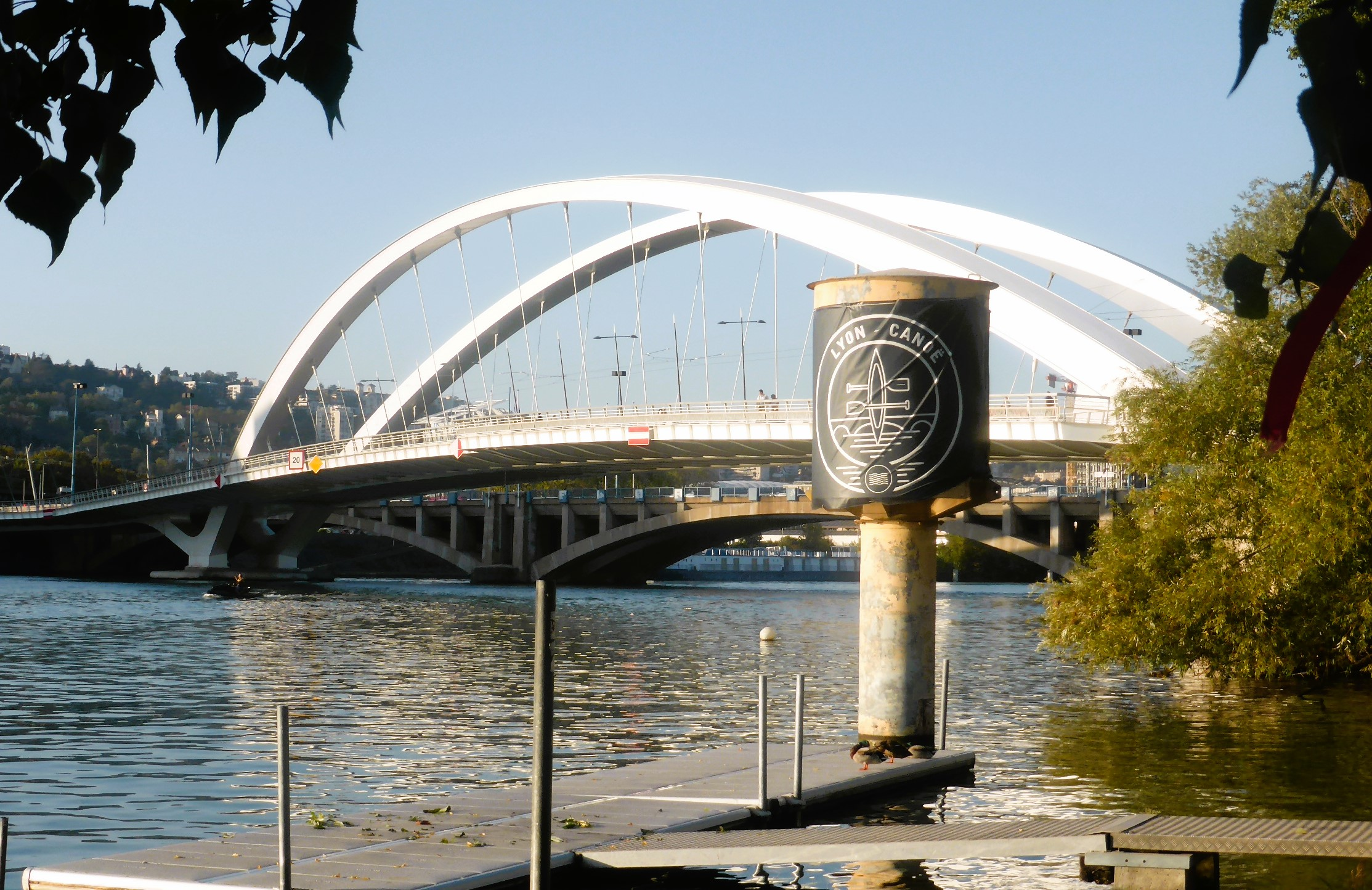
Pont Raymond Barre.

#### Stade de Gerland
Le choc est brutal pour l'automobiliste qui débouche à allure modérée de l'avenue Jean Jaurès lorsqu'il parvient à l'avenue Tony Garnier. Il n'est pas à un carrefour : il lui faut s'insérer dans cet axe de contournement sud de l'agglomération en direction des Alpes ou du Midi. Le trafic y est intense et rapide. Les seuls arrêts sont marqués pour les stations-services.
Cette portion de l'avenue Tony Garnier est en limite sud du continuum urbain. Son parcours est lui-même jalonné par les entreprises typiques du biopôle comme Boehringer Ingelheim. Dans son prolongement qui s'infléchit au sud sous le nom de boulevard Chambaud de la Bruyère, on retrouve la même atmosphère de quartier d'industries. Sur la ZAC Technosud Genzyme Sanofi côtoie Framatome, le plus gros employeur du septième arrondissement qui vient d'y transférer ses bureaux régionaux. Les 1 700 employés bénéficient d'ailleurs d'un service de ramassage propre. La présence de l'allemande BASF traduit la force d'attraction pour des entreprises étrangères. Entre biopôle et ZAC la haute cheminée de l'usine de chauffage où sont traités les déchets de la métropole se dresse comme un signal. L'Académie OMS est en construction en 2023 devant la sortie du métro. Elle aura en charge la formation de 16 000 étudiants en présentiel mais pourra en toucher 10 millions dans 194 pays en diffusant en 6 langues. Les travaux engagés par le Conseil Régional en 2021 ne prendront fin qu'en 2027. Les 29 000 m2 des bâtiments resteront la propriété du Conseil régional dont l'OMS sera locataire.

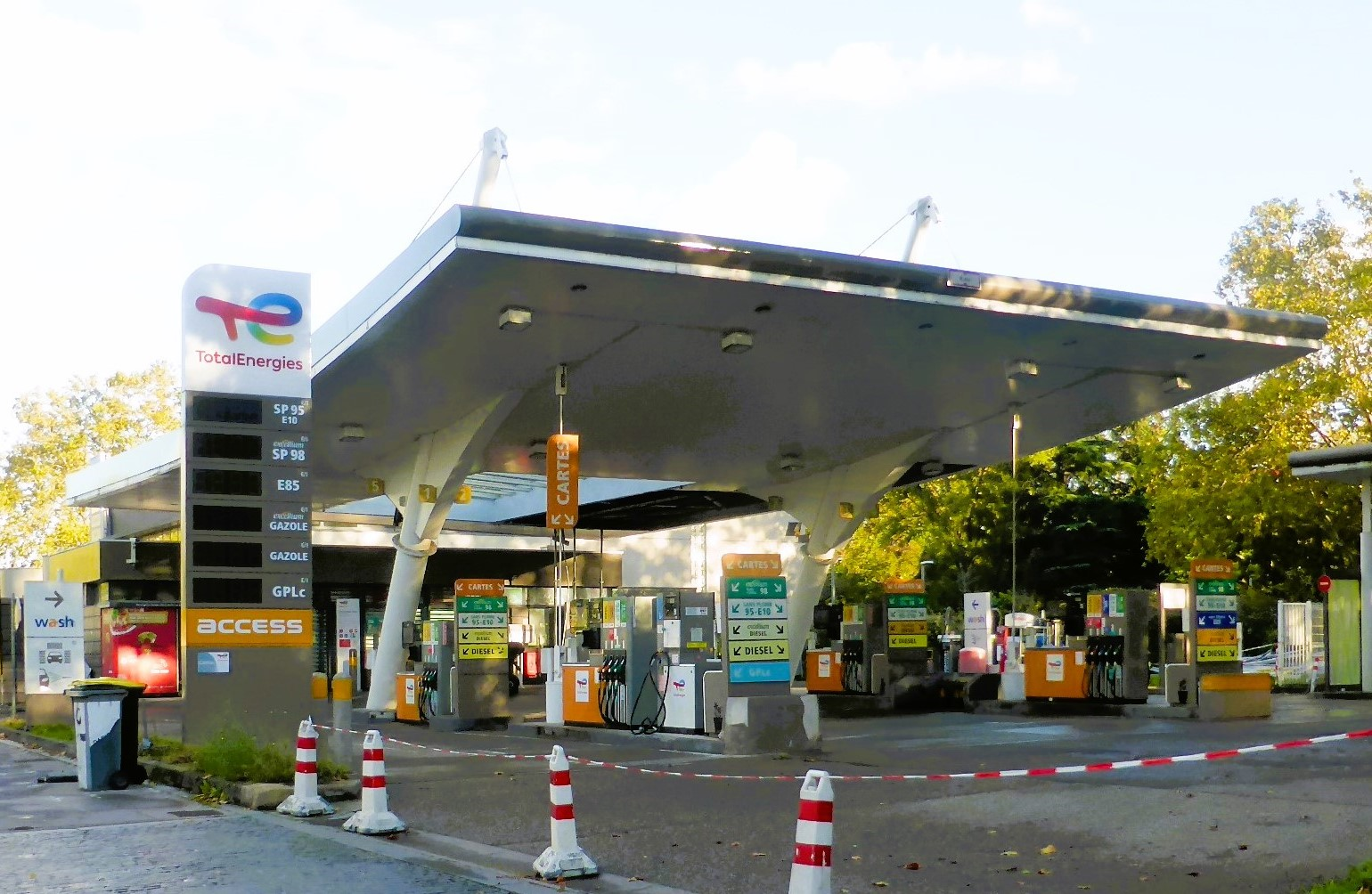
Station service.
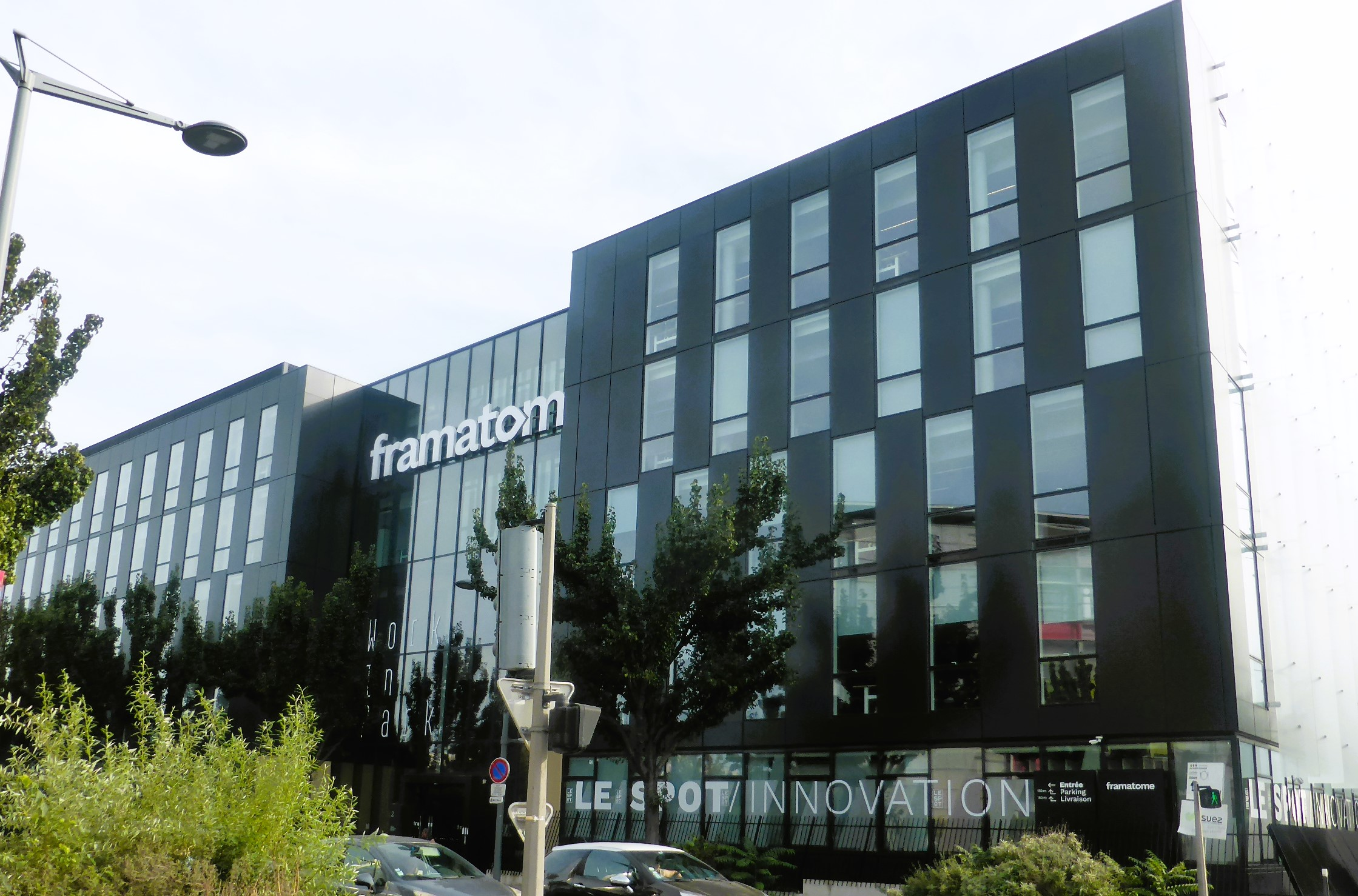
Framatome
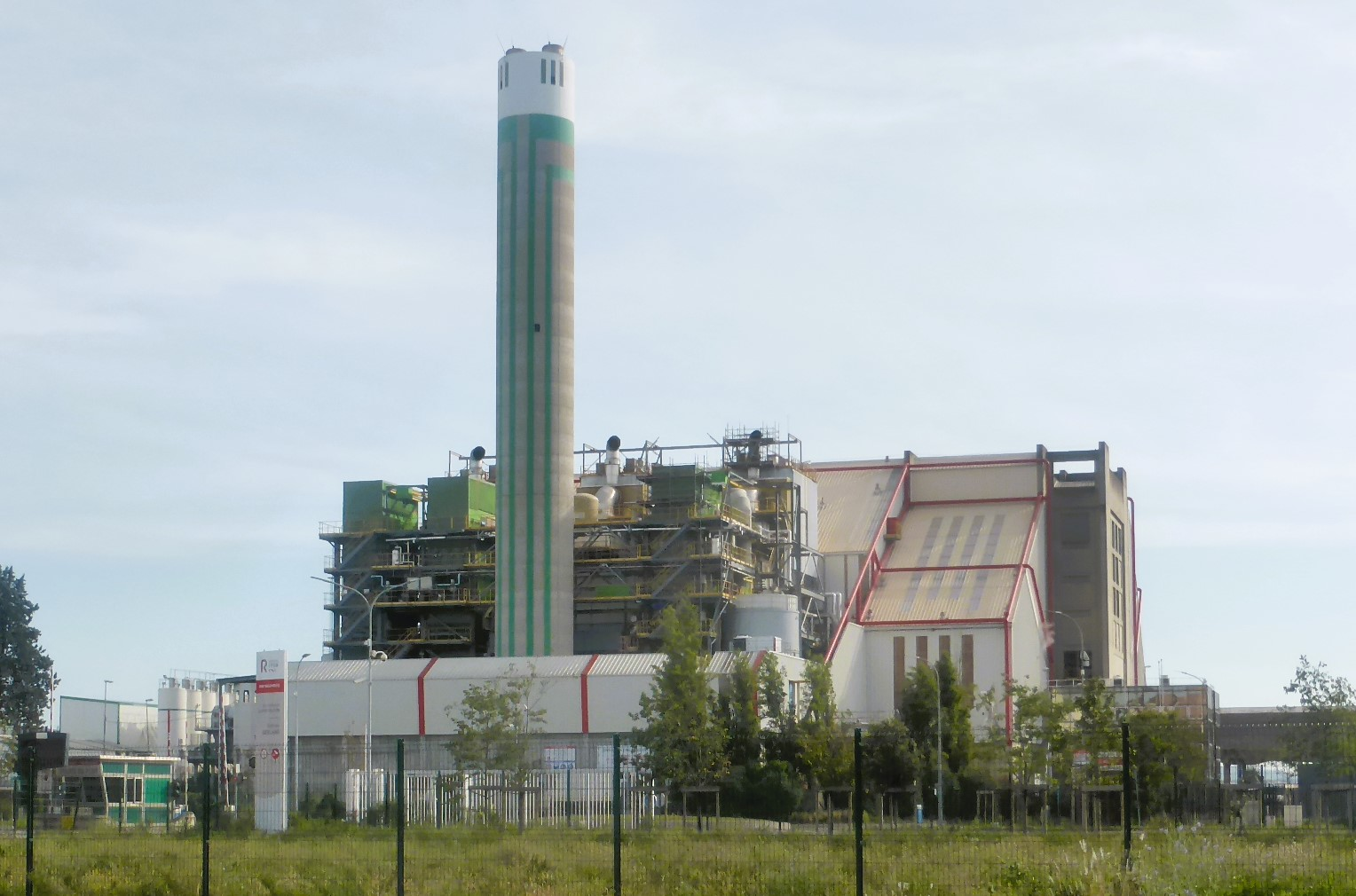
Centrale de chauffage
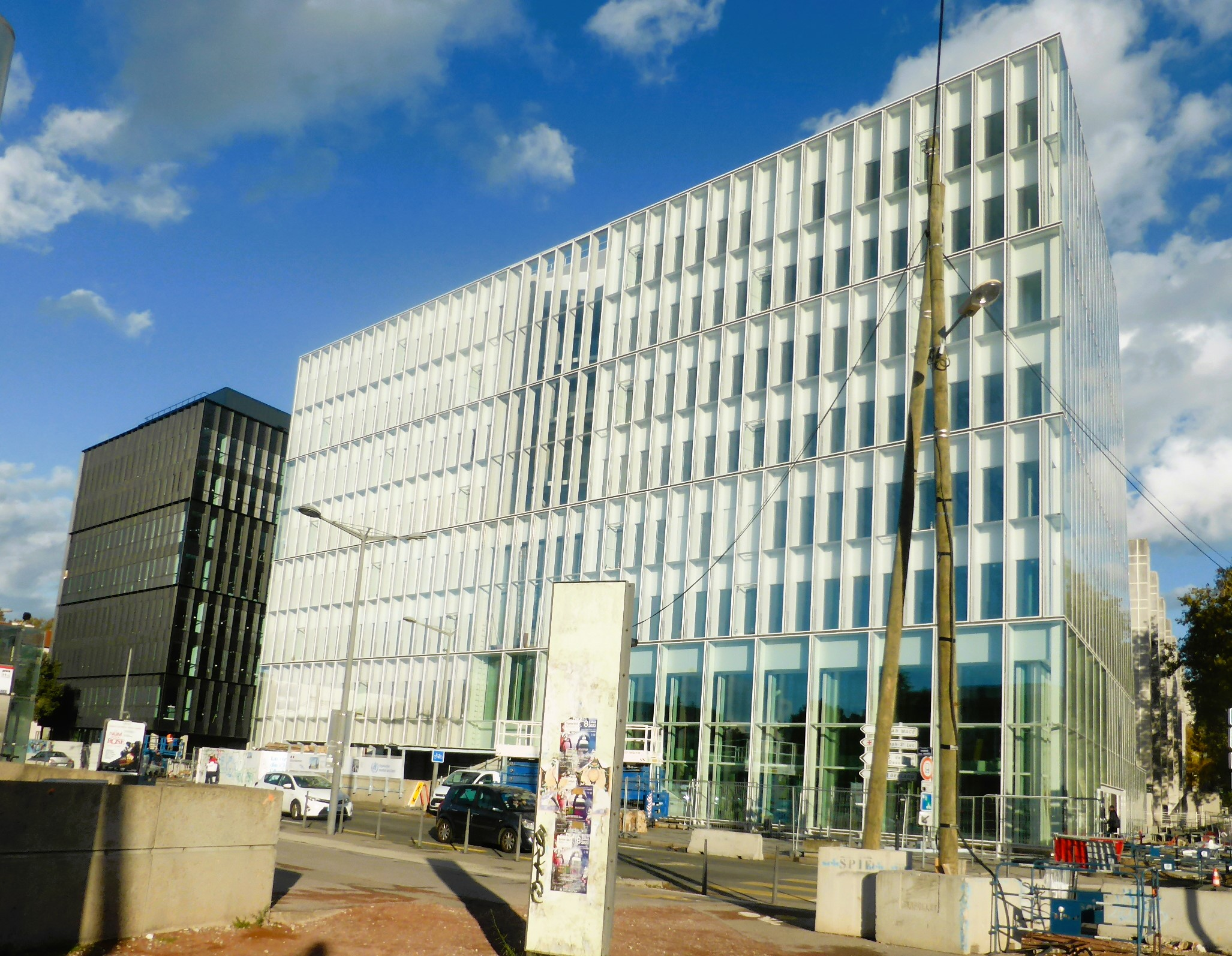
Académie OMS

Si l'on en prolonge son cheminement au-delà de l'avenue Tony Garnier jusqu'à l'extrémité de l'avenue Jean Jaurès, on parvient au plus grand espace de loisirs de l'arrondissement. Au départ, le point d'ancrage a été le stade de football où s'illustrait l'Olympique lyonnais transféré à Décines, dans la banlieue est en 2016. Cette même enceinte rénovée en 2017, pour ses virages particulièrement, est aujourd'hui sous le nom de Matmut stadium adaptée à la pratique du rugby. Mais à cette date les activités sportives s'étaient déjà multipliées depuis longtemps dans le secteur. Ainsi, le Palais des sports inauguré en 1962 par le maire Louis Pradel et le vainqueur de l‘Annapurna Maurice Herzog. En fait, cette appellation est trop limitative car, pouvant accueillir 8 000 personnes, il peut être affecté aux usages les plus variés (théâtre, concerts, expositions) voire inattendus comme l'élection de miss France, le meeting pour l'élection présidentielle de François Hollande ou le centre de vaccination contre le covid19. L'imposant skatepark de 1 500 m2 date de l'an 2000. La plaine de jeux comporte des courts de tennis, des terrains de football, une salle de boxe et une autre pour le tennis de table.

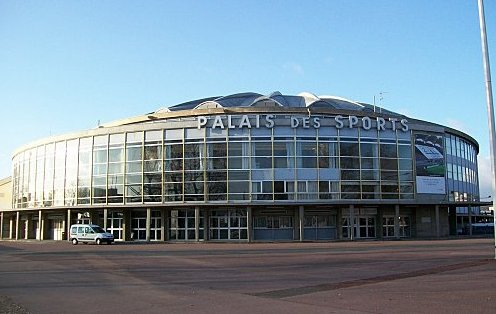
Palais-des-sports.
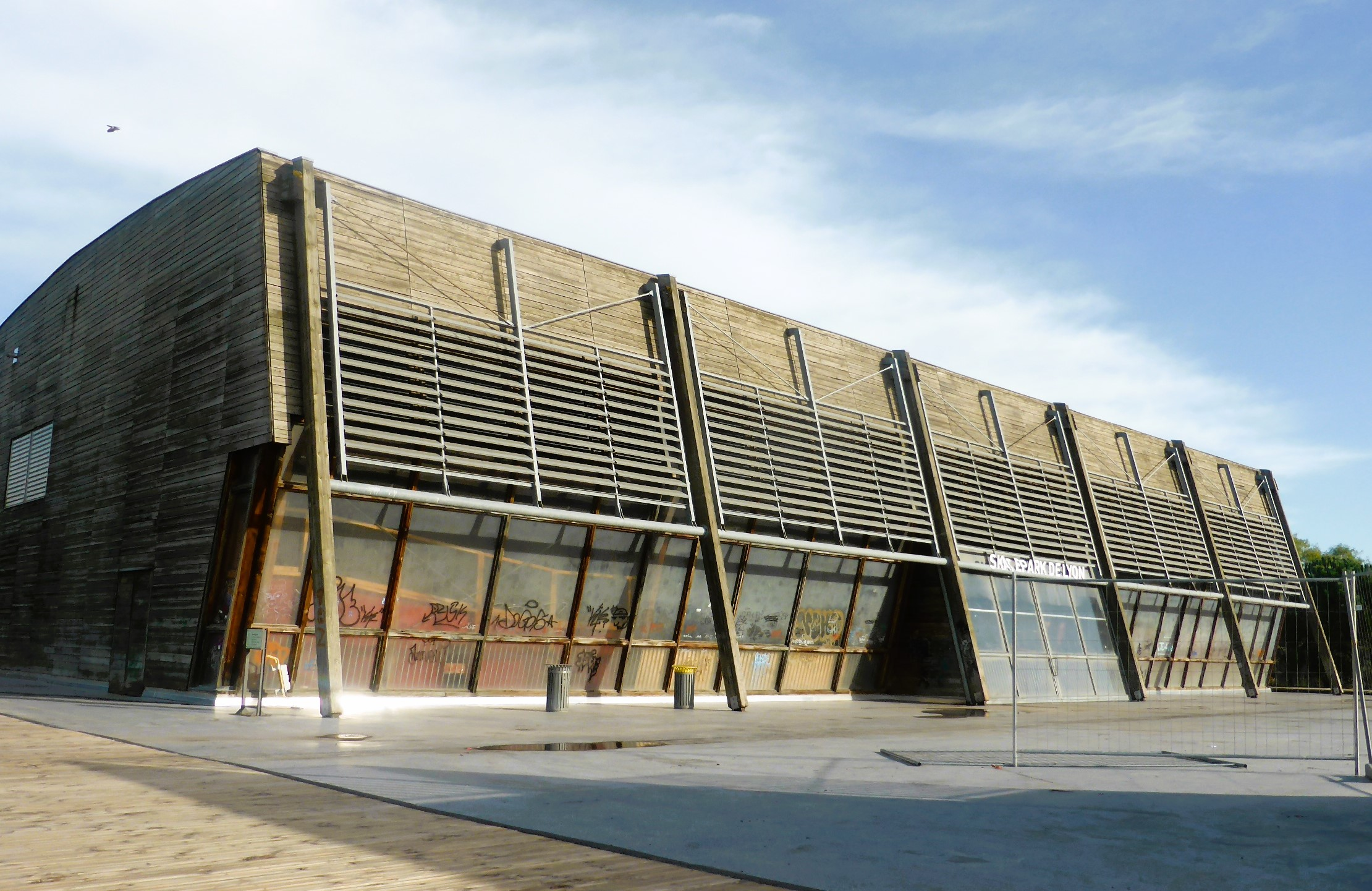
Skatepark
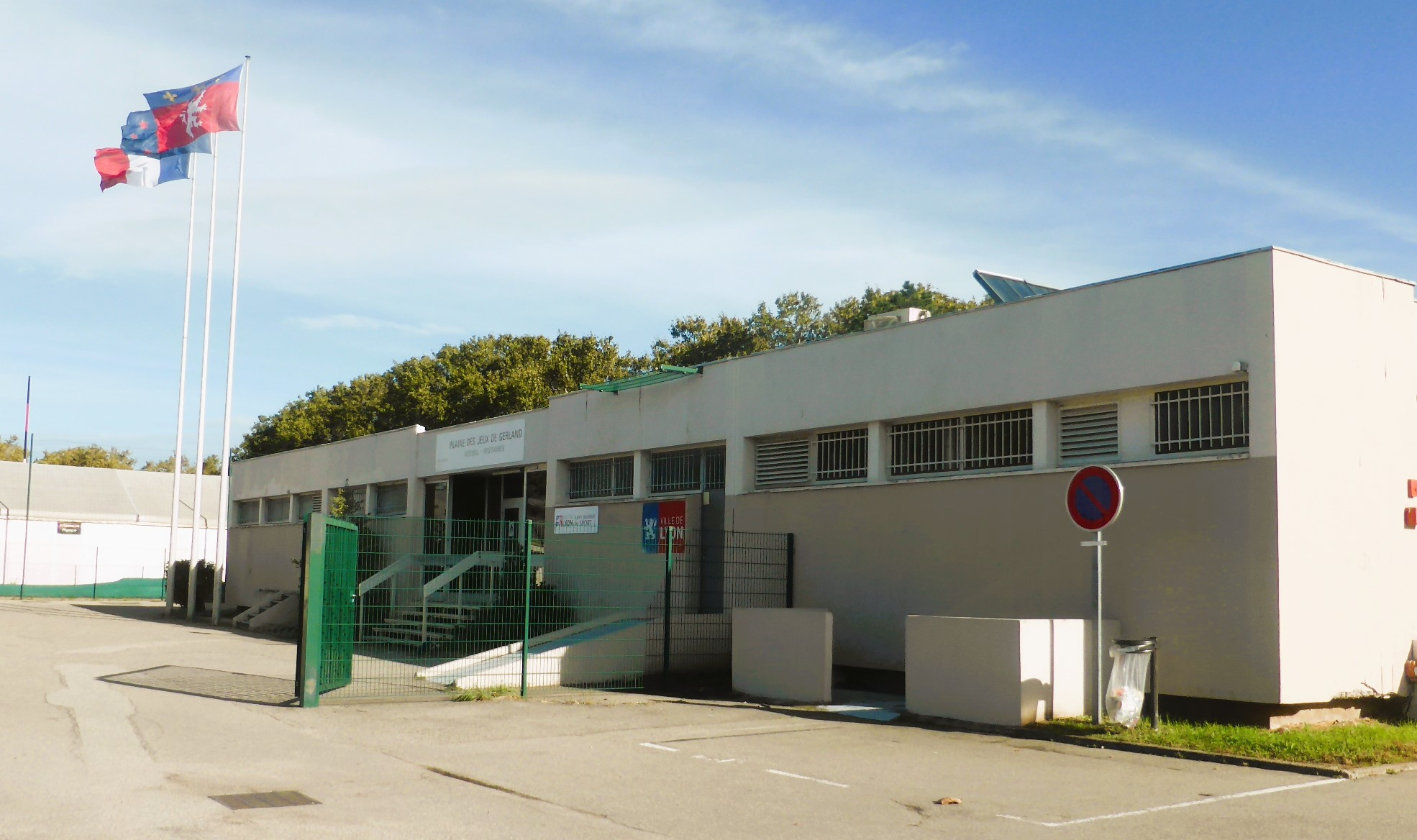
Plaine des jeux accueil
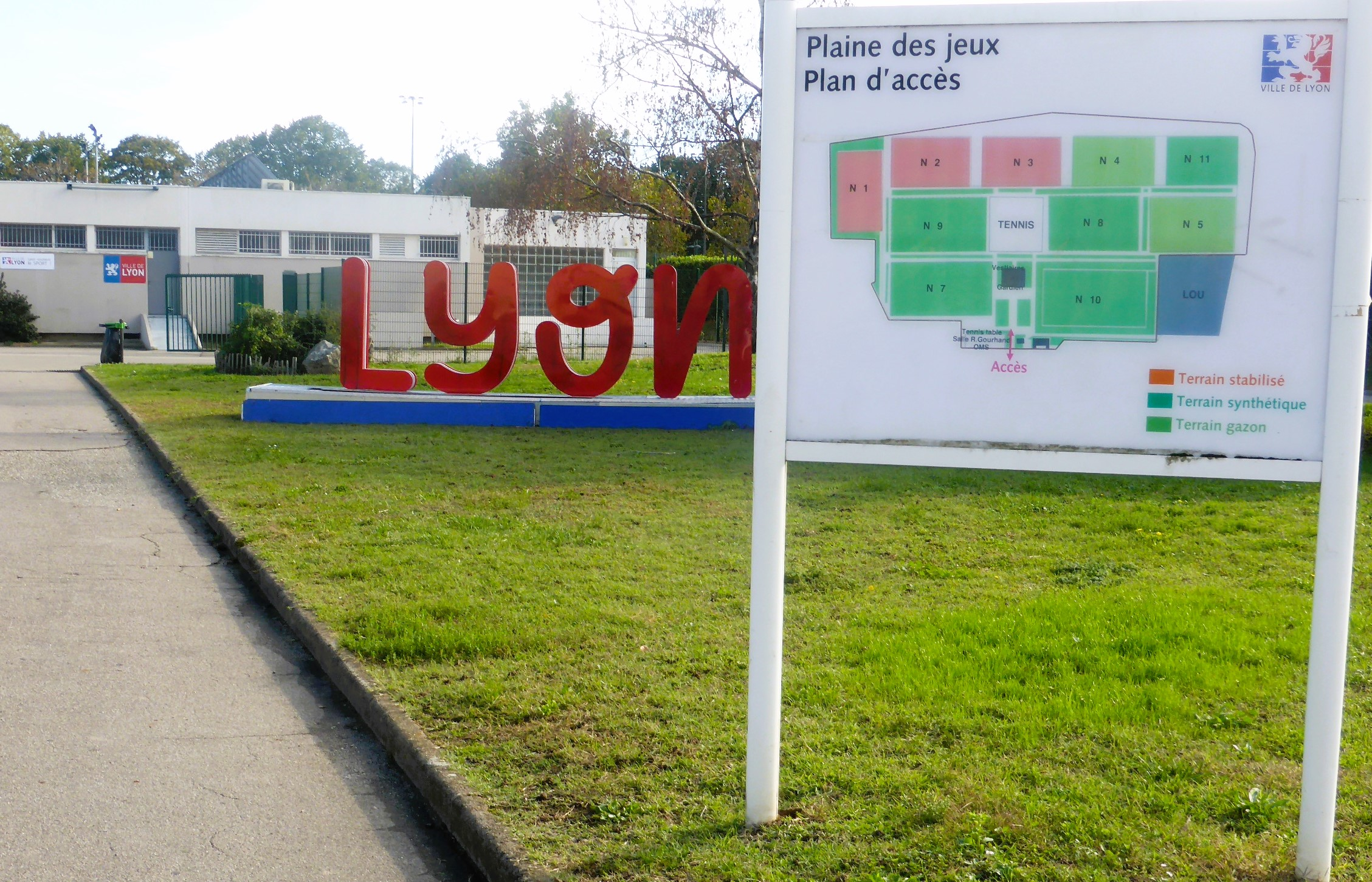
Plaine des jeux
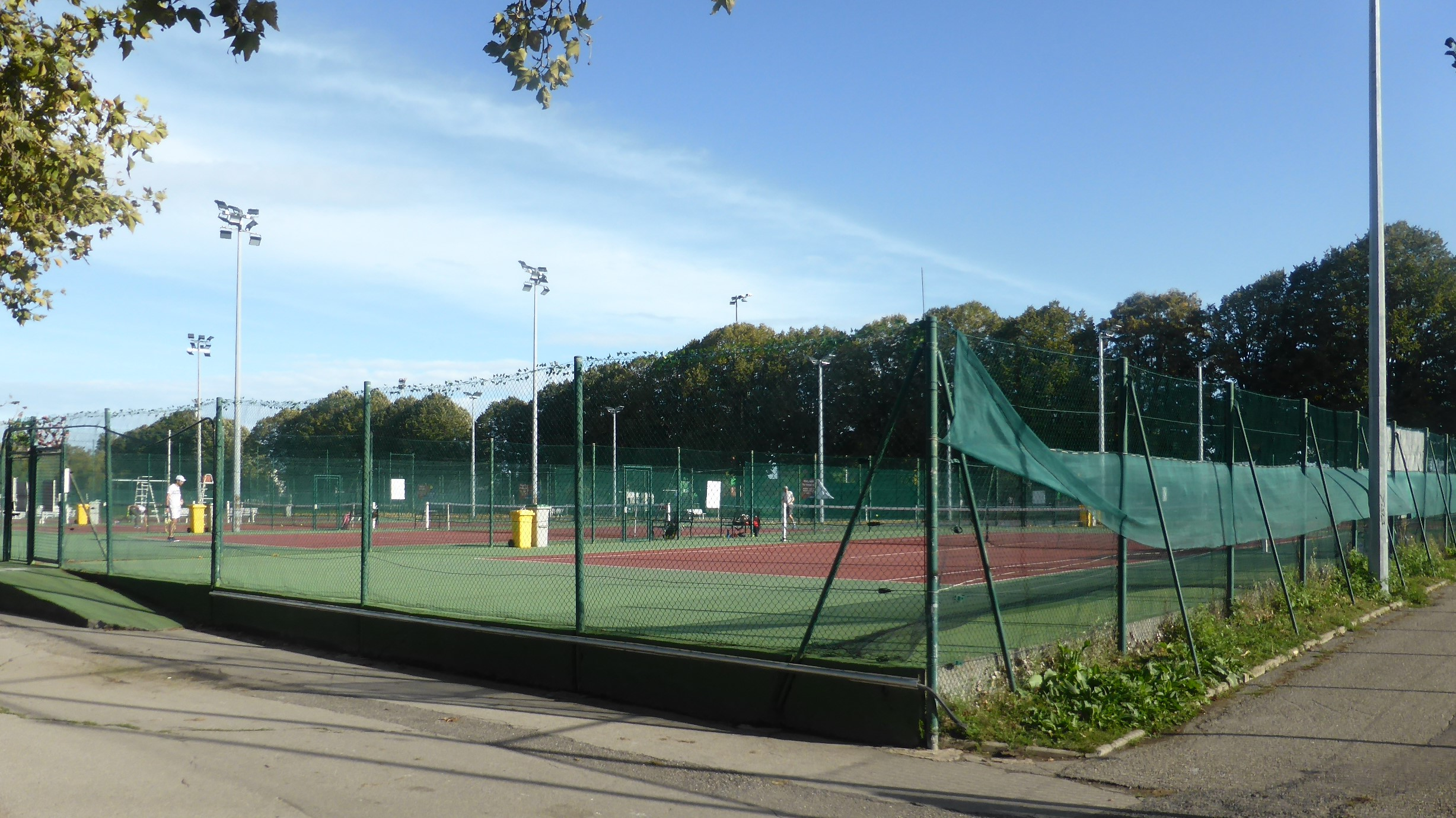
courts de tennis
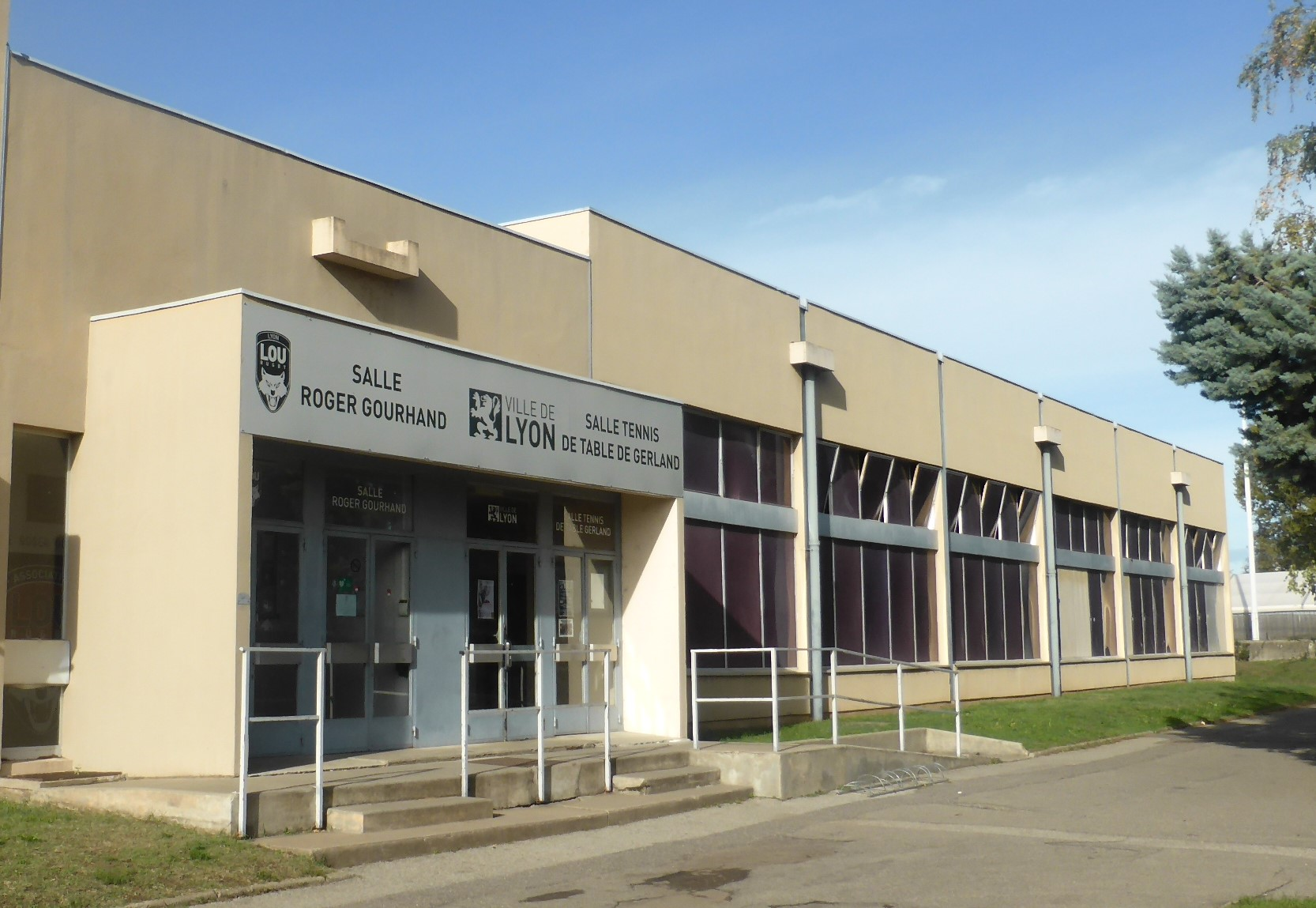
Tennis de table

Cet espace n'est pas exclusivement consacré aux sports. Sa majeure partie est occupée par un parc inauguré en l'an 2000. Anciennement connu sous le nom de parc de Gerland, il est appelé depuis 2016 parc Henry-Chabert, adjoint à l'urbanisme de 1989 à 2001. Le promeneur peut trouver l'occasion de s'instruire à la Maison du livre, lieu d'exposition destiné aux amoureux du monde horticole en consultant les ouvrages sur l'art des jardins. Il peut longer le canal dans lequel croissent les plantes en ligne de la mégaphorbiaie, spectacle qui se renouvelle au rythme des saisons.

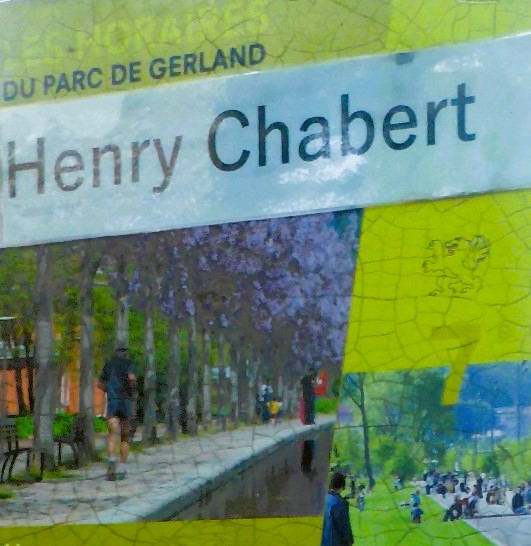
Parc Henry-Chabert
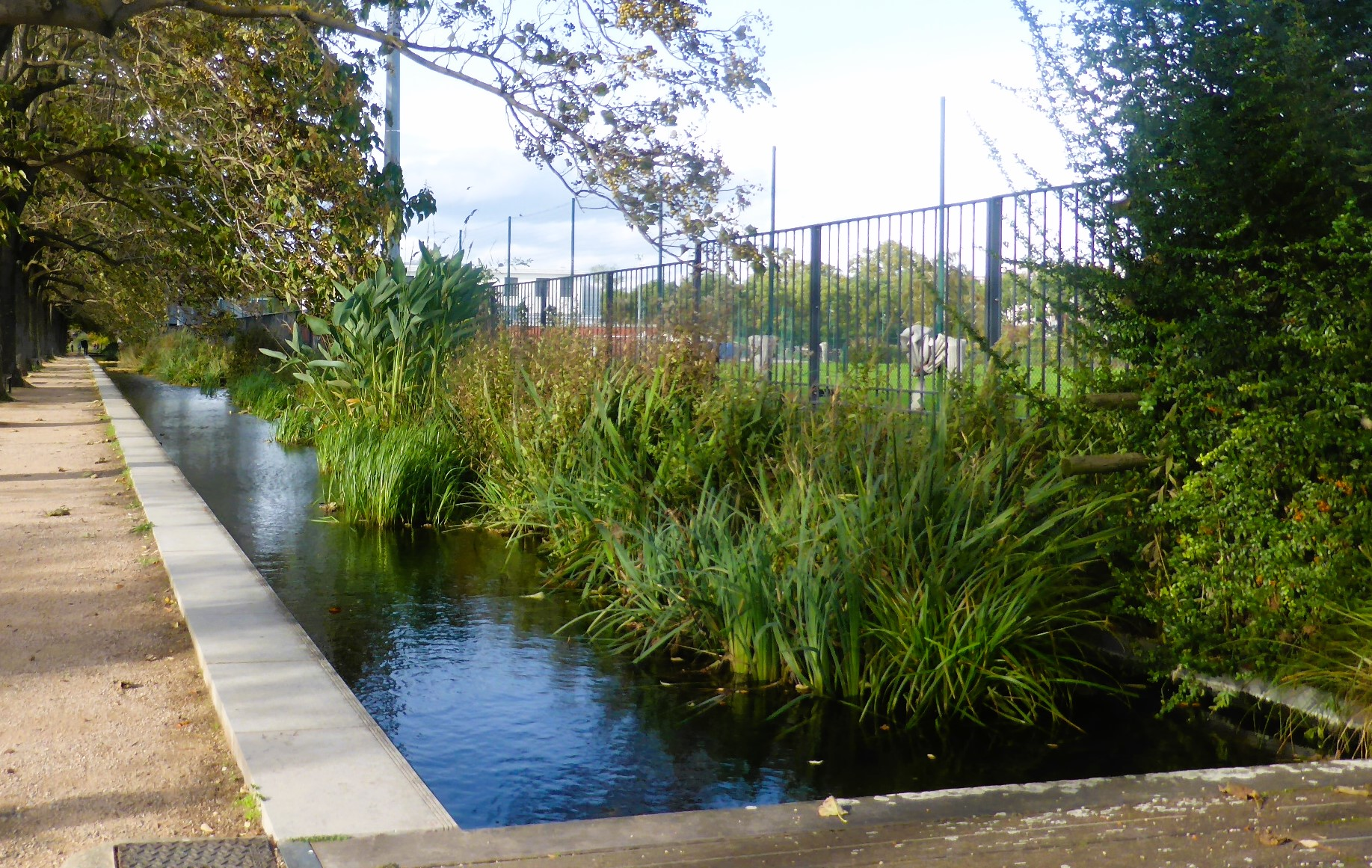
Mégaphorbiaie
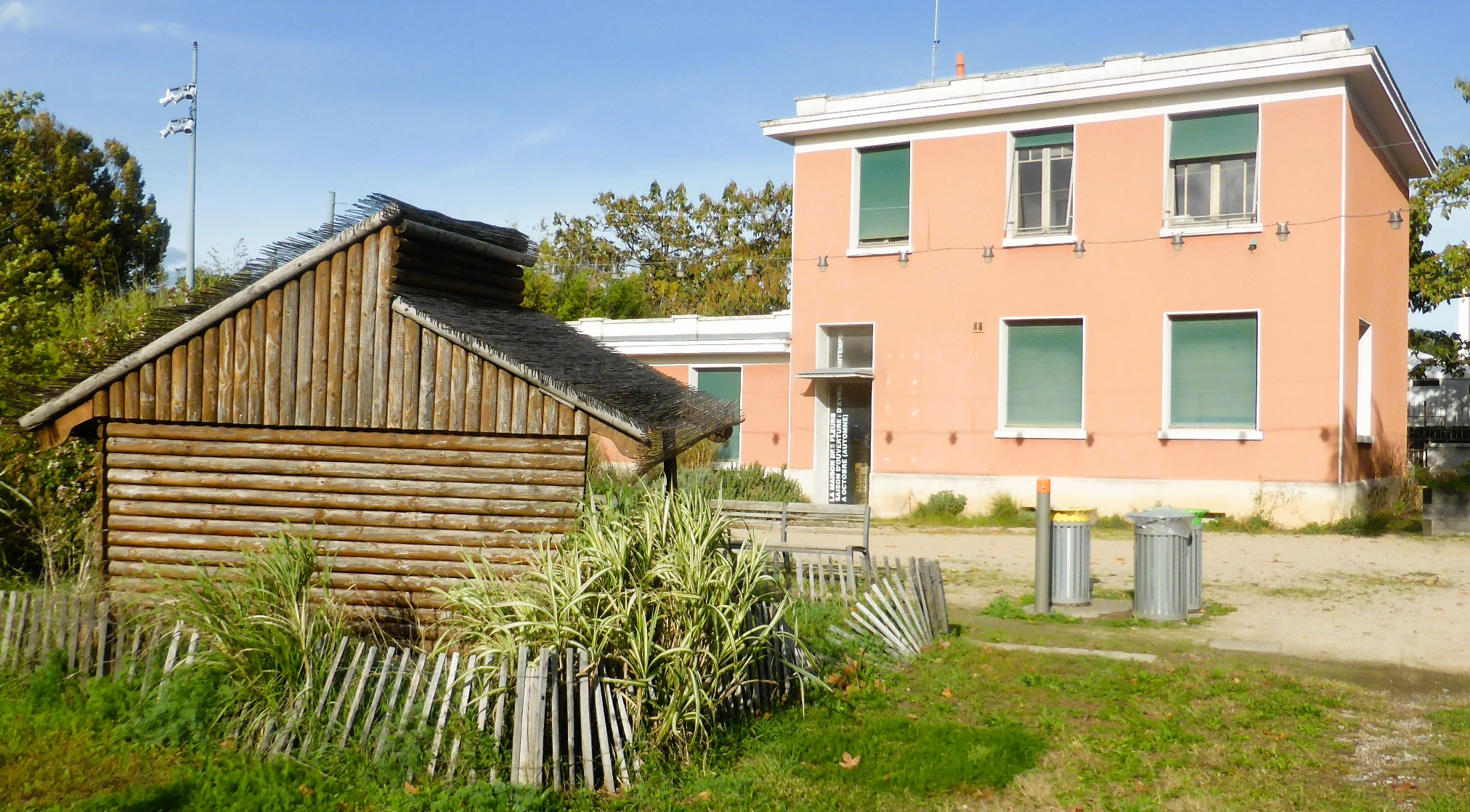
Maison des fleurs
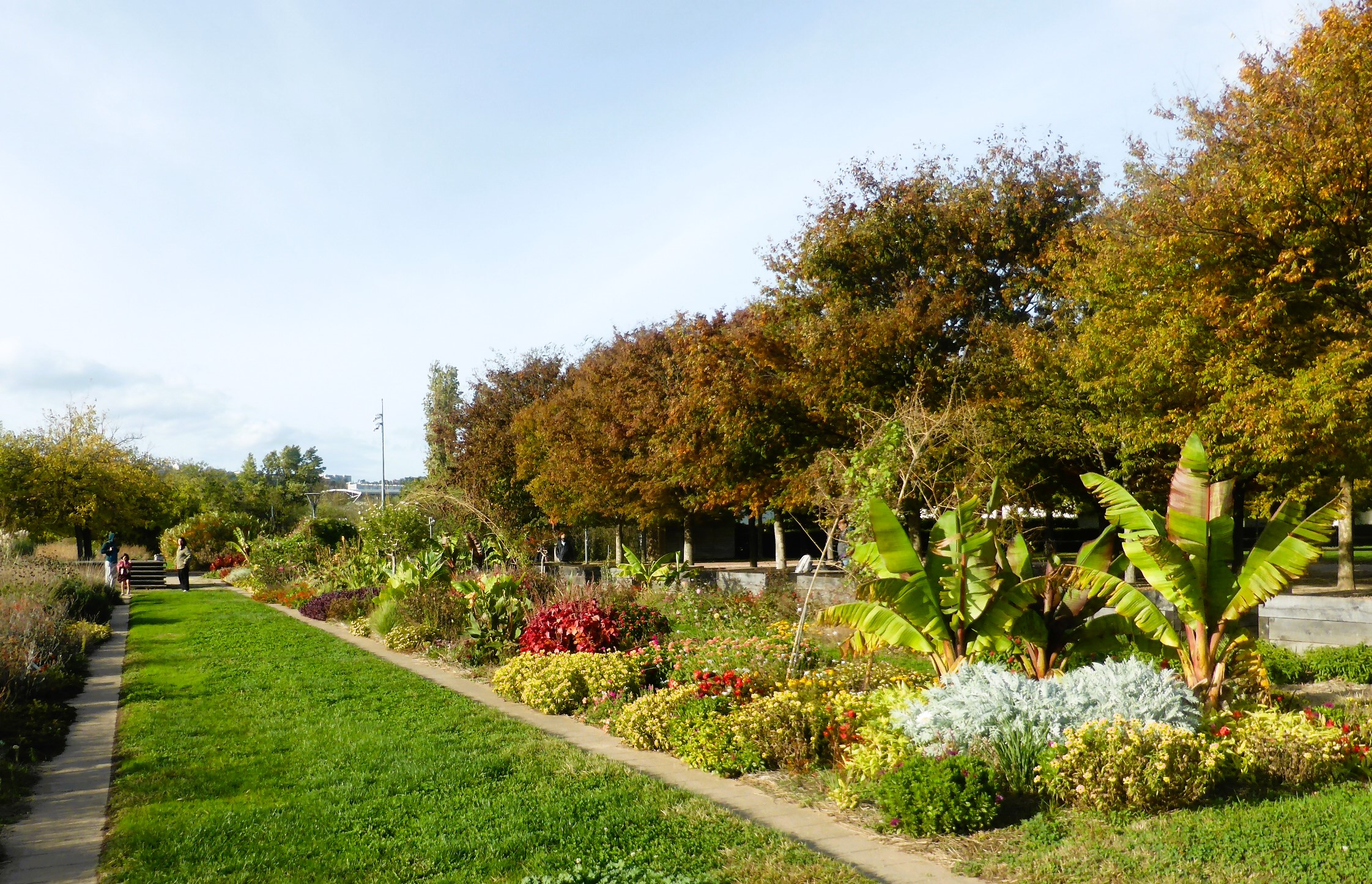
Allée fleurie
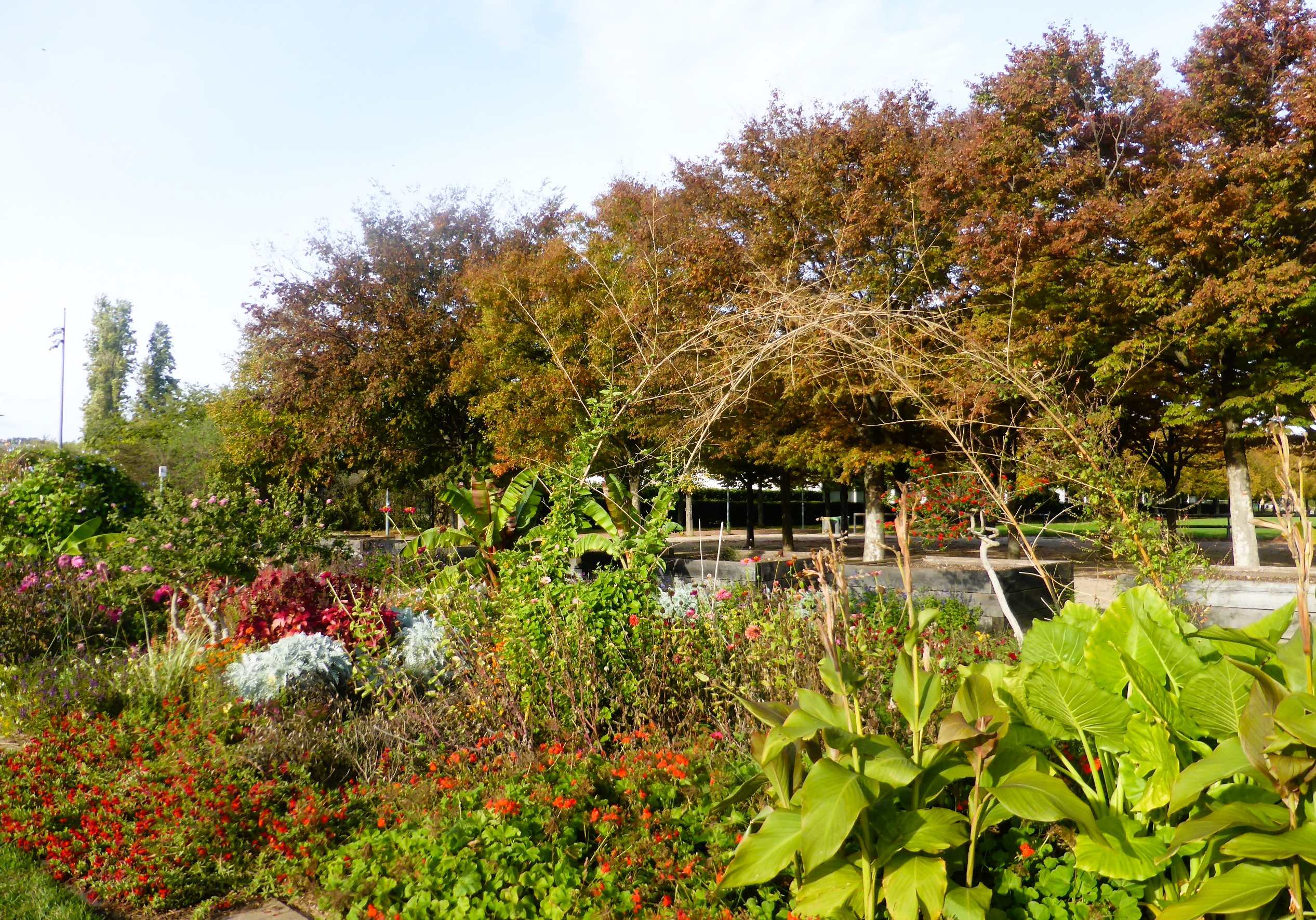
Floraison d'automne
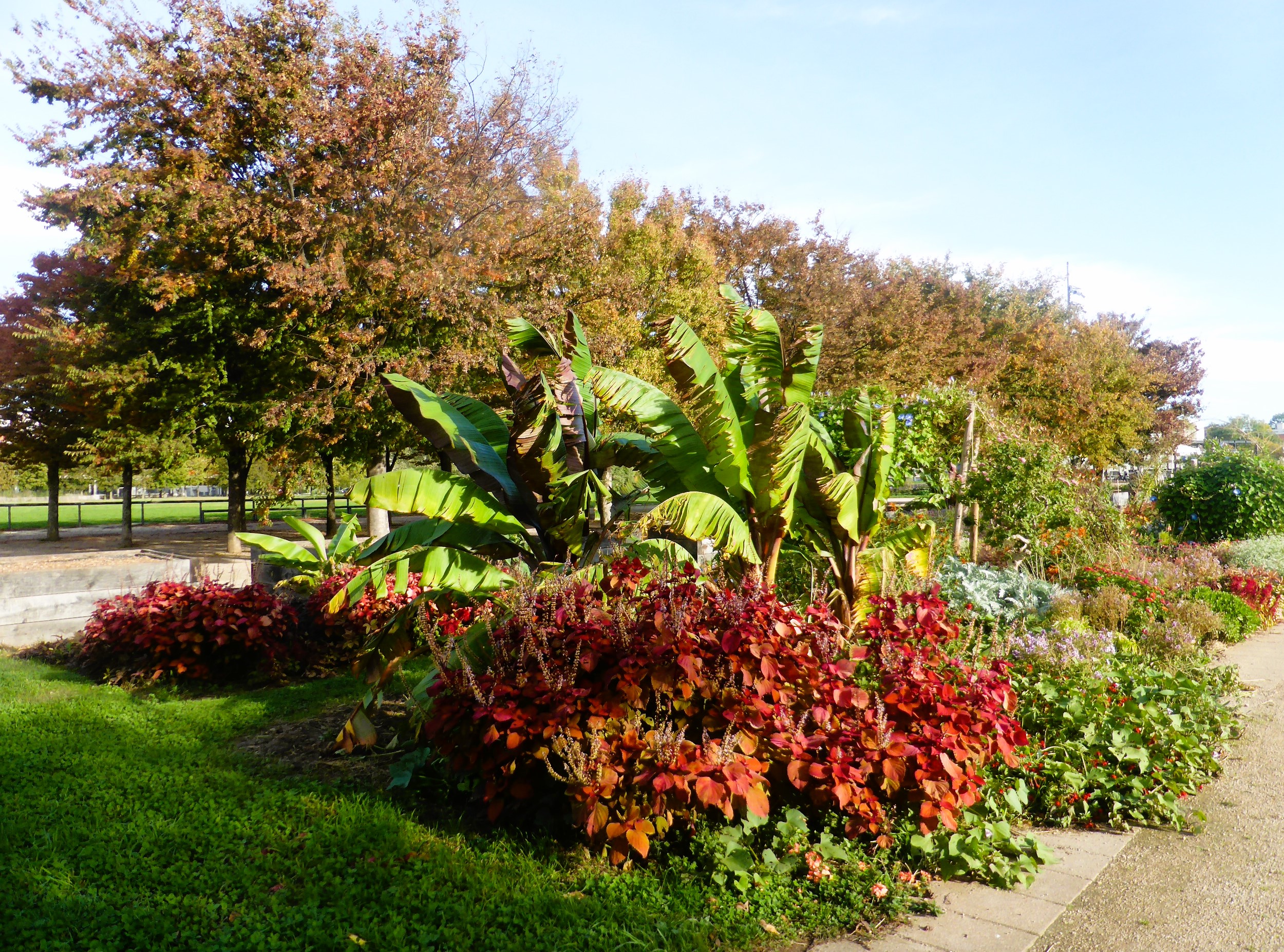
Massif de fleurs

## Géographie et équipements

### Localisation

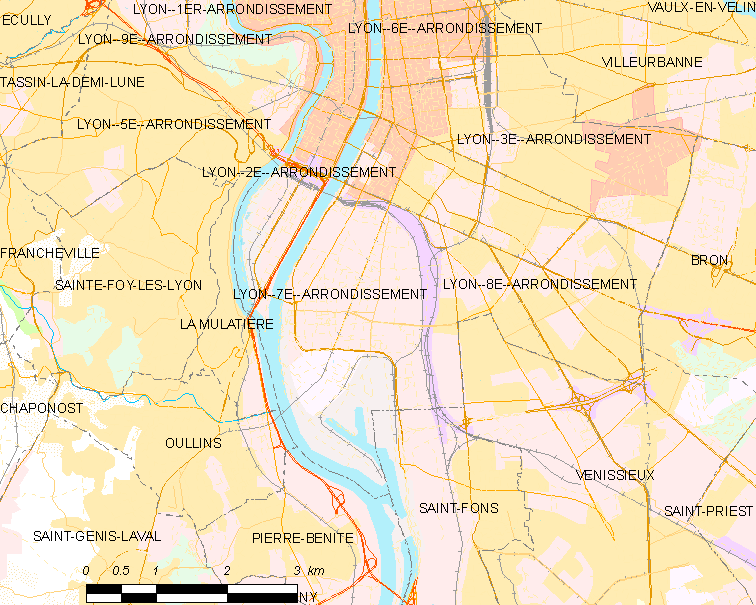
Environnement de l'arrondissement.
Détails du 7e arrondissement.
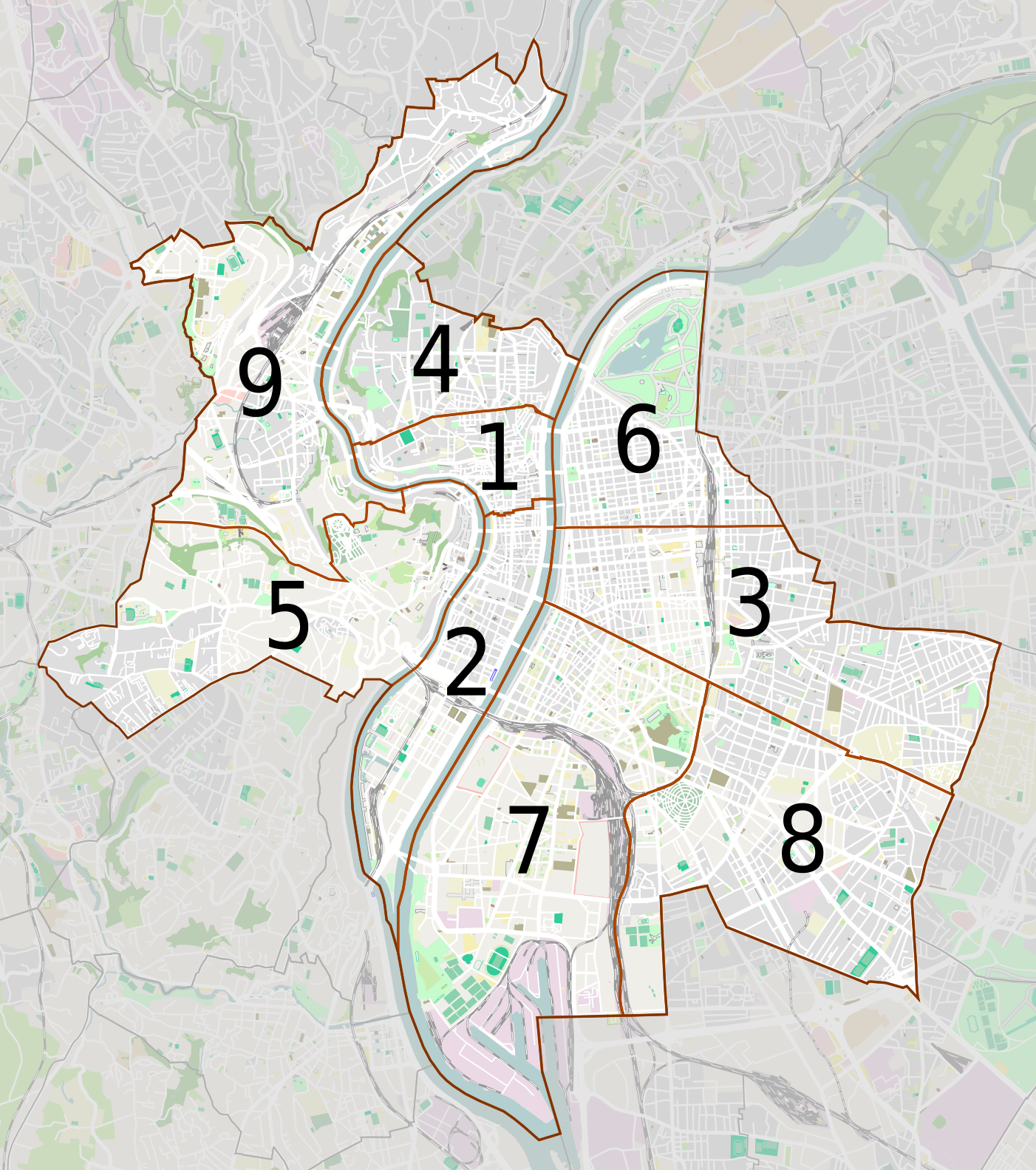
Situation dans Lyon.

### Superficie
- Superficie : 975 ha

Le 7e arrondissement est compris entre le Rhône (à l'ouest), le cours Gambetta au nord, le 8e arrondissement à l'est et la commune de Saint-Fons au sud. C'est l'arrondissement le plus vaste de Lyon. Il est situé sur un territoire presque plat, la plaine alluviale du Rhône.

Il recouvre : les cantons IX et X, et une partie des 1re et 3e circonscriptions.

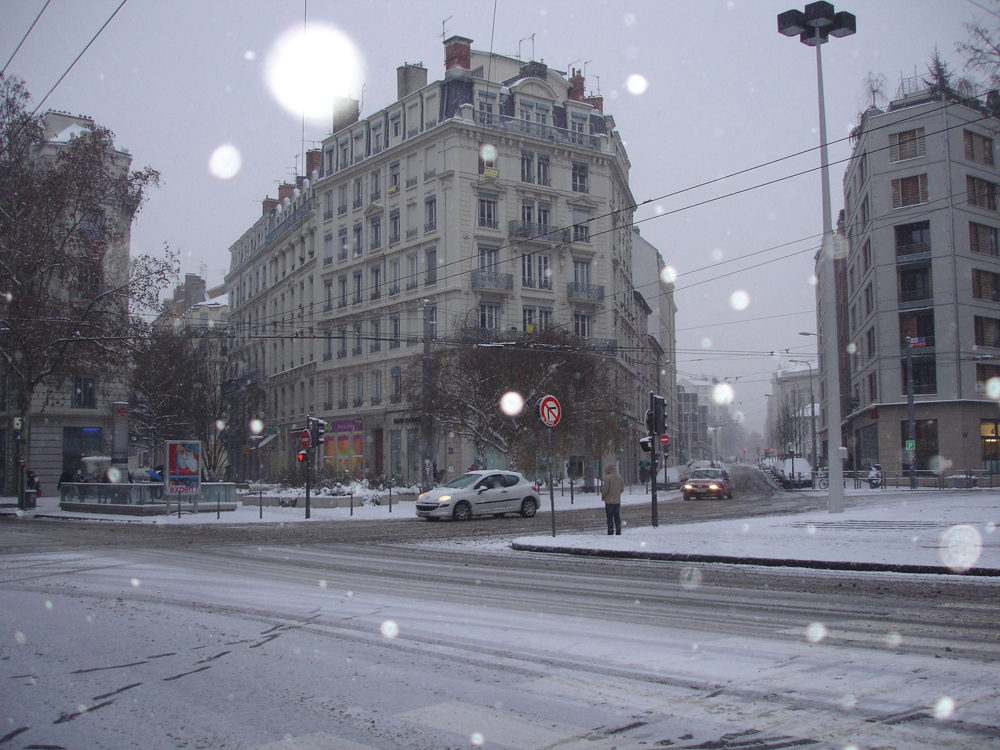
Le quartier Jean Macé sous la neige durant l'hiver 2009.

### Quartiers
- La Guillotière partie sud, la partie nord étant située dans le 3e arrondissement
- Le quartier Saint-Louis, qui a connu une forte gentrification
- Le quartier Jean Macé, autour de la place et de la gare du même nom
- Le quartier Gerland, au-delà de la voie ferrée dont les ZAC du Bon Lait et des Girondins
- Le quartier Sergent Blandan, autrefois appelé Stalingrad-Lamothe

### Monuments

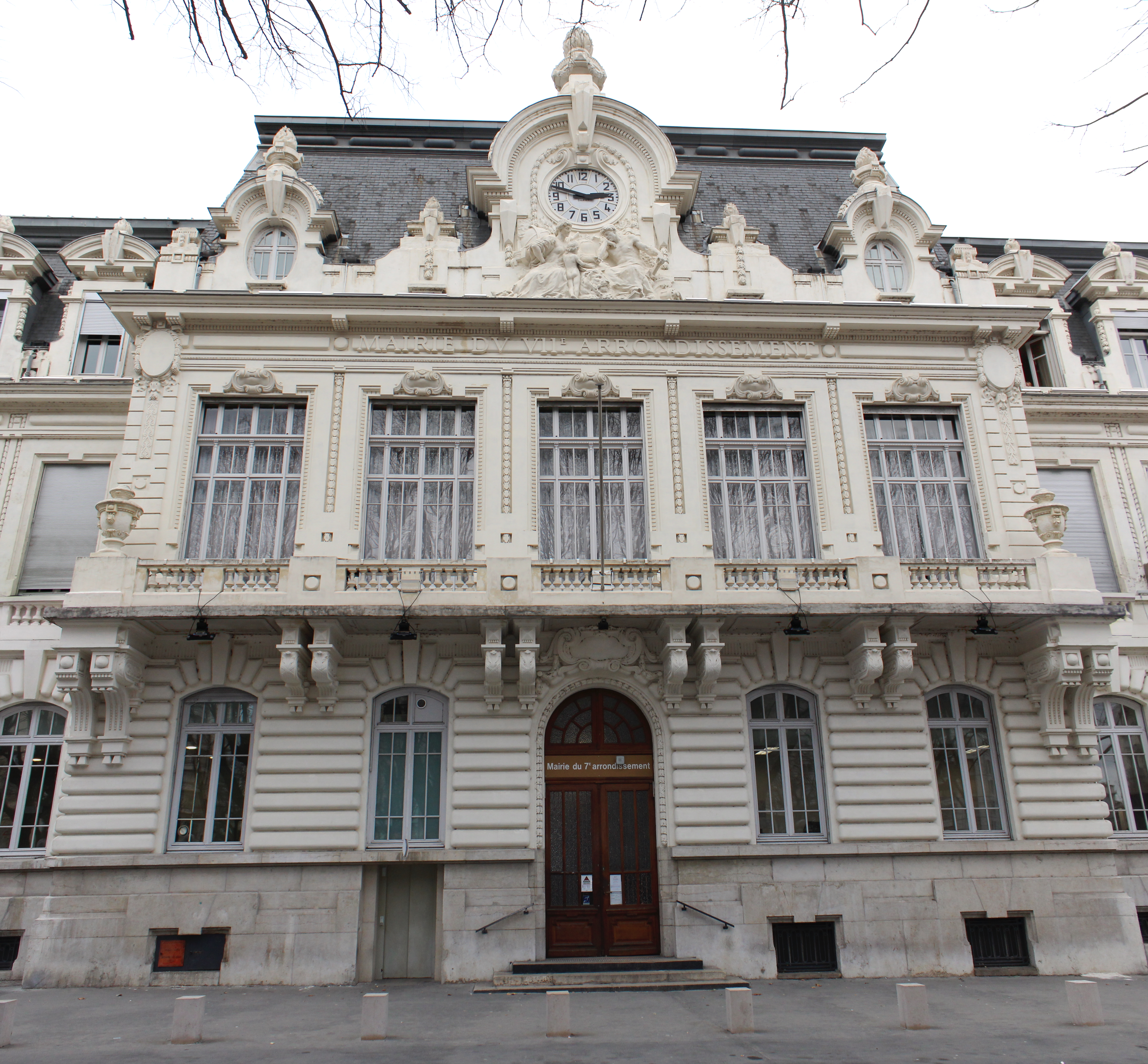
Mairie d'arrondissement sur la place Jean-Macé.

- Halle Tony-Garnier
- Stade de Gerland
- Palais des sports de Lyon
- Château de La Motte
- Université Lumière-Lyon-II
- Université Jean-Moulin-Lyon-III
- École normale supérieure de Lyon

### Établissements d'enseignement secondaire
- Cité scolaire internationale
- Collège Gabriel Rosset
- Collège Georges Clemenceau
- Collège Saint-Louis de la Guillotière (dépend du Centre Saint-Marc)
- Collège Gisèle Halimi
- Lycée polyvalent Hector Guimard
- Lycée polyvalent Charles Mérieux
- Lycée professionnel des métiers Louise Labé
- Lycée catholique privé Chevreul
- Lycée professionnel privé Saint Joseph

### Établissements supérieurs
- Institut de science financière et d'assurances (ISFA)
- École normale supérieure de Lyon (ENS de Lyon)
- Institut d'études politiques de Lyon (IEP de Lyon)
- Institut supérieur d'agriculture et d'agroalimentaire Rhône-Alpes (ISARA)
- EM Lyon Business School

### Culture
- Comœdia (cinéma)
- Théâtre flottant L'Île Ô
- Le théâtre de Lulu sur la Colline
- Centre d'histoire de la résistance et de la déportation (CHRD)

### Rues, places, espaces verts

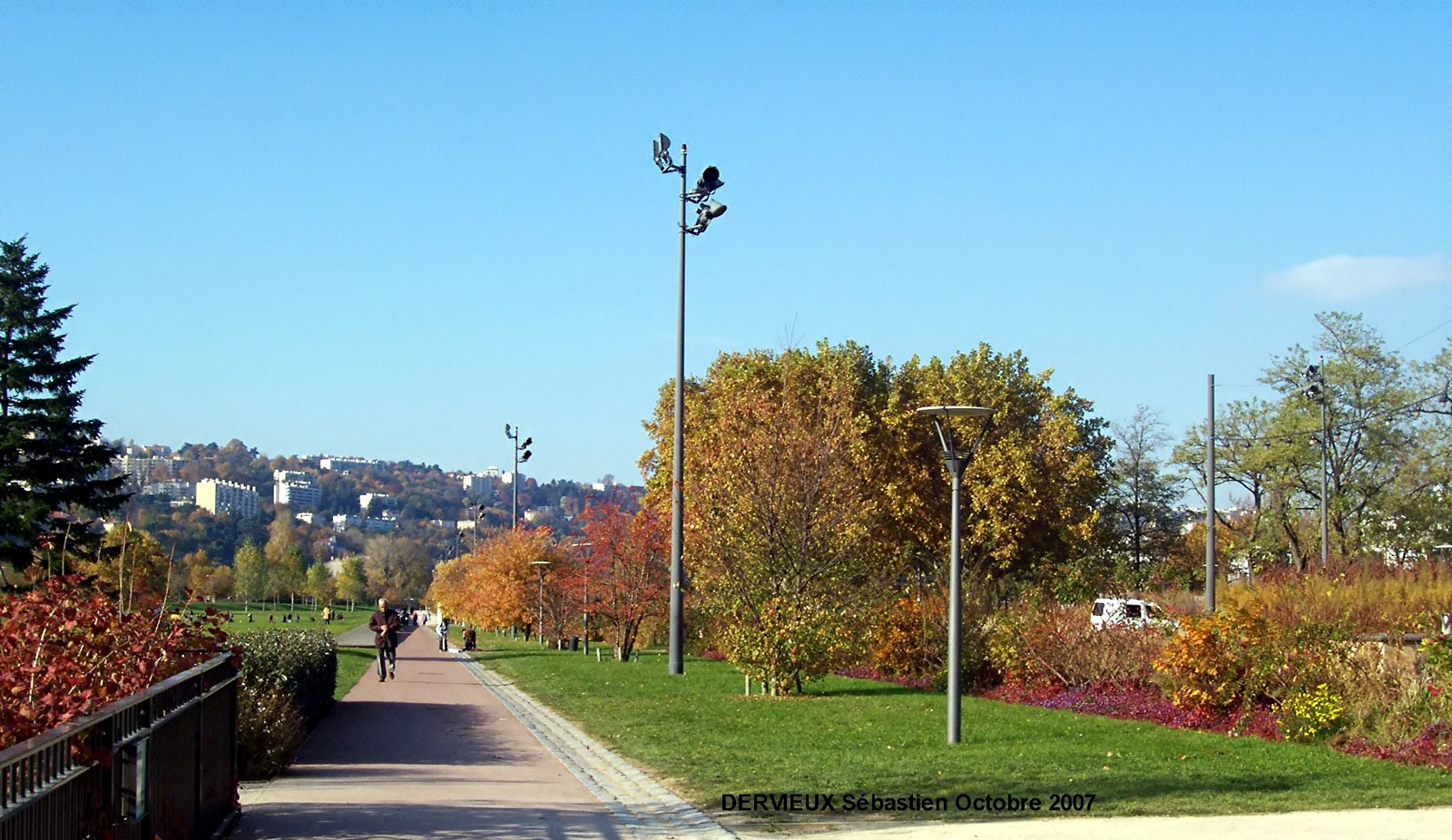
Le parc Henry-Chabert.

- Parc Henry-Chabert (anciennement parc de Gerland)
- Berges du Rhône
- Place Jean-Macé
- Place Jean-Jaurès
- Parc Blandan (anciennement caserne)

### Transports
- : stations Saxe-Gambetta, Jean Macé, Place Jean Jaurès, Debourg, Stade de Gerland – Le LOU
- : stations Guillotière - Gabriel Péri, Saxe-Gambetta, Garibaldi

### Établissements économiques
- Port Édouard-Herriot
- P4 Jean Mérieux
- Sanofi
- Technip
- Merial
- Nexans

### Équipements sportifs
- Stade de Gerland
- Palais des sports de Lyon
- Centre nautique Tony-Bertrand (CNTB, anciennement Piscine du Rhône) de l'architecte lyonnais Alexandre Audouze-Tabourin.

## Politique et administration

### Liste des maires
| Période      | Période      | Identité                            | Étiquette | Étiquette    | Qualité |
| ------------ | ------------ | ----------------------------------- | --------- | ------------ | --- |
| mars 1983    | mars 1989    | Roland Fulchiron (1938- )           |           | UDF-CDS      | Conseiller général de Lyon-X puis Lyon-IX (1982 → 2001)                                                        |
| mars 1989    | mars 2001    | Marie-Chantal Desbazeille (1941- )  |           | RPR          | |
| mars 2001    | avril 2014   | Jean-Pierre Flaconnèche (1944-2018) |           | PS           | Inspecteur des impôts retraité Conseiller général de Lyon-X (2001 → 2014)                                      |
| avril 2014   | juillet 2020 | Myriam Picot (1953- )               |           | PS puis LREM | Ancienne avocate au barreau de Lyon, ancienne bâtonnière Vice-présidente de la Métropole de Lyon (2014 → 2020) |
| juillet 2020 | En cours     | Fanny Dubot (1989- )                |           | EELV         | Chargée de communication, collaboratrice de groupe d'élus                                                      |

### Tendances politiques et résultats
Élection municipale de 2020
|                                                                                  |                                      |                                      |                                      |                  |                                 |                                 |                                      |             |             |        |        |
| Tête de liste                                                                    | Tête de liste                        | Liste                                | Premier tour                         | Premier tour     | Tête de liste                   | Tête de liste                   | Liste                                | Second tour | Second tour | Sièges | Sièges |
| Tête de liste                                                                    | Tête de liste                        | Liste                                | Voix                                 | %                | Tête de liste                   | Tête de liste                   | Liste                                | Voix        | %           | CA     | CM     |
|                                                                                  | Fanny Dubot                          | EELV                                 | 5 281                                | 33,96            |                                 | Fanny Dubot                     | EELV LFI-GRS-E!-MRC PS-PCF-G.s-PP-ND | 9 049       | 61,01       | 23     | 8      |
| Maintenant Lyon pour tous Les écologistes avec Grégory Doucet                    |                                      |                                      | 5 281                                | 33,96            |                                 | Fanny Dubot                     | EELV LFI-GRS-E!-MRC PS-PCF-G.s-PP-ND | 9 049       | 61,01       | 23     | 8      |
|                                                                                  | Laurent Bosetti                      | LFI-GRS-E!-MRC                       | 2 040                                | 13,12            |                                 | Fanny Dubot                     | EELV LFI-GRS-E!-MRC PS-PCF-G.s-PP-ND | 9 049       | 61,01       | 23     | 8      |
| Lyon en commun                                                                   | Lyon en commun                       | Ensemble, l'écologie pour Lyon       | Ensemble, l'écologie pour Lyon       | 13,12            |                                 |                                 |                                      | 9 049       | 61,01       | 23     | 8      |
|                                                                                  | Sylvie Tomic                         | Ensemble, l'écologie pour Lyon       | Ensemble, l'écologie pour Lyon       | PS-PCF-G.s-PP-ND | 1 100                           | 7,07                            |                                      | 9 049       | 61,01       | 23     | 8      |
| Vivons vraiment Lyon – La gauche unie                                            |                                      | Ensemble, l'écologie pour Lyon       | Ensemble, l'écologie pour Lyon       |                  | 1 100                           | 7,07                            |                                      | 9 049       | 61,01       | 23     | 8      |
|                                                                                  | Jean-Yves Sécheresse                 | LREM-MoDem                           | 2 168                                | 13,94            |                                 | Jean-Yves Sécheresse            | LREM-MoDem LR                        | 2 995       | 20,19       | 3      | 1      |
| Un temps d'avance avec Yann Cucherat                                             |                                      |                                      | 2 168                                | 13,94            |                                 | Jean-Yves Sécheresse            | LREM-MoDem LR                        | 2 995       | 20,19       | 3      | 1      |
|                                                                                  | Émilie Desrieux                      | LR                                   | 1 747                                | 11,23            | Lyon, la force du rassemblement | Lyon, la force du rassemblement |                                      | 2 995       | 20,19       | 3      | 1      |
| Bleu blanc Lyon Étienne Blanc, union de la droite, des Républicains et du centre |                                      |                                      | 1 747                                | 11,23            | Lyon, la force du rassemblement | Lyon, la force du rassemblement |                                      | 2 995       | 20,19       | 3      | 1      |
|                                                                                  | Loïc Graber                          | LREM diss.                           | 1 832                                | 11,78            |                                 | Loïc Graber                     | LREM diss.                           | 2 787       | 18,79       | 1      | 0      |
| Respirations avec Georges Képénékian                                             | Respirations avec Georges Képénékian | Respirations avec Georges Képénékian | Respirations avec Georges Képénékian | 11,78            |                                 |                                 |                                      | 2 787       | 18,79       | 1      | 0      |
|                                                                                  | Justine Dufou                        | RN-PCD                               | 835                                  | 5,37             |                                 |                                 |                                      |             |             |        |        |
| Pour l'amour de Lyon                                                             |                                      |                                      | 835                                  | 5,37             |                                 |                                 |                                      |             |             |        |        |
|                                                                                  | Saïdi Ali Chellali                   | LC-100 % citoyens                    | 332                                  | 2,13             |                                 |                                 |                                      |             |             |        |        |
| Positivons Lyon avec Les Centristes et 100 % citoyens                            |                                      |                                      | 332                                  | 2,13             |                                 |                                 |                                      |             |             |        |        |
|                                                                                  | Olivier Minoux                       | LO                                   | 212                                  | 1,36             |                                 |                                 |                                      |             |             |        |        |
| Lutte ouvrière – Faire entendre le camp des travailleurs                         |                                      |                                      | 212                                  | 1,36             |                                 |                                 |                                      |             |             |        |        |
|                                                                                  |                                      |                                      |                                      |                  |                                 |                                 |                                      |             |             |        |        |
| Votes valides                                                                    | Votes valides                        | Votes valides                        | 15 547                               | 97,38            | Votes valides                   | Votes valides                   | Votes valides                        | 14 831      | 97,59       |        |        |
| Votes blancs                                                                     | Votes blancs                         | Votes blancs                         | 110                                  | 0,69             | Votes blancs                    | Votes blancs                    | Votes blancs                         | 166         | 1,09        |        |        |
| Votes nuls                                                                       | Votes nuls                           | Votes nuls                           | 309                                  | 1,94             | Votes nuls                      | Votes nuls                      | Votes nuls                           | 201         | 1,32        |        |        |
| Total                                                                            | Total                                | Total                                | 15 966                               | 100              | Total                           | Total                           | Total                                | 15 198      | 100         | 27     | 9      |
| Abstention                                                                       | Abstention                           | Abstention                           | 24 006                               | 60,06            | Abstention                      | Abstention                      | Abstention                           | 24 831      | 62,03       |        |        |
| Inscrits / participation                                                         | Inscrits / participation             | Inscrits / participation             | 39 972                               | 39,94            | Inscrits / participation        | Inscrits / participation        | Inscrits / participation             | 40 029      | 37,97       |        |        |

## Économie

### Revenus de la population et fiscalité
En 2021, le revenu fiscal médian par ménage était de 24 610 €, ce qui plaçait le 7e arrondissement au septième rang parmi les neuf arrondissements de Lyon.